# Африка
А́фрика — другий за площею і населенням материк у світі, після Євразії. Загальна площа континенту становить понад 30,27 млн км², враховуючи прилеглі острови — він займає 5,9 % площі земної поверхні і 20,3 % площі суходолу[⇨].
Населення континенту, станом на 2023 рік, оцінюється майже в 1,3 млрд (понад 16 % населення світу). Населення Африки є наймолодшим серед усіх континентів; середній вік 2012 року становив 19,7, проти середньосвітового — 30,4[⇨]. Сучасна карта континенту — це велике різноманіття народів, народностей, їхніх традицій, вірувань, культур і мов[⇨].
Континент омивається на сході водами Індійського океану і Червоного моря, на заході — Атлантичного, на півночі — Середземного моря останнього. На північному заході Африка відділена Гібралтарською протокою від Європи, на північному сході — Суецьким каналом і Баб-ель-Мандебською протокою від Азії. Найбільший острів, що належить до континенту — Мадагаскар. Африка — єдиний материк, розташований у всіх чотирьох півкулях Землі: Північній, Південній, Східній і Західній[⇨]. Через центральну частину материка проходить екватор, від якого на північ і південь майже симетрично розходяться природні зони [⇨]. Це єдиний материк, що простягнувся від північного до південного субтропічного поясу. В екваторіальному поясі протягом року сонце перебуває близько до зеніту, тому щодня йдуть дощі, що зрошують реліктові дощові ліси узбережжя Гвінейської затоки і западини Конго. На південь і північ від екватора, в субекваторіальному поясі бувають сухий і вологий періоди, що творять неповторну природу саван, серед безкрайніх рівнинних просторів яких декілька мільйонів років тому з'явились наші першопредки (сахельантроп, австралопітек африканський і афарський, людина прямоходяча, уміла і працююча) і від 300—260 тис. років тому проходила перші етапи своєї еволюції людина розумна[⇨]. У районі тропіків, розташовані пустелі, найбільша з яких Сахара. Жива природа континенту своєрідна і неповторна, тут збереглось найбільше видів мегафауни, оскільки вона зазнала найменшого впливу під час четвертинного вимирання. Тваринний світ представлений найбільшим (африканський слон) і найвищим (жирафа) звіром суходолу, чемпіоном з бігу (гепард), найбільшим птахом (африканський страус) та багатьма іншими рекордсменами[⇨]. Природа континенту сильно потерпає від широкого спектру екологічних проблем сучасності: опустелювання, вирубки лісів, дефіциту води тощо. Очікується, що ці проблеми будуть тільки погіршуватись у зв'язку зі змінами клімату. Міжурядова група експертів ООН з питань змін клімату (IPCC) визначила Африку континентом, найбільш вразливим до змін клімату[⇨].
Одні з перших людських цивілізацій, єгипетська та фінікійська, виникли в Північній Африці[⇨]. Впродовж багатьох тисячоліть складної історії на континенті виникали, розквітали та згасали ряд місцевих цивілізацій, відбувались різноманітні міграції, від розселення первісних людей до міграцій банту[⇨]. Останні 500 років континент перебував під європейським впливом, який активізував торгівлю і включив місцеве населення до глобальних процесів, включно з трансатлантичною работоргівлею, що також сприяла заселенню африканцями американського континенту. Наприкінці XIX століття європейські країни колонізували всю Африку, безжально експлуатували природні ресурси континенту та місцеві спільноти[⇨].
Незважаючи на багатство природних ресурсів, континент залишається найбіднішим у перерахунку доходу на душу населення. В Африці знаходяться найбідніші країни світу. Частково це пояснюється географічними та демографічними чинниками, частково наслідками європейської колонізації та холодної війни, але переважно недемократичними формами правління та примітивними політичними режимами, що не дозволяють справедливо перерозподіляти дохід від неефективної експлуатації національних багатств всередині громад. Економіка континенту поєднує в собі низьку концентрацію національних багатств, наслідки колоніальної епохи, проблеми молодого віку трудових ресурсів та великий потенціал росту в глобальному вимірі[⇨].
На континенті існує 54 незалежні держави, що є членами ООН і об'єднались в регіональну економіко-політичну організацію — Африканський Союз із штаб-квартирою в Аддис-Абебі (Ефіопія). Більшість з них виникли в процесі деколонізації другої половини XX століття й торують свій незалежний шлях крізь невирішені проблеми, що дістались їм від колоніальної епохи. Найбільша за площею держава — Алжир[⇨].

## Етимологія
В античні часи не існувало єдиного топоніму для позначення сучасного материка Африка. Землі на захід від Єгипту в античні часи називали Лівією', від племені лібів. Цей топонім від єгиптян ще за часів Гомера засвоїли древні греки. У III столітті до н. е. з'являються перші згадки про топонім Африка, яким тоді позначали землі навколо фінікійського міста Карфаген (сучасна територія північного Тунісу). Фінікійське афер означало «землі Карфагену». У давньоримського історика Теренція є пояснення топоніму як «Землі афрів» (лат. Africa terra), який він виводить від назви місцевого берберського племені афрів, африків, іфригів. Тобто однієї з гілок сахарського населення, що до сучасності зберегло власний етнонім — тарги (туареги). Традиційно назву народу виводять від фінікійського слова afar — «пилюка», сучасні дослідники роблять це від берберського ifri — «печера», тобто іфригі — це печерні жителі, про яких згадував ще Геродот. Таке саме слово зустрічається в назві північноафриканського племені «бану іфран» (іфраніди), що мешкали на території сучасного Алжиру й Триполітанії з центром навколо сучасного міста Яфран; також в назві марокканського міста Іфран. У античні часи термін «Азія» використовували для позначення Малої Азії і земель на схід від неї. Спочатку Єгипет і Левант мали невизначений статус між Африкою та Азією, хоча як частина Перської імперії вони інколи включалися до більш узагальненого терміну «Азії». Розмежувальну лінію між цими двома континентами вперше означив географ Клавдій Птолемей (85-165), провівши нульовий меридіан через Александрію і зробивши Суецький перешийок та Червоне море межею між Азією та Африкою. Древні греки намагались виводити топонім від власної богині Афродіти, або семітської Астарти (Іштар).
Після завоювання римлянами Карфагену 146 року до н. е. в результаті Пунічних війн, завдяки впливу греків Південної Італії цей топонім був перенесений на нову римську провінцію (лат. Africa Proconsularis). У латині топонім був утворений поєднанням етноніму місцевого населення із суфіксом -ica (порівняйте цезарівське Celt-ica від назви місцевих племен кельтів Celtae, що використовується ним в «Записках про Галльську війну»). Єврейський історик I століття Йосип Флавій, стверджував, що топонім походить від імені Етера, онука Авраама від Кетури (Буття 25:4), чиї нащадки заселили Лівію.
У історика VII століття Ісидора Севільського в його «Етимологіях» (том XIV, розділ 5.2) згадується трактування слова лат. aprica як «сонячний». У середні вікі, після завоювання арабами Африканського екзархату (лат. Exarchatus Africae) Візантії була утворена провінція халіфату — Іфрикія (араб. إفريقية), що зберегла латинський корінь у своїй назві. Середньовічний історик Лев Африканський (1495—1554) поширював назву «Африка» вже на все середземноморське узбережжя материка. Він запропонував гіпотезу походження назви від дав.-гр. α φρίκη — «без холоду/жаху». Але оскільки звуку ph на f в грецькій мові датується приблизно X століттям, то малоймовірно, що це справжнє походження топоніму.

Ойкумена часів Геродота
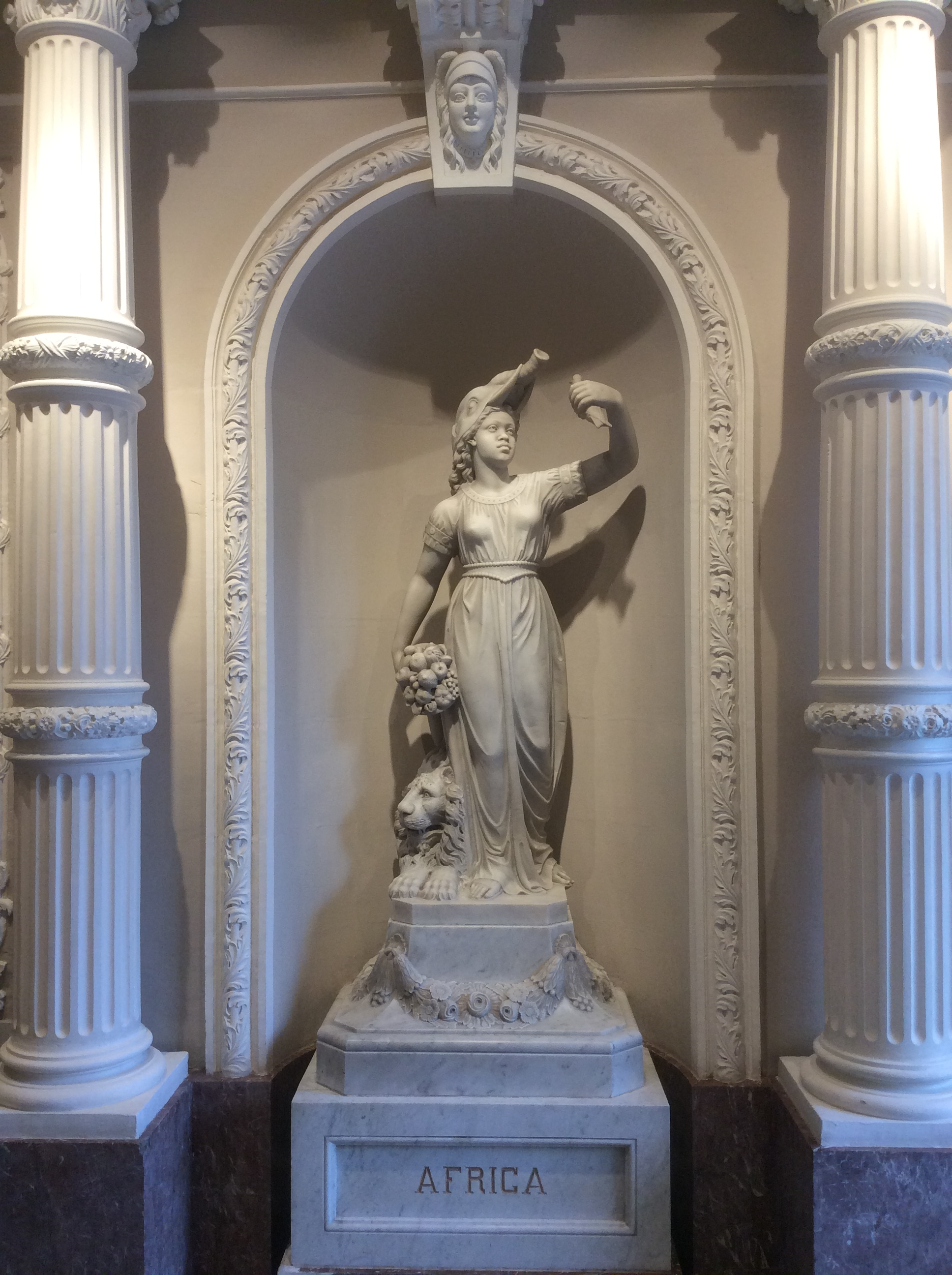
Статуя-алегорія Африки, палац Феррерія, Мальта
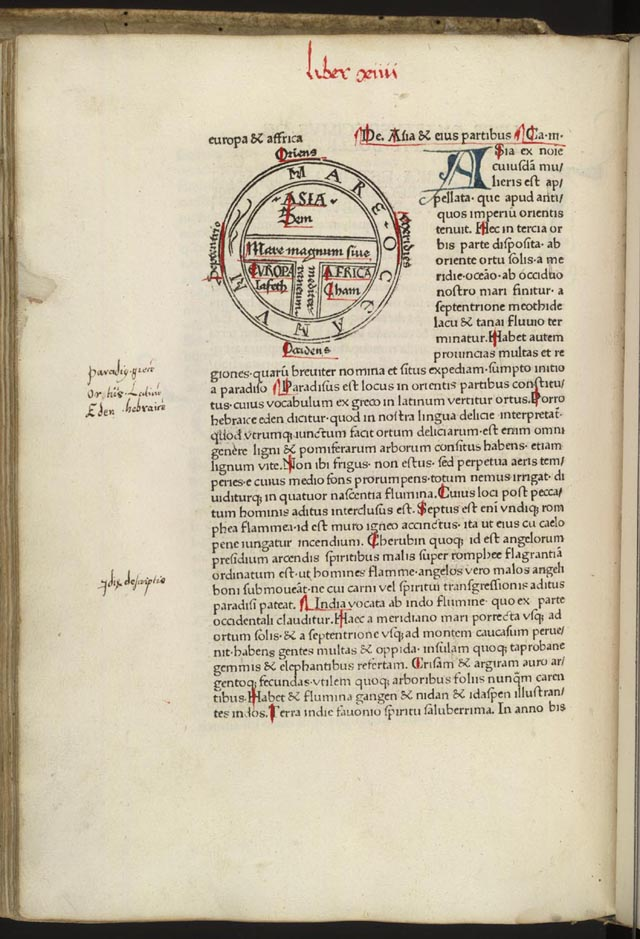
Карта світу в «Етимологіях», видання 1472 року
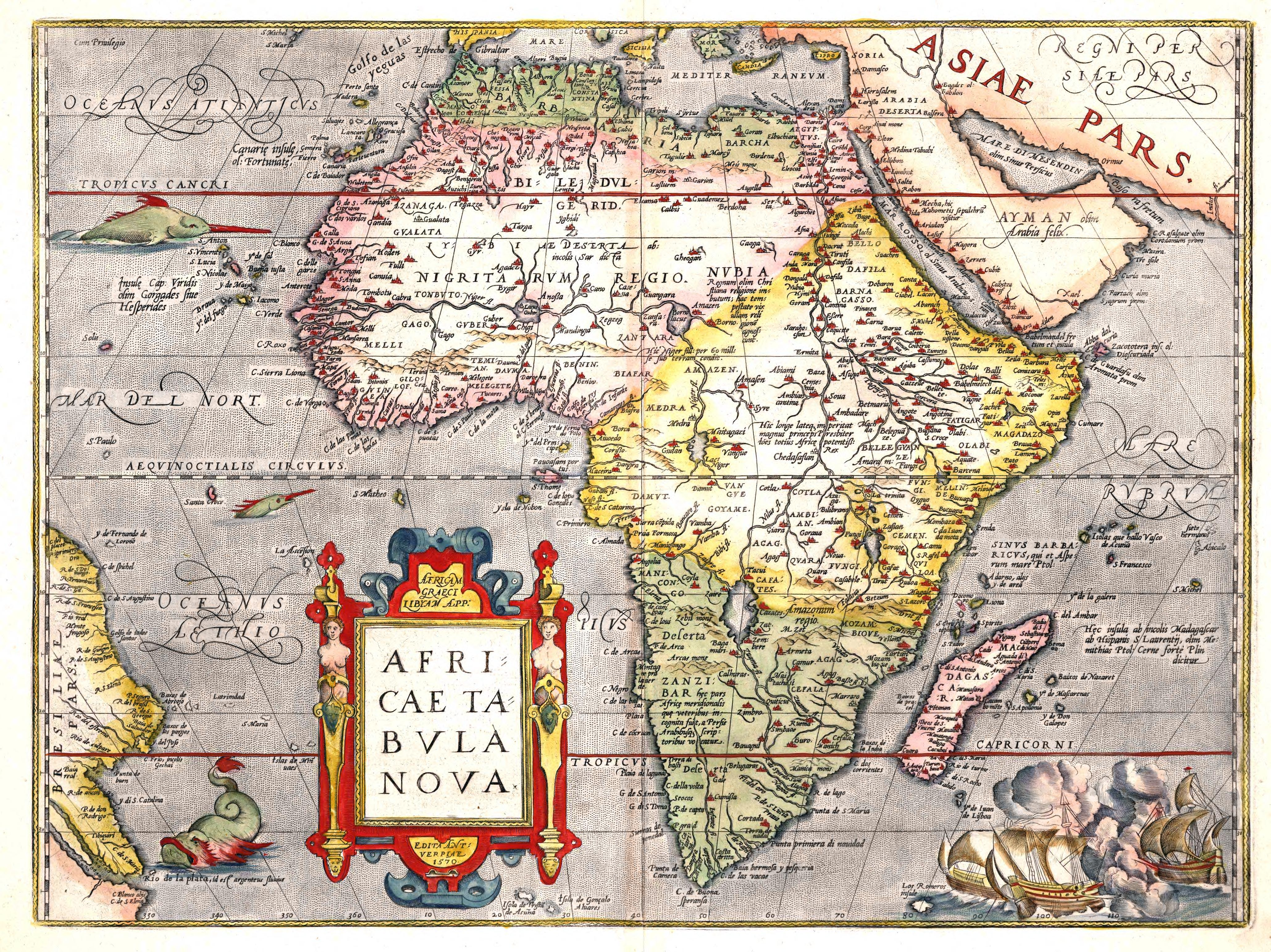
Європейська мапа Африки, 1570 рік

Єгиптолог-самоучка і поет Джеральд Мессі 1881 року висунув версію про походження слова від єгипетського виразу af-rui-ka — «повертатися обличчям до отвору Ка». Ка — це енергетичний дубль кожної людини, і «отвір Ка» означає лоно або місце народження. Африка, таким чином, для єгиптян означав «батьківщину». На думку радянського палеонтолога і письменника Івана Єфремова, слово «Африка» засвоєно з давньоєгипетської греками як αφρος — «пінна країна». Що пов'язано із зіткненням декількох видів течій, які утворюють піні вири на середземноморському узбережжі.
Мішель Фруйт 1976 року зв'язав топонім з лат. africus — «південний вітер», який мав умбрійське походження й первісно означав «дощовий вітер». Роберт Р. Штігліц з університету Рутгерса 1984 року запропонував зв'язати топонім Афір-ік-а з легендарною біблійною країною Офір, що славилась золотом. Арабський письменник Ібн Халлікан наводить гіпотезу походження назви материка від хім'яритського царя на ім'я Афрікін ібн Каїс ібн Сайфі, якого також називали «Африкусом, сином Абрахаха» і який підкорив Іфрикію.

## Природа

### Географічне положення
Африка — другий за розмірами після Євразії материк, найбільший з материків Південної півкулі. Площа континенту становить 29,2 млн км² (з островами — 30,3 млн км²). Африка — єдиний материк, розташований у всіх чотирьох півкулях Землі: Північній, Південній, Східній і Західній (більша частина в північній та майже вся в східній). Загалом в екваторіально-тропічних широтах майже симетрично по відношенню до екватора. Протяжність Африки з півночі на південь — 8000 км (від мису Рас-Енґела 37°21′ пн. ш. до найбільш південної точки — мису Голкового (Агульяс) 34°51′15″ пд. ш.), із заходу на схід у північній частині — 7500 км (від мису Альмаді 17°33′22″ зх. д. до мису Рас-Гафун 17°33′22″ сх. д.), у південній — 3100 км. На півночі Африка омивається Середземним морем, на заході безпосередньо Атлантичним океаном, на сході — Червоним морем та безпосередньо Індійським океаном. Сполучається з Азією Суецьким перешийком завширшки 130 км, прорізаним Суецьким каналом. Від азійського Аравійського півострова відділений глибокою Баб-ель-Мандебською протокою (глибина не менше 182 м, загальна ширина 26,5 км). Від Європи відокремлюється відносно вузькою Гібралтарською протокою (14 км).

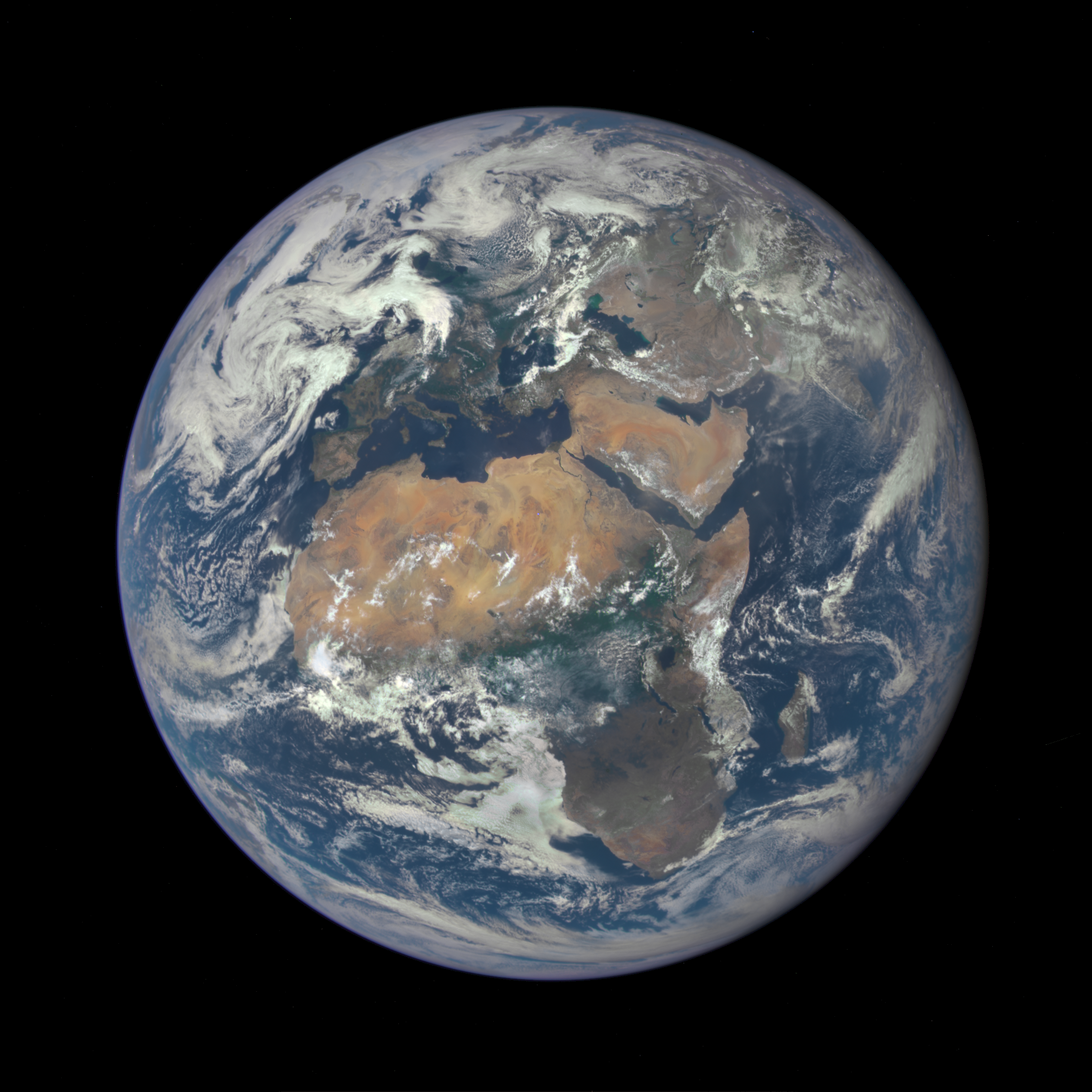
Супутникова фотографія Африки
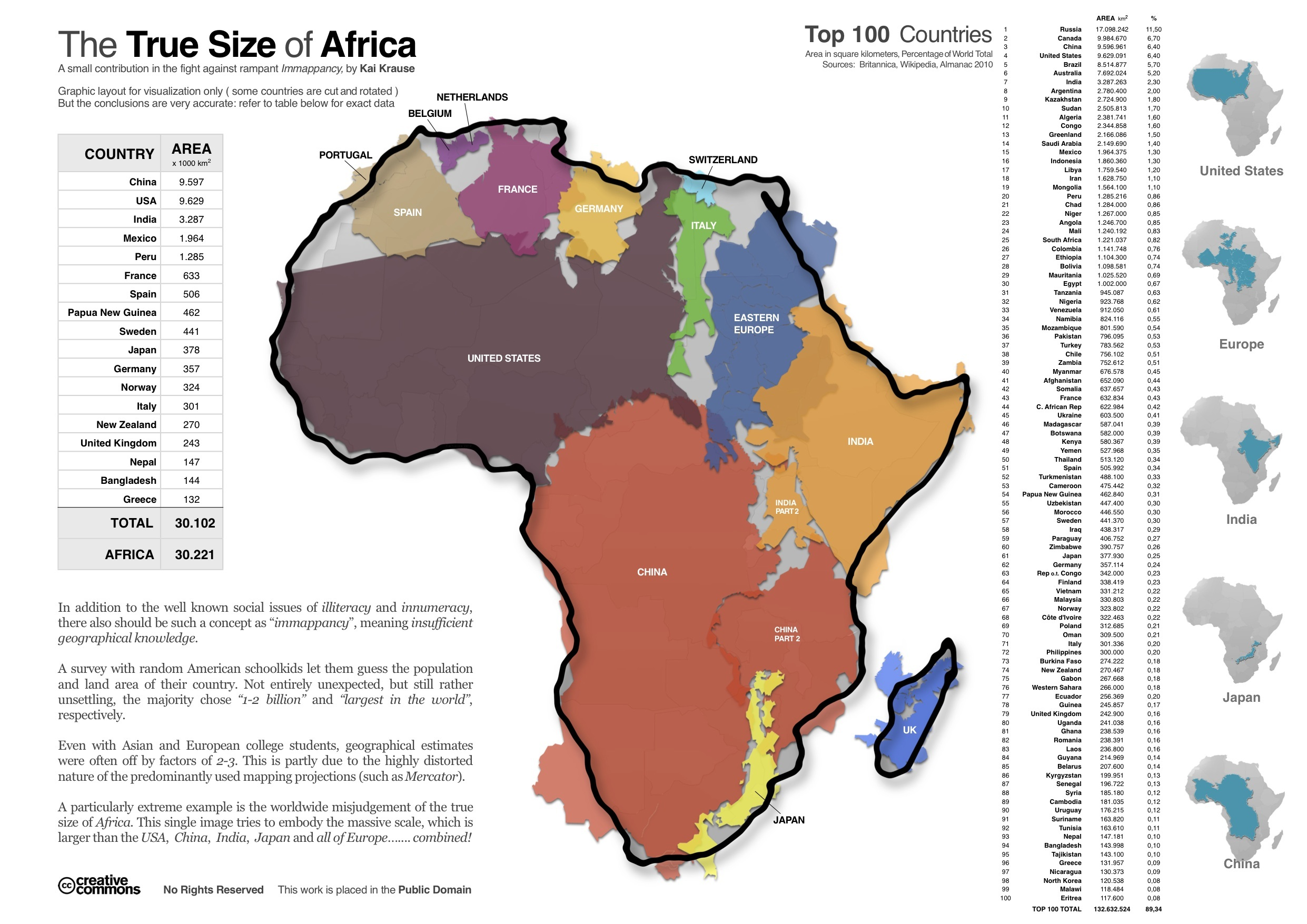
Порівняння розмірів Африки з територією деяких країн
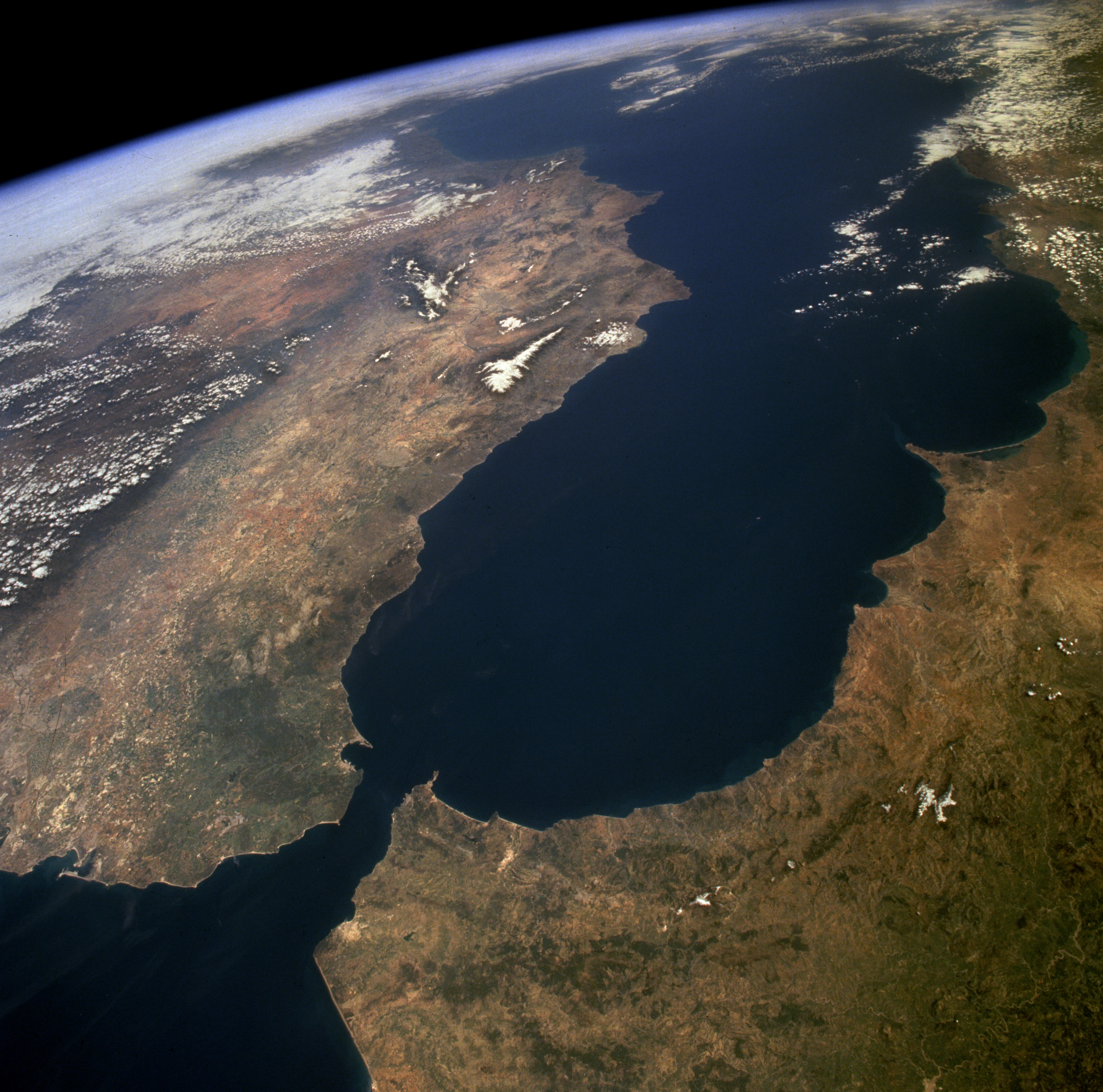
Гібралтарська протока
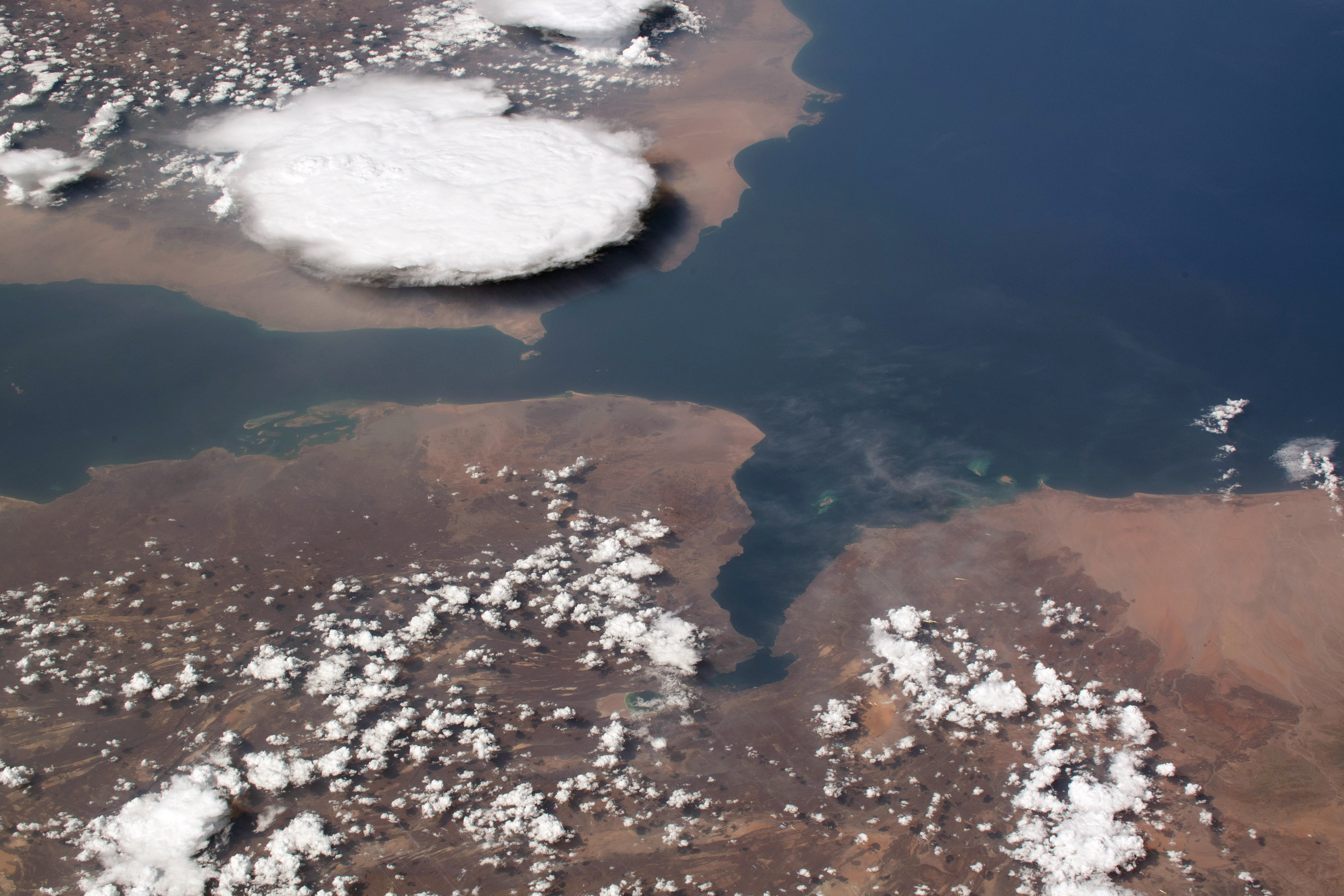
Баб-ель-Мандебська протока

Береги Африки слабо розчленовані, переважно високі, важкодоступні, довжина берегової лінії дорівнює 26 тис. км. Найбільший і єдиний великий півострів континенту — Сомалійський на сході, який називають «африканським рогом». Затоки мало врізані й широко відкриті до океану, найбільші з яких: Гвінейська у центральній частині західного узбережжя, Сідра на півночі, Аденська — на сході. Зручних бухт мало. Навколо берегів континенту відсутні великі за площею архіпелаги, найбільший острів Мадагаскар (587 тис. км²) лежить на схід від південних берегів і відділяється найдовшою протокою у світі — Мозамбіцькою (1670 км), що відділився від материка внаслідок тектонічного розлому десятки млн років тому. До Африки належать також такі острови й архіпелаги: Мадейра, Канарські острови, Зеленого мису, Сан-Томе, Принсіпі, Вознесіння, Святої Єлени, Тристан-да-Кунья, Сокотра, Пемба, Занзібар, Мафія, Коморські, Амірантські, Сейшельські, Маскаренські острови та інші. У Червоному морі й Індійському океані біля берегів формуються численні коралові рифи, що ускладнюють судноплавство й перешкоджають морським судам підхід до узбережжя.

### Геологія
У геологічній будові африканському материку відповідає Африканська літосферна плита, що рухається на північ у бік Євразійської з кутовою швидкістю 0,292° ± 0,007° на млн років. Зоною рифтів у Східній Африці проходить пояс тектонічних розломів, що започаткували 60 млн років тому процес відколювання Сомалійської та Аравійської плит від Африканської. На місці цих розломів утворились Червоне море й більша частина озер Східної Африки. Афарський трійник — зона активного розходження цих плит.
Більшу частину континенту займає докембрійська Африканська платформа, що складається з кристалічних сланців, гнейсів, гранітів, базальтів та інших магматичних і метаморфічних гірських порід. У північній частині континенту (Сахарська плита) фундамент платформи залягає на значній глибині, він перекритий потужним багатокілометровим чохлом палеозойсько-кайнозойських відкладів (у тому числі морськими), що утворились внаслідок вивітрювання, роботи вітру і поверхневих вод за мільйони років тектонічних вертикальних рухів. Найбільшої потужності вони досягають у тектонічних улоговинах. У південній частині Африки (Південно-Африканський щит) докембрійський фундамент в цілому трохи піднятий, осадові відклади трапляються лише в окремих улоговинах і мають континентальний характер. На північному заході Атлаські гори утворились під час герцинсько-альпійської складчастості з піднятого й зім'ятого в складки морського дна під час колізії з євразійською плитою; на півдні — герцинські Капські гори. Палеозойські породи (пісковики, слаці, доломітизовані вапняки), що залягають на кристалічному фундаменті, слабко дислоковані, місцямі прорвані інтрузіями гранітів, гранодіоритів, габро.
У мезозої, 180 млн років Африкано-Аравійський масив відколовся від прадавнього континенту Гондвана. Мезозойські породи представлені мергелями, пісковиками, вапняками, які місцями сильно збагачені підземними водами (особливо в Сахарі). У кайнозої 60 млн років тому на сході континенту відбулися інтенсивні підняття, що зумовили утворення гірського рельєфу та зони розломів Великого Африканського рифту з глибокими грабенами, часто заповненими озерними водами (Танганьїка, Ньяса), що простяглися від гирла Замбезі до Суєцької затоки на 4 тис. км. Уздовж ліній розломів активний вулканічно-сейсмічний пояс із численними діючими та згаслими вулканами (Кіліманджаро, Кенія), частими землетрусами. До недавнього геологічного часу (кінець крейди-олігоцен) Африкано-Аравійська платформа включала також Аравійський півострів і острів Мадагаскар, відділений сьогодні від основної частини платформи рифтовими зонами на північному сході та Мозамбіцької протоки на сході. Кайнозойські породи представлені еоценовими вапняками, лагунними і континентальними відкладами.

Рух Африканської літосферної плити
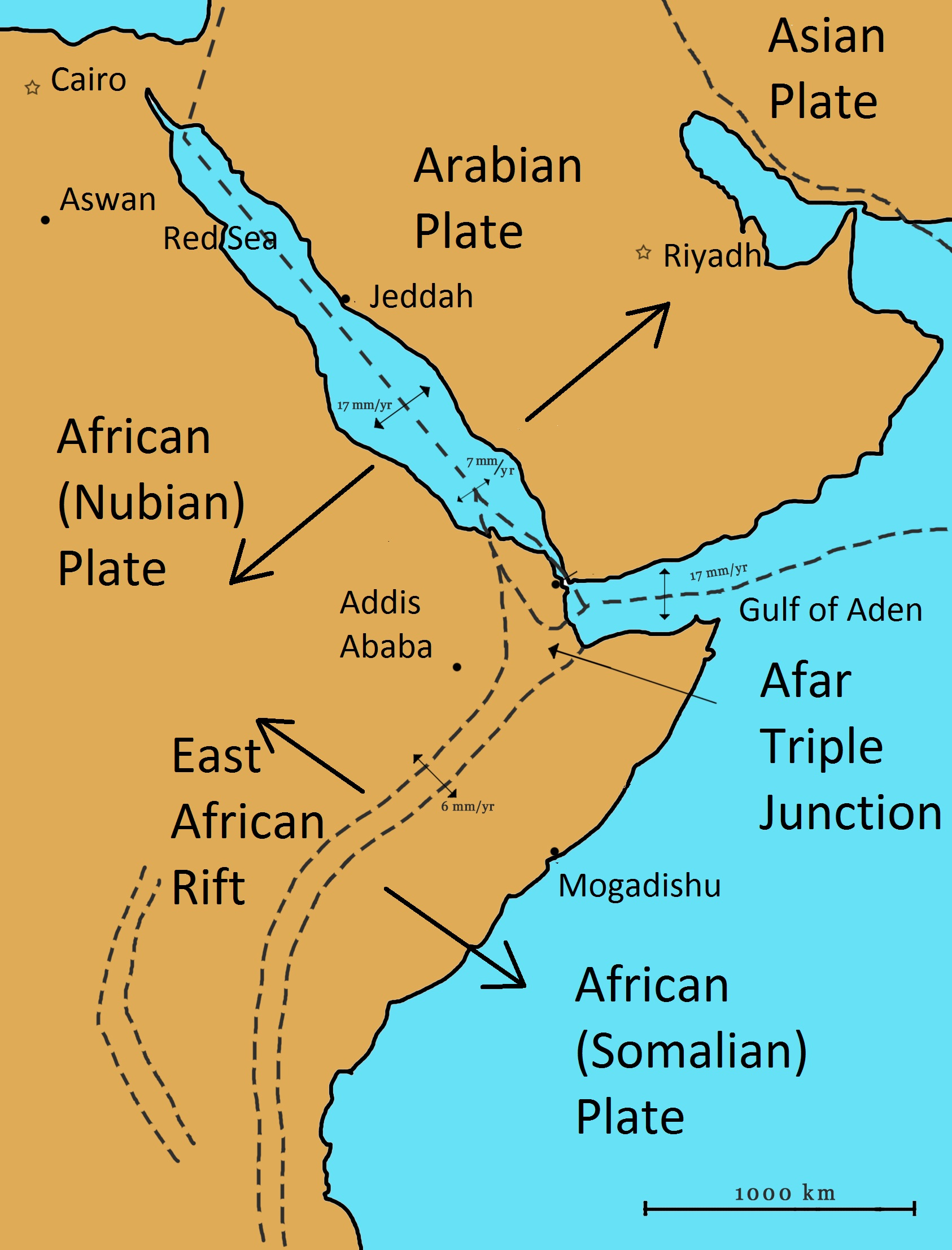
Зона Африканського рифту
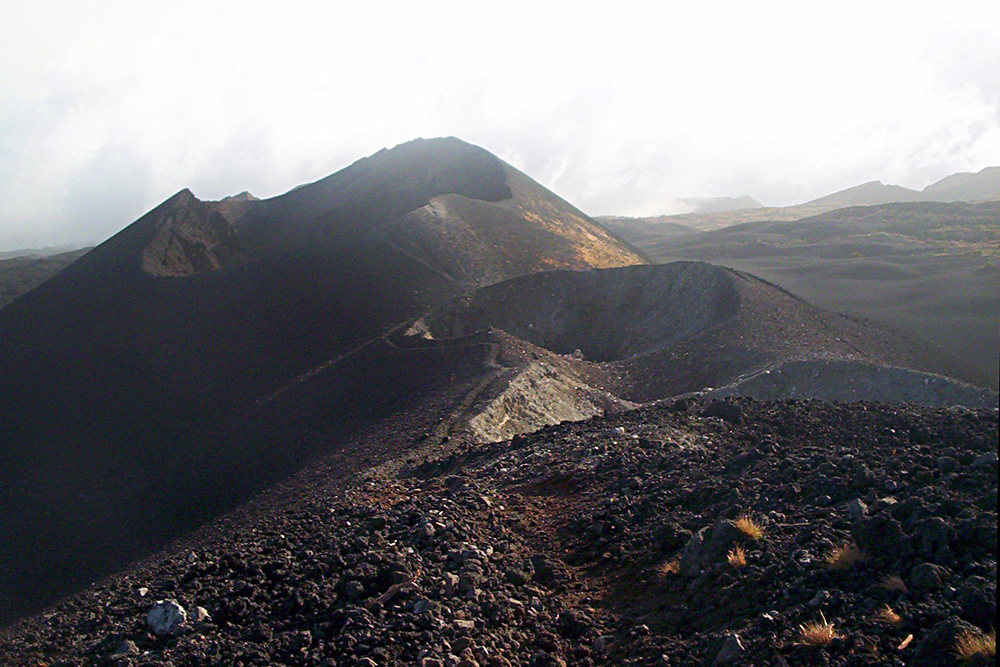
Кратери вулкана Камерун
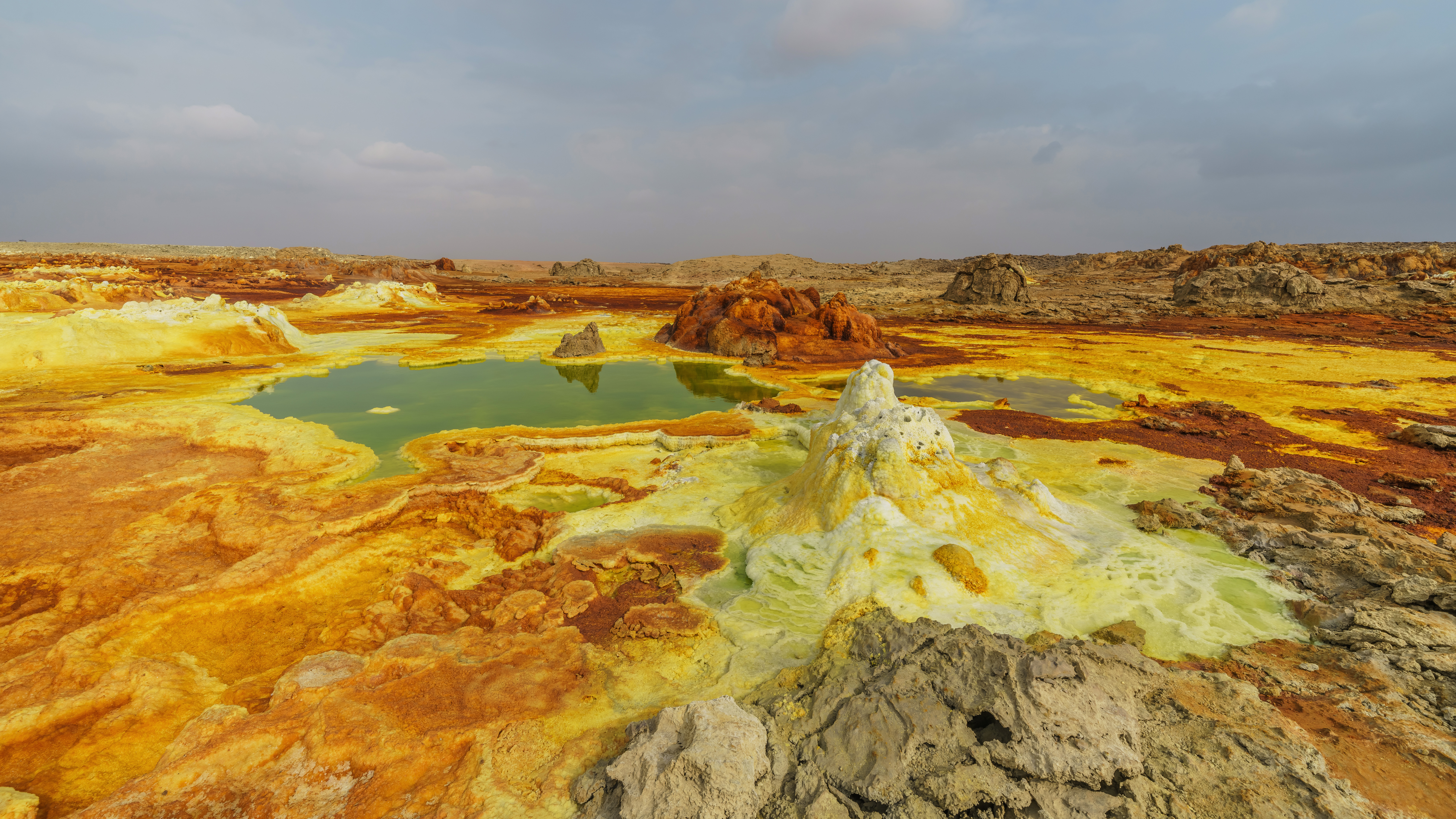
Гідротерми вулкана Даллол, Еритрея
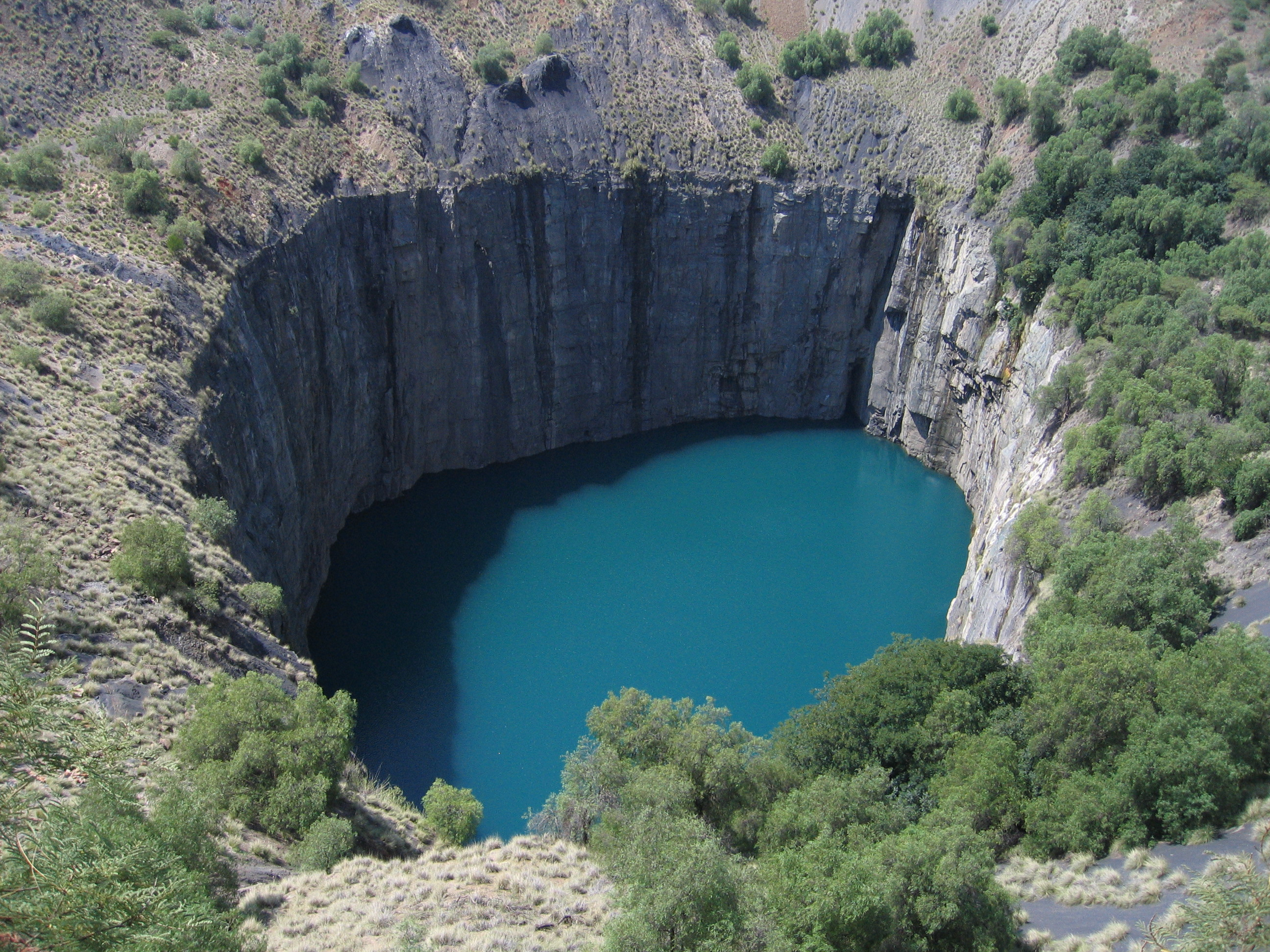
Кімберлітова трубка «Велика діра», ПАР

Континент багатий (у його надрах міститься 30 % розвіданих покладів світу) на різноманітні корисні копалини: кам'яне вугілля, уран, алмази, нафта, природний газ, руди заліза, марганцю, хрому, кобальту, поліметалів, боксити, золото, платина, значні запаси фосфоритів (Північна Африка), азбест, графіт (гнейсові товщи Мадагаскару), алмази (Південна Африка) та інші. Розміщення корисних копалин пов'язане з тектонічною будовою материка. Так до магматичних і метаморфічних гірських порід фундаменту платформи приурочені рудні, до її чохла з осадових порід — нерудні або рудні осадового походження.

### Рельєф
У рельєфі Африки переважають рівнини, плато і плоскогір'я, що лежать на висотах 200—500 м над рівнем моря (39 % площі) і 500—1000 м (28,1 %). Це пояснюється загальним підняттям усієї території Африки в кайнозойську еру. Низовини простягаються вузькими смужками уздовж узбережжя і займають близько 10 % площі материка, на гірські масиви припадає понад 23 % території. За середніми висотами над рівнем моря (750 м) Африка поступається лише Антарктиді і Євразії. Перевага на материку вирівняного рельєфу зумовлена його платформною структурою. Прогинам і виступам Африканської платформи відповідають великі западини — Калахарі, Конго, Чадська та інші. Лавові плато і конуси поширені на Ефіопському нагір'ї і в Східній Африці, вінчають вершини Ахаггару і Тібесті, є в Судані (гора Марра), Камеруні (вулкан Камерун, гори Адамава), перекривають Драконові гори в Лесото.
Низька Африка. Північно-західну частину Африки займають рівнини і плато Сахари й Судану з переважними висотами 200—1000 м. У цій частині материка з глибоким заляганням фундаменту і широким розвитком осадового чохла з інтенсивним розвитком пенепленізації переважають висоти менше 1000 м. Лише подекуди підносяться гірські масиви — Атлаські гори (гора Тубкаль, 4165 м), нагір'я Ахаггар (гора Тахат, 3003 м) і Тібесті (гора Емі-Кусі, 3415 м), Північно-Гвінейська височина (гора Бинтимані, 1948 м), плоскогір'я Азанде (гора Нагая, 1388 м), плато Дарфур (гора Марра, 3088 м), уздовж Червоного моря простягається хребет Етбай (гора Ода, 2259 м) та інші. Поверхня дуже неоднорідна — височини чергуються з низовинами і плато. Глибокі улоговини, що лежать нижче рівня моря зосереджені переважно в північно-східній частині континенту: западина озера Ассаль (-150 м) в Афарській улоговині, западина Каттара (-133 м).

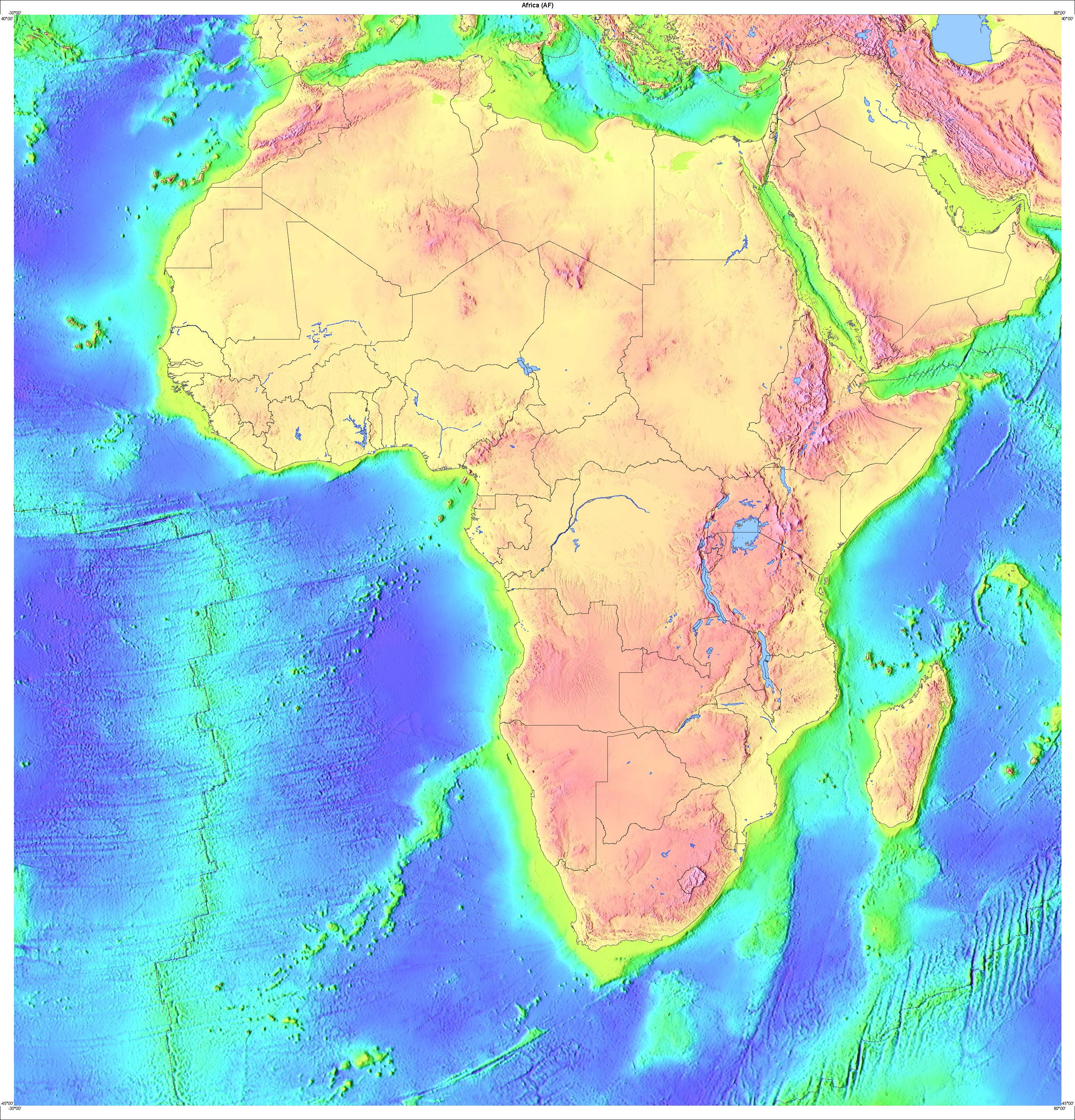
Карта рельєфу Африки
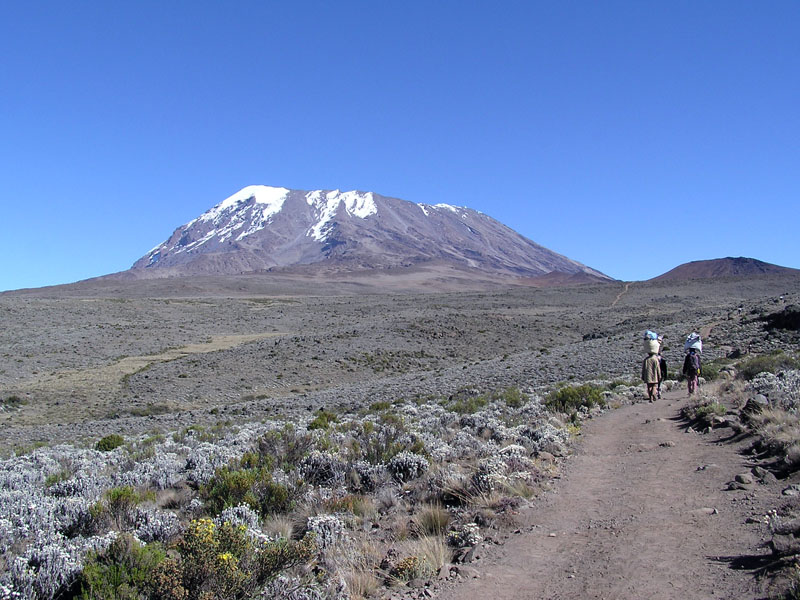
Кіліманджаро — найвища вершина континенту
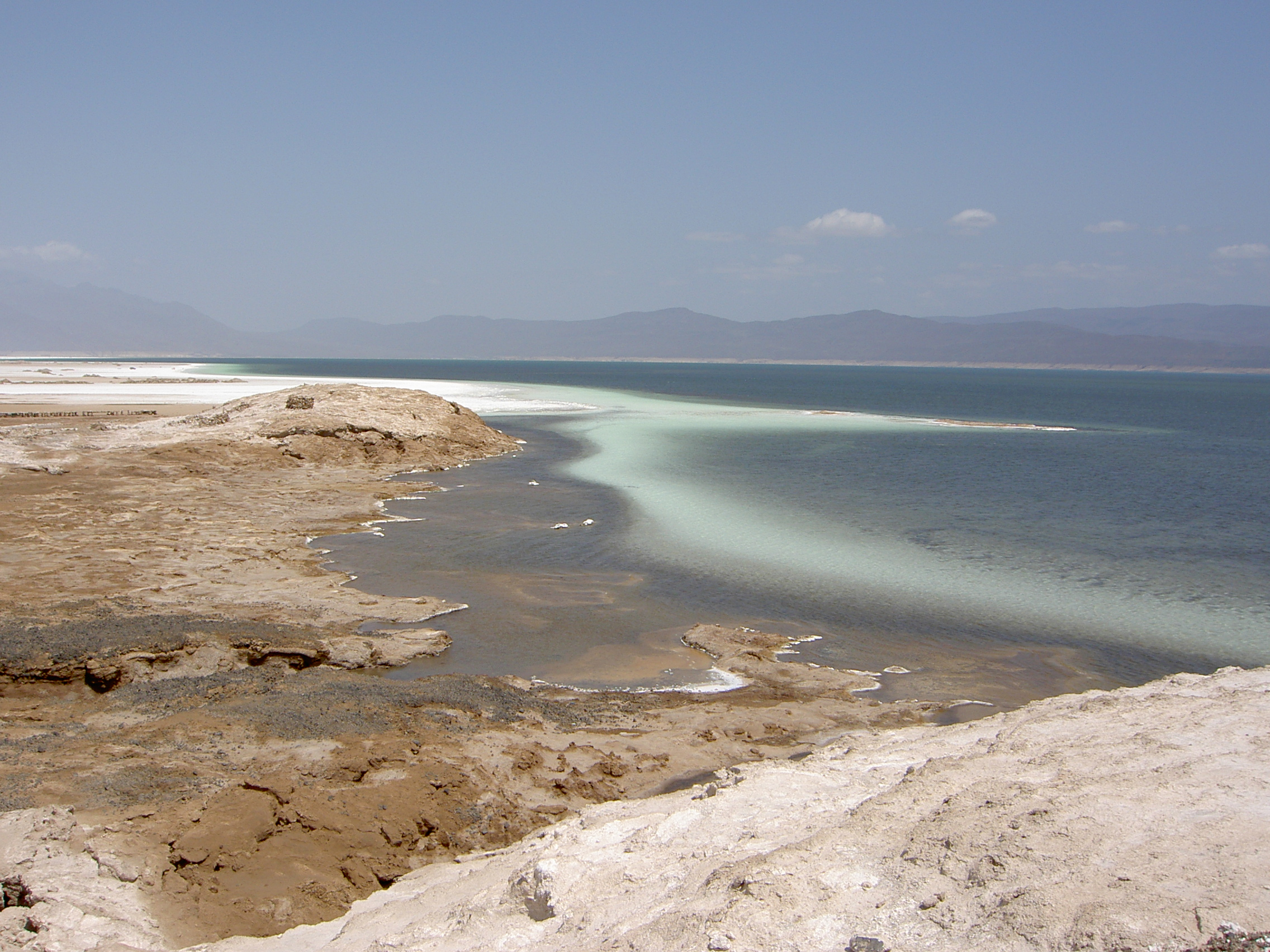
Западина озера Ассаль — найнижча точка континенту
Ефіопське нагір'я
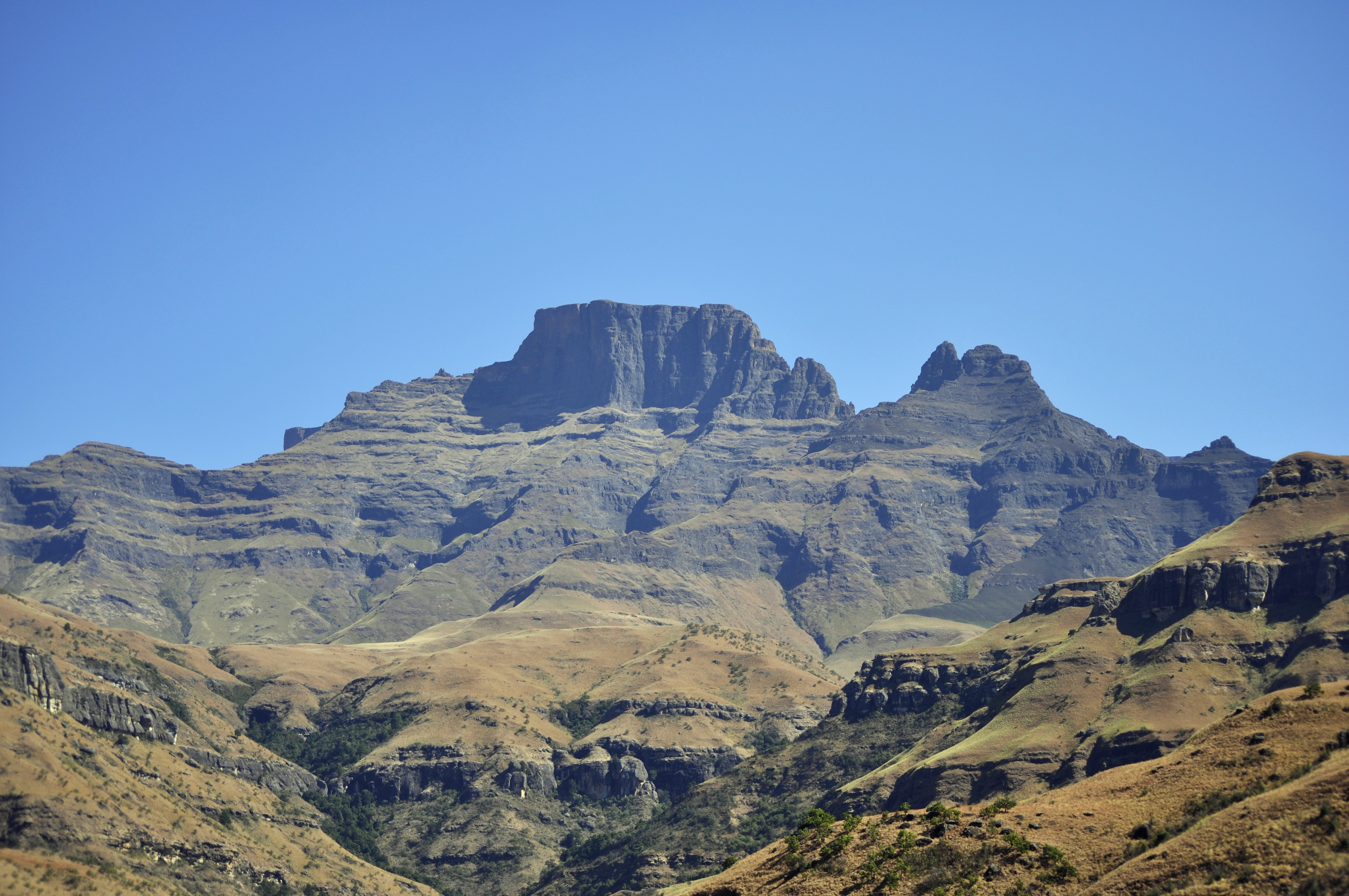
Драконові гори

Висока Африка. Південні та південно-східні частини континенту вищі, характерні висоти понад 1000 м. Найбільше піднята і роздроблена східна окраїна Африки у межах активізованої ділянки платформи, де простягається складна система східно-африканських розломів. У піднятих областях Високої Африки найбільшу площу займають цокольні рівнини і цокольні брилові гори, що обрамляють западини Східної Африки. Переважають плоскогір'я і брилові гори — Південно-Гвінейські гори, Ефіопське нагір'я (гора Рас-Дашан, 4620 м) круто обривається на сході й уступами знижується на заході, плоскогір'я Лунда-Катанга, Східно-Африканське плоскогір'я (гора Рувензорі, 5109 м), середньовисотні Капські гори (гора Севевіспуртпік, 2325 м) і Драконові (гора Табана-Нтленьяна, 3482 м). Найвищі вершини континенту являють собою конуси стратовулканів (Кіліманджаро, Меру). Великим уступом Драконові і плосковершинні Капські гори обриваються до Мозамбіцької низовини. Внутрішні райони Південної Африки займають високі рівнини Калахарі, облямовані із заходу плоскогір'ями Намакваленд, Дамараленд, Каоко, зі сходу Драконовими горами, на півдні Капськими горами, що Великим Уступом спускаються до вузької прибережної низовини.

### Клімат
Африка є найтеплішим материком планети. Розташування клімататичних зон на континенті симетричне відносно екватора. Більша частина Африки лежить у тропічних зонах і тільки північні та південні окраїни — у субтропічних. Область Гвінейської затоки лежить в екваторіальному (внутрішньотропічна зона конвергенції) постійно жаркому й вологому (до 100 % відносної вологості повітря); пояс від сахелю на півночі (Дакар — Хартум) до долини Замбезі на півдні — субекваторіальному постійно жаркому і перемінно вологому; Сахара і червономорське узбережжя на півночі та область Кару й Калахарі на півдні — тропічних пустельних і перемінно вологих; середземноморське узбережжя на півночі та крайній південь континенту — субтропічних кліматичних поясах із сухим теплим літом і вологою м'якою зимою.
Положення континенту в низьких широтах зумовлює значну величину радіаційного балансу. Пересічна температура січня коливається від + 10 °C на півночі, до +30 °C на півдні, липня +25 °C і +12 °C, відповідно; в екваторіальній частині сезонні амплітуди менші за добові й коливаються навколо +24 °C; у тропічних поясах найбільші добові й сезонні коливання. Абсолютні мінімум температури повітря -4 °C (високо у позатропічних горах можливі морози -11 °C і випадіння снігу, як в марокканському Іфрані), максимум +57,8 °C (Ель-Азізія, поблизу Триполі в Сахарі).
Важливий кліматотвірний чинник — циркуляція повітряних мас. Постійні вітри, що дмуть над континентом — пасати та західні, приносять або сухе континентальне, або вологе морське повітря, в залежності від сезону. Холодні океанічні течії, що омивають береги, сприяють зниженню температури повітря й утворенню прибережних пустель: Канарська на північному заході — прибережні частини Сахари, Бенгельська на південному заході — пустелі Наміб. Теплі ж течії (Гвінейська, Мозамбіцька) сприяють формуванню вологої погоди на західному та південно-східному узбережжях континенту. Так завдяки антагоністичному впливу холодної Бенгельської та теплої Мозамбіцької течій різниця в атмосферних опадах між західним і східним узбережжями на широті південного тропіку становить 2000 мм на рік.
Розподіл атмосферних опадів дуже нерівномірний. В улоговині Конго, на Північно-Гвінейській височині — до 2000-3000 мм опадів на рік з рівномірним розподілом їх протягом року. У саванах, де чітко виявлений сухий період, опадів 1000—1300 мм на рік, причому мінімум припадає на зиму. Абсолютний максимум — 9650 мм (Дебунджа, біля підніжжя гори Камерун). У Судані і Східній Африці випадає до 500—1000 мм опадів, переважно влітку, в пустелі Калахарі та Наміб — 200—300 мм, на Сомалійському півострові — до 100 мм, у Сахарі — 50 мм і менше (атмосферні опади переважно у вигляді роси). Абсолютний мінімум — менше 2 мм на рік (Ваді-Хальфа в Судані). Аридні умови переважають на значній площі континенту, вони сприяють формуванню великих пустель — Сахари, Калахарі, Наміб. На північних і південних окраїнах Африки, в зонах середземноморського типу клімату більше опадів випадає взимку, літо навпаки посушливе.

Зміна вегетації в залежності від сезону
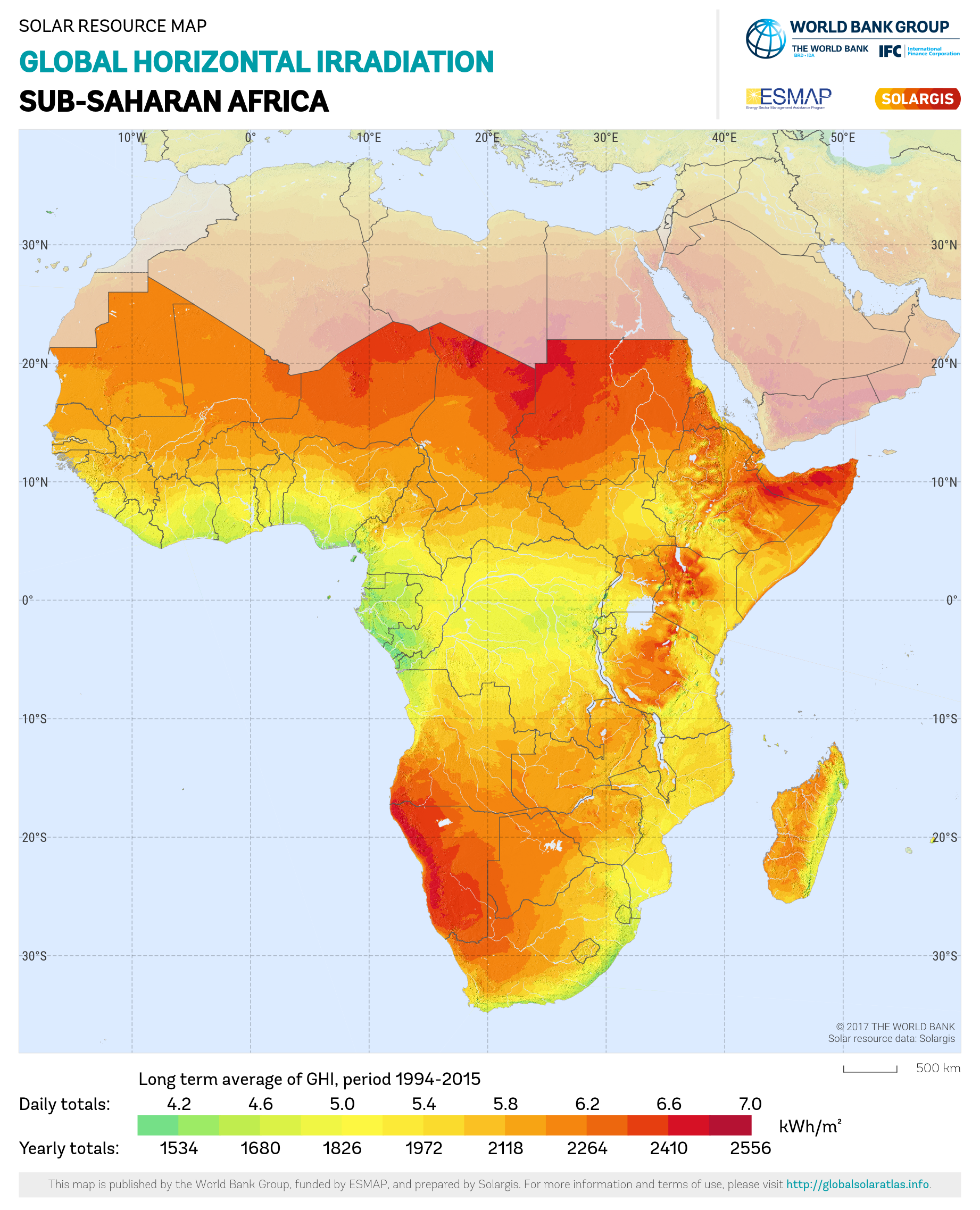
Карта інсоляції у Тропічній Африці
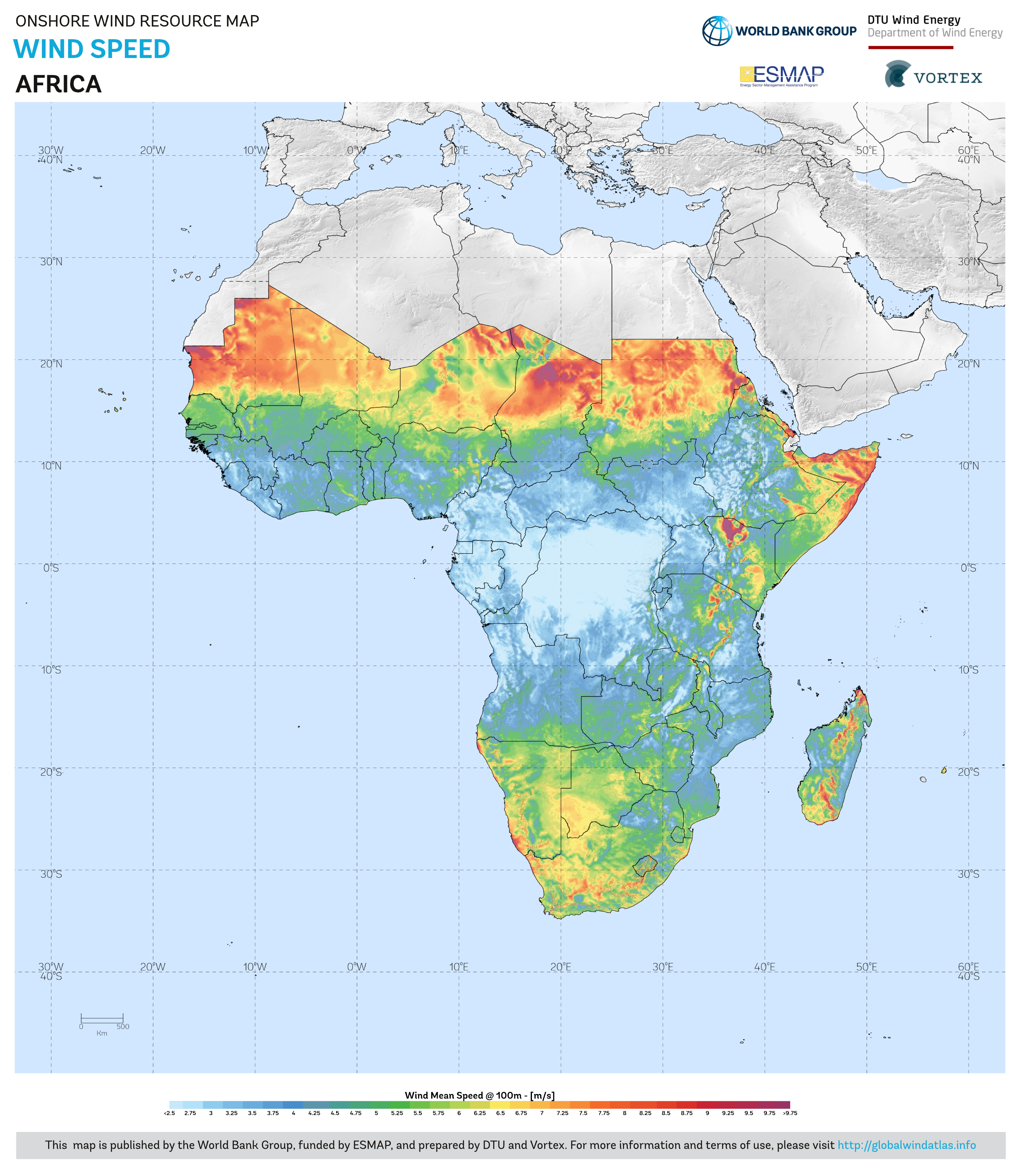
Карта сили вітру у Тропічній Африці
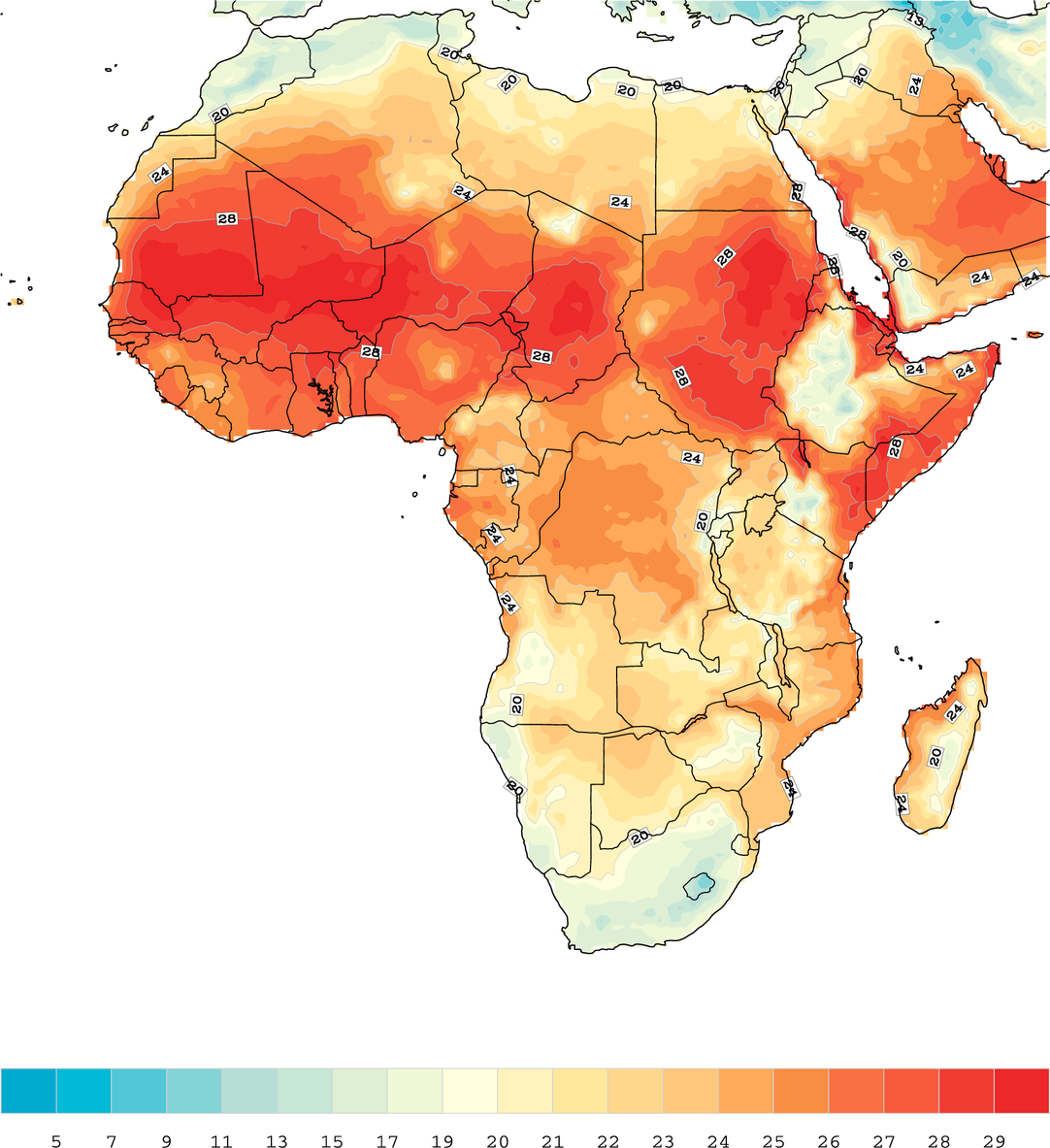
Середні річні температури повітря
Середні річні значення атмосферних опадів

Міжурядова група експертів ООН з питань змін клімату (IPCC) визначила Африку континентом, найбільш вразливим до змін клімату. Великої шкоди ряду районів Африки, зокрема на заході, завдають посухи, що призводять до неврожаїв, загибелі посівів поголів'я худоби та голоду серед місцевого населення (особливо тяжкі наслідки дали посухи 1970-1980-х років у Сахелі). Небезпечним стихійним явищем влітку є ураганні сухі вітри розпеченого повітря в пустелях, або з них. У різних регіонах такі місцеві вітри називають по-різному: сірроко, самум, хамсин, харматан, шахалі. Такі вітри підвищують температуру повітря до +50 °С, а відносну вологість знижують до 0 %. Нерідко їх супроводжують потужні, але короткотривалі (до пів години) піщані смерчі й пилові бурі, що засипають поля, будинки, поселення. Своєрідним африканським стихійним лихом є нашестя величезних зграй сарани, що знищує врожай на полях за лічені години.

### Внутрішні води
Річкова мережа континенту розділяється між басейнами Атлантичного (ріки Ніл, Сенегал, Вольта, Нігер, Конго, Оранжева) та Індійського океанів (ріки Вебі-Шебелле, Руфіджі, Замбезі, Лімпопо). Мережа дуже нерівномірна, розподіл річок материком, їхнє живлення та режим залежать від клімату. У приекваторіальній смузі за рахунок дощів річки повноводні цілорічно, тут густа сітка повноводних річок з широкими заболоченими долинами; в субекваторіальних районах річки повноводні тільки влітку. Величезні простори тропічних районів зовсім позбавлені постійних водотоків, понад 30 % території континенту займають області внутрішнього стоку. Тут водотоки пересихають від великого випаровування води і просотування в осадові породи. Живлення рік переважно дощове. По околицях пустель тимчасові водотоки — ваді. Загальний обсяг річкового стоку дорівнює 5390 км³ на рік. Річки Африки протікають через різні кліматичні області і характеризуються складним режимом. Профіль рівноваги русла їх здебільшого невироблений.
Найдовша річка континенту — Ніл (6671 км разом з притокою Кагерою), що тече в меридіональному напрямку з півдня на північ. Він бере початок на Східноафриканському нагір'ї як річка Кагера, яка впадає до найбільшого озера континенту — Вікторія. З озера бере початок Білий Ніл, який має численні пороги і водоспади. Здолавши плоскогір'я, Ніл розливається плоскою рівниною й утворює найбільшу заболочену область — Судд. Після того, як Білий Ніл зливається з найбільшою притокою — Голубим Нілом, що збирає води з Ефіопського нагір'я, і приймає останню пиртоку Атбару, протягом 3 тис. км річка тече родючою долиною серед пустельних ландшафтів без жодного притоку. На річці Асуанською греблею створено величезне водосховище Насер. Впадає Ніл до Середземного моря величезною дельтою, завбільшки з Крим. Конго (Заїр) — друга за довжиною річка (4320 км) і перша за водністю на континенті (42 тис. м³/с, 1300 км³/рік) і друга у світі після Амазонки, бо двічі перетинає екватор і збирає свої води з приток північної та південної півкулі на величезній однойменній западині, що наповнюються поперемінно впродовж року під час відповідних дощових сезонів. Великого значення для зрошення посушливих регіонів на заході має Нігер і Сенегал, на сході — Вебі-Шебелі.

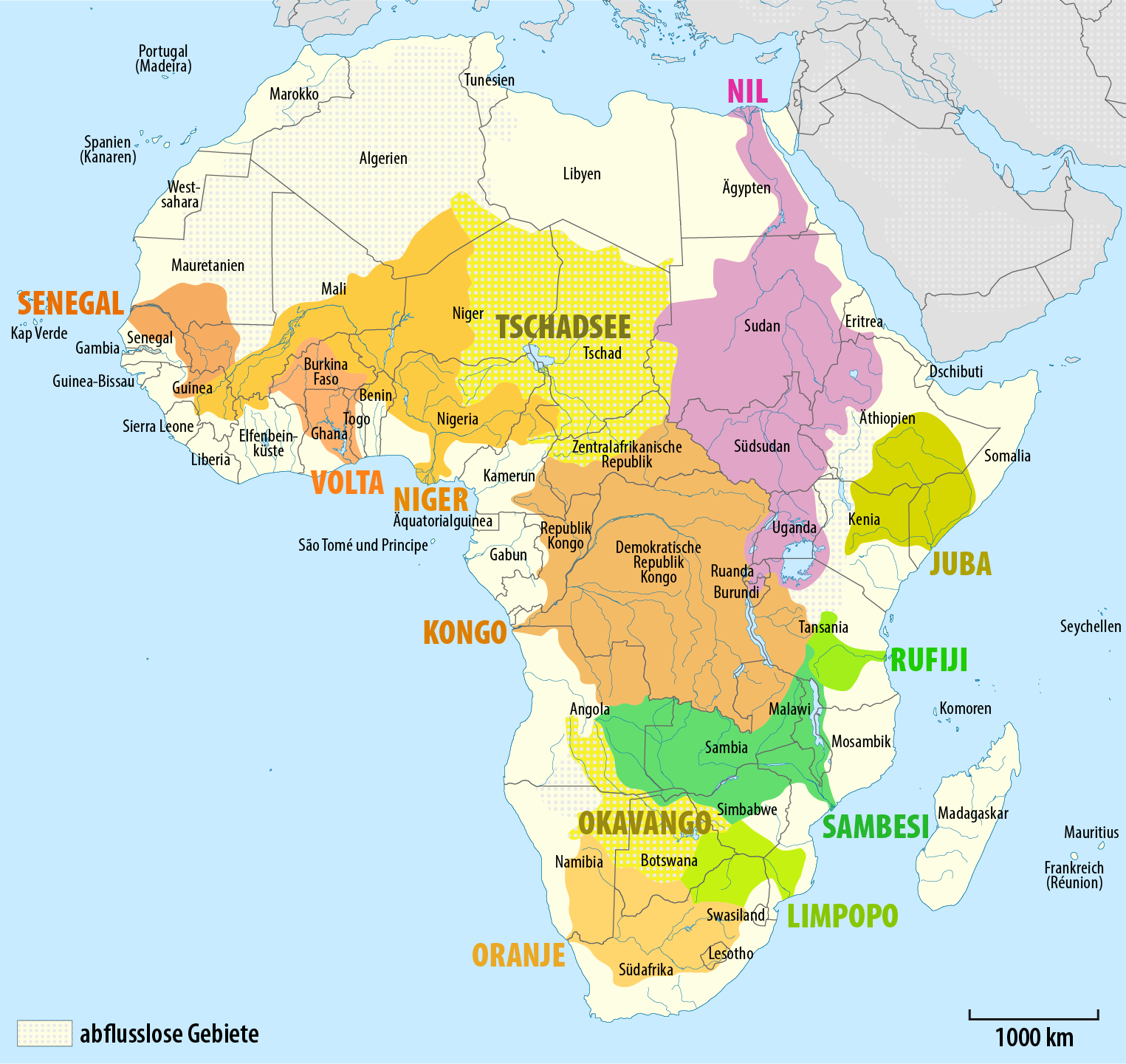
Карта річкових басейнів континенту (нім.)
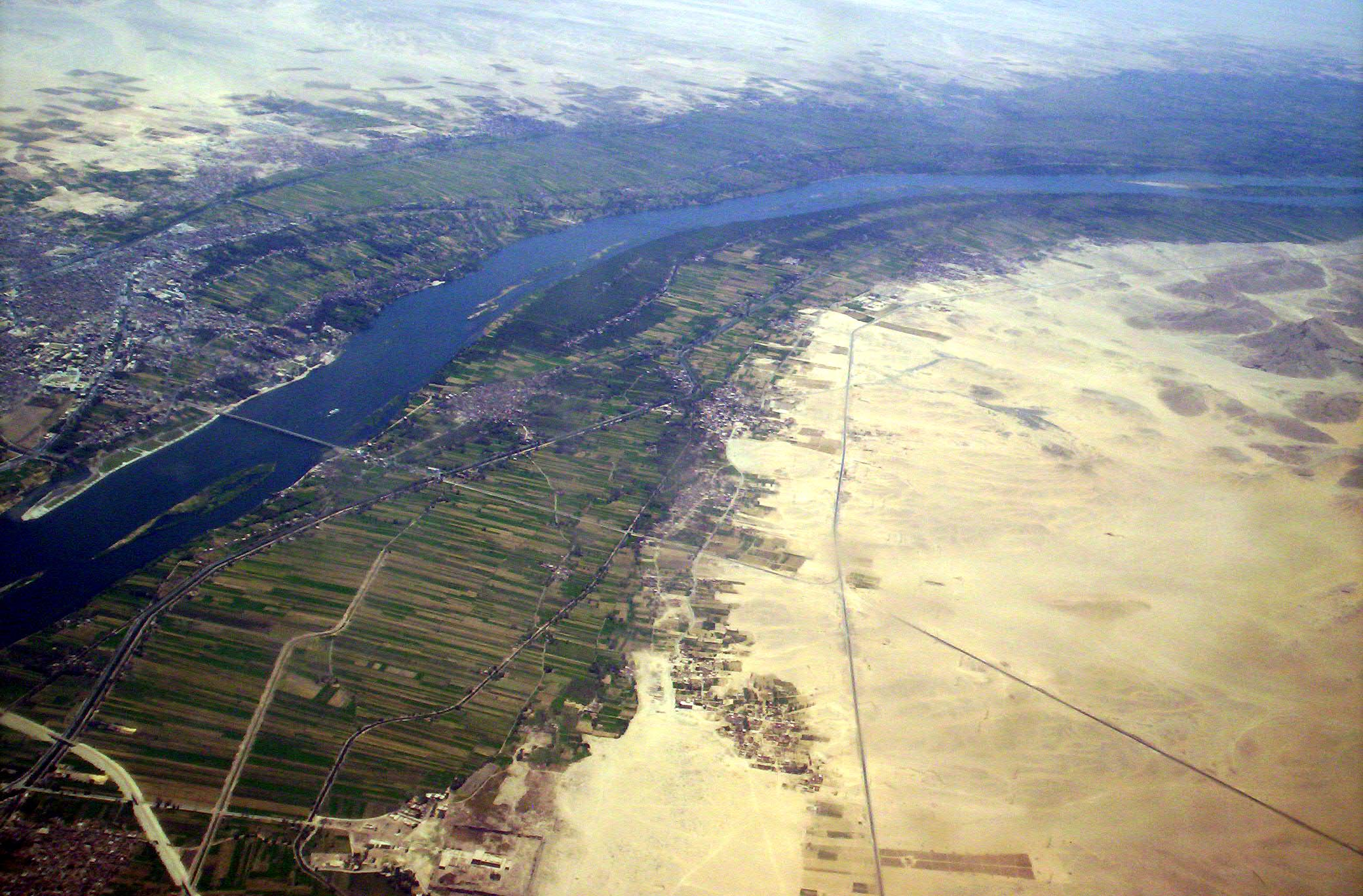
Долина Нілу поблизу Луксору, Єгипет
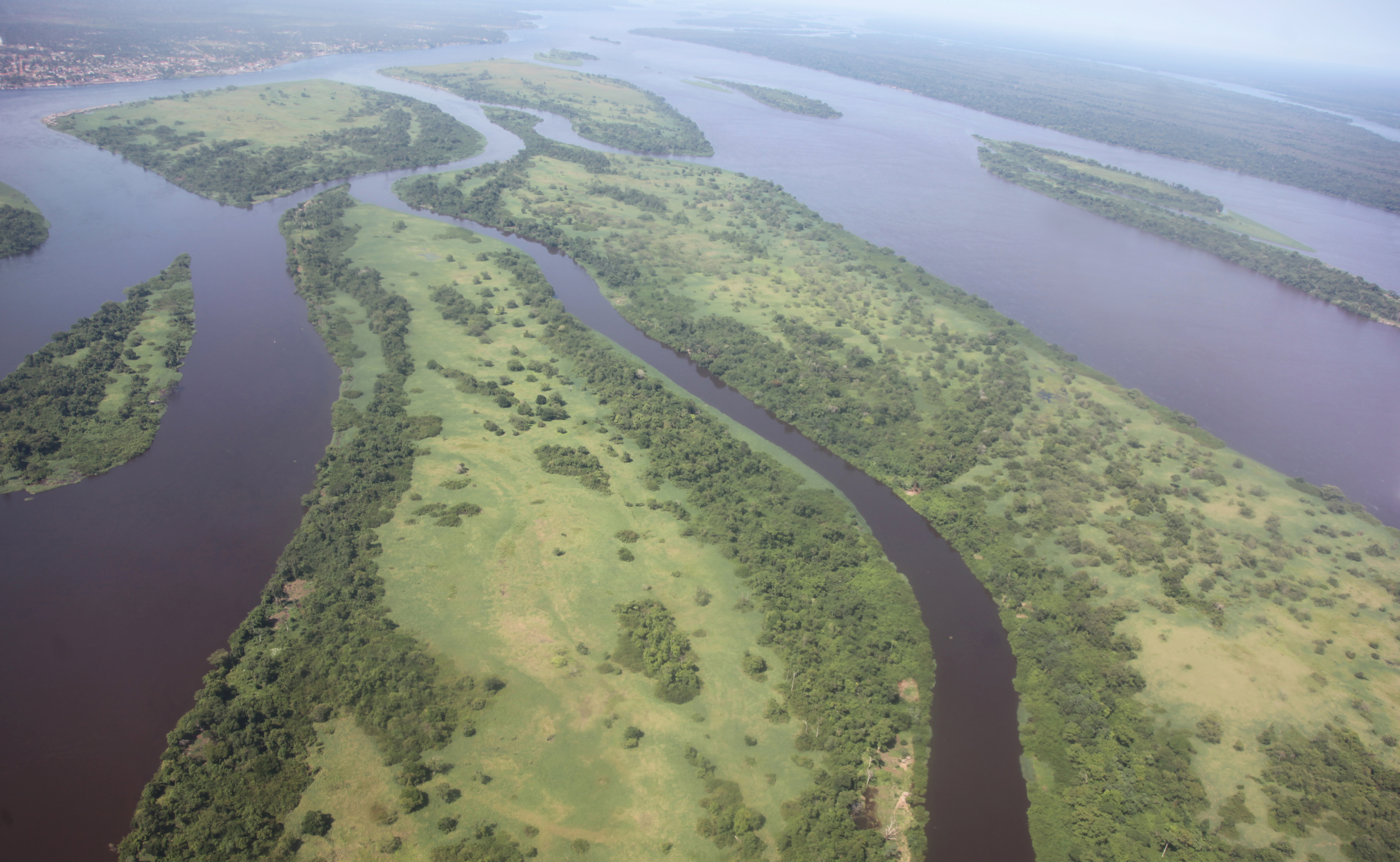
Конго в нижній течії
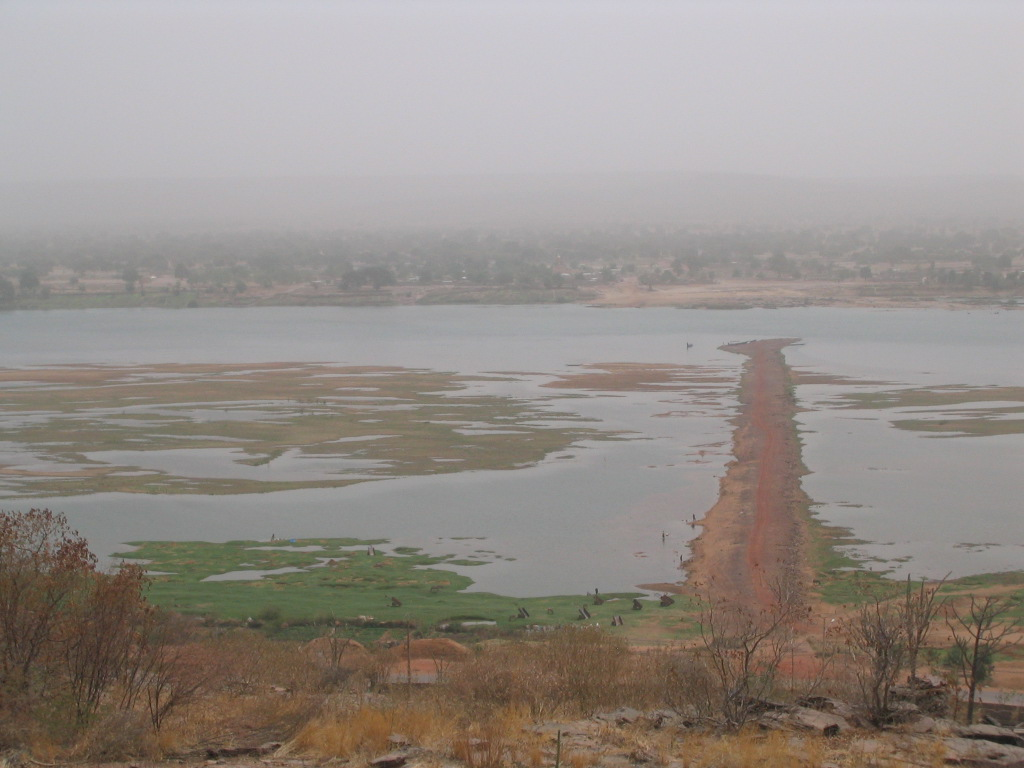
Нігер у середній течії
Водоспад Вікторія на Замбезі

Транспортне значення річок значно обмежене в зв'язку з невиробленим профілем рівноваги більшості річок континенту, тобто великою кількістю порогів і водоспадів (Вікторія, Стенлі, Лівінгстона, Тугела та інші). Лише на Замбезі 72 водоспади, найбільший з яких — Вікторія.
Більшість озер Африки зосереджено у східній частині. Майже всі великі озера мають тектонічне походження улоговин (Великий африканський рифт), тобто знаходяться в розломах або прогинах земної кори — Танганьїка, Ньяса, Рудольф, Альберт, Ківу, Едуард. Вони переважно витягнуті з півночі на південь, у напрямку розлому Великого африканського рифту, їх довжина набагато більша за ширину, вони мають значні глибини. Найбільшим за площею озером материка є Вікторія (69,4 тис. км²), яке розміщене в прогині кристалічної платформи, тому порівняно неглибоке (80 м). Береги озера низькі, тут бувають припливи й відпливи, як на узбережжі океану, тропічні грози часто спричинюють шторми на його поверхні. Танганьїка — друге за величиною на континенті (34 тис. км²) та друге за глибиною у світі після Байкалу (1470 м). Воно простягається вздовж тектонічного розлому з півночі на південь на 650 км, а ширина його становить від 40 до 80 км. Гірські кряжі довкола озера досягають позначки 2000 м. Умовним продовженням Танганьїки на південь є озеро Ньяса (30,8 тис. км²), глибина якого сягає понад 700 м. У посушливих районах Африки є багато безстічних, мілководних озер, що часто змінюють свої обриси (Чад, Нгамі, тимчасові солоні озера — «шотти» на південь від Атлаських гір). Здебільшого вони реліктові, це залишки давніх великих водойм, що мають невелику глибину й змінну від сезону площу водного дзеркала. Чад є найбільшим реліктовим озером континенту (до 27 тис. км²), яке під час посухи перетворюється на безліч дрібних озер, а в часи останнього флювіального періоду, коли Сахару вкривали савани, воно за розмірами могло змагатись із Каспійським морем. Вода цього мілководного озера (до 7 м) слабосолона й має стік у підземні води. На північному заході Сахари і в Атлаських горах є тимчасові солоні озера — шоти. Озера Африки, як річки, використовують як транспортні шляхи та для вилову риби на прокорм місцевим населенням.

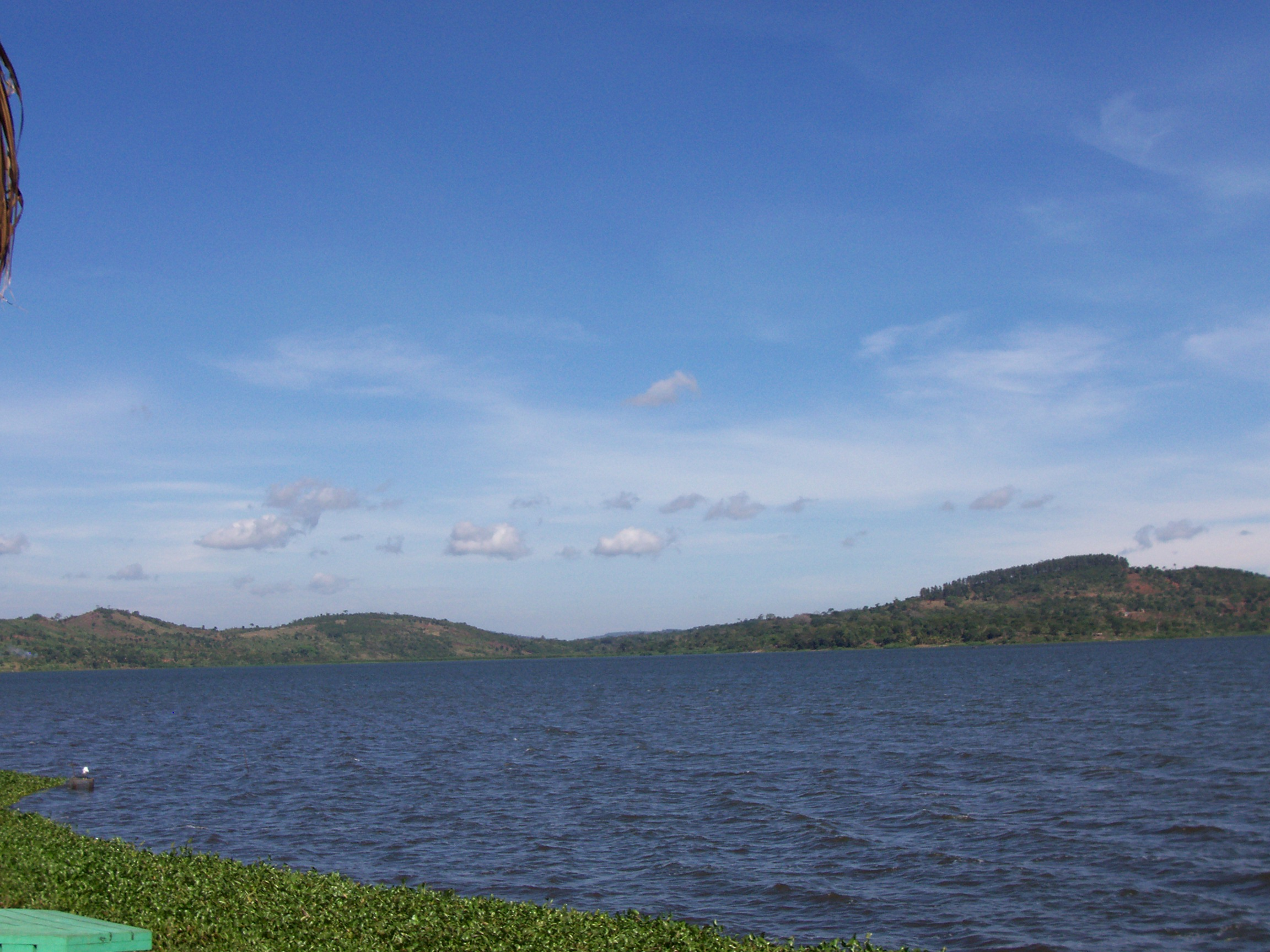
Береги озера Вікторія
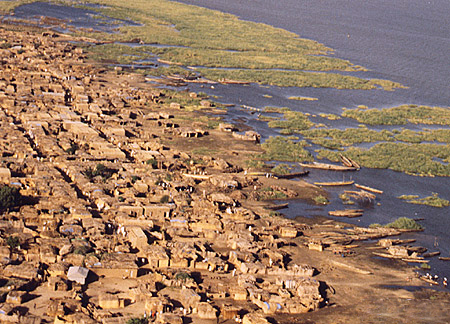
Південні береги озера Чад
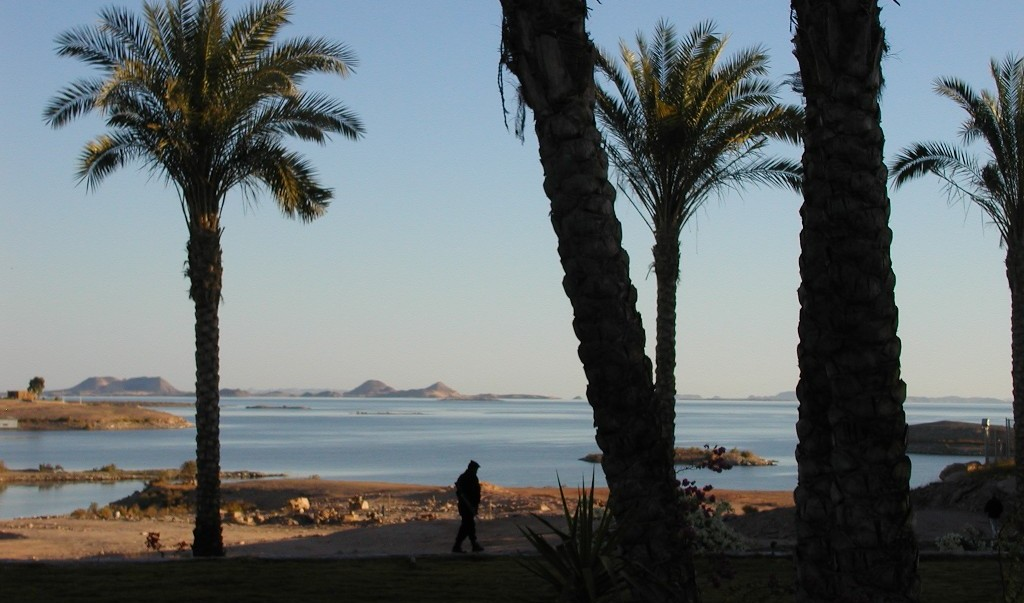
Водосховище Насер у Єгипті
На болоті Судд
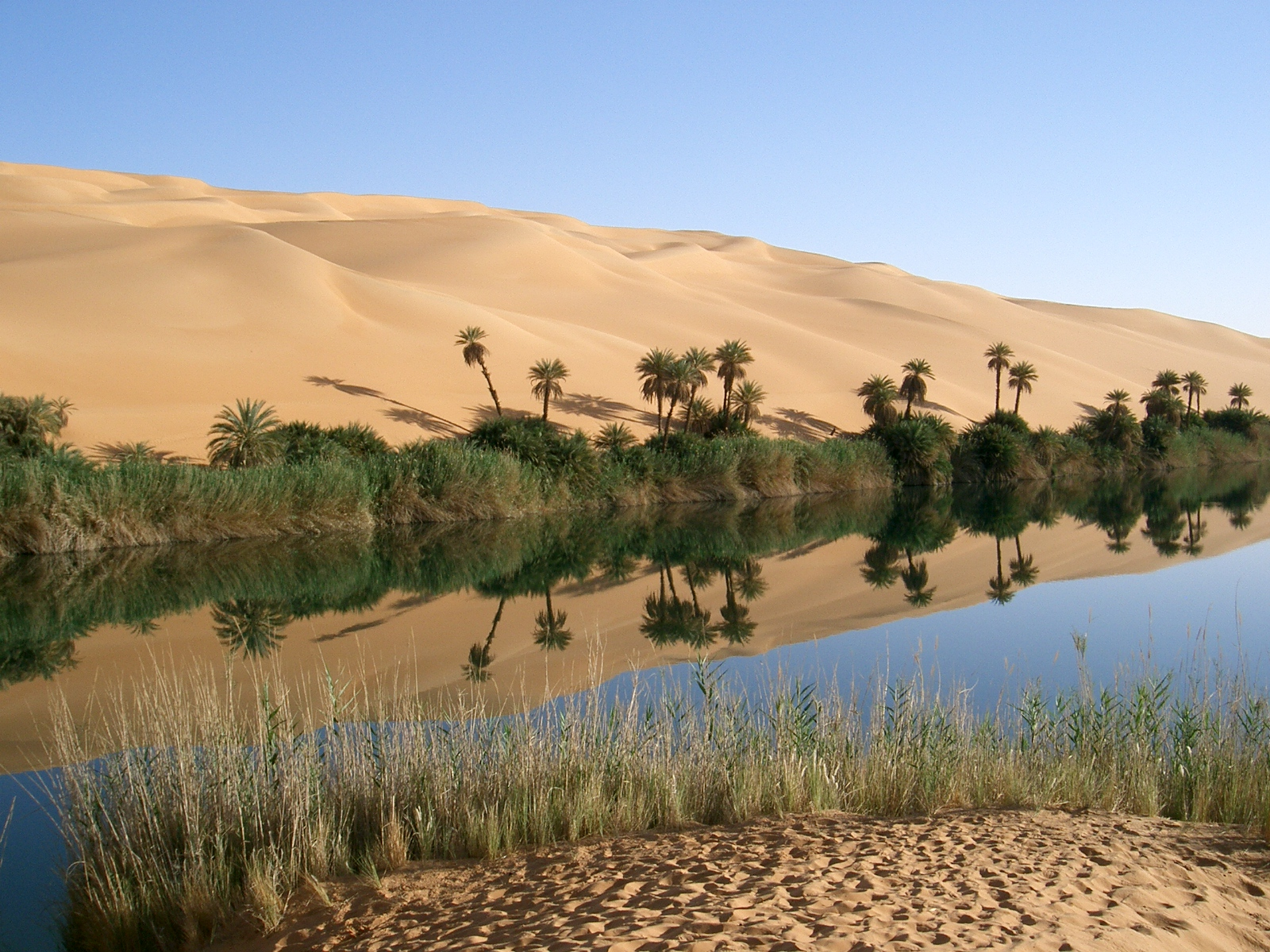
Оаза в Сахарі

В аридних районах велике значення мають підземні води, які утворюють великі артезіанські басейни. Найбільші басейни зосереджені під безкраїми просторами Сахари і рівнинами Судану, вони залягають на глибинах від 20 до 2000 м.

### Ґрунти і рослинність
В Африці яскраво проявляється широтна зональність ґрунтового і рослинного покриву, природні зони послідовно змінюють одна одну від екватора на північ та південь. Флора Африка дуже своєрідна: понад 1/4 всіх родів квіткових рослин континенту — ендеміки. На північному узбережжі Гвінейської затоки та в басейні середньої течії Конго на латеритних опідзолених червоно-жовтих фералітних ґрунтах з малим вмістом органічних сполук ростуть багатоярусні вологі тропічні ліси. Нерозчинні залізо і алюміній у верхніх горизонтах надають ґрунтам яскравого червонувато-жовтого забарвлення. Завдяки великій кількості сонячного тепла та атмосферних опадів у цьому поясі буяє пишна рослинність багатоярусних лісів, в яких відсутній трав'янистий покрив, бо на нижні яруси потрапляє менше 1 % світла зверху. Флористичне різноманіття налічує більше 25 тис. видів рослин, одних дерев більше 3 тис. видів (чорне, червоне, жовте, мускатне, хлібне і сандалове дерева, сейба, макарани, олійна і винна пальми, дерево кока, фікуси, деревоподібні папороті). У багатьох дерев дошкоподібні коріння-підпірки, листя жорстке і щільне, як пристосування до постійних дощів і пекучого сонця. Стовбури височенних дерев обплітають довжелезні (до 300 м) ліани (пальма ротанг та інші), вкривають мохи, епіфіти із повітряним корінням (серед яких багато яскравих орхідей) та рослини-паразити. Сезонно-вологі ліси на околицях постійно вологих багато в чому подібні до постійно вологих. Але головною їхньою рисою є річна ритмічність, яку задають сухий та дощовий сезони. Рослинність пристосувалась до сезонного дефіциту вологи скиданням листя — листопадом.
У зоні саван, що широким поясом в субекваторіальній зоні огинають екваторіальні ліси, далеко заходять на півдні у тропічний пояс. Вони утворились на червоних і червоно-бурих ґрунтах. Вони достатньо родючі, але товща родючого шару швидко вимивається під час дощового сезону. Тут земля буяє зеленню соковитих трав висотою до 3 м (слонова і суданська трава, папірус). У сухий сезон дерева скидають листя, трава висихає й згорає у величезних пожежах. У районах, де вологий сезон триває до 9 місяців (більше 1200 мм опадів на рік), панує високе різнотрав'я. У районах де сезон дощів триває менше за сухий, до 5 місяців (до 500 мм опадів на рік) — сухі савани розріджених і низькорослих трав та посухостійких колючих чагарників. Типові дерева саван: товстелезні довгожителі (віком до 5 тис. років) баобаби, зонтичні акації — «візитівки саван», пальма дум, карите, мімози, канделябровидні молочаї. Уздовж повноводних річок ростуть галерейні ліси; на узбережжі кокосові пальми, пандани, банани, мангрові зарості. На півночі савани переходять у напівпустельний Сахель, на півдні поступово змінюються «бушем».

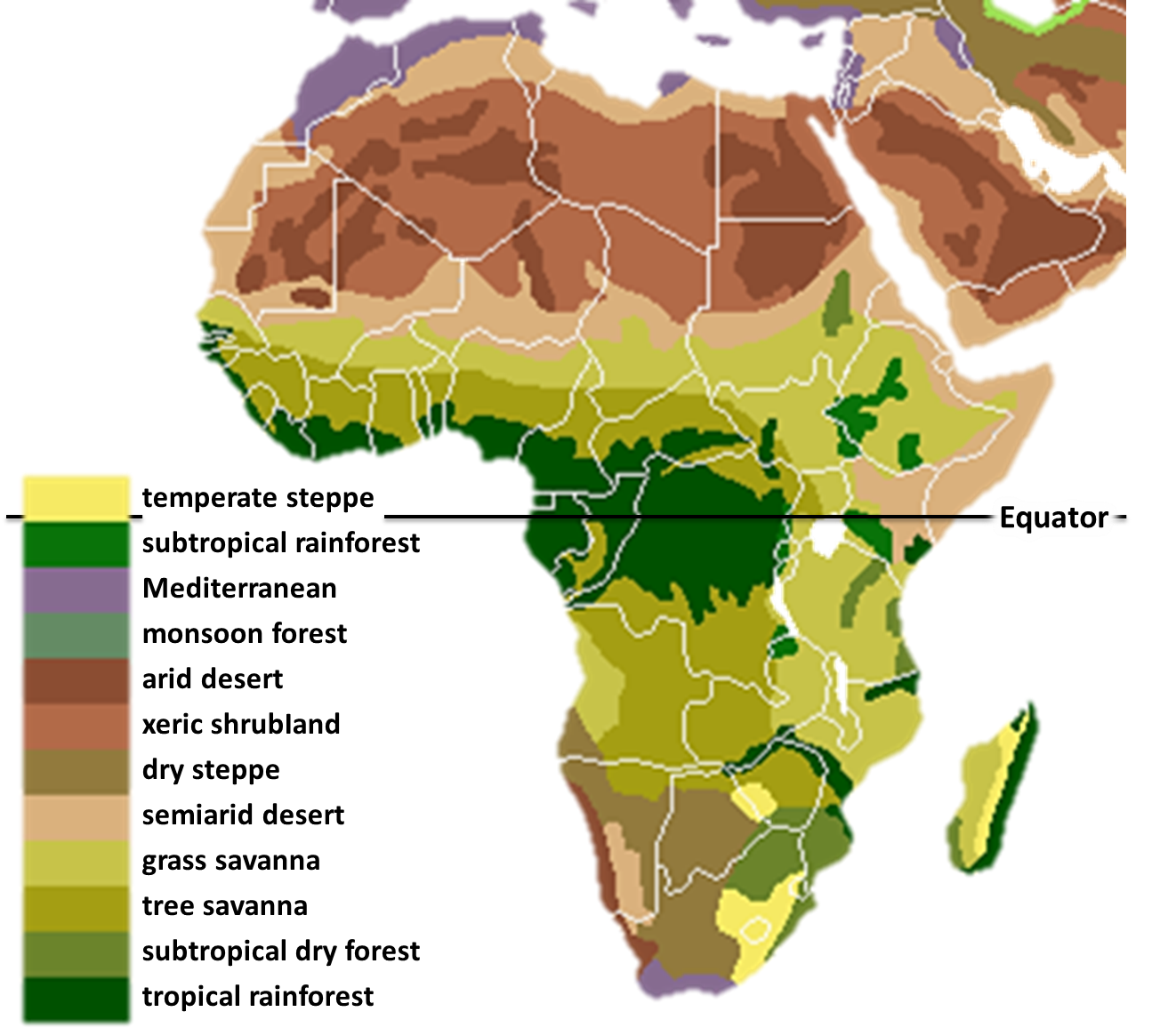
Рослинні біоми Африки
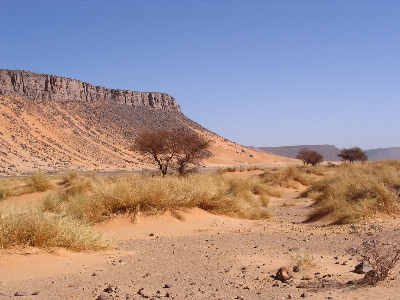
Рослинність нагір'я Ахаггар, Сахара
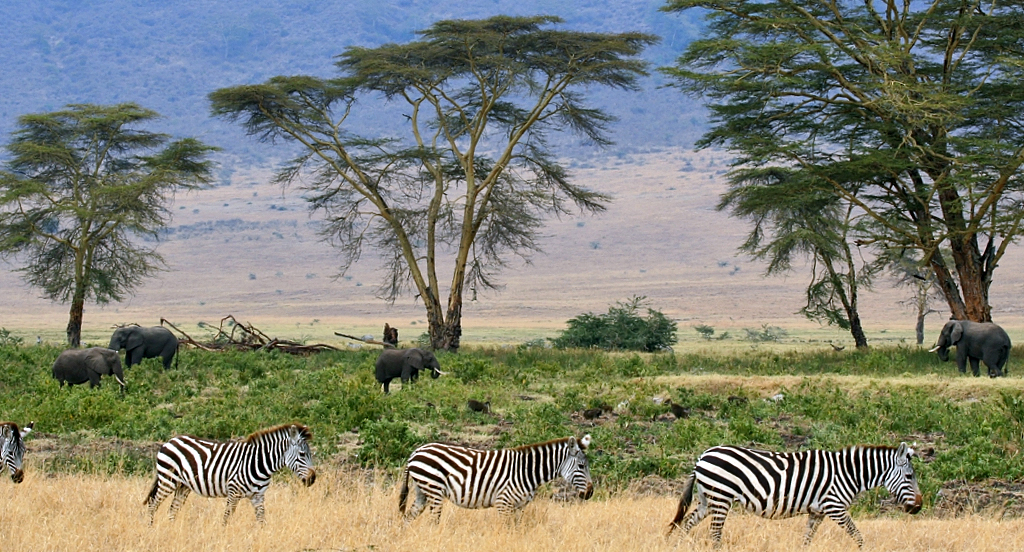
Савана у кратері Нгоронгоро, зонтичні акації та зебри
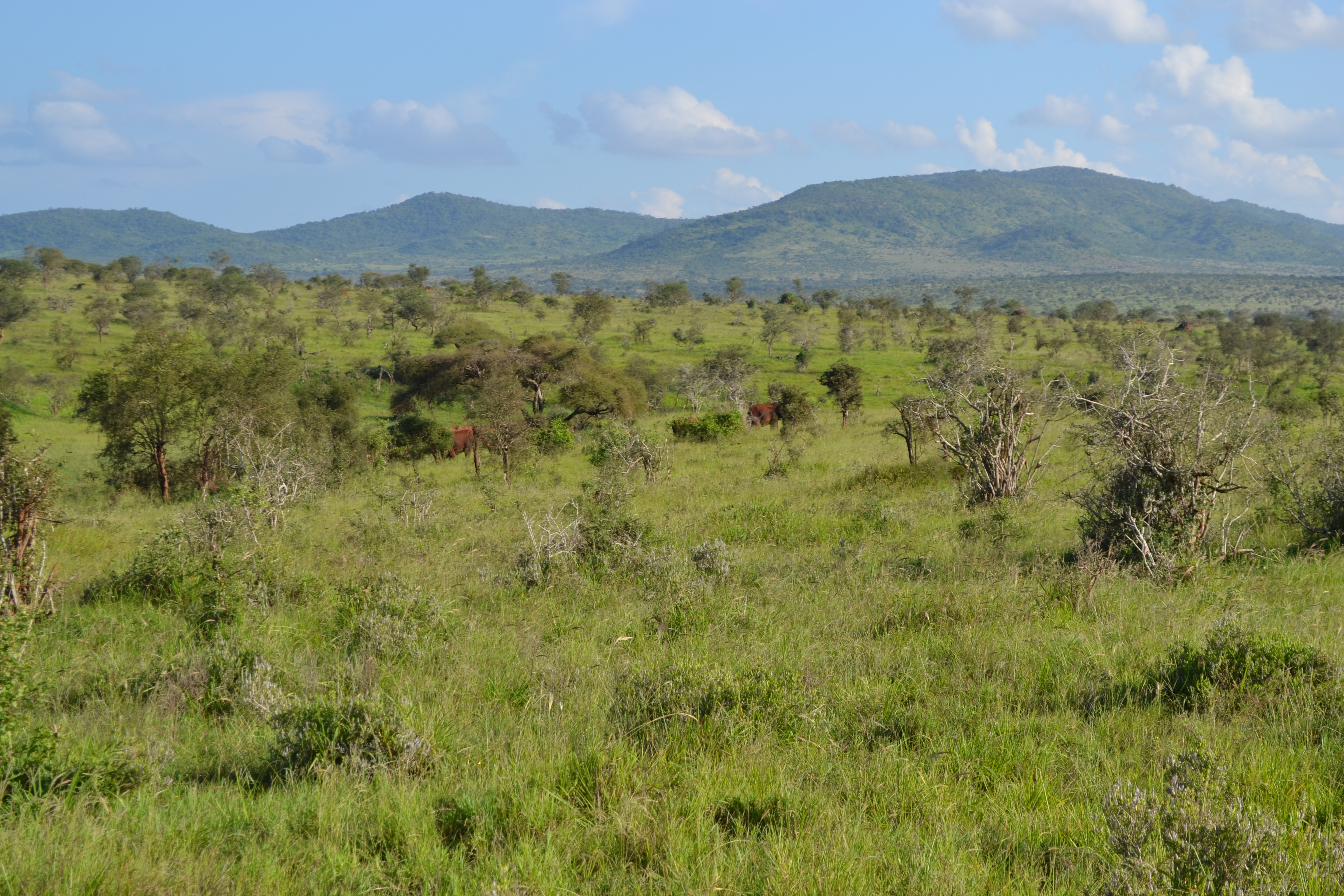
Африканська савана у Кенії
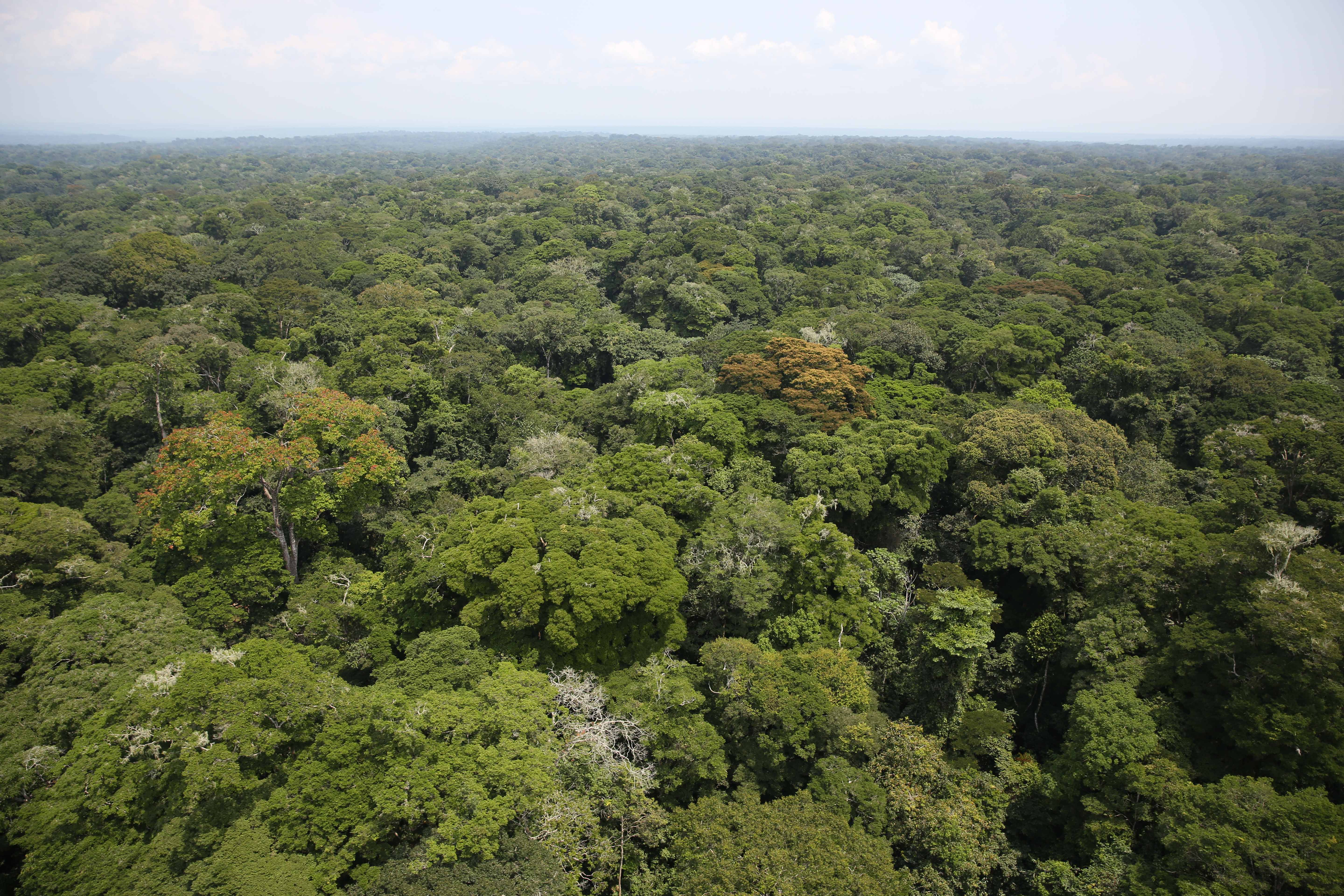
Вологі тропічні ліси басейну Конго

В умовах пустель ґрунти майже не утворюються, поверхня вкрита щебнем (гамади), галькою (реги), глиною (серіри), піском (ерги), кіркою солей (шотти). У напівпустелях зустрічаються сіроземи. Пустельна рослинність надзвичайно бідна, розріджена, представлена ксерофітами, суцільний покрив відсутній, лише окремі пучки трав (жорстколистих злаків) і колючі чагарники. Для північної частини Сахари характерна злаково-чагарникова, для південної — чагарникова рослинність. Характерні сахарські лишайник леканора, верблюжа колючка, безлистий чагарник ретам, на засолених ґрунтах поширені галофіти. Особливою рисою пустельної рослинності є довге коріння, що дає змогу дістатись глибоких водоносних горизонтів (довжина коріння верблюжої колючки може сягати 100 м). У пустелях багато ефемерів, що під час дощового сезону короткочасно вкривають поверхню барвистим килимом квітів. В оазах вирощують пшеницю, ячмінь, овочі, фінікову пальму; уздовж річок та ваді ростуть акації й тамарикс. На Канарському і архіпелазі Сокотра дивовижні ендемічні драконові (драцени) та пляшкові дерева. У прибережній пустелі Наміб та далі вглиб континенту, в напівпустелі Калахарі своєрідна ендемічна рослинність Капського флористичного царства: багато сукулентів, серед яких вельвічія дивовижна (живе до 2 тис. років), канделябровидні молочаї, деревоподібні алое, кавуни та різноманітні сукуленти.

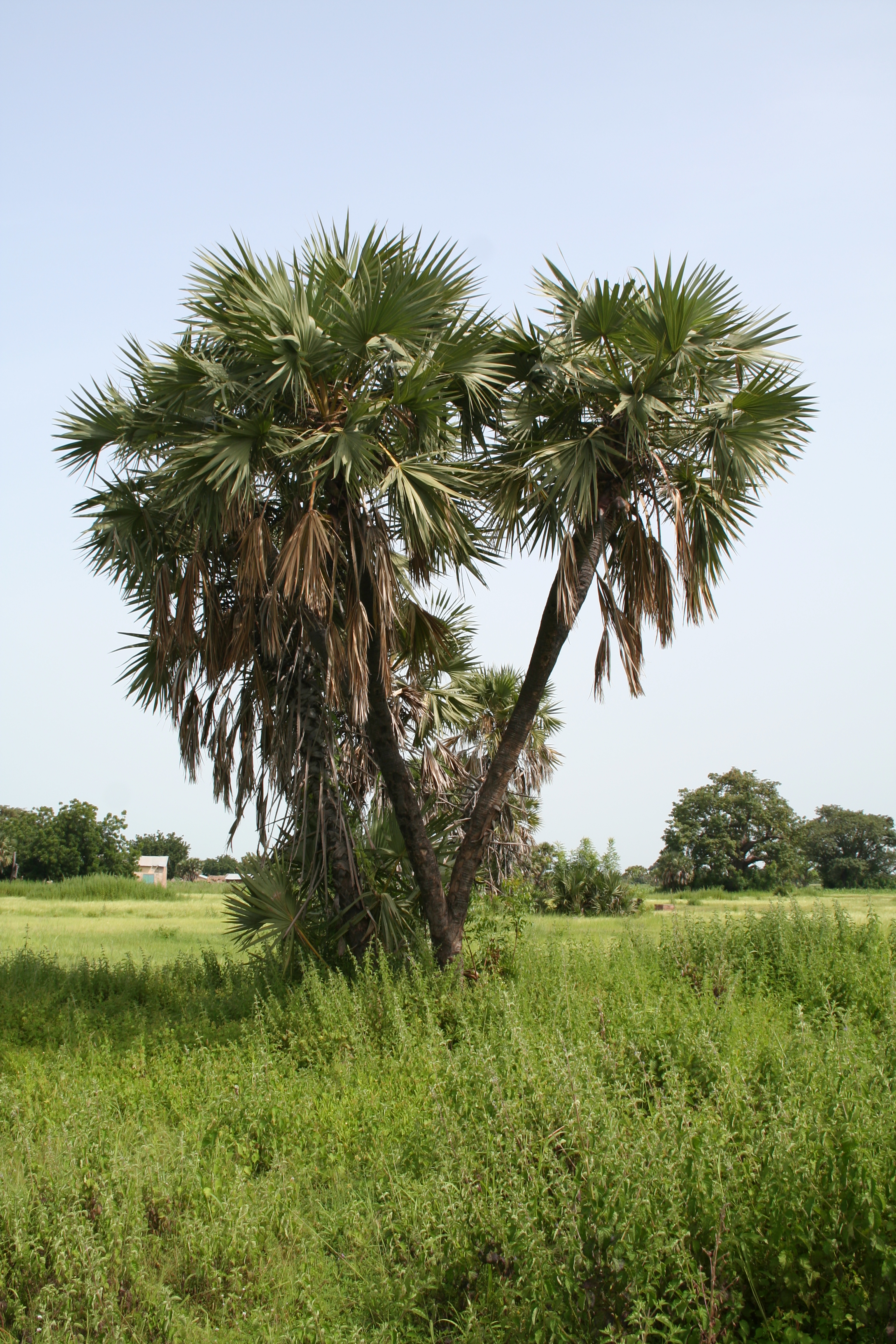
Пальма дум на березі Гвінейської затоки
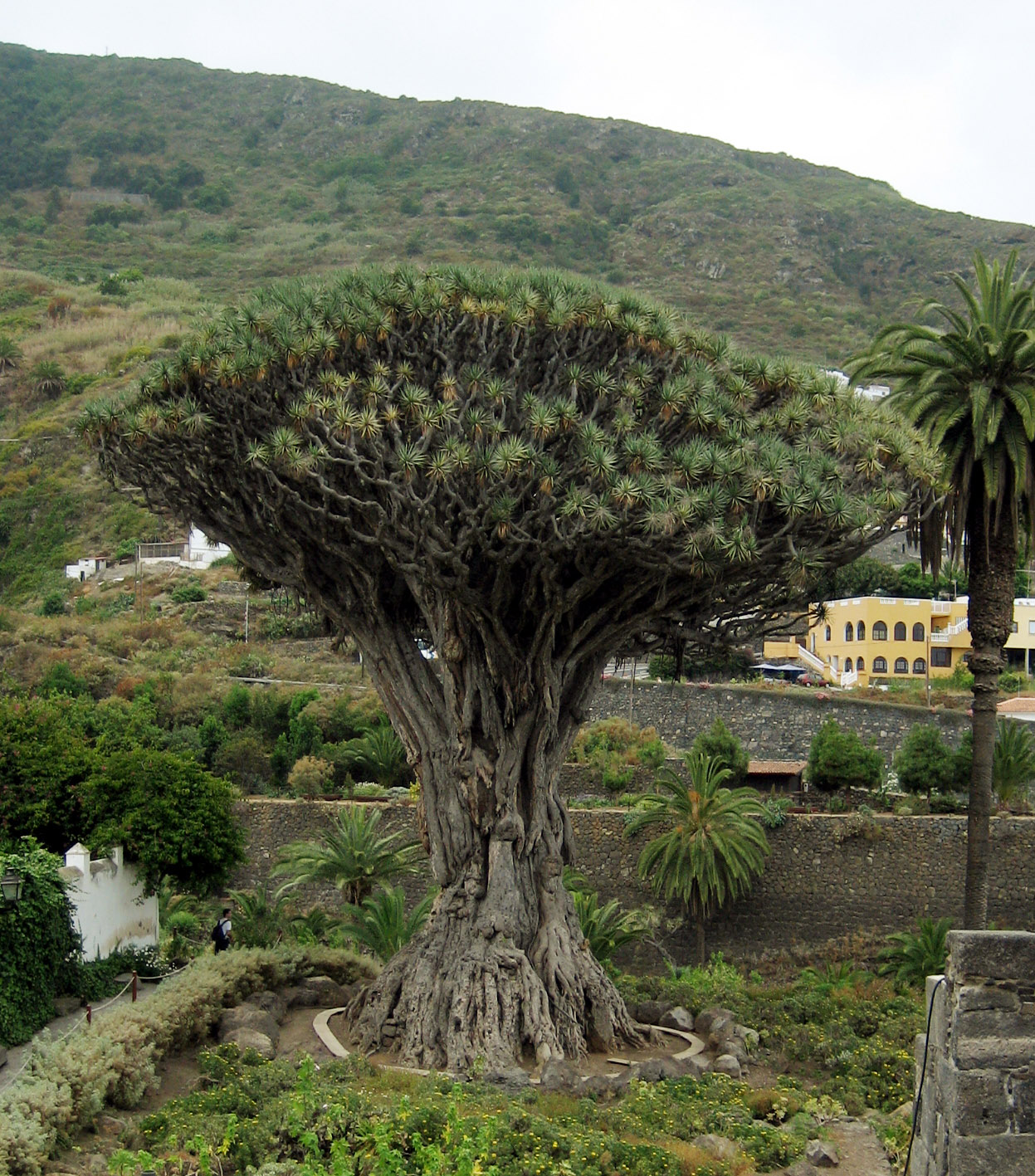
Драконове дерево на Канарах
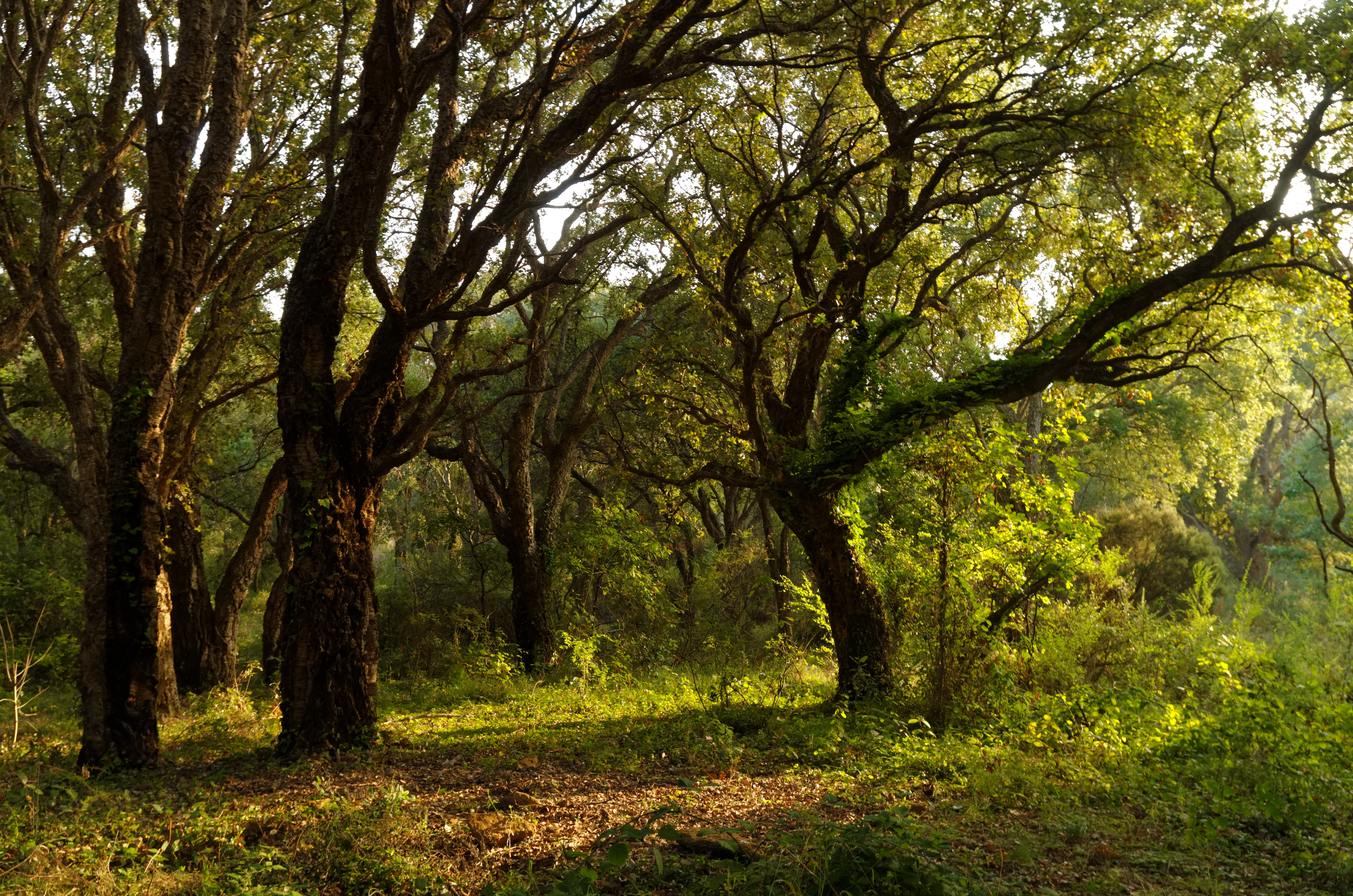
Ліси з дуба коркового в Атлаських горах
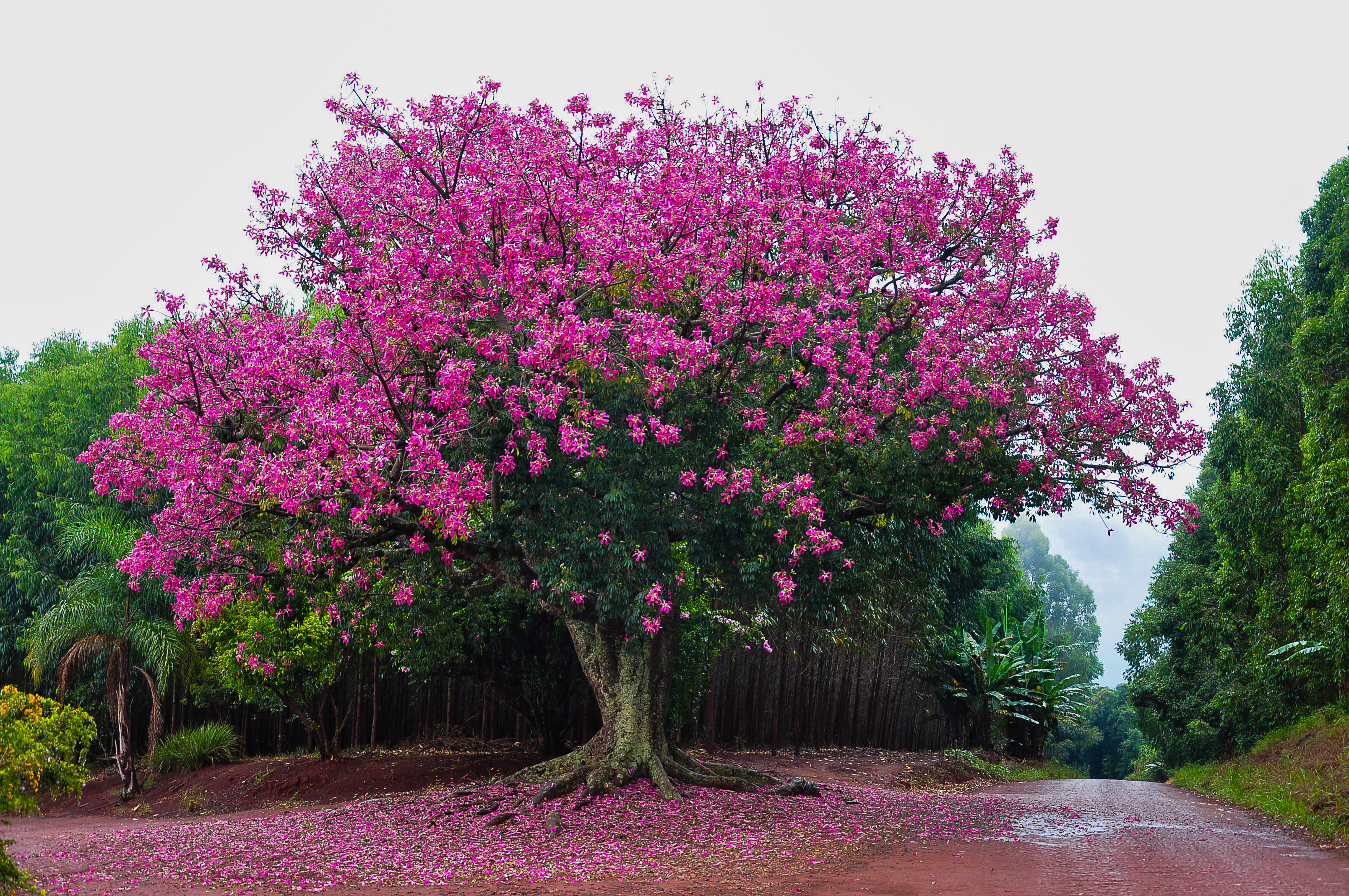
Сейба під час цвітіння
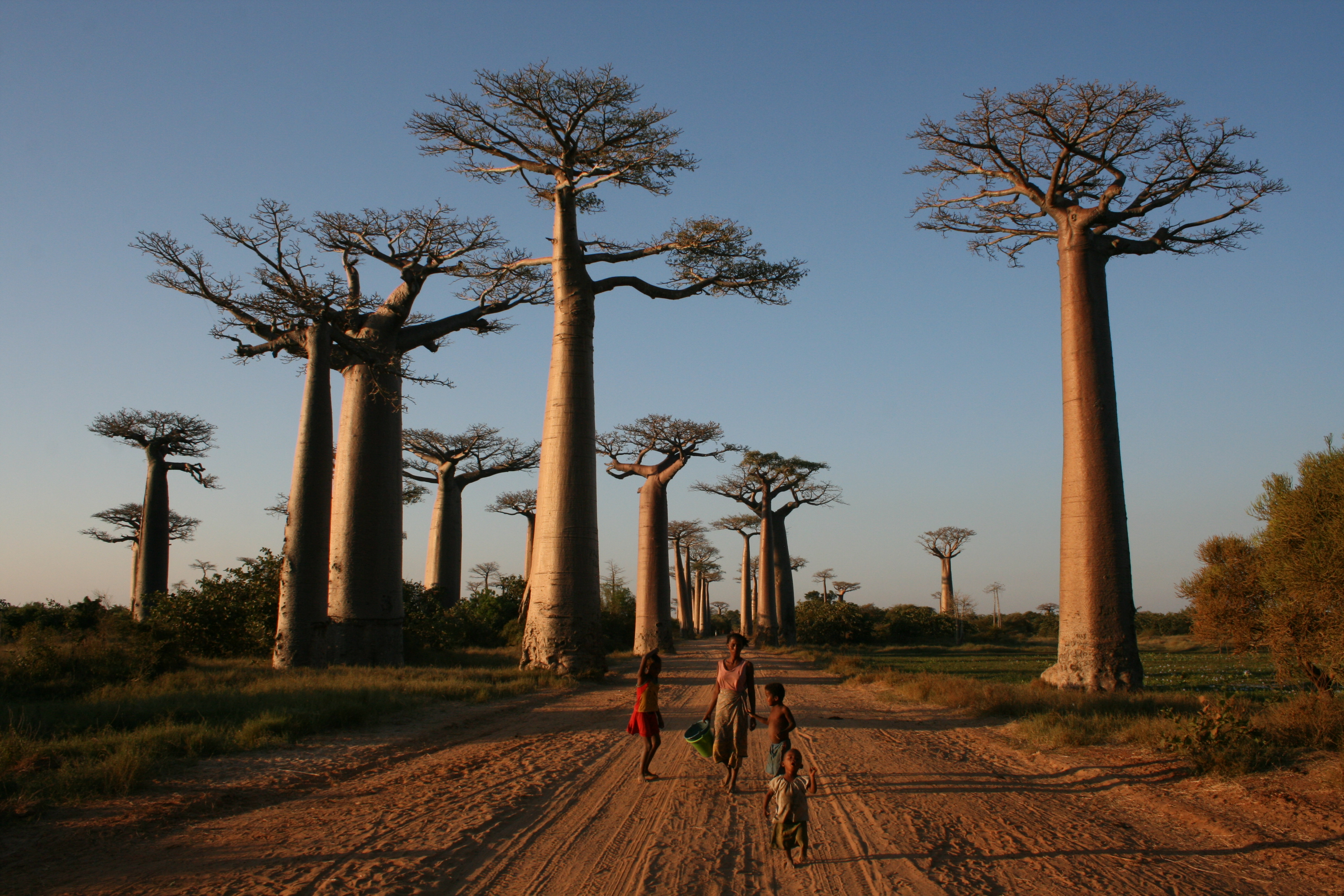
Алея баобабів на Мадагаскарі
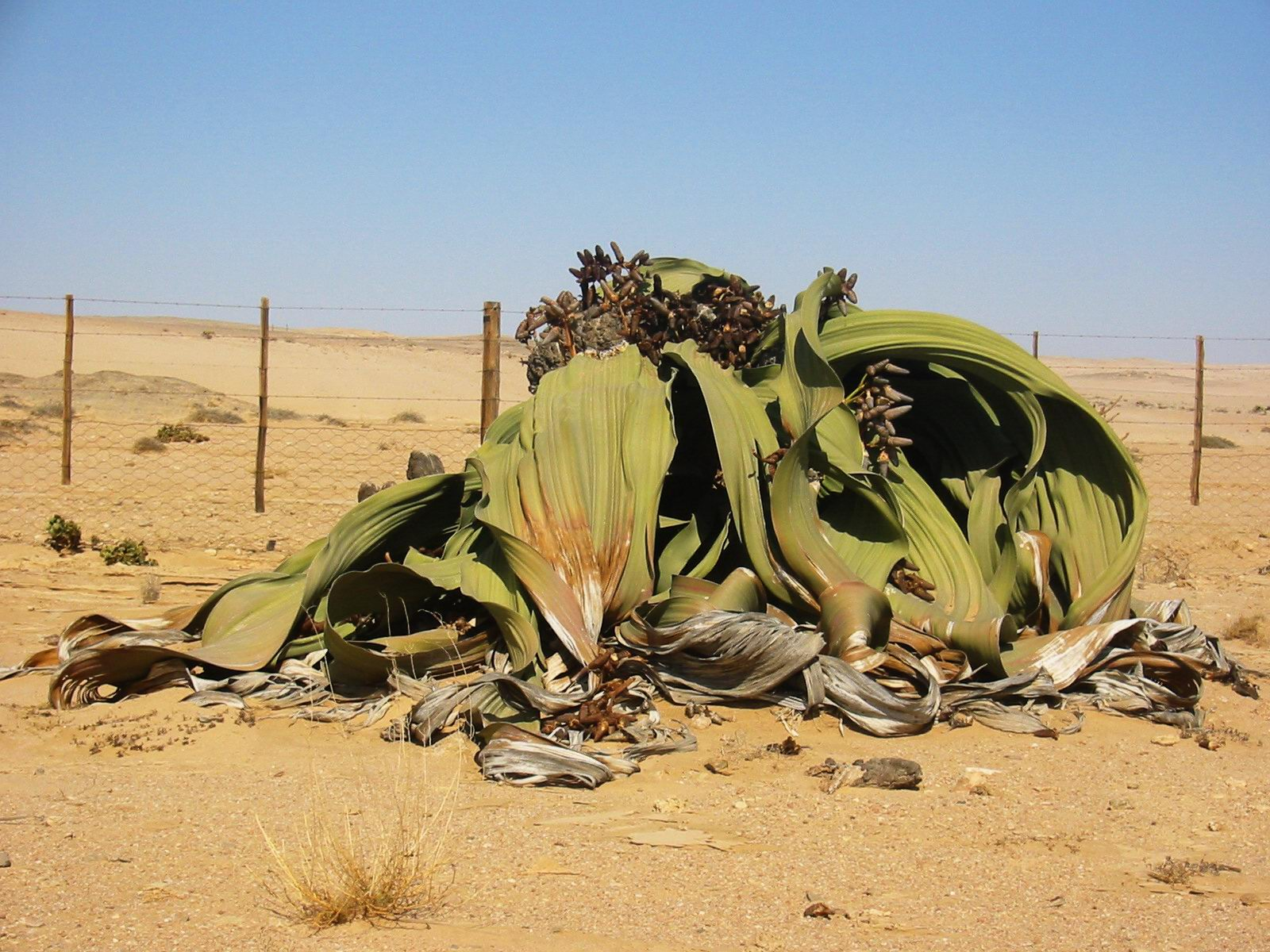
Вельвічія дивовижна у пустелі Наміб

На північних і південних окраїнах Африки поширені вічнозелені чагарники — маквіс. За субтропічних кліматичних умов утворюються достатньо родючі коричневі ґрунти з потужним гумусовим горизонтом. В Атлаських субтропіках утворилися густі мішані зарості низькорослих вічнозелених дубів (подекуди коркових), кедрів, сосен, кипарисів і карликових пальм. У Капських субтропіках чагарниковий буш утворюють протеї, оливи, південний бук, носорожий кущ, сумах, верес та інші. Це зона реліктових ендемічних квіткових рослин: різноманітні сукуленти (алое, каланхое, молочаї тощо), гладіолуси, нарциси, гербера, калла, стреліція. Первинна рослинність тут дуже змінена людиною — розбиті виноградники, плантації цитрусових і олив, розорані поля під пшеницю й бавовник.
Африка — є центром походження, або одомашнення таких цінних сільськогосподарських культур, як буряк, цибуля і капуста (долина Нілу), кавун (пустеля Калахарі), кава (Ефіопське нагір'я).

### Тваринний світ
Тваринний світ Африки різноманітний і багатий на ендемічні види. Північна частина континенту (до зони) саван належить до Сахаро-Аравійської (пустельної) та Середземноморської (жорстоколисті ліси та чагарники північного узбережжя) провінцій Середземноморської підобласті Голарктичної області. Більша частина континенту належить до самостійної Ефіопської області. В якій виділяють 4 окремішні підобласті: Східно- (саванові області), Західно- (вологі ліси Гвінеї та Конго), Південноафриканську (савани, гори, напів- і пустелі півдня) та своєрідну Мадагаскарську (однойменний великий острів з прилеглими малими островами).
Більшість тварин у вологих тропічних лісах мешкає на деревах (кажани, шимпанзе та інші мавпи, леопарди, у лісах Мадагаскару ендемічні лемури і фоси), на нижньому ярусі — здебільшого великі звірі (слони, бегемоти, окапі, китицевухі свині, горили). Ліси наповнюють величезні маси різноманітних ендемічних комах (мурахи, твердокрилі, лускокрилі, бабки, бджоли, малярійні комарі) і безхребетних (равлики, черви, мокриці), що постійно транспортують і переробляють рослинну й відмерлу тваринну біомасу. Усі яруси лісу населяють різноманітні птахи (одуди, сірі папуги, дятли, птах-носоріг, бананоїди), змії (пітони, кобри, мамби), жаби.
Тваринний світ саван представлений різноманіттям копитних та інших травоїдних: антилопи (гну, канна, орикс), газелі, зебри, бородавочники, жирафи (найвищі ссавці), носороги (чорний і білий), буйволи, бегемоти, слони (найбільші ссавці суходолу). За величезними стадами полюють леви, леопарди, гепарди (найпрудкіші ссавці), гієни, шакали. Мавпи представлені стадними павіанами і мандрилами. Савани населяють різноманітні види птахів: африканський страус (найбільший птах планети), нектарниці (одні з найменших), грифи, ткачики, білі чаплі, рожеві фламінго, марабу, птах-секретар, цесарки, турачі. Різноманітний світ плазунів: у річках і озерах живуть крокодили (найбільші плазуни планети), на деревах ящірки і хамелеони, серед трав мешкають змії та черепахи. Савани населяють численні різноманітні види комах, серед яких особливо вирізняються еусоціальні терміти — колоніями висотою до 5 м (термітниками); сарана — міграціями величезних зграй, що знищують всю рослинність на своєму шляху; муха цеце, що розносить сонну хворобу та приносить цим багато шкоди місцевому скотарству й населенню.
Тваринний світ пустель і напівпустель пристосувався до спеки та нестачі вологи переважно нічним та підземним образом життя. Одногорбі верблюди, антилопи, газель аддакс і доркас, різноманітні гризуни (піщанки, тушканчики), які у спеку ховаються в нори. З хижаків каракал, лисиця-фенек, шакал, гієна, барханний кіт. Серед пташиного царства помітні ябіру, орябки, качки, голуби, жайворонки, соколи. Різноманітний світ ящірок, змій (рогата гадюка, піщана ефа, єгипетська кобра), комах (найпримітніший з яких жук-скарабей, освячений давніми єгиптянами) та інших безхребетних (скорпіони, сольпуги).

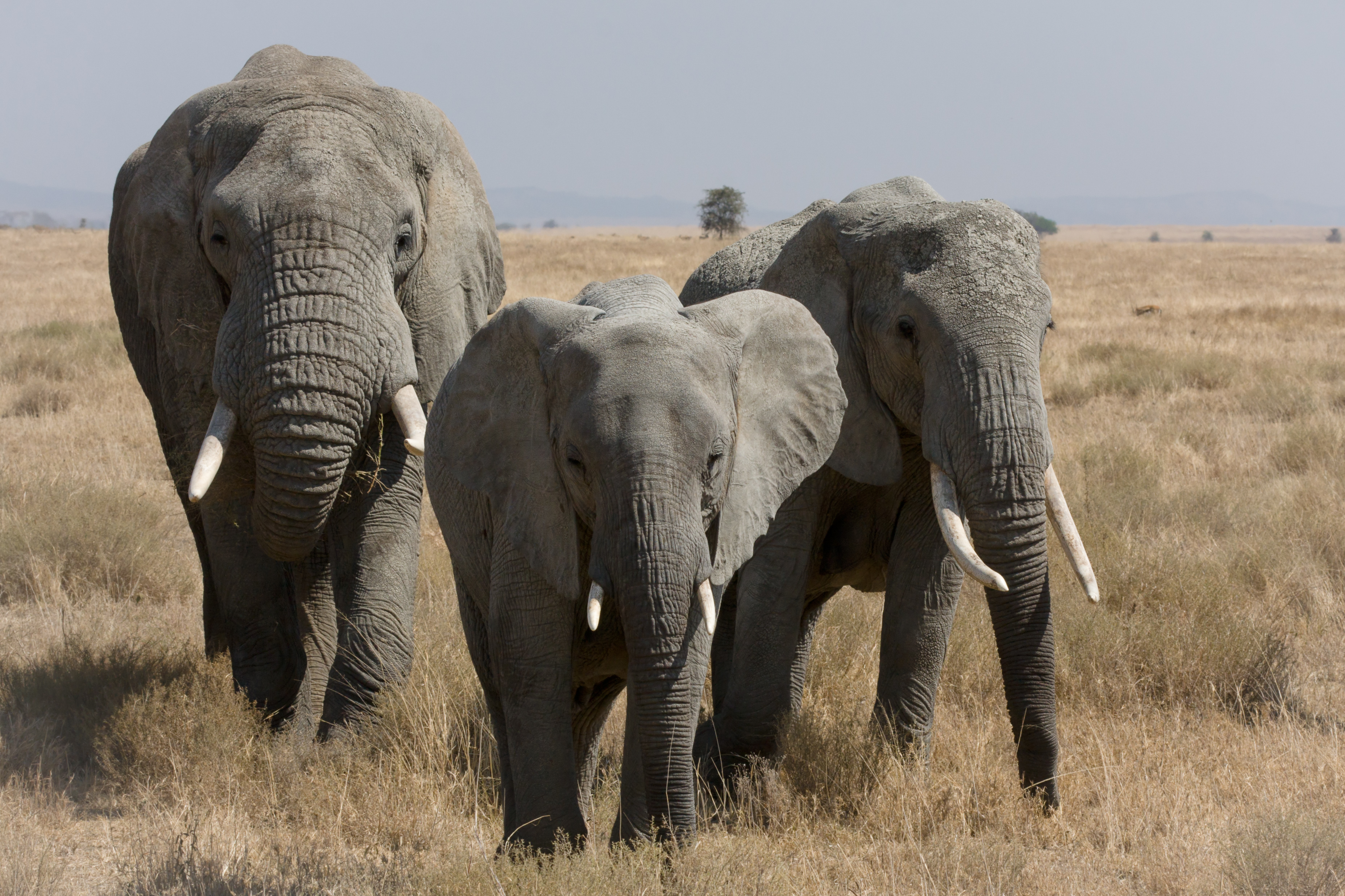
Африканські слони
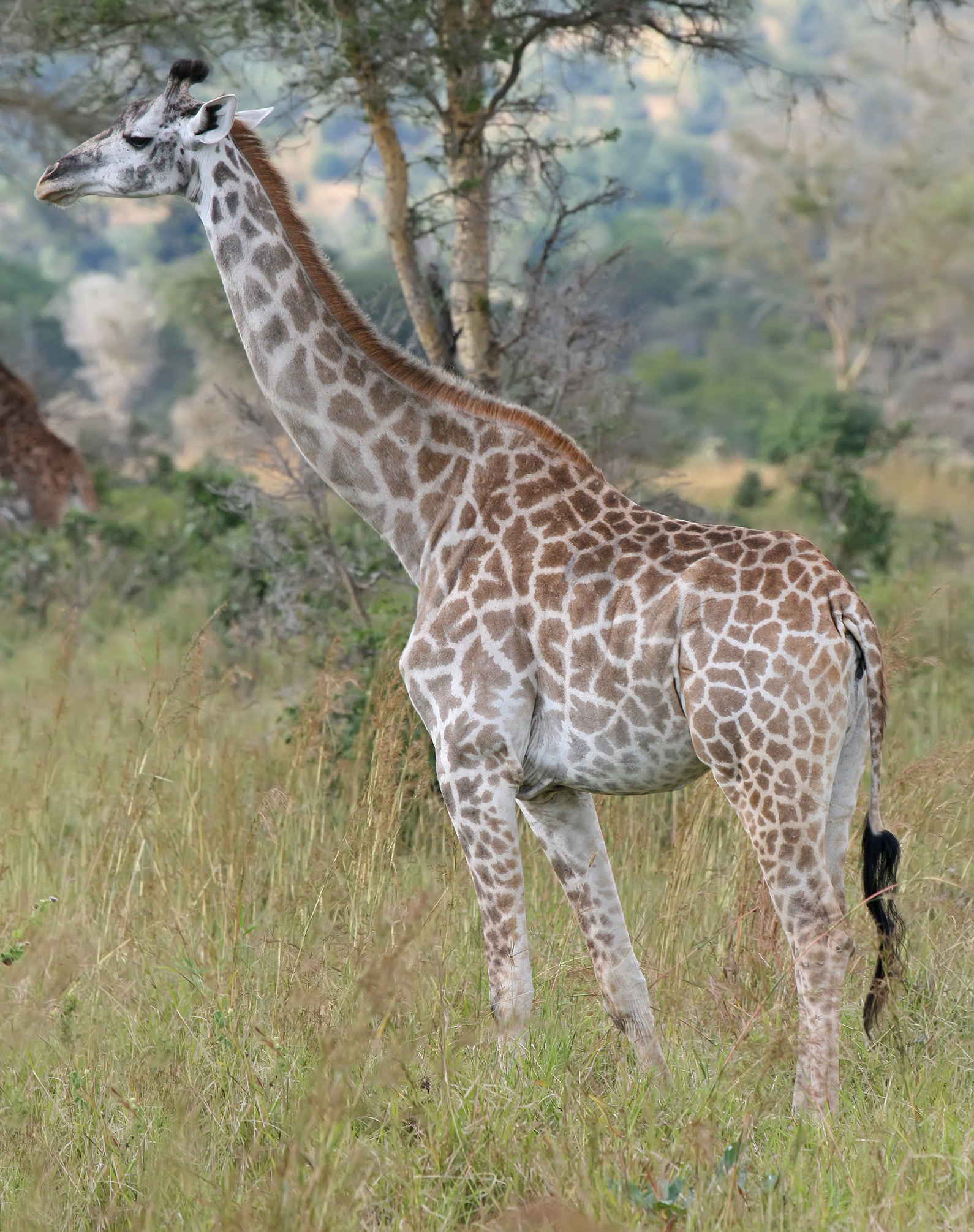
Жирафа
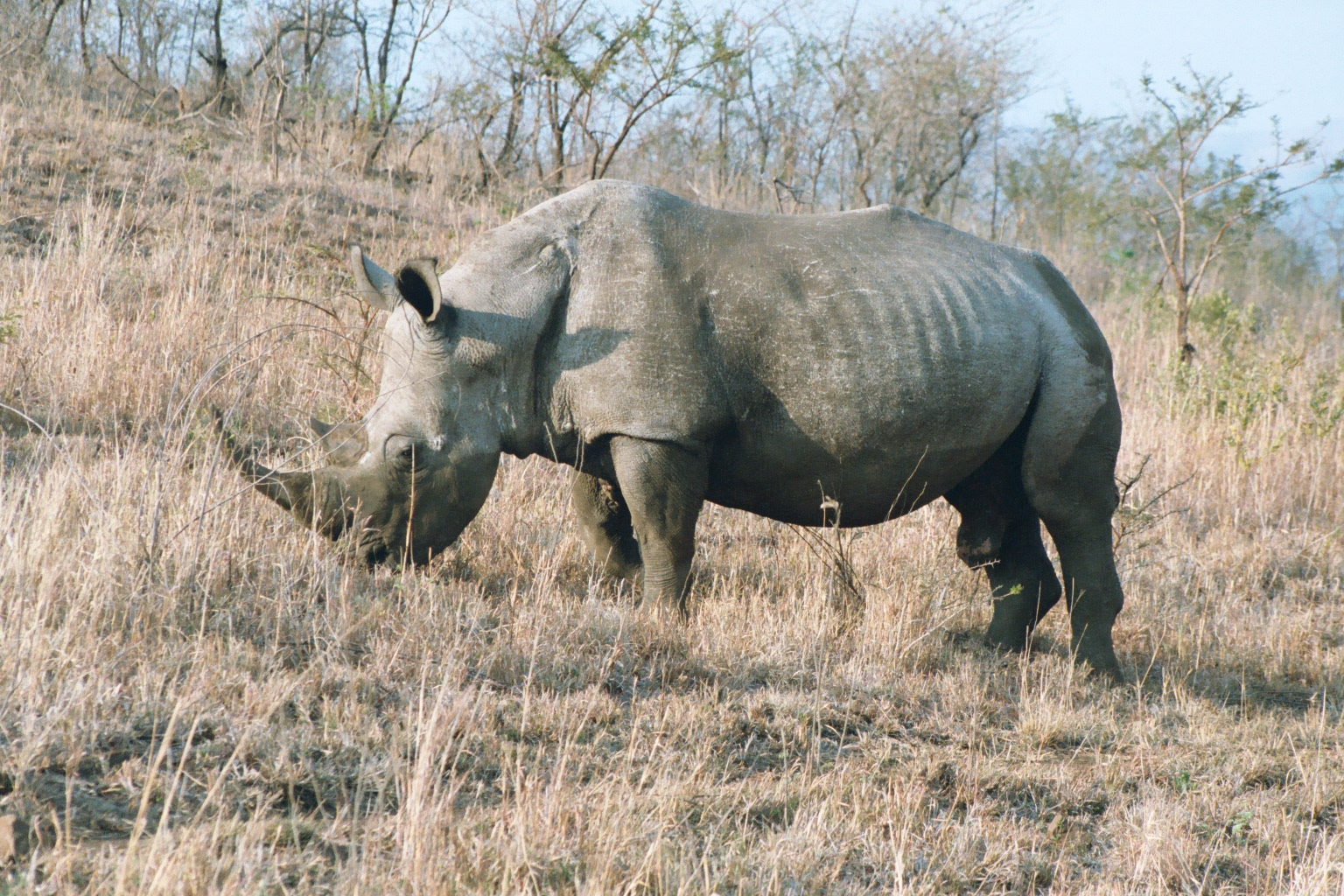
Білий носоріг
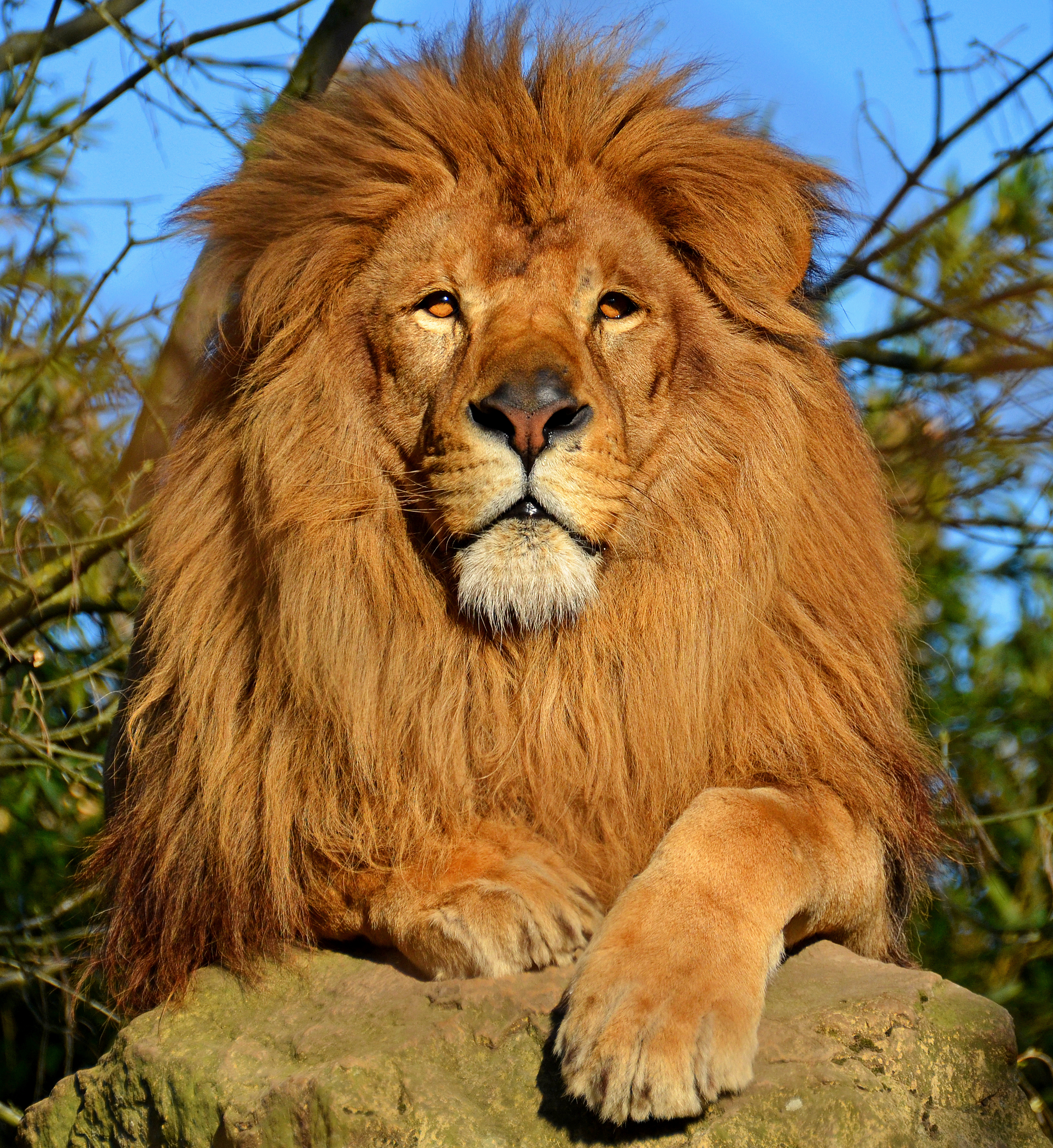
Африканський лев
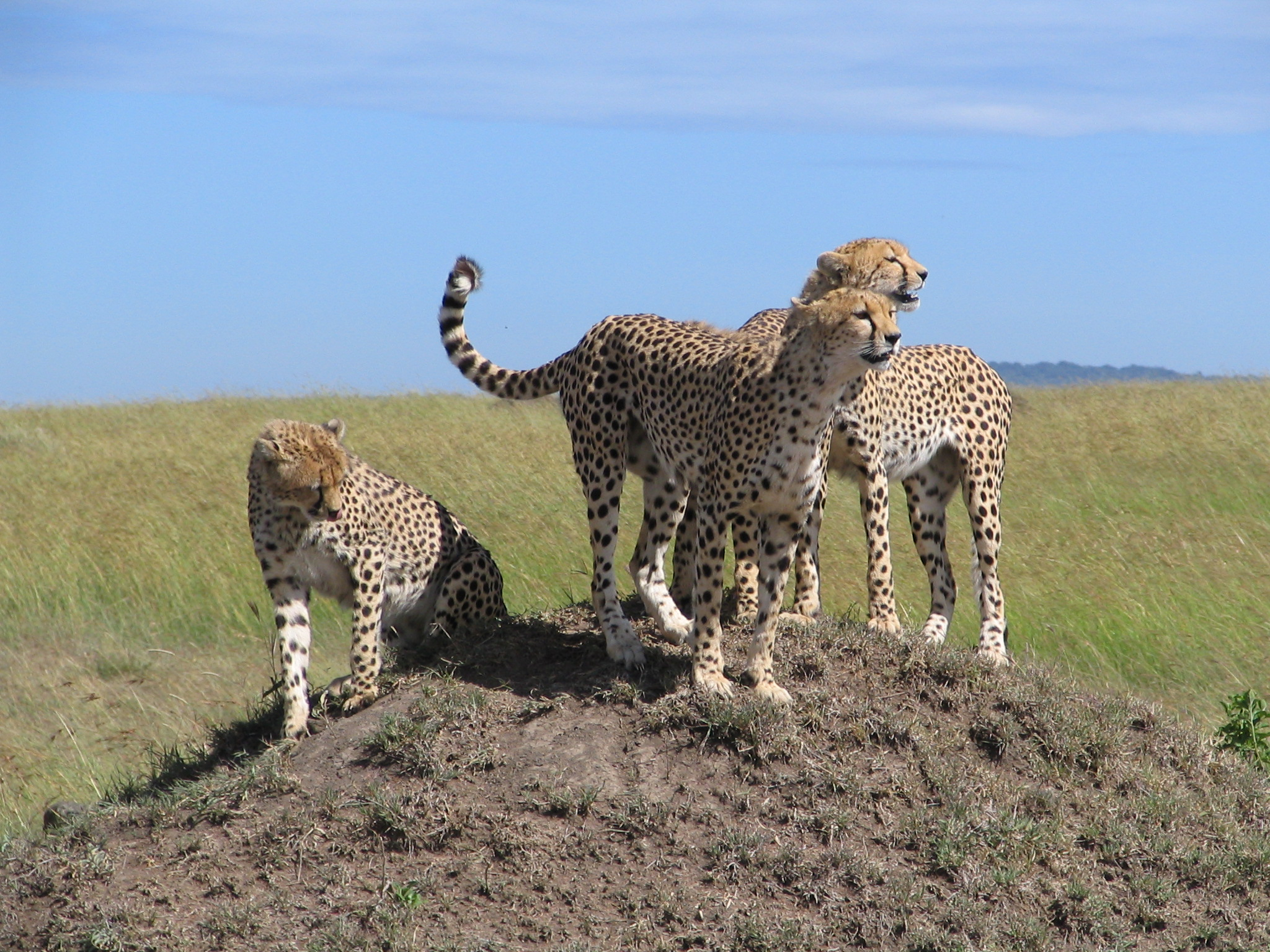
Гепарди
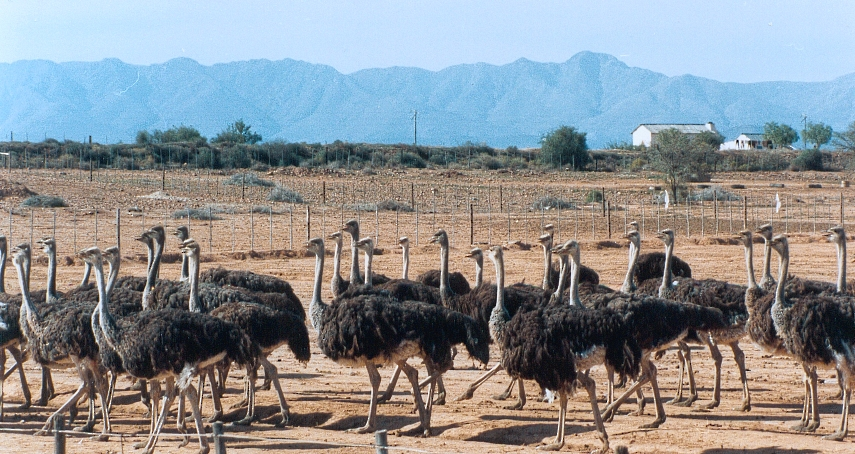
Африканські страуси

На півночі континенту в Атлаських горах водяться олень берберський, свиня дика, лисиця алжирська, ласка, шакал, гієна, вівера, безхвості мавпи маготи, антилопи, дамани, страуси, кобри. Тваринний світ Ефіопського нагір'я та Драконових гір на півдні подібний до саванового: антилопи, зебри, жирафи, павіани, леопарди.

### Природні зони
На просторах Африки добре проявляється закон широтної зональності. Екватор ділить континент майже навпіл, від нього у напрямку на північ та південь відбувається послідовна, майже симетрична зміна природних зон:
- Вологі екваторіальні ліси багатоярусної будови з унікальною флорою і фауною сформувались в умовах спекотного і вологого екваторіального клімату на червоно-жовтих фералітних ґрунтах. Вони займають центральну частину річкового басейну Конго, окремі частини узбережжя Гвінейської затоки.
- Перемінно вологі субекваторіальні ліси слугують перехідною зоною від вологих лісів до рідколісь.
- Савани і рідколісся, як перехідна зона від вологих лісів до напівпустель, сформувалися в умовах субекваторіального клімату з чітко вираженими сухим і дощовим сезонами. Найпоширеніші ґрунти в саванах — червоно-бурі. За різноманіттям флори і фауни на одиницю площі, савани Африки не мають рівних собі серед інших природних зон.
- Напівпустелі сформувались в умовах сухого тропічного клімату із річною нормою атмосферних опадів 250 мм. На півночі це зона Сахелю, смуги опустелювання, де Сахара за допомоги людської діяльності поступово відбирає в савани родючі землі, перетворюючи їх на безплідну пустелю. На півдні це області навколо Калахарі, внутрішні райони Мадагаскару.
- Пустелі сформувались в умовах сухого тропічного клімату менше 200 мм. Ґрунтовий покрив майже відсутній, лише корки вивітрювання. Рослинність розріджена, без суцільного покриву, а тваринний світ дуже бідний і своєрідний, пристосований до сурових умов існування. На півночі це широка смуга найбільшої пустелі світу — Сахари, від Атлантичного узбережжя до берегів Червоного моря та Сомалійський півострів. На південному заході — прибережна пустеля Наміб і внутрішньоконтинентальна — Калахарі.
- Твердолисті вічнозелені ліси і чагарники сформувались в умовах субтропічного клімату з посушливим літом і м'якою вологою зимою із річною нормою атмосферних опадів 600 мм на коричневих ґрунтах з потужним гумусовим горизонтом. На півночі це прибережні райони Атлаських гір, на півдні — південне узбережжя, відокремлене від внутрішніх областей Капськими і Драконовими горами. Переважно освоєні людиною під сільськогосподарські угіддя (виноградники, плантації цитрусових, поля зернових), тому рослинність і тваринний світ сильно видозмінений, окультурений.
- Області висотної поясності добре розвинені на Ефіопському нагір'ї, у горах Атлас, Рувензорі, Адамава, Драконових, у гірських масивах Мадагаскару.

### Охорона природи
До найгостріших екологічних проблеми Африки відносять:
- Глобальне потепління впливає на всі природні елементи й аспекти людського життя, особливо відчутне воно в уразливих африканських примітивних спільнотах, чиє життя досить сильно залежить від балансу природних факторів навколишнього середовища їхнього існування.
- Знищення екваторіальних і гірських лісів заради цінної деревини, заготівлі дров на паливо для приготування їжі, екстенсивного розширення сільськогосподарських угідь призводить до порушення рослинного покриву й деградації ґрунтів. За XX століття знищено ¾ африканських лісових масивів[32]. Особливо значні зміни припадають на регіон Судану та Мадагаскар. Такими темпами до середини XXI століття на місці більшості лісів континенту будуть плантації какао, олійної пальми, бананів, арахісу, присадибні ділянки та безплідні бедленди.
- Спустелення саван. З 1960-х років Сахара просунулась на 200 км на південь і збільшила свою площу на тисячі км². У зоні Сахелю ведуться роботи зі створення лісозахисних смуг.
- Зменшення видової кількості рослин і тварин, зникнення окремих ендемічних видів. Через культуру полювання білих колонізаторів на континенті знищено квагг, камерунського чорного носорога (через попит з боку китайської народної медицини під прицілом браконьєрів перебувають усі носороги), лев берберійський[43]. На острові Мадагаскар через демографічних вибух і розширення сільськогосподарських угідь майже повністю знищено природні ліси, ½ видів тварин вже зникли (палеопропітек, фоса велетенська, епіорніс) або перебувають під загрозою зникнення (лемури)[43]. На Маскаренських островах винещений дронт, чубатий і родрігеський папуги, рудий пастушка[43].

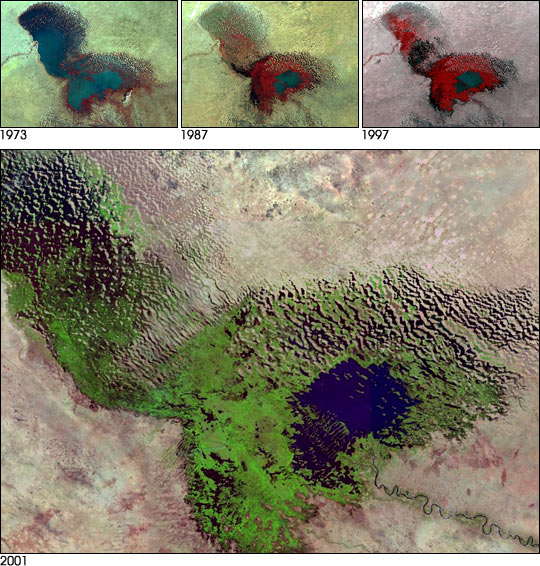
Висихання озера Чад, як елемент спустелювання
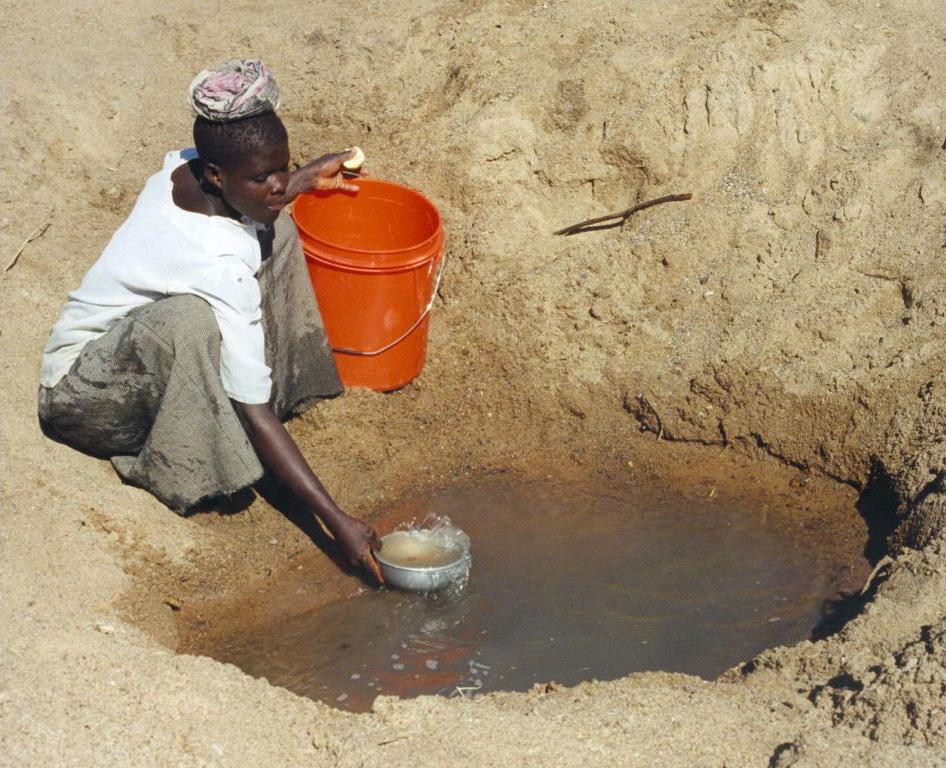
Водна проблема населення Африки
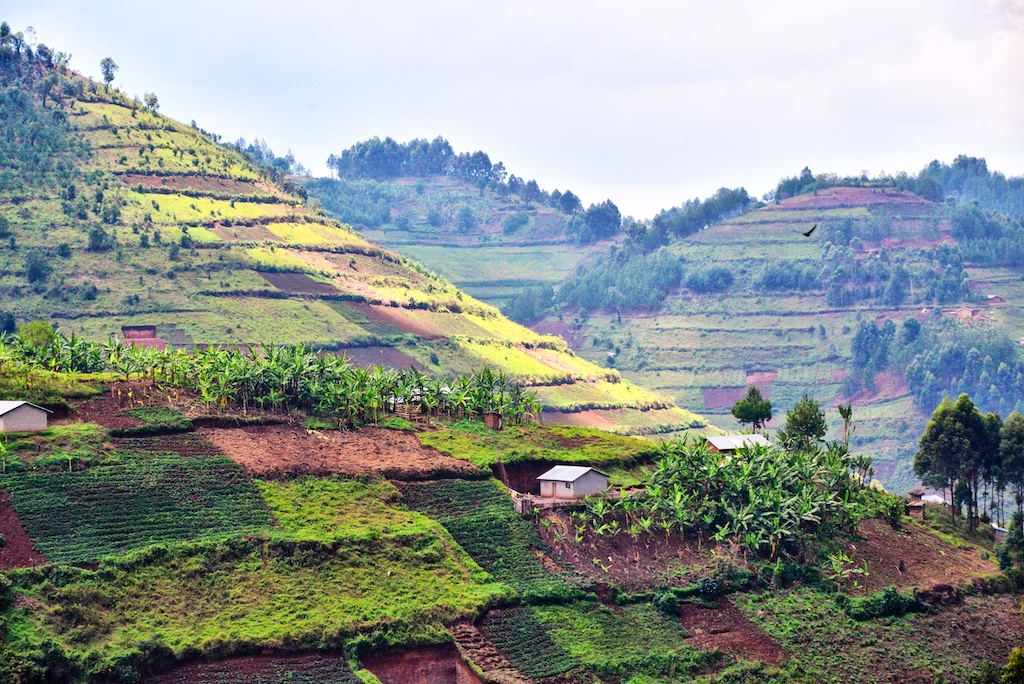
Знищення гірських лісів в Уганді
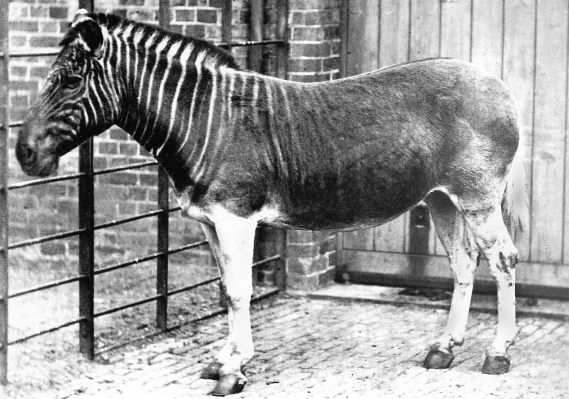
Квага у Лондонському зоопарку, 1870 рік
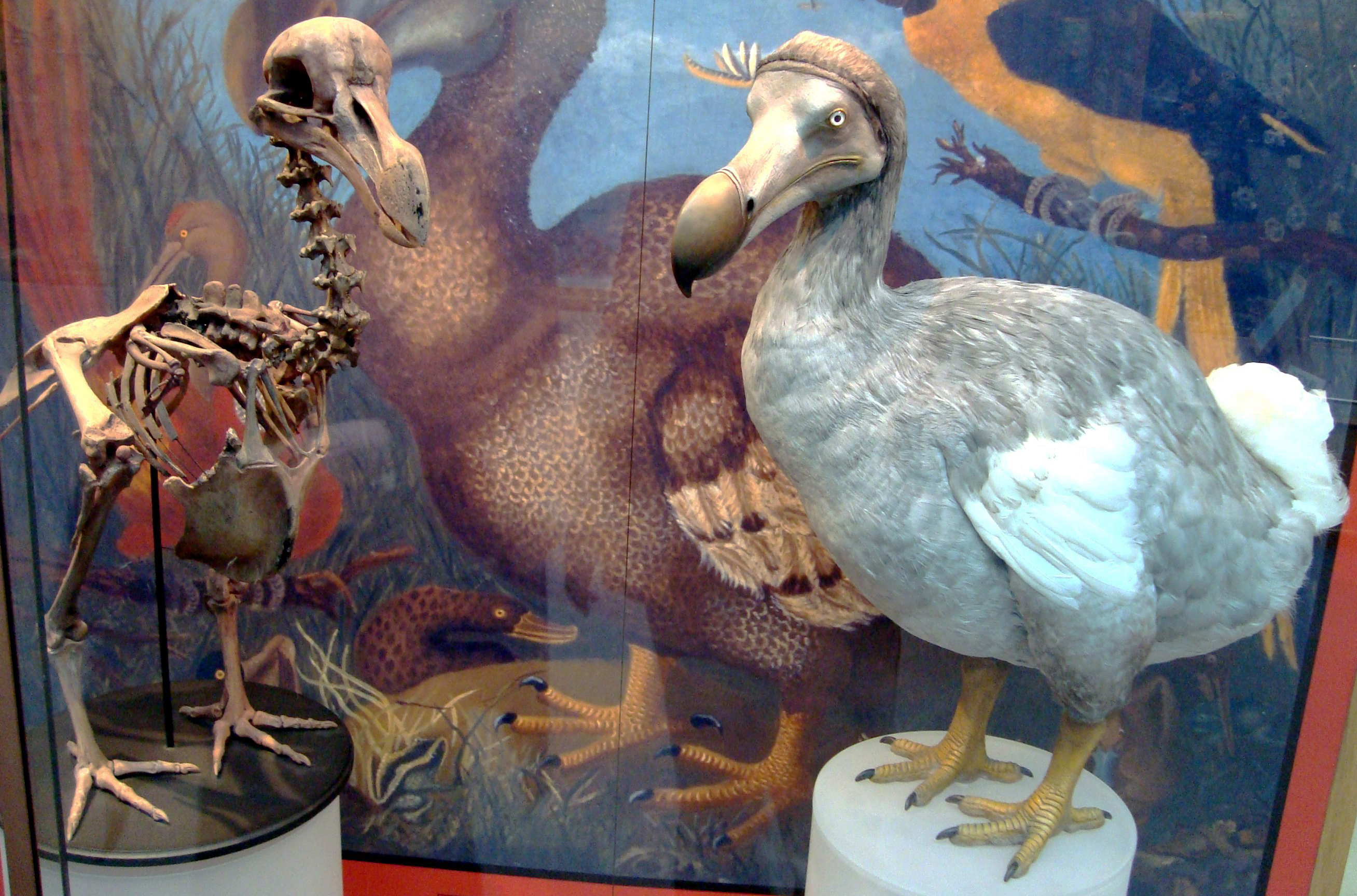
Дронт у Оксфордському музеї
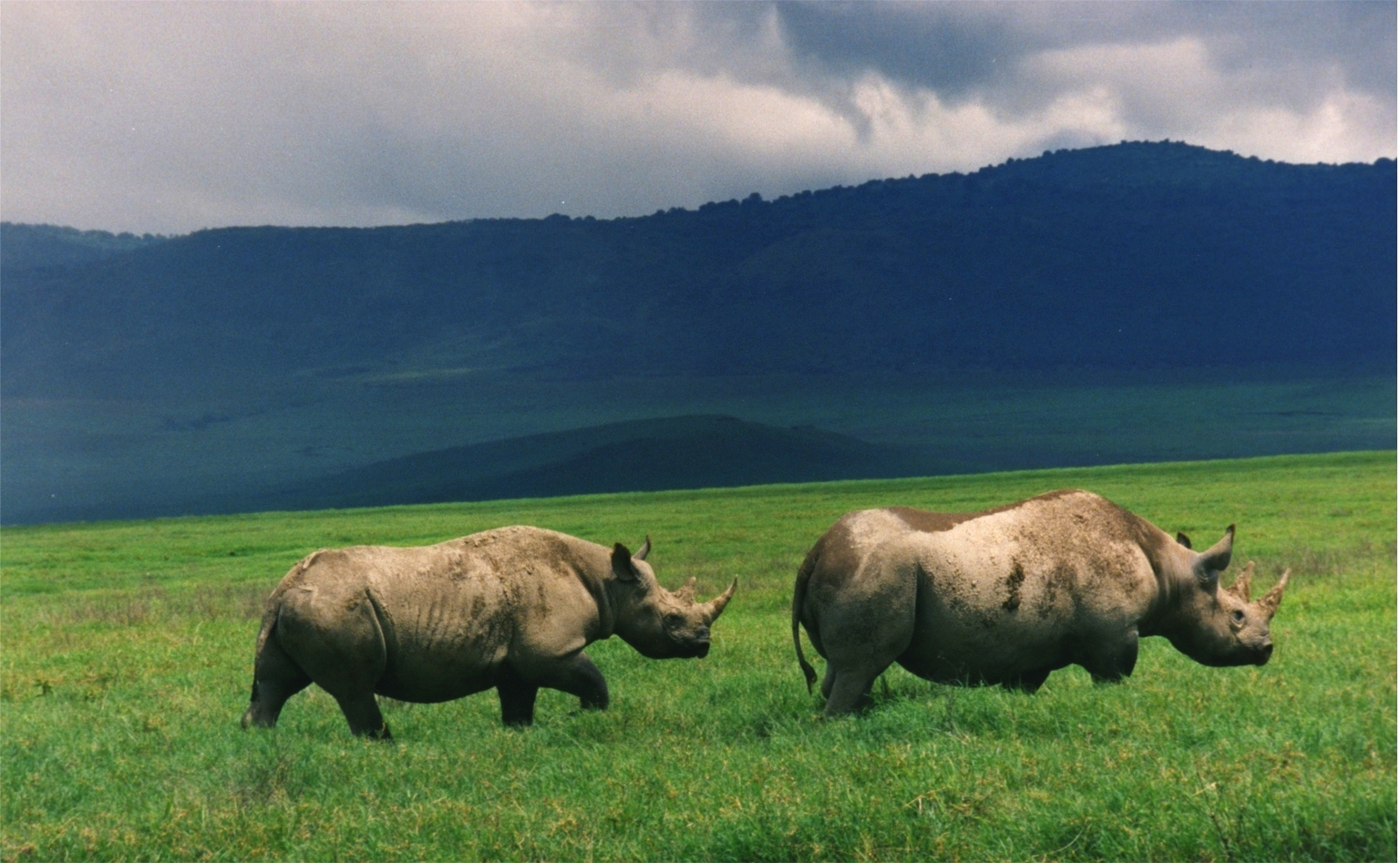
Чорні носороги в кратері Нгоронгоро

Щоб зберегти природу, на континенті створено більше 100 заповідників і національних парків — природоохоронних територій з різним ступенем недоторканості дикої природи. В Африці вони займають великі площі в різних природних зонах — гірських і рівнинних, у вічнозелених лісах, саванах і пустелях. Найбільші та найвизначніші з них: Етоша-Пан, Аддо, Крюгер (один з найстаріших, заснований 1898 року на річці Лімпопо), Серенгеті (найвідоміша територія африканської савани заповідана 1940 року, якою мігрують величезні стада копитних на яких полюють різноманітні хижаки — «африканський рай для тварин»), Нгоронгоро (створений 1959 року в кратері згаслого вулкана), Порту-Алешандрі (Ангола), Цаво (Кенія), Кафуе (Замбія), Рувензорі-Маунтінс (створений для захисту гірських горил і шимпанзе у лісах однойменних гір). Створення заповідних територій сприяє збереженню рідкісних рослин, унікального тваринного світу та окремих природних комплексів. Завдяки їм кількість багатьох видів тварин, що перебували на межі зникнення, відновлена. Найрізноманітніша фауна, флора, мальовничі краєвиди приваблюють до Африки величезну кількість екотуристів. Уряди багатьох країн заборонили на своїй території полювання на диких тварин і борються з браконьєрами. Уряд Малі бореться з випалювачами лісів не тільки адміністративними штрафами, але й кримінальним переслідуванням.
Станом на 2015 рік 89 об'єктів континенту занесено до списку Світової спадщини ЮНЕСКО, з яких 37 є об'єктами природи (займають 9 % території континенту): Велика Рифтова долина (Ефіопія), гори Кіліманджаро (Танзанія) і Кенія (Кенія), Драконові гори (Лесото), озеро Ньяса з унікальною іхтіофауною цихлідових (Малаві), водоспад Вікторія (Замбія), дельта Окаванґо (Ботсвана), пустеля Наміб (Намібія), астроблема Вредерфорт (ПАР), тропічні ліси і ерозійне утворення Цінгі-де-Бемарага Мадагаскару тощо. Лідерами за кількістю об'єктів Світової спадщини є Ефіопія, Марокко, Туніс, Алжир, Єгипет, Танзанія та Південно-Африканська Республіка. Найбільше таких об'єктів припадає на східну й південну частини континенту, на зону саван і рідколісся.

## Історія

### Доісторична доба
Історія Африки донині залишається недостатньо вивченою, багато питань не досліджено, значна частина моментів докладно не прояснена. Цей материк вважається колискою людської цивілізації. Африка — прабатьківщина людства (найдавніші археологічні рештки мають вік 7 млн років), тут відбувались перші етапи антропогенезу. На безкрайніх рівнинних просторах африканських саван декілька мільйонів років тому з'явились наші першопредки — сахельантроп, австралопітек африканський і афарський (3,9-3,0 млн років тому)[джерело?], парантроп (2,3-1,4 млн років тому)[джерело?], людина прямоходяча, уміла і працююча (1,9-0,6 млн років тому). Починаючи з 1930-х років найважливіші для історії антропології знахідки рештків давніх людей були знайдені в місцевості Олдувай (Танзанія) родиною Лікі. Пізніше такі місця масово почали знаходити від Ефіопії до крайнього півдня континенту. 300—260 тис. років тому в Східні Африці з'явилась людина розумна, звідси давні люди розселились по всьому світу. Розселялась з Африки людина розумна трьома шляхами: через Гібралтарську протоку, Суецький перешийок, Баб-ель-Мандебську протоку, що в часи зледенінь та активних тектонічних рухів піднімались вище рівня моря.

### Первісні цивілізації
Багато тисяч років тому Африка виглядала зовсім не так, як зараз. У період 7500-3500 років до н. е. територія пустелі Сахари, була саванною, цілком сприятливою місцевістю для землеробства і була заселена людьми, які повернулись на північ із субсахарського регіону — неолітичний субплювіал. Вся територія Сахари була тоді родючою землею, там знайдено безліч предметів побуту. Це говорить про те, що люди тут займалися землеробством (найдавніші знахідки обробки зерна датуються XIII століттям до н. е., землеробство у долині Нілу (нижче другого порогу) — VI тисячоліттям до н. е.), скотарством (VIII тисячоліття до н. е.), полюванням і рибальством (кістяні гарпуни), а також мали свою культуру. У X—IX століттях до н. е в Західній Африці виникло гончарство, з'являються перші поселення із кам'яними будинками (Тішит, Уалата). Саме в той час і зароджувалося перше мистецтво живопису Африки (наскельний живопис Тассілі-н'Адджер 10 тис. років тому, Сомалі та ПАР — 25 тис. років тому). Нілотські народи у Західній Африці 10-8 тис. років тому одомашнили пшоно, сорго і африканський рис. 9-5 тис. років до н. е. нігеро-конголезькі народи винайшли кам'яні топори, щоб розчищувати ділянки серед тропічних лісів під сільськогосподарські ділянки, увели в культуру олійну пальму, рафію, бамію, горіх кола, чорновічкову квасолю та вігну. Пізніше іншим народами у різних частинах континенту були уведені в культуру кавуни, рицина, калабаси, бавовник. Західноафриканські нілоти також самостійно винайшли землеробство 4-3 тис. років до н. е. Приручення великої рогатої худоби відбувалось ще за доби існування культур мисливців-збирачів, 6 тис. років тому у північно-східній Африці вперше одомашнили віслюка та гвинторогого козла.

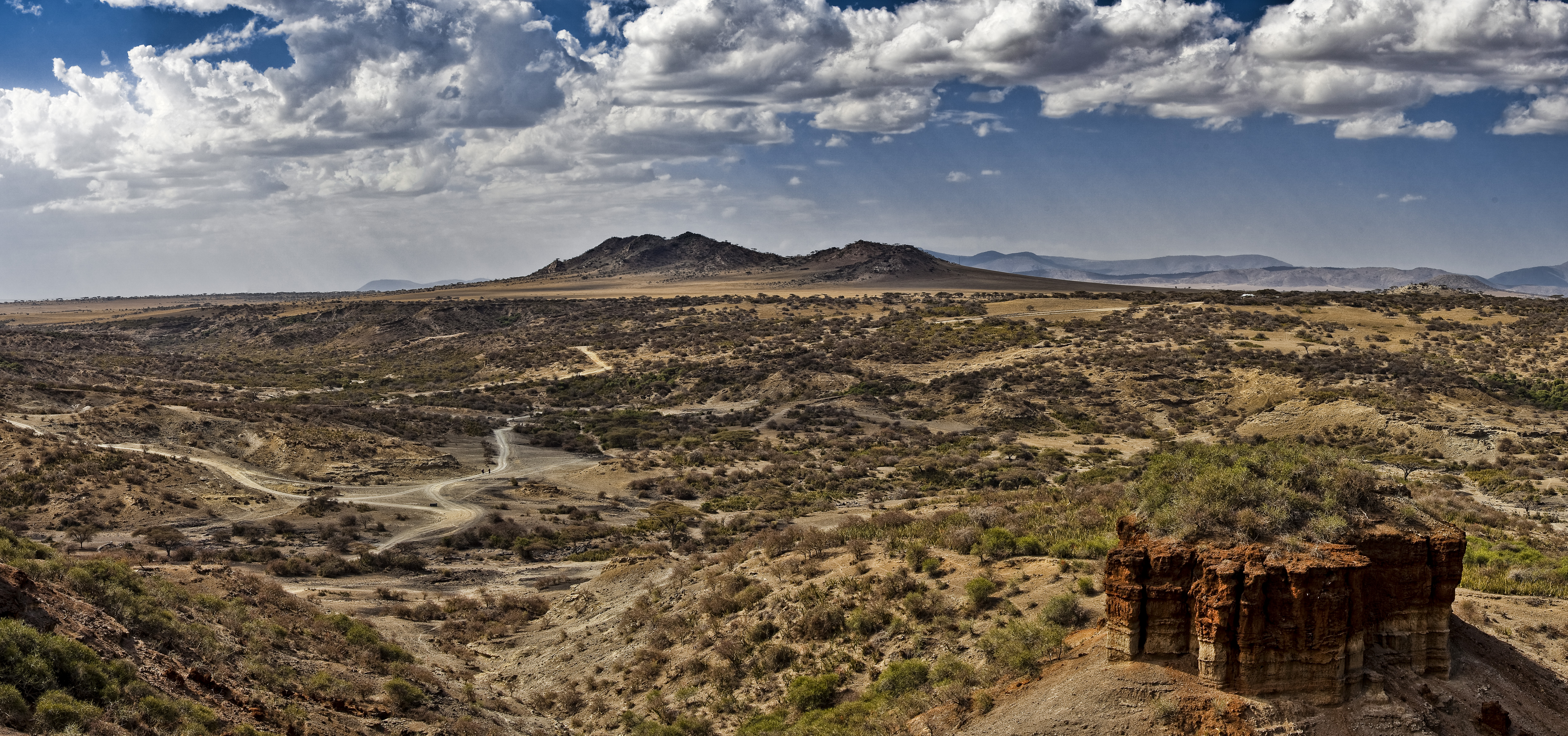
Місцевість Олдувай
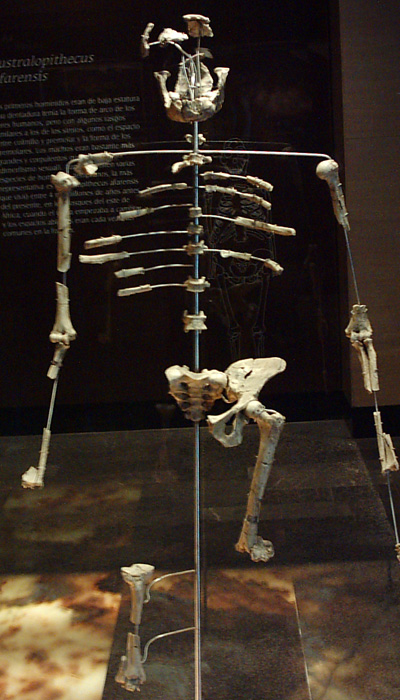
Кістяк австралопітека Люсі
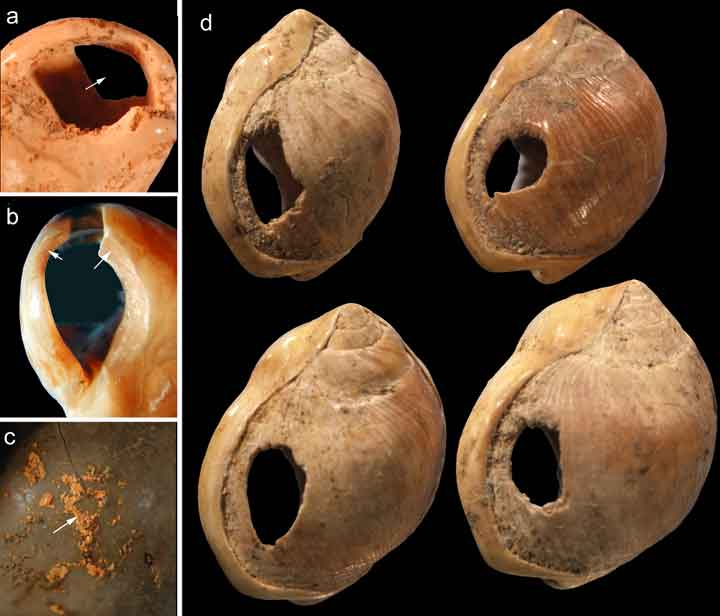
Прикраси з мушлей, знайдені в печері Бломбос (ПАР), віком 72-75 тис. років
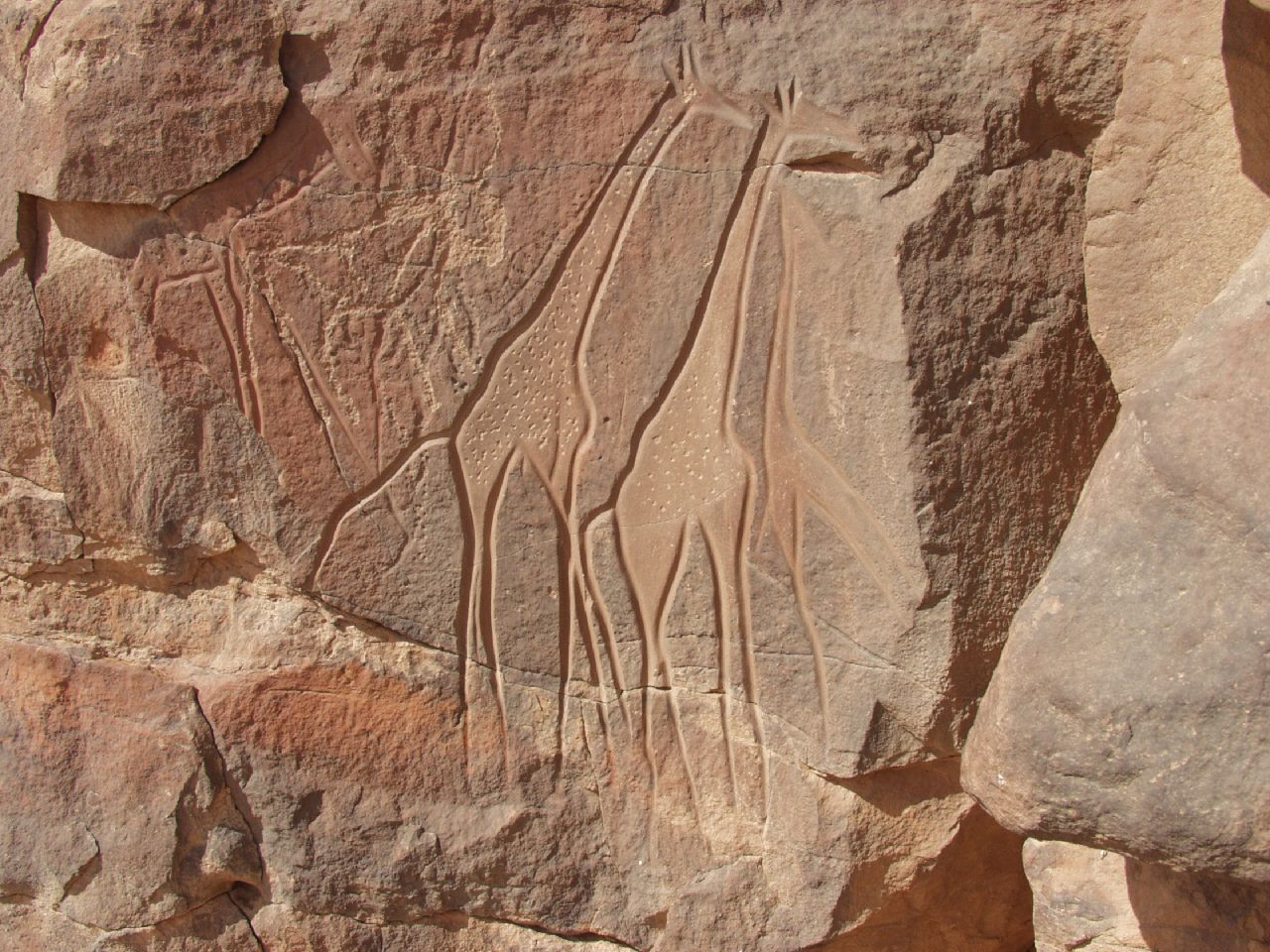
Наскельний живопис у Сахарі
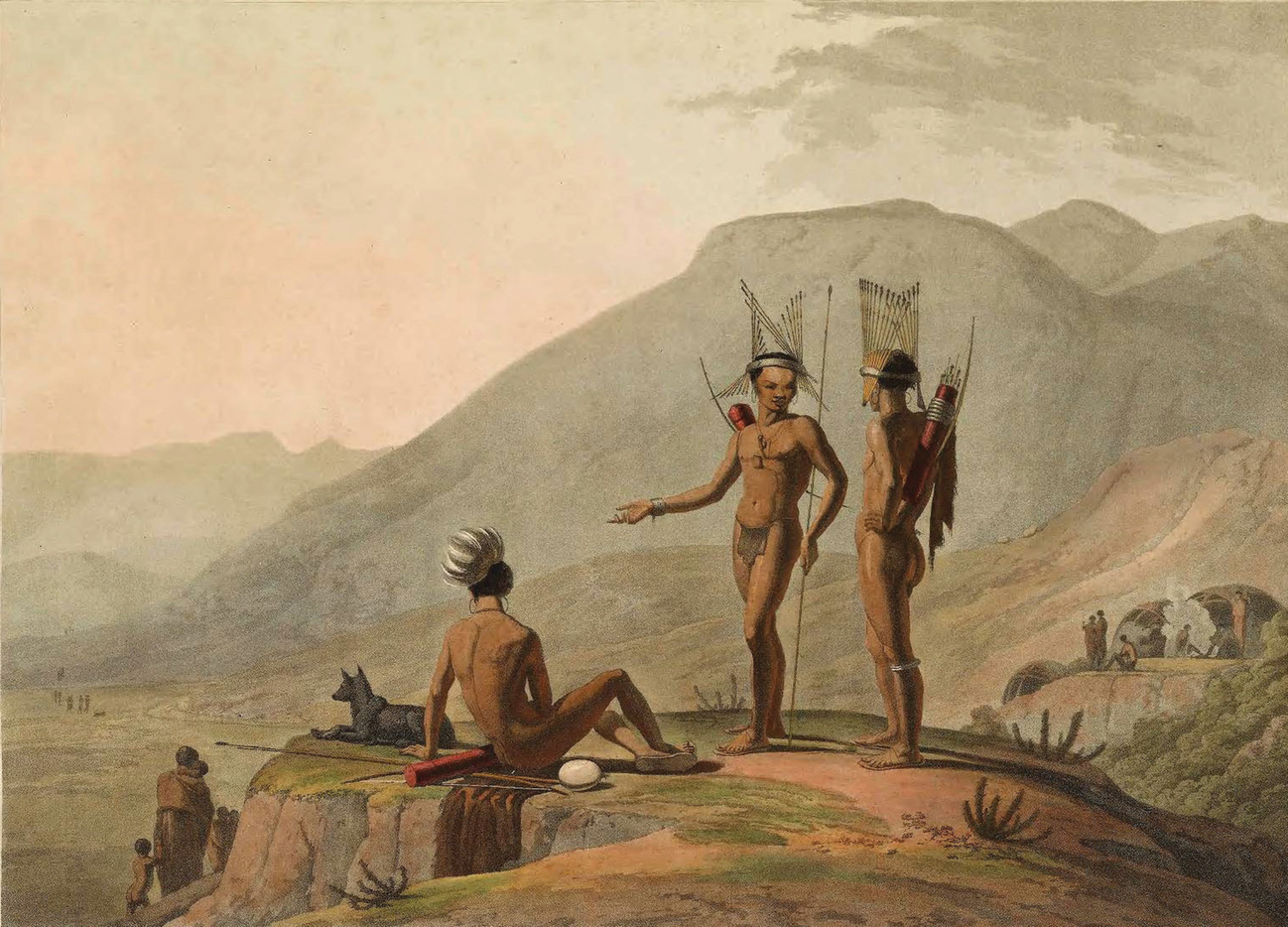
Готентоти — прадавнє населення Південної Африки, 1804 рік
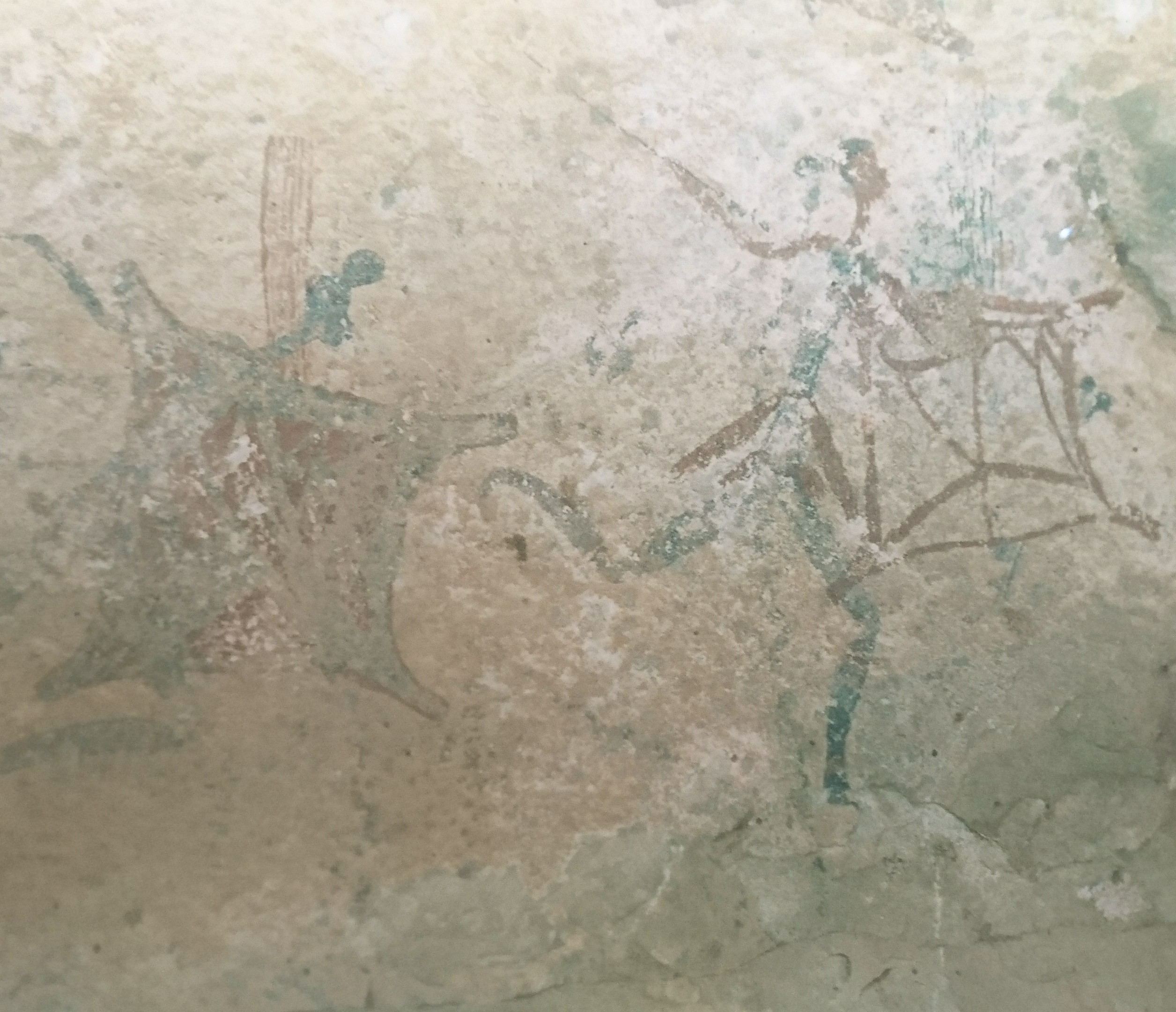
Бушменські петрогліфи, що зображують озброєних щитами воїнів банту

Згодом, коли 4 тис. років до н. е. через кліматичні зміни викликані зміною нахилу земної вісі, савана стала перетворюватися на пустелю, а рівномірне випадіння атмосферних опадів впродовж року змінилось посушливими літніми сезонами, племена і народи були витіснені на південь та схід, у долини великих річок Сенегал, Нігер, Ніл та озера Чад, первісні культури почали освоювати території Тропічної Африки. У цей час починається металообробка на Півночі континенту. Незалежним шляхом, або під впливом північних цивілізацій, у II тис. до н. е. металообробка розвивається й у Західній тропічній Африці, культура якої проіснувавши 2 тис. років, зникає до 500 року н. е. Бронзові вироби з Єгипту, Нубії, Аксуму та Магрибу середини I тис. до н. е. часто знаходять в різних частинах Центральної та Західної Африки як свідоцтво розвиненої транссахарської торгівлі.
На основі лінгвістичних даних встановлено масову міграцію землеробсько-скотарських народів, що говорять на мовах банту, як переселялись з гвінейського регіону в східному й південному напрямках, витіснивши у Південній Африці койсанські народи до малопридатних пустельних регіонів. У X століття до н. е. вони приходять через регіон Судану в район Великих озер, на початку нової ери розпочинають заселення Південної Африки, у V столітті н. е. переправляються на Мадагаскар. Це докорінно змінило расово-етнічну картину континенту на південь від екватора. У поселеннях банту виявлений характерний набір зернових культур, придатних для тропічної Африки, включаючи маніок і ямс.

### Класичні цивілізації
Найбільш розвинуті цивілізації неоліту і початку доби металів охоплювали північ та північний схід — Стародавній Єгипет, Нубія, Мерое, Лівія. Найбільш добре вивчена і описана єгипетська цивілізація. Приблизно 3300 років до н. е. у долині Нілу постала держава першої династії фараонів. Вона проіснувала як самостійна держава майже 3 тисячоліття, поки не була завойована перським царем Камбісом 525 року до н. е. та не підпала під вплив елліністичної культури із завоюванням Александром Македонським 332 року до н. е., що залишив по собі нове місто Александрію та македонську династію правителів — Птолемеїв. Культурно-політичний вплив Давнього Єгипту сягав сусідніх Лівії, Нубії, Леванту, Криту й Кіпру. Долиною Нілу пролягали основні торговельні шляхи того часу, і постійно відбувалося спілкування з іншими сусідніми і більш віддаленими народами. Каїр досі залишається найбільшим містом в Африці, центром взаємодії і торгівлі народів Африки, Азії та Європи. Стародавні єгиптяни накопичили значні обсяги знань із астрономії, агрономії, архітектури, геометрії, медицині, металургії, прикладного мистецтва. Береги Північної та Східної Африки були добре відомі єгиптянам з II тисячоліття до н. е. За Рамсеса II (XIII століття до н. е.) Ніл каналом сполучили з Червоним морем. Залишками колишньої величі єгиптян тих часів слугують піраміди Гізи.

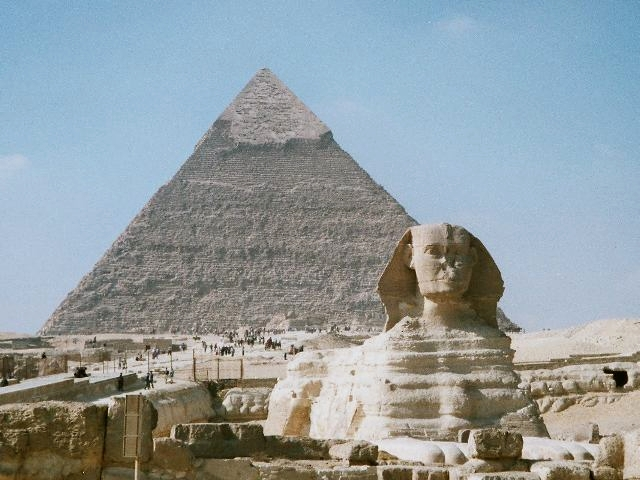
Єгипетські піраміди та Великий Сфінкс
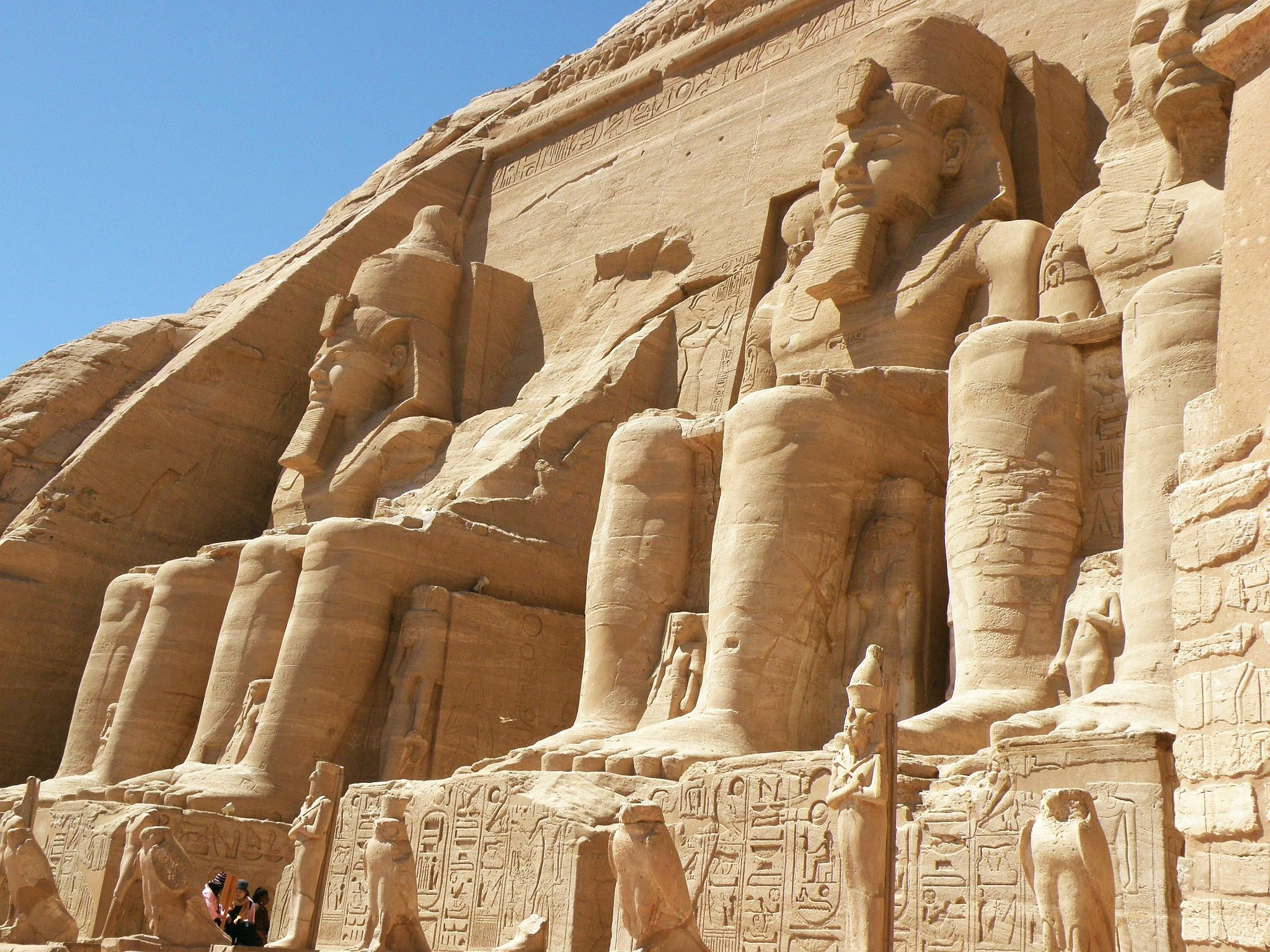
Статуї Рамсеса II при вході храму в Абу-Сімбел
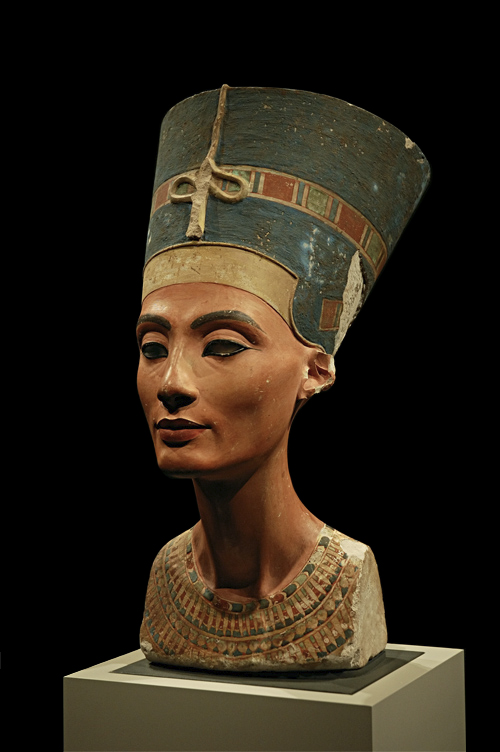
Погруддя Нефертіті
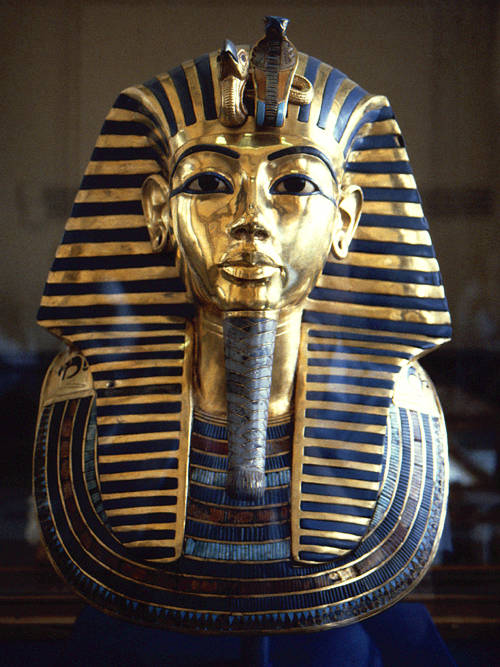
Золота маска мумії Тутанхамона
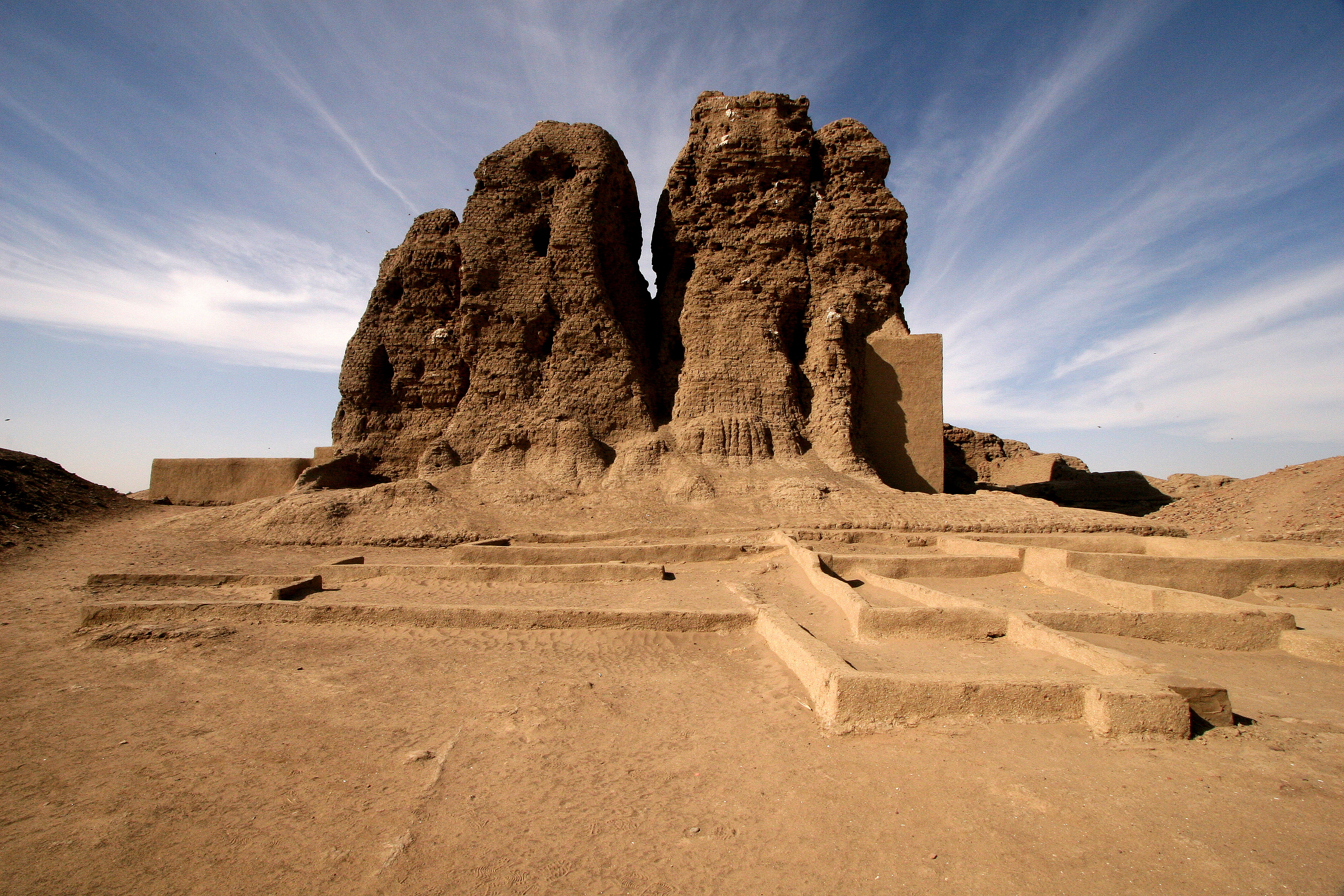
Руїна нубійського храму в Кермі
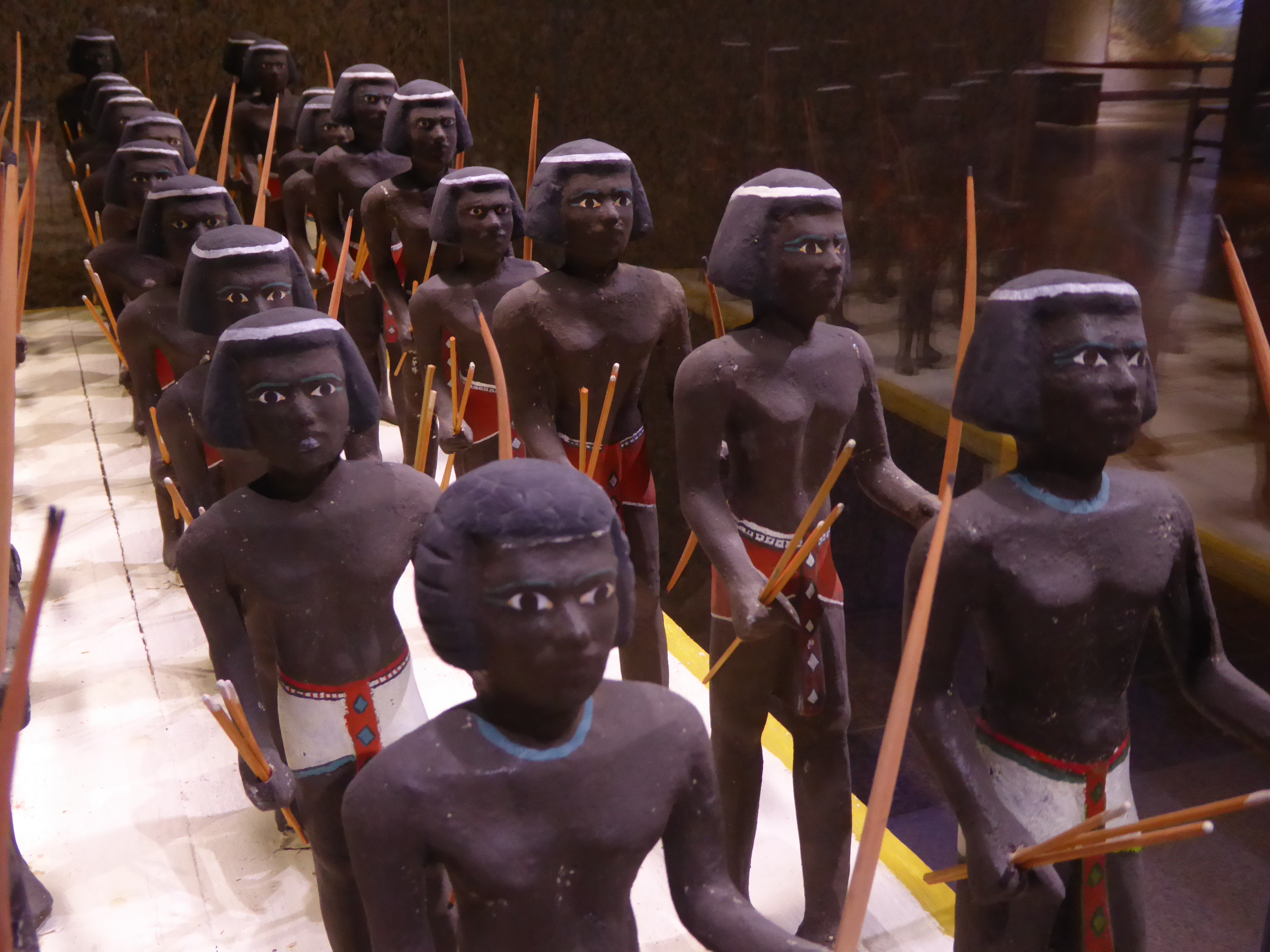
Нубійські лучники, ~2000 рік до н. е.

Менш вивчена стародавня гірська цивілізація Абіссінії, центром якої в давнину було місто Аксум. Це територія Великого Африканського Рогу, тут пролягає найдавніший тектонічний розлом, рифтова зона і гори з висотою понад 4 000 м. Географічне положення країни забезпечувало суверенний розвиток з невеликим впливом інших культур. Сусіди африканців охоче торгували з ними, оскільки були зацікавлені в придбанні якісних виробів з металу. Весь Стародавній Схід, Індія і Палестина везли з Африки залізо і золото. Пізніше Римська імперія торгувала з країною Офір, як вони називали ці багатющі землі. Звичайно, заїжджаючи за товарами стародавні купці везли сюди і свої предмети побуту, звичаї та легенди, що забезпечувало змішання культур Африки та інших континентів.

### Античність
У першому тисячолітті до н. е. північне середземноморське узбережжя континенту заселили фінікійці. У районі сучасного Туніса фінікійцями, вихідцями з Тира в Леванті, було засновано колонію Карфаген, що з часом підкорить усе західне Середземномор'я. Першу подорож навколо Африки організовано з ініціативи єгипетського фараона Нехо II 600 року до н. е. Вважається, що за його дорученням фінікійським мореплавцям вдалося здійснити першу подорож навколо континенту. Пізніше, переселяючись до Великої Греції (на території сучасної Італії), давні греки також розпочали колонізацію африканських берегів. Зазнавши поразки від Римської республіки під час Пунічних воєн Карфагенська держава у західному Середземномор'ї припинила існування. До початку нашої ери все середземноморське узбережжя континенту увійшло до складу Римської імперії. На африканському узбережжі утворили п'ять римських провінцій — Єгипет, Киренаїка, Африка, Кесарейська та Тингитанська Мавретанія. Першим римським імператором вихідцем з Африки був уродженець міста Лептіс-Магна, син пунійця та римлянки — Септимій Север.
У Субсахарській Африці одні з перших осередків цивілізації виникли в поясі Сахелю та вздовж верхньої течії річки Нігер. У середній течії Нілу та на Ефіопському нагір'ї розвиваються самобутні цивілізації Куш (з VIII століття до н. е.) зі столицями в Напаті й Мерое та Аксумське царство (з I століття н. е.). У IV столітті до н. е. на території сучасних Малі і Мавританії існувала цивілізація Дженне-Дженно. Південніше і навколо неї також виникали різні осередки культур, такі як Культура Нок або ранні доісторичні культури народності серер.

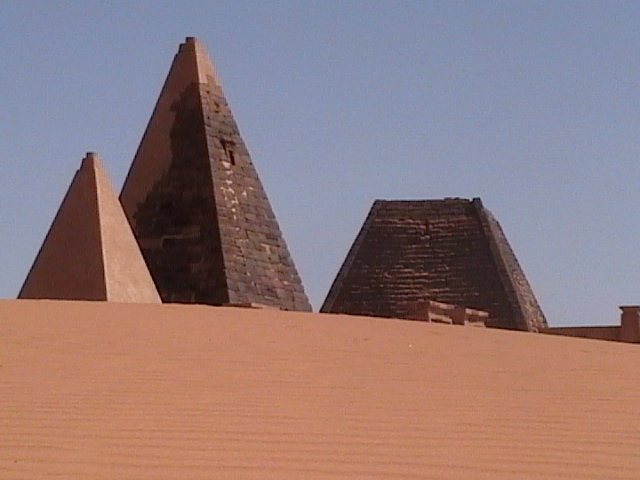
Піраміди Мерое
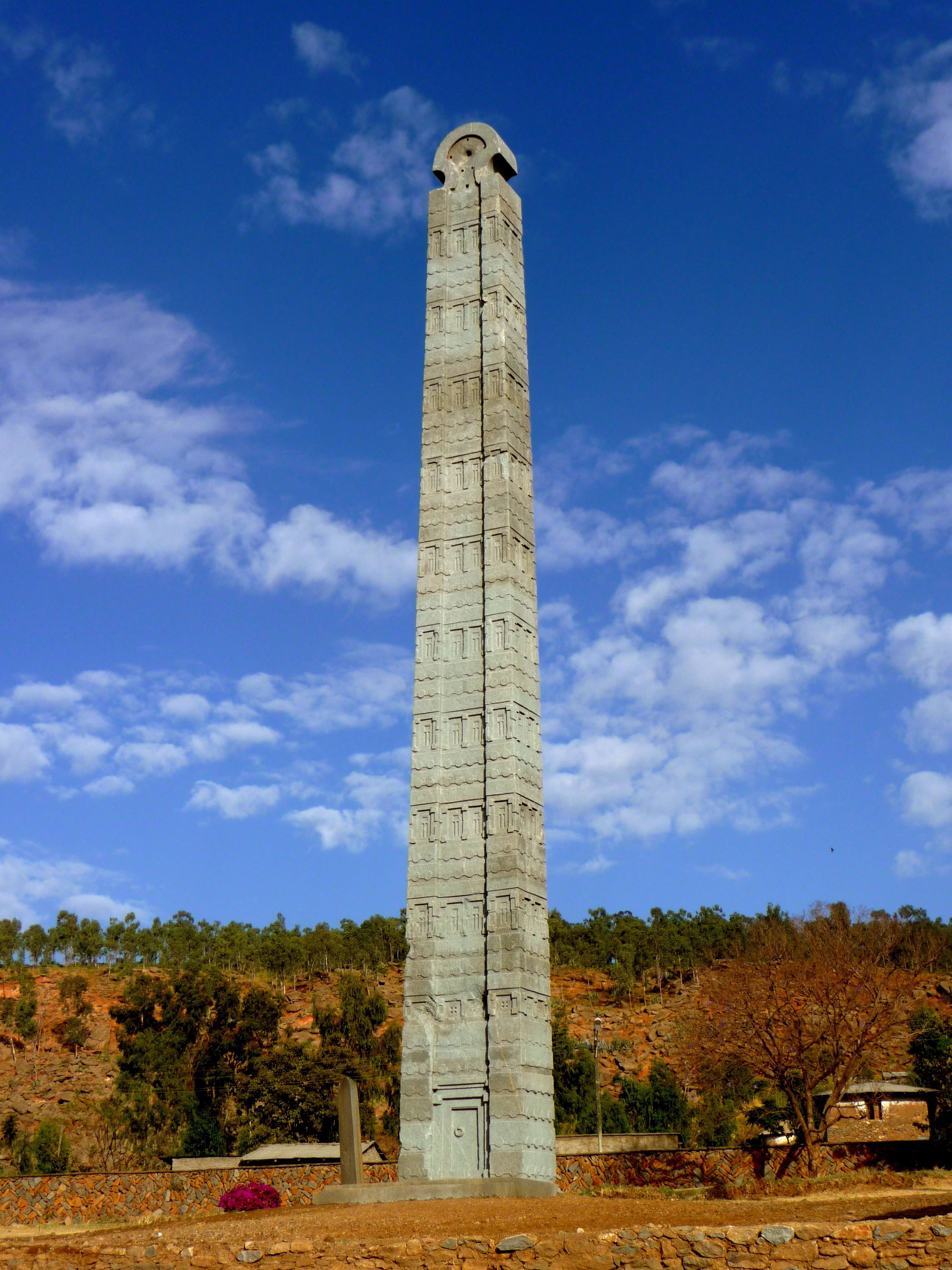
Аксумський обеліск
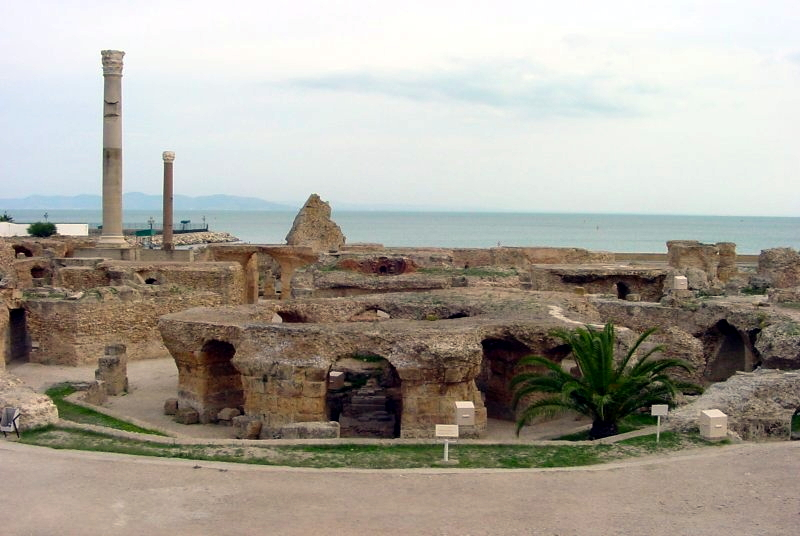
Руїни Карфагену
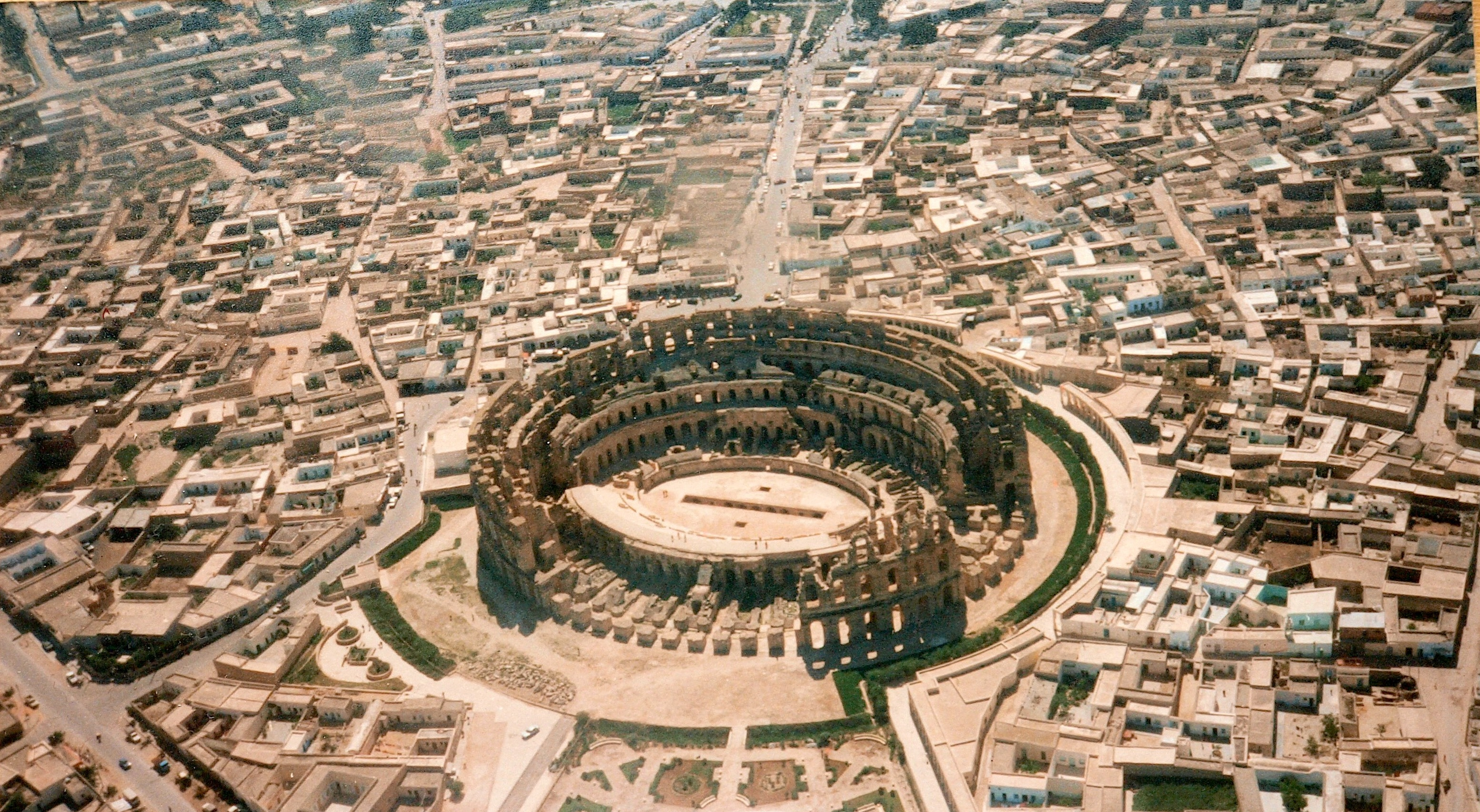
Римський амфітеатр в Ель-Джемі, Туніс
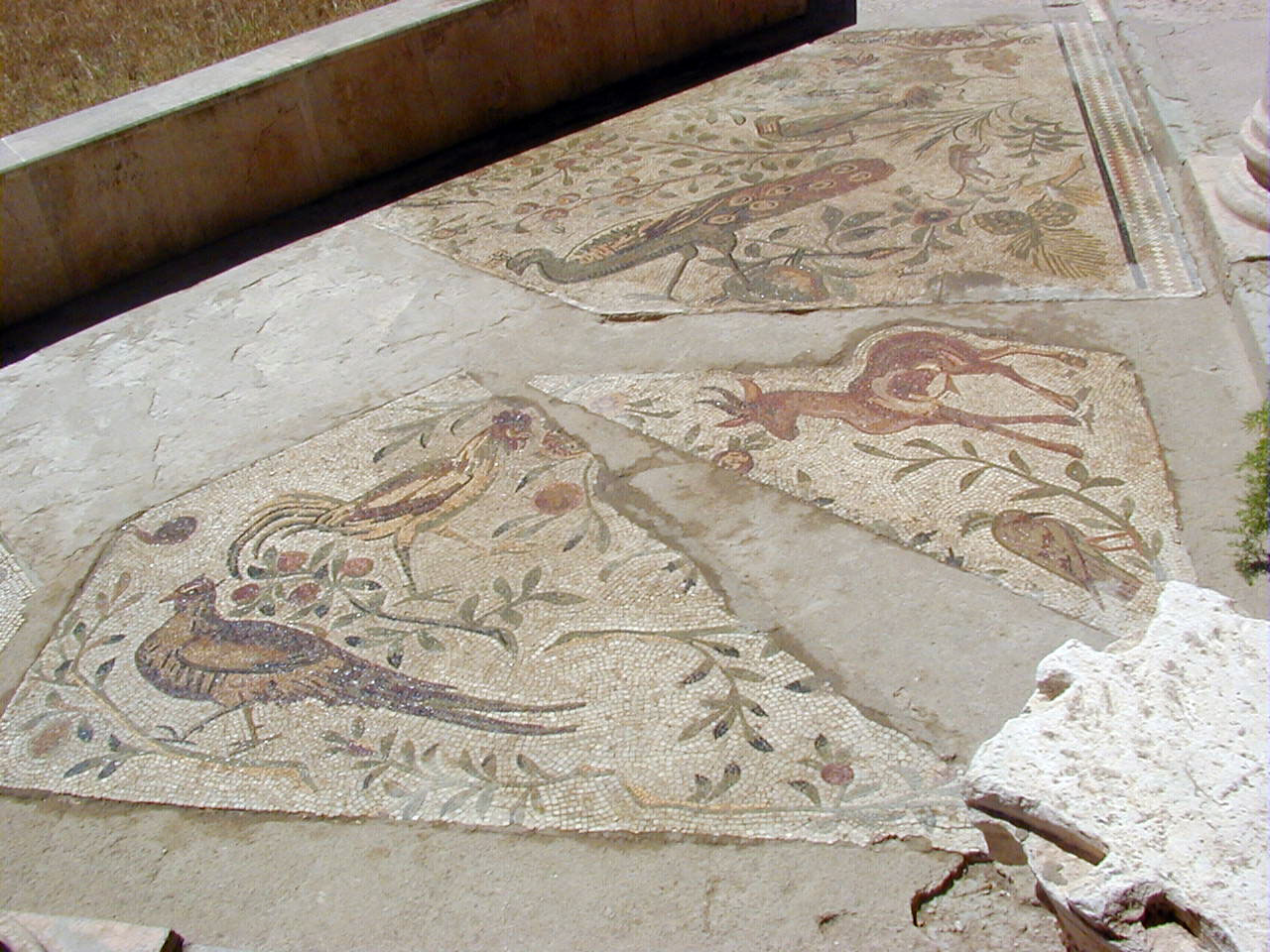
Римська мозаїка у Карфагені
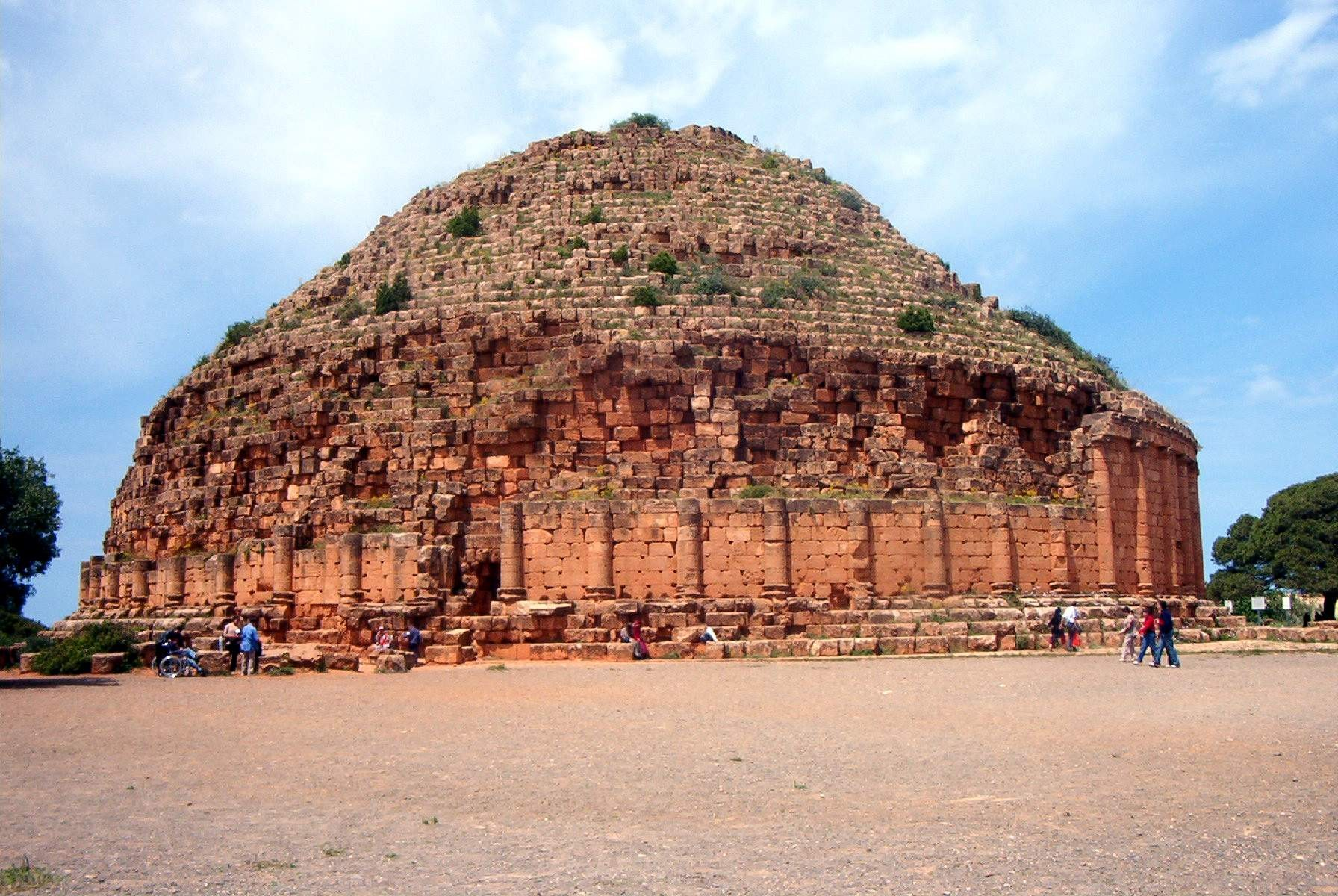
Могила мавретанських царів в Типазі, Алжир

На початку нашої ери східне узбережжя материка стало відоме австронезійським народам з Малайського архіпелагу у Південно-Східній Азії, які до 500-х років н. е. відкрили і колонізували острів Мадагаскар. Таким чином Мадагаскар став останнім великим масивом земної суші (за винятком Нової Зеландії та Ісландії) заселеним людьми.

### Середньовіччя
У середні віки, після завоювання арабами північної частини континенту (Єгипту і Магрибу), араби поклали початок дослідженню субсахарської Африки і здійснили потужний вплив на становлення культур у всій північній, західній і східній Африці. Більшість відомих історикам африканських цивілізацій пережило підйом до кінця XVI століття. З Магрибу арабські торговці налагодили широку мережу караванної транссахарської торгівлі з країнами Сахелю та екваторіальної Африки, що лежали південніше Сахари. Утворюється єдина область Суданської цивілізації, що тягнеться від річки Сенегал до басейну Нілу. Тут стали виникати нові мусульманські імперії — Гана, Малі і Сонгаї. Під впливом арабів стала швидше розвиватися торгівля і з'являтись нові міста також на північному сході континенту — в Нубії і Судані. Завдяки арабським торгівцям, з Х по XV століття на східному березі Африканського континенту, вздовж узбережжя Суахілі було засновано цілу низку важливих торгових міст, які формували навколо себе відповідні державні утворення — Могадішо, Малінді, Момбаса, Тонгоні, Занзібар, Кілва, Мозамбік і аж до Софали в Мозамбіцькій протоці на півдні континенту.
На початку XV століття арабські торгові міста на східному узбережжі Африканського континенту відвідали три китайські експедиції адмірала Чжен Хе.
В епоху середньовіччя Африка викликала інтерес і у європейців. Починаючи з X століття молоді європейські морські республіки, такі як Амальфі, Піза, Генуя і Венеція налагодили активну торгівлю через Середземне море з африканськими портовими містами в Єгипті та Іфрикії, що знаходились в руках арабів. Італійські торговці закуповували в Александрії, Махдії, Триполі та інших африканських містах такі екзотичні східні товари як прянощі і пахощі, текстиль, африканське золото та слонову кістку і перепродували їх в Європі. Усі східні товари були на той час неймовірно дорогими і це спонукало європейських мореплавців шукати прямі морські шляхи до Індії та Південно-Східної Азії, щоб не користуватися посередництвом арабських торговців. З початку XIV століття починаються відкриття і поступова європейська колонізація північноафриканських атлантичних островів. Канарські острови вперше з'являються на європейських картах-портоланах майорканського карторафа Ангеліно Дульсерта в 1339 році. Генуезький мореплавець Ланцеротто Молочелло на початку XIV прожив на канарському острові Лансароте біля 20 років і дав йому своє ім'я. В другій половині XIV ст. на європейських картах з'являються також позначення островів архіпелагу Мадейра, які будуть «офіційно» відкриті португальцями лише в 1419—1420 рр. В 1402 році на Канарські острови висадилась експедиція нормандця Жана де Бетанкура, який відвоював декілька островів архіпелагу у місцевих жителів гуанчів і прибрав собі титул короля Канарських островів. До кінця XV століття усі острови Канарського архіпелагу були завойовані Кастильською короною. Деякі дослідники називають процеси, які відбулись з тубільним населенням Канарських островів під час їх завоювання європейцями геноцидом, а саме завоювання першим етапом європейської колонізації Африки.
До початку XV століття усі знання європейців про материкову частину африканського континенту обмежувались середземноморським узбережжям Північної Африки. Жоден європейський мореплавець не наважувався в ті часи проникнути південніше мису Буджур на західноафриканському узбережжі, що знаходиться на широті Канарських островів у сучасному Марокко.

Цивілізації Африки в доколоніальну епоху
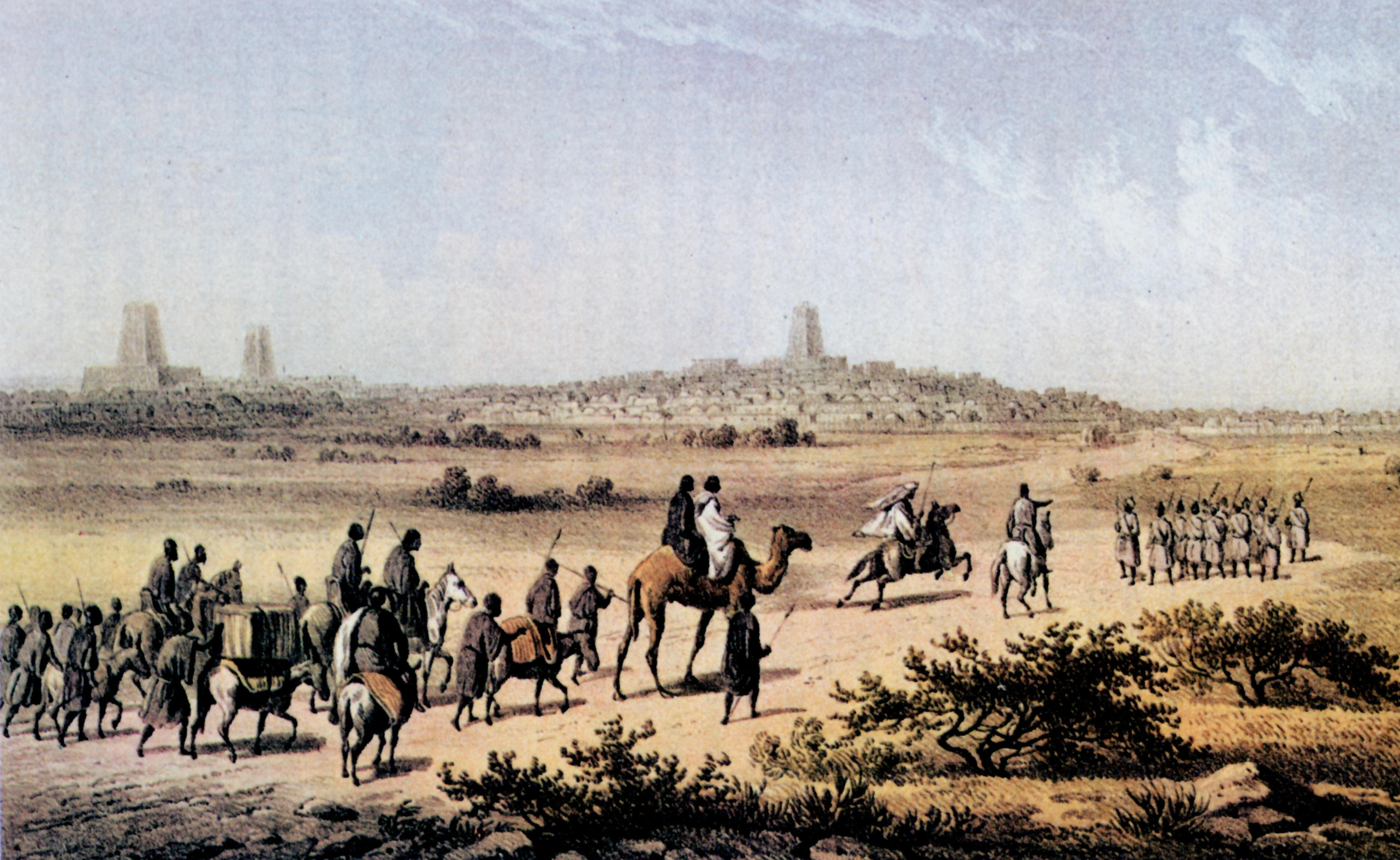
Тімбукту — важливий центр транссахарської торгівлі
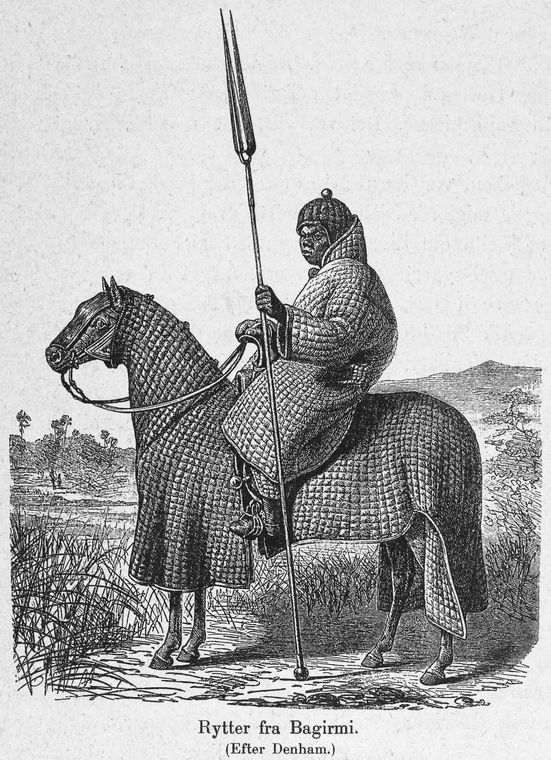
Важкоозброєний вершник сулатанату Багірмі
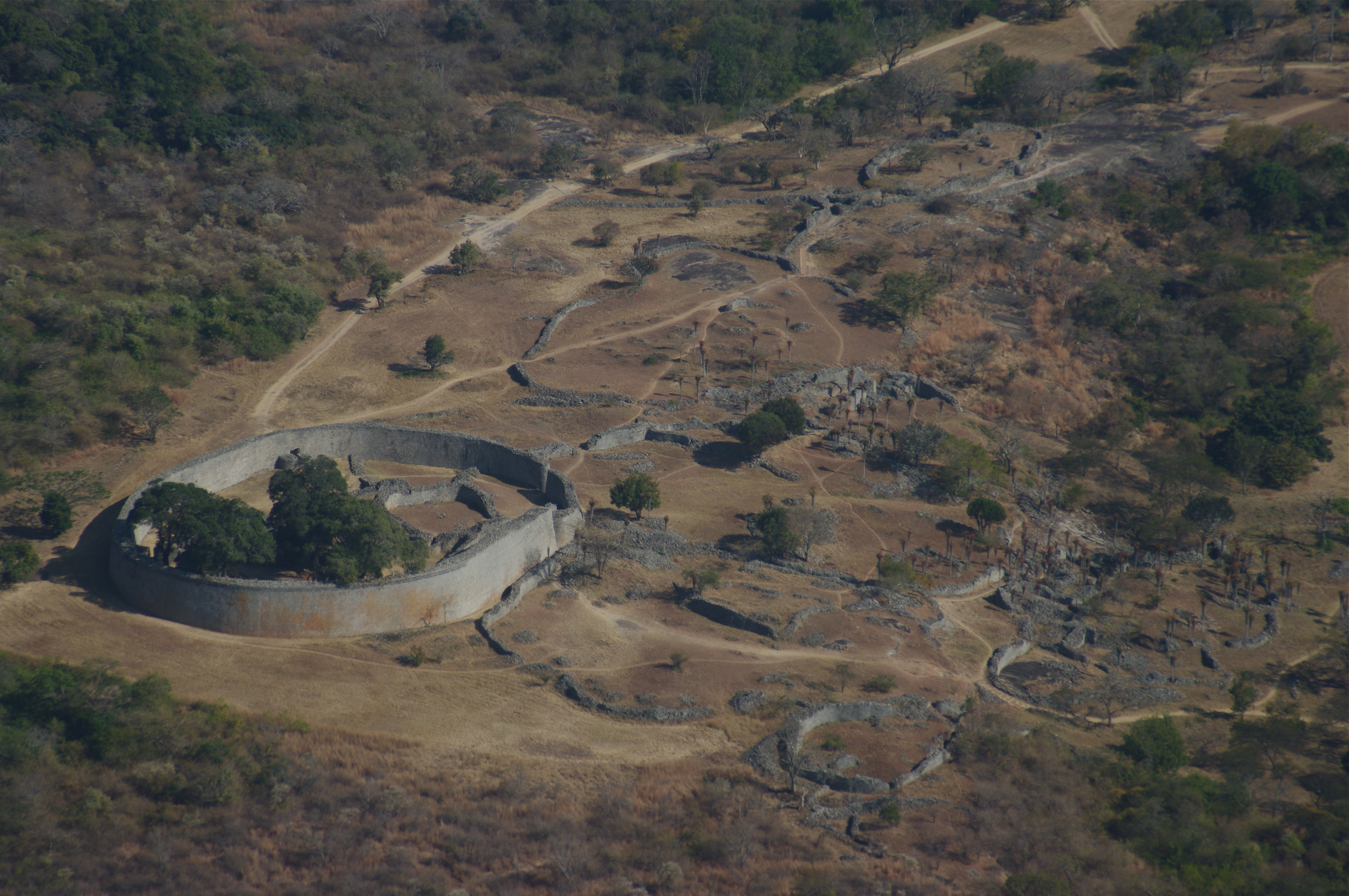
Руїни Великого Зімбабве
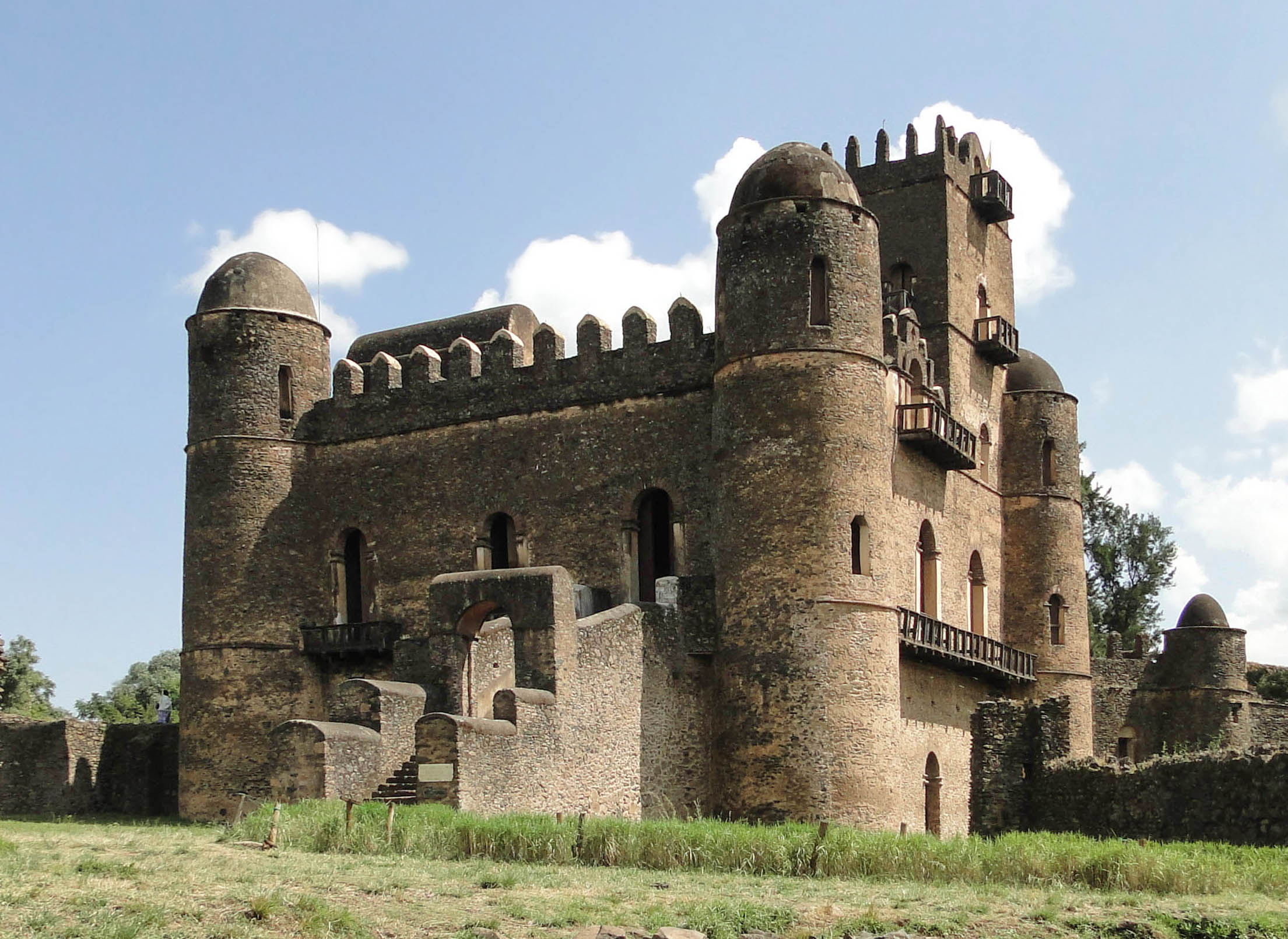
Замок ефіопського негуса, Гондар, XVII століття
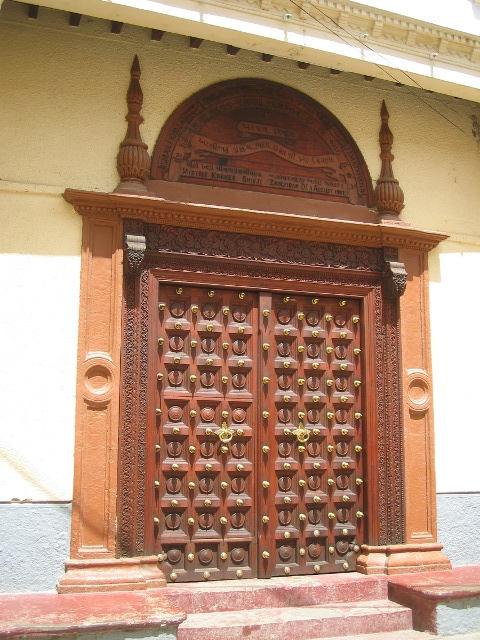
Традиційна різблена брама на Занзибарі

### Доба великих географічних відкриттів
Перші морські експедиції вздовж західного узбережжя Африки були організовані португальським принцом Енріке Мореплавцем. Від 1430 року він раз за разом надсилав своїх капітанів із завданням оминути мис Буждур. 1434 року капітан Жил Іаніш, після декількох невдалих спроб нарешті оминув цей мис і започаткував тим самим Добу великих географічних відкриттів. 1441 року Нуну Тріштан дійшов до Білого мису і досягнув затоки Арґен, де він захопив на африканському узбережжі та доставив до Португалії першу партію африканських рабів. 1444 року Дініш Діаш відкрив гирло річки Сенегал і досягнув мису Кабо-Верде (14°45' пн. ш.). На цьому етапі португальці обійшли морем наземні транссахарські караванні шляхи «маврів» (арабів і берберів), по яким африканське золото та раби з глибин континенту постачались до Середземноморського узбережжя і започаткували самостійну торгівлю з тубільним африканським населенням без участі мусульманських посередників. Пізніше за право першовідкривачів островів Кабо-Верде сперечалися Антоніо Нолі та Діогу Гоміш, інші капітани принца Енріке, що досліджували західноафриканське узбережжя. Альвізе Кадамосто, венеційський мореплавець на службі принца Енріке у своєму першому плаванні 1455 року досягнув гирла річки Гамбія, а наступного року став першим європейцем, що дістався до миса Рохо, гирла річки Геба та відкрив острови архіпелагу Біжагош. За його твердженнями на зворотному шляху він відкрив декілька з островів архіпелагу Кабо-Верде. У 1469—1473 роках португальські капітани, найняті багатим лісабонським купцем Фернаном Гомішем, дослідили узбережжя Гвінейської затоки, відкрили золотоносні поля в Ельміні (на території сучасної Гани) і острови Сан-Томе і Принсіпі. 1478 року біля Ельміни між флотами Португалії і Іспанії відбулась Гвінейська битва — перша морська битва між європейськими країнами за контроль над колоніальними володіннями.

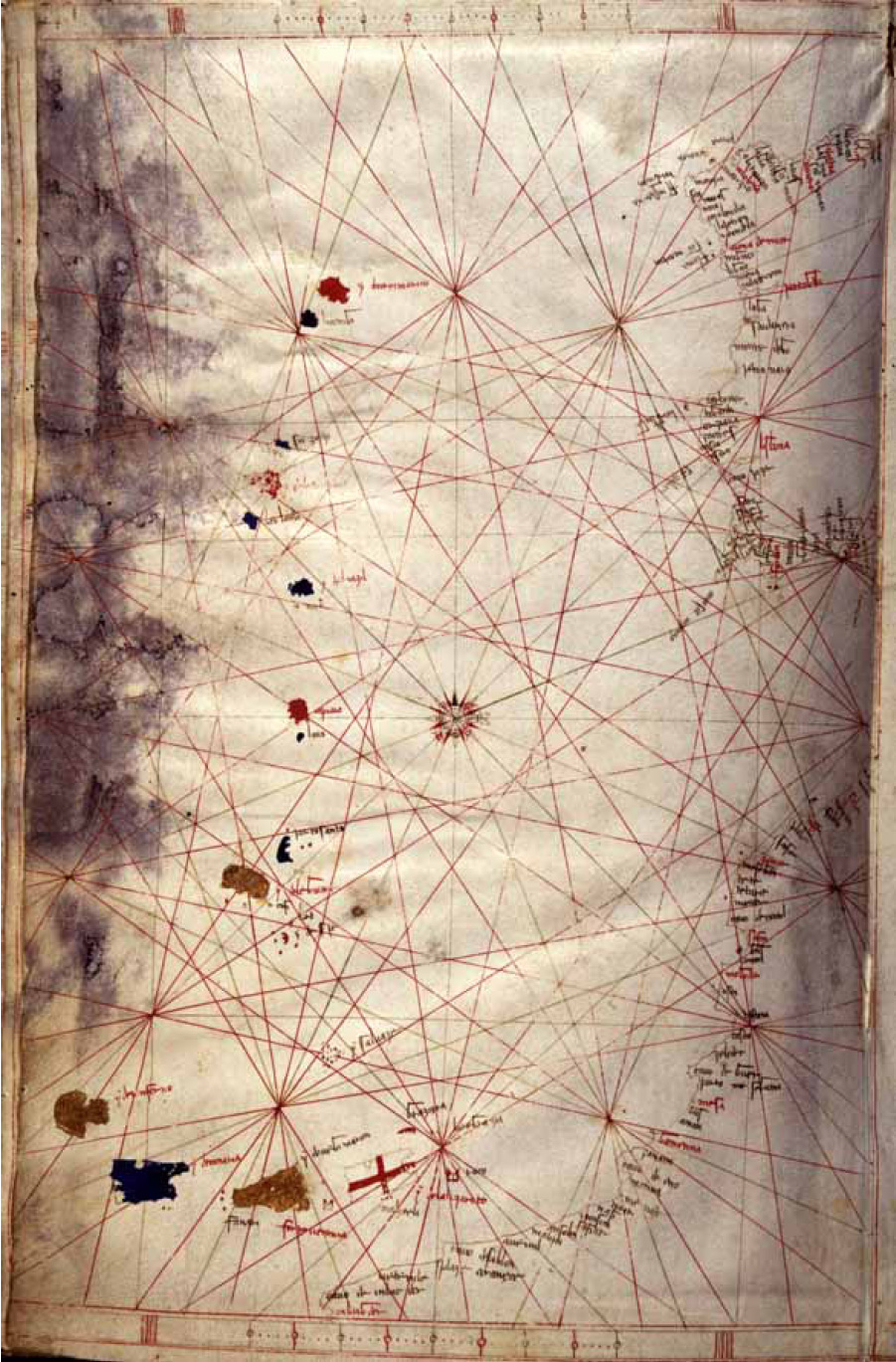
«Атлас Корбітіс», 1400 рік
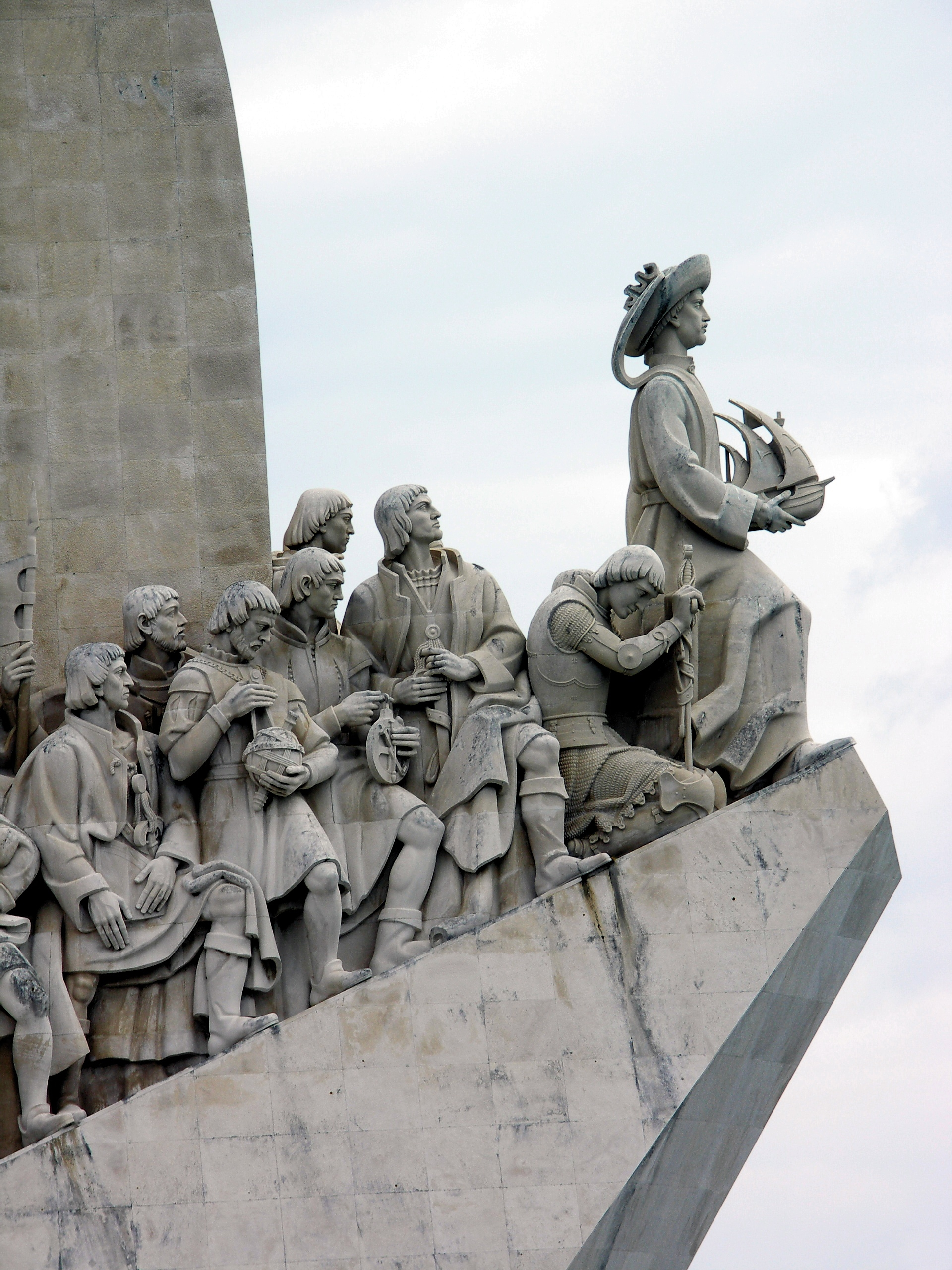
Пам'ятник Енріке Мореплавцю в Лісабоні
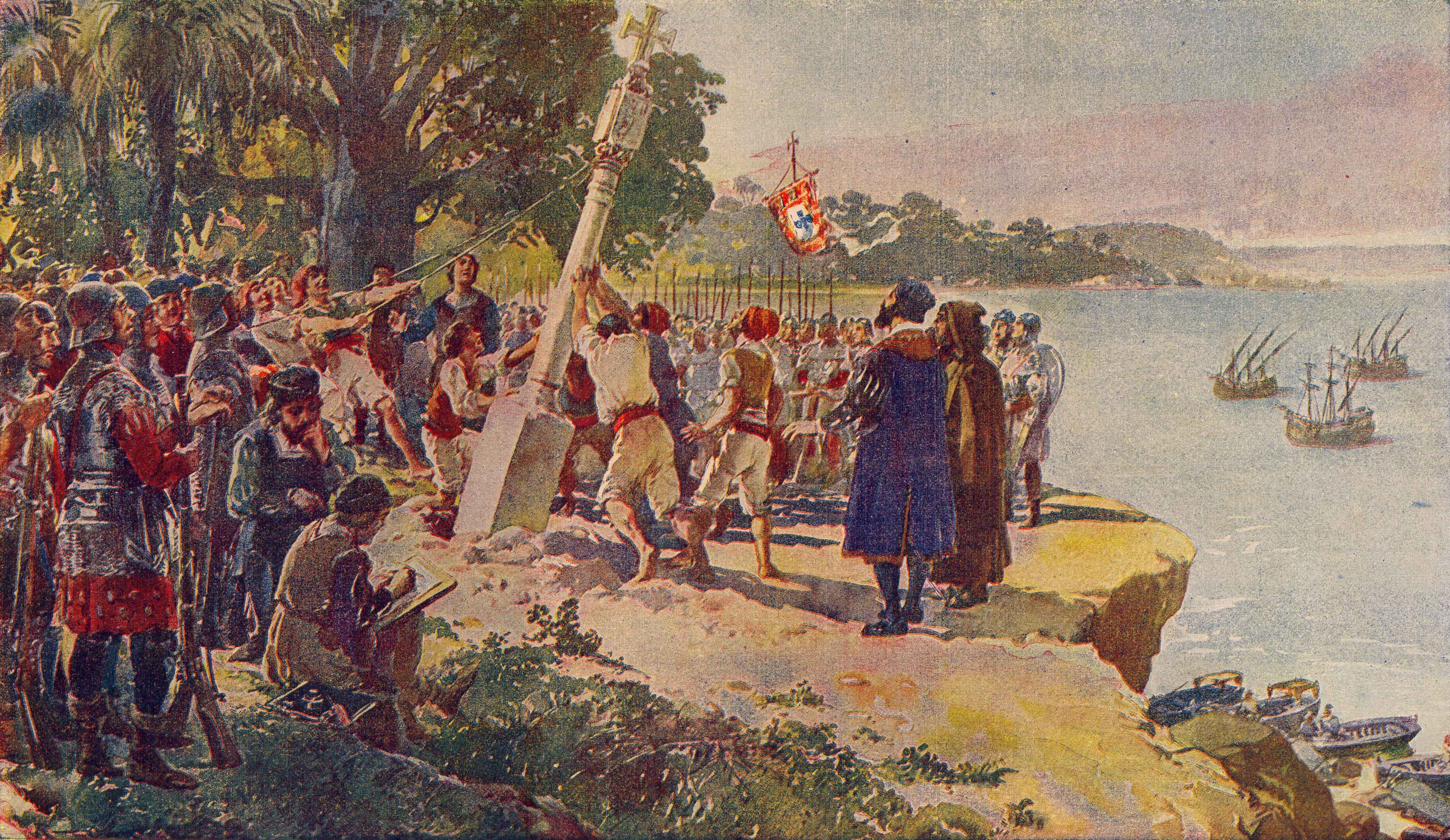
«Встановлення падрану в гирлі Конго португальцями», Роке Гамейро, 1917 рік
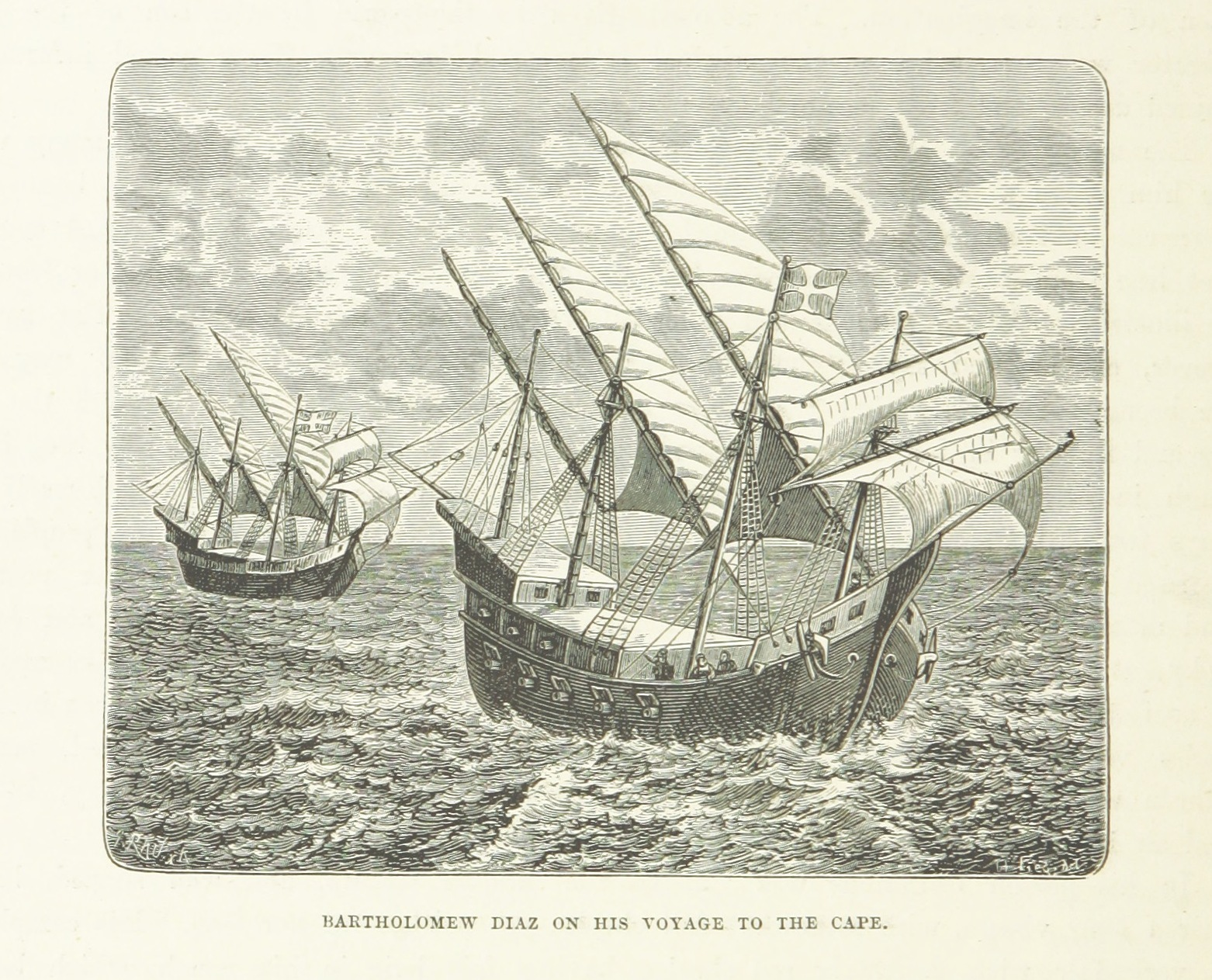
Караки Бартоломеу Діаша на шляху до Мису Доброї Надії
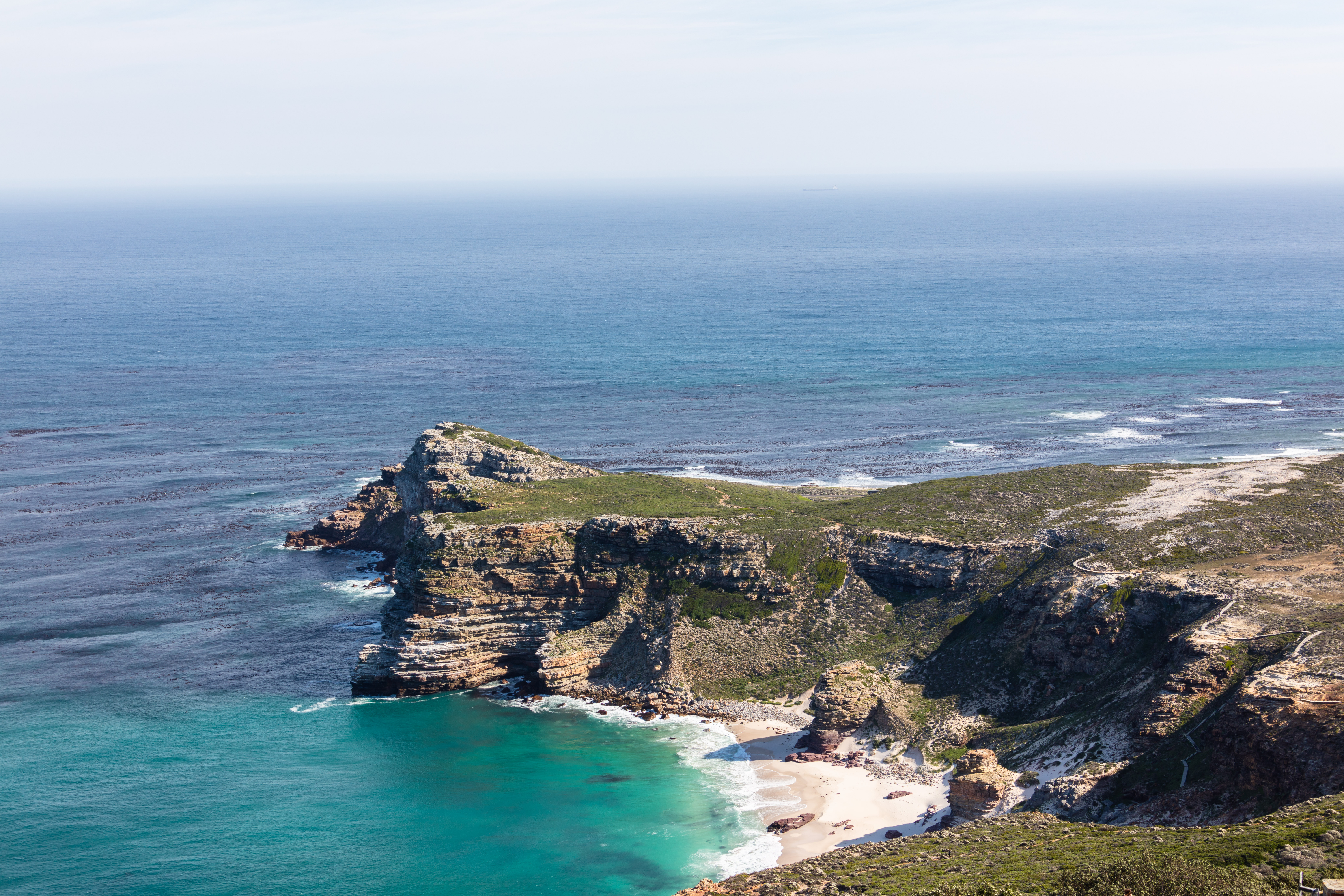
Мис Доброї Надії

Після смерті принца Енріке, його справу продовжив португальський король Жуан II. Він заклав в січні 1482 року в Ельміні першу європейську укріплену факторію в екваторіальній Африці — форт Сан-Жоржи-да-Міна і відправив на дослідження африканського узбережжя нові експедиції на чолі з Діогу Каном і Бартоломеу Діашем. 1484 року Діогу Кан досягнув гирла Конго і пройшов далі на південь узбережжям Нижньої Гвінеї. У лютому 1488 року, у пошуках морського шляху до Індії Бартоломеу Діаш першим з європейців обігнув Африканський континент з півдня, вийшов у води Індійського океану і досягнув крайньої південної точки материка, названої ним «мисом Бур», згодом перейменований королем на мис Доброї Надії. У перші десятиліття XVI століття португальськими експедиціями на чолі з Васко да Гама, Педру Алварішем Кабралом, Франсішку де Алмейдою та Афонсу де Албукеркі було досліджене східне узбережжя материка, а більшість його портових міст були або завойовані португальцями, або потрапили під їхній сюзеренітет.

### Епоха колоніалізму

Колоніальні володіння європейських держав напередодні Першої Світової війни, 1913 рік
Бельгія
Велика Британія
Німеччина
Іспанія
Італія
Португалія
Франція
Незалежні країни

До середини XVI століття, заради економічного освоєння американських колоній, іспанцями і португальцями була розгорнута активна трансатлантична работоргівля. Вона значно перевищила за своїми масштабами стару арабо-берберську транссахарську работоргівлю та арабську работоргівлю на східному узбережжі континенту, докорінно змінила расовий склад країн Карибського басейну, Гвіани, Бразилії, пізніше південних штатів США. Африка в очах європейців виглядала багатим джерелом природних і людських ресурсів. Успіхи в работоргівлі спонукали європейців і Османську імперію колонізувати територію Африки. До середини XVII століття вся Північна Африка (окрім Марокко) потрапила під контроль Османської імперії. Відбувається штучне насадження не властивих раніше для даної місцевості способів життя, взаємин і культур; грабіж природних ресурсів, поневолення основних народів і знищення автентичних культур та історичної спадщини.
Після Берлінської конференції 1884 року, протягом трьох десятиліть років відбувся остаточний поділ Африки між колоніальними державами. Європейські держави, які вступили в індустріальну епоху до 1900 року розділили між собою всю територію Африки, тільки дві африканські держави (Ефіопія і Ліберія) зберегти свою незалежність. Велика Британія, Франція, Німеччина, Бельгія, Іспанія та Португалія — всі мали свої колонії, межі яких постійно коректувалися і переглядалися. Внутрішні райони континенту з XVI століття досліджували португальці, в наступні сторіччя до них приєднались також англійці, французи і німці. Особливо інтенсивні дослідження внутрішніх районів материка припадають на XIX століття, це експедиції Девіда Лівінгстона, Генріха Барта, Джона Спіка, Генрі-Мортона Стенлі, Фредеріка Кайо та інших. У дослідженні природи Африки брали участь російські мандрівники німецького (Вільгельм Юнкер) та українського походження (Єгор Ковалевський). Останній описав рельєф маловідомого Ефіопського нагір'я, першим висловив припущення, що головним витоком Нілу
є саме Білий, а не Голубий.

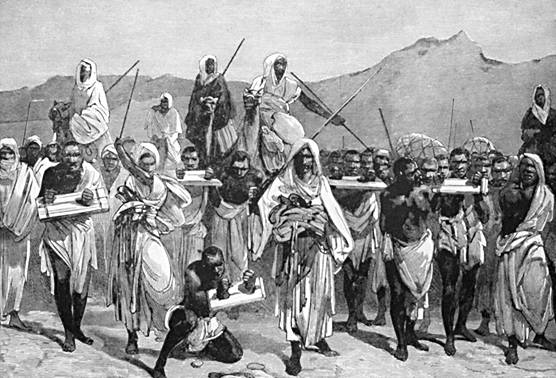
Арабська работоргівля
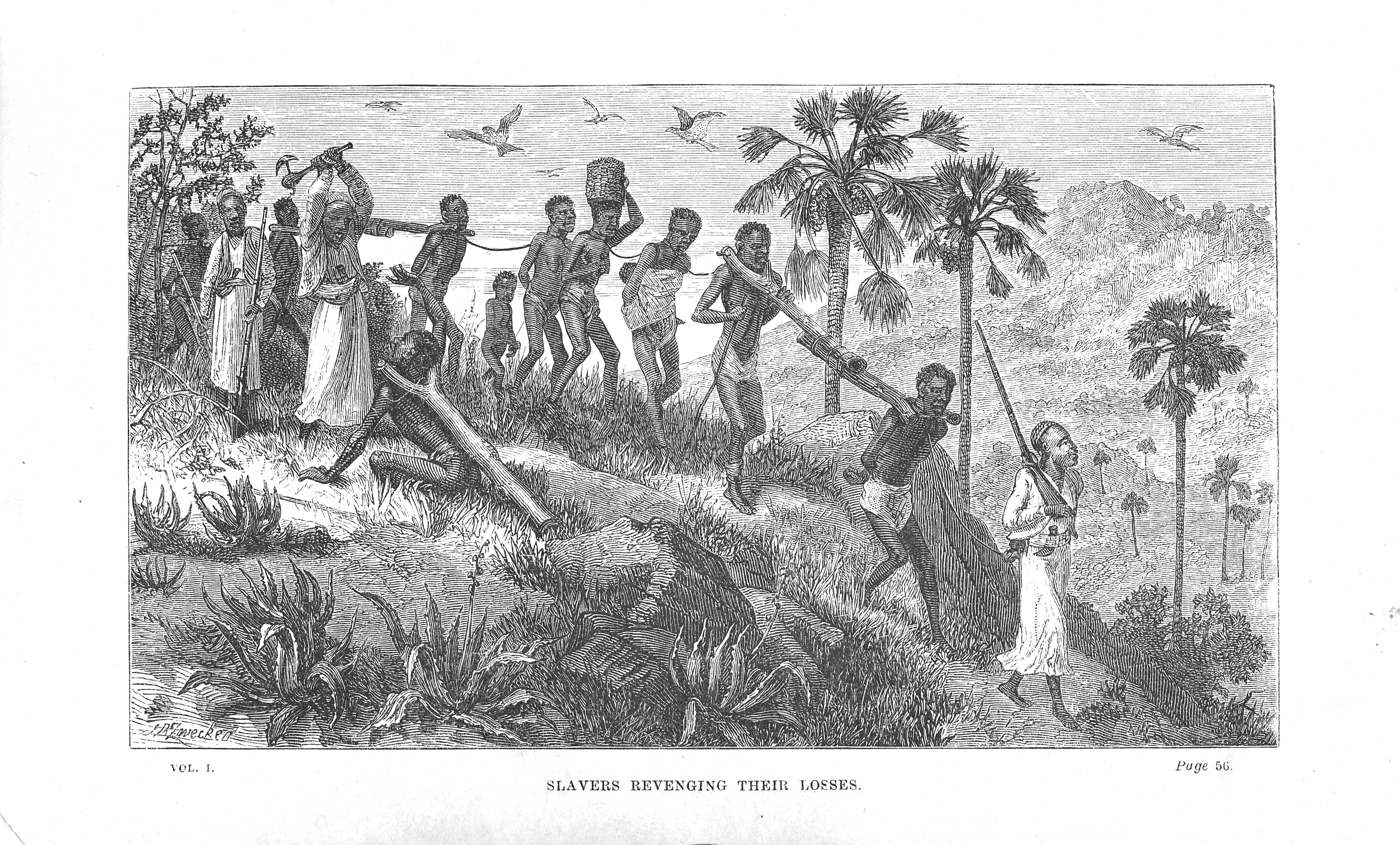
Білі людолови
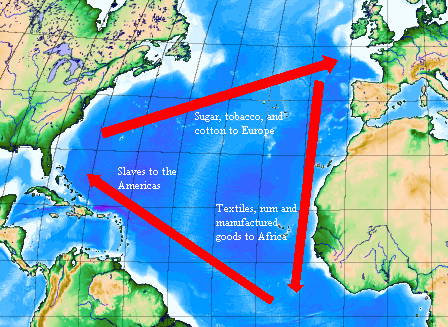
Трикутна торгівля
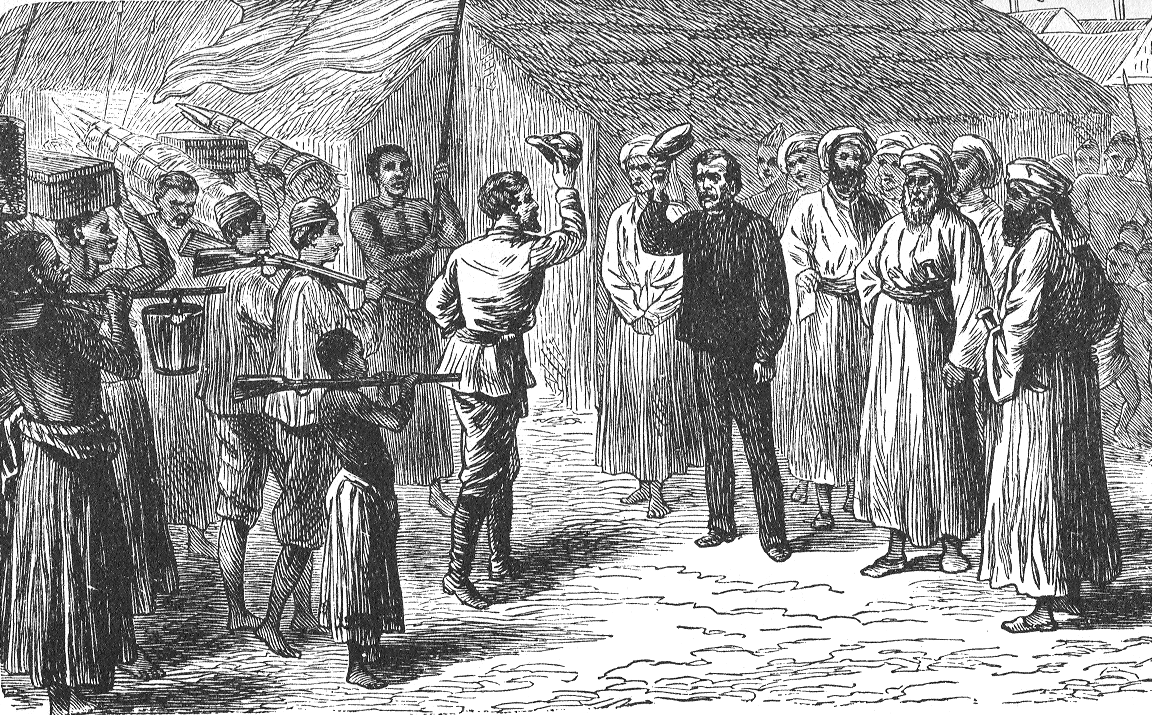
Зустріч Лівінгстона і Стенлі
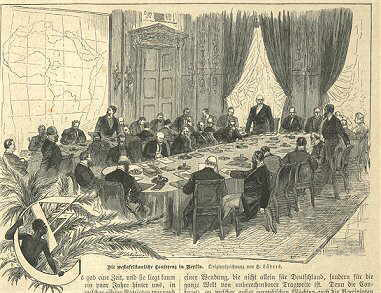
Берлінська конференція, 1884 рік
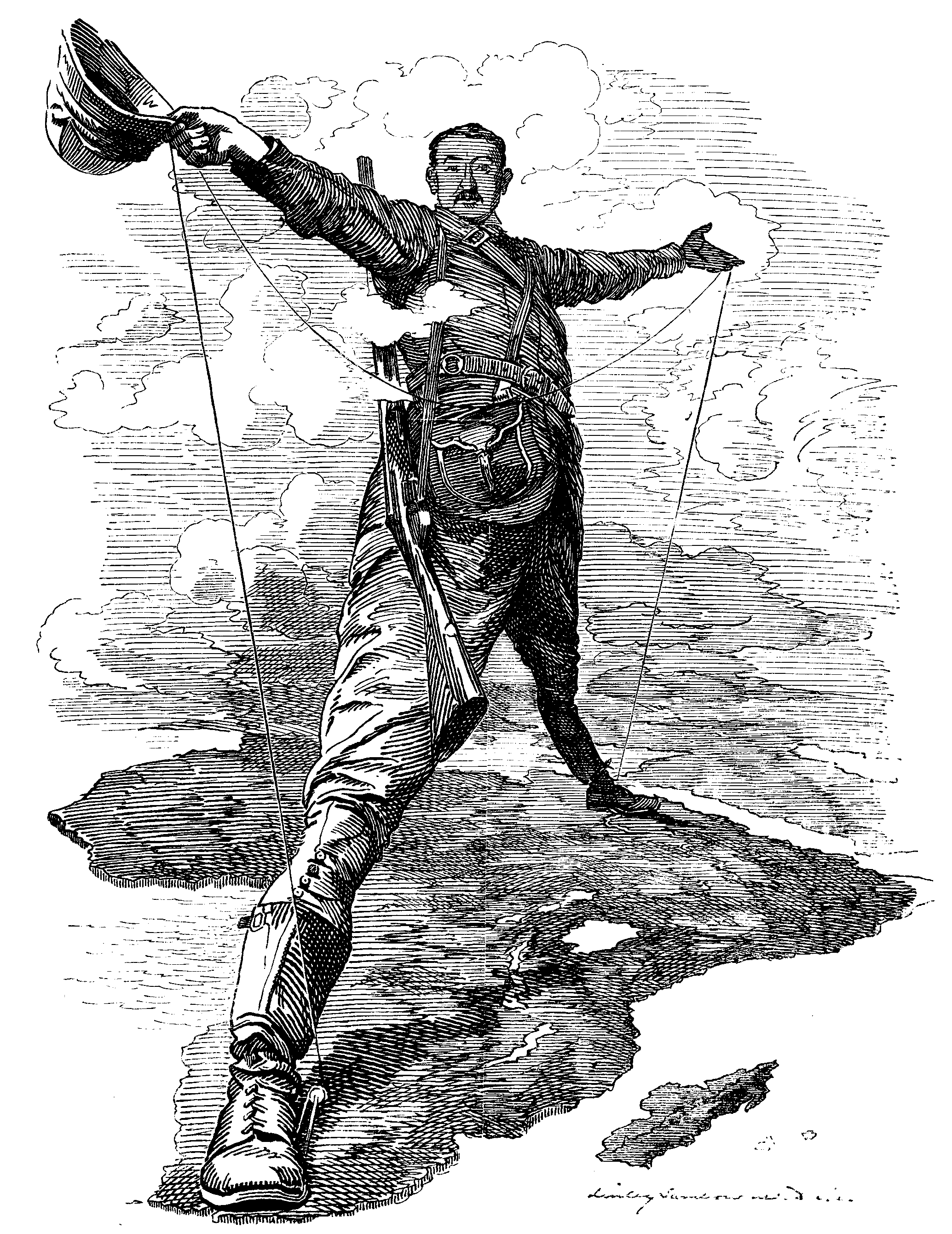
Сесіль Родс і його проєкт трансафриканського телеграфу

У результаті поразки в Першій світовій війні Німеччини її колонії (Тоголенд, Камерун, Південно-Західна і Східна Африка) були відібрані на користь Британії, Франції, Південно-Африканського Союзу і Бельгії. 1922 року отримав незалежність Єгипет

### Деколонізація
Після Другої світової війни швидко почався зворотний процес деколонізації. Але через те, що раніше всі кордони колоніальних територій проводилися штучно, без урахування відмінності народів і розселення племен, після здобуття незалежності майже у всіх країнах відразу розпочалися громадянські війни. Для більшості країн західна конституційна модель плюралістичної демократії виявилася недієздатною і була замінена диктаторськими утвореннями під ширмою президентських режимів, які були органічними для політичних еліт цих країн. Влада диктаторів, міжусобні війни, постійні військові перевороти і як наслідок — економічні кризи і зростаюча бідність — все це було і залишається головним «досягненням» місцевих правлячих кіл. Тим не менше, тут зберігся достатній потенціал для відродження та подальшого розвитку місцевих народів.

Хронологія проголошення країнами незалежностей
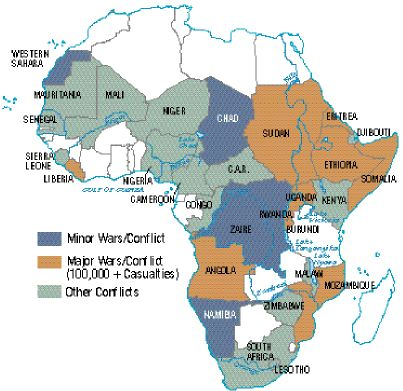
Військові конфлікти впродовж 1980-1996 років

## Політика

### Районування

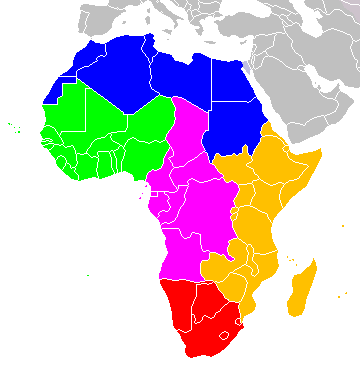
Північна Африка
Західна Африка
Центральна Африка
Східна Африка
Південна Африка

За природними, історичними та соціально-економічними чинниками країни Африки поділяють на такі регіони:
- Північна Африка — область Атлаських гір, що оточують внутрішнє плато, північні та центральні частини Сахари — найбільша у світі тропічна пустеля, що займає 1/3 площі Африки. На півночі він омивається водами Середземного моря, на заході Атлантичним океаном, на сході — водами Червоного моря Індійського океану. До цього регіону відносяться країни Магрибу (Марокко, Алжир, Туніс, Західна Сахара), Лівія, Єгипет і Судан[76]. Інколи до регіону додають близькі за культурно-економічними і політичними зв'язками такі сахарські країни — Мавританія, Малі, Нігер, Чад.
- Західна Африка — регіон на південь від Сахари до узбережжя Гвінейської затоки, на заході до гір Адамава і басейну озера Чад. До цього регіону відносяться такі країни — Бенін, Буркіна-Фасо, Кабо-Верде, Кот-д'Івуар, Гамбія, Гана, Гвінея, Гвінея-Бісау, Ліберія, Малі, Мавританія, Нігер, Нігерія, Сенегал, Сьєрра-Леоне, Того[76]. Інколи в регіон об'єднують також північно-західні країни континенту — Алжир, Марокко, Туніс, САДР.
- Центральна Африка — басейн Конго та прилеглі території. До цього регіону відносяться такі країни — Габон, Екваторіальна Гвінея, Камерун, ДР Конго, Республіка Конго, Сан-Томе і Принсіпі, ЦАР, Чад[76]. Інколи до регіону додають близькі за культурно-економічними і політичними зв'язками такі країни — Руанда, Бурунді, Уганда, Малаві та Замбія. Анголу часто включають до складу Південної Африки.
- Східна Африка — від Абісинського нагір'я до річки Замбезі, область нагір'їв і плато висотою 1000 м і більше, розбитих скидами, з проявами вулканізму. До цього регіону відносяться такі країни — Бурунді, Джибуті, Еритрея, Ефіопія, Замбія, Зімбабве, Кенія, Комори, Маврикій, Мадагаскар, Малаві, Мозамбік, Південний Судан, Руанда, Сейшели, Сомалі, Танзанія[76]. Інколи до регіону додають близький за культурно-економічними і політичними зв'язками Судан, або обмежують на півдні кордонами Танзанії.
- Південна Африка — на південь від вододільного плато Конго — Замбезі, зайнята широкою западиною Калахарі, оточеною горами, що південніше переходить у високі плоскогір'я Вельду і далі на південь Великим ескарпом, Капськими і Драконовими горами переходить у нешироку прибережну смугу низовин на узбережжі Індійського океану. До цього регіону відносяться такі країни — Південно-Африканська Республіка, Лесото, Есватіні, Намібія і Ботсвана[76]. Інколи до регіону додають близькі за культурно-економічними і політичними зв'язками такі країни — Ангола, Замбія, Зімбабве, Мадагаскар, Малаві, Мозамбік, Комори і Маврикій.

### Країни

Політична мапа Африки

#### Формування політичної карти
Більшість африканських держав довгий час були колоніями європейських держав. Політична карта Африки набула сучасного вигляду внаслідок краху колоніальної системи імперіалізму після Другої світової війни та успіхів національно-визвольних рухів. Наприкінці XIX століття розпочались колоніальні загарбання, до початку Першої світової війни весь континент був розділений між Великою Британією (переважно східна та південна частини та ряд колоній у Західній Африці), Францією (північно-західна частина, Мадагаскар), Португалією (Ангола, Мозамбік та ряд островів), Бельгією (Конго), Іспанією (ряд колоній на західному узбережжі), Італією (Лівія, Еритрея, Сомалі), Німеччиною (Камерун, Того, Намібія і Танзанія). Незалежними залишались лише Ефіопія (країна з давньою історією на відносно неприступному Ефіопському нагір'ї), Ліберія (країна звільнених чорношкірих рабів зі США, заснована 1847 року), Єгипет (що номінально став незалежним від Османської імперії, але фактично залишався у залежності від британської корони до 1922 року) та Південна Африка (отримала статус домініону 1910 року). За результатами Першої світової війни Німеччина втратила всі свої колонії.
Закінчення Другої світової війни ознаменувало собою початок деколонізації Африки. За період 1947—1977 років на континенті півсотні держав здобули незалежність. Так 1951 року незалежність здобуло Об'єднане Лівійське королівство (з 1969 по 2011 — Джамахірія), 1956 — Судан, Королівство Марокко і Туніс, 1957 — Гана, 1958 — Гвінея. 1960 рік став роком Африки, незалежність здобули 17 країн: Берег Слонової Кістки (з 1986 — Кот-д'Івувар), Республіка Верхня Вольта (з 1984 — Буркіна-Фасо), Габон, Дагомея (з 1975 — Бенін), Камерун, ДР Конго (з 1971 по 1997 — Республіка Заїр), Конго (з 1969 по 1992 — Народна Республіка Конго), Мавританія, Малагасійська Республіка (з 1975 по 1992 — Демократична Республіка Мадагаскар, з 1992 — Республіка Мадагаскар), Малі, Нігер, Нігерія, Південно-Африканська Республіка, Південна Родезія (з 1980 — Зімбабве), Сенегал, Сомалі, Танганьїка, Того, Центральноафриканська Республіка (з 1976 по 1979 — Центральноафриканська імперія), Чад. 1961 року незалежність здобула Сьєрра-Леоне, 1962 — Алжир, Бурунді, Руанда, Уганда, 1963 — Кенія, 1964 — Замбія, Малаві, Республіка Занзібару і Пемби, яка того ж року об'єдналась із Танганьїкою в Об'єднану Республіку Танзанію, 1965 — Гамбія, 1966 — Ботсвана, Лесото, 1968 — Маврикій, Свазіленд (з 2018 — Есватіні), Екваторіальна Гвінея.
Після революції гвоздик і повалення режиму Салазара в Португалії у квітні 1974 року зазнала краху португальська колоніальна імперія — незалежність здобули Гвінея-Бісау, Ангола, Мозамбік, Острови Зеленого Мису (з 1986 — Кабо-Верде), Сан-Томе і Принсіпі. 1975 року здобули незалежність Коморські Острови, після повалення режиму Франко Іспанія деколонізувала територію Західної Сахари (колонії Ріо-де-Оро, Сегієт-ель-Хамра). 1976 року незалежність здобули Сейшельські Острови, 1977 — Джибуті (колишня колонія — Французька Територія Афарів та Іса). 1990 року Намібія звільнилась від окупації ПАР, 1993 — Еритрея в результаті війни відділилась від Ефіопії, 2011 — Південний Судан вийшов зі складу Судану.

#### Сучасний стан
В Африці розташовано 65 держав і території, з яких 54 незалежні й суверенні, а 11 є невіддільною частиною інших, метрополії яких знаходяться поза континентом — Сеута, Мелілья, Плазас-де-Соберанья і Канарські острови ( Іспанія), Мадейра ( Португалія), Сокотра ( Ємен), Майотта ( Франція), Пелагські острови ( Італія), або перебувають в іншому залежному стані — Реюньйон і острови Епарсе, частина Французьких Південних і Антарктичних Територій ( Франція), Острови Святої Єлени, Вознесіння і Тристан-да-Кунья ( Велика Британія). Окрім цих країн на континенті існує частково визнана держава Сахарська Арабська Демократична Республіка (САДР) і ніким невизнаний Сомаліленд (колишня британська колонія, північна частина федеративного Сомалі). За минулі десятиліття різні національні сепаратистські рухи проголошували ряд невдалих держав (Азавад у Малі, Пунтленд та інші у Сомалі, Амбазонія у Камеруні та інші).
Найбільша країна Африки — Алжир (2,38 млн км²), найменша — Сейшели (архіпелаг в Індійському океані на схід від материка загальною площею суходолу 455 км²), найменша континентальна держава — Гамбія (11,3 тис. км²). Серед незалежних африканських країн 6 острівних — Кабо-Верде, Сан-Томе і Принсіпі, Маврикій, Сейшели, Комори і Мадагаскар; 16 внутрішньоконтинентальних — Малі, Нігер, Чад, Буркіна-Фасо, ЦАР, Південний Судан, Ефіопія, Бурунді, Руанда, Уганда, Малаві, Замбія, Зімбабве, Ботсвана, Есватіні, Лесото; 38 держав з виходом до морів і океанів.
За формою державного устрою переважна більшість держав континенту унітарні, лише 6 з них федерації — Нігерія, Судан, Південний Судан, Ефіопія, Сомалі, Коморські Острови. За формою державного правління політична карта континенту більш строката. 3 держави зберігають монархічну владу — Марокко, Лесото, Есватіні. В останній влада монарха нічим не обмежена — абсолютна монархія, у двох перших існує конституційний поділ гілок влади. Усі інші африканські держави мають республіканське правління. У САДР і Еритреї зберігається однопартійний незмінний диктат від самого проголошення суверенітету. Більшість республік президентські та напівпрезидентські. У ПАР та Ботсвані президента обирає парламент. Ефіопія, Сомалі та Маврикій — парламентські республіки.
| Герб                                        | Прапор                                      | Суверенні держави та залежні території              | Площа (тис. км²) | Населення (млн осіб) | Рік  | Густота населення (осіб/км²) | Столиця                          | Карта регіону |
| ------------------------------------------- | ------------------------------------------- | --------------------------------------------------- | ---------------- | -------------------- | ---- | ---------------------------- | -------------------------------- | ------------- |
| Північна Африка                             |                                             |                                                     |                  |                      |      |                              |                                  |               |
| Алжир                                       | Алжир                                       | Алжир                                               | 2381,74          | 34,18                | 2009 | 14                           | Алжир                            |               |
| Єгипет                                      | Єгипет                                      | Єгипет                                              | 1001,45          | 82,87                | 2012 | 83                           | Каїр                             |               |
| Лівія                                       | Лівія                                       | Лівія                                               | 1759,54          | 6,31                 | 2009 | 4                            | Триполі                          |               |
| Марокко                                     | Марокко                                     | Марокко                                             | 446,55           | 35,74                | 2017 | 78                           | Рабат                            |               |
| Судан                                       | Судан                                       | Судан                                               | 1861,48          | 30,89                | 2008 | 17                           | Хартум                           |               |
| Туніс                                       | Туніс                                       | Туніс                                               | 163,61           | 10,49                | 2009 | 64                           | Туніс                            |               |
| САДР                                        | Західна Сахара                              | Західна Сахара                                      | 266,00           | 0,41                 | 2009 | 2                            | Ель-Аюн                          |               |
| Канарські острови                           | Canary Islands                              | Канарські острови                                   | 7,50             | 2,15                 | 2017 | 226                          | Лас-Пальмас, Санта-Крус          |               |
| Мадейра                                     | Мадейра (архіпелаг)                         | Мадейра                                             | 0,80             | 0,25                 | 2001 | 307                          | Фуншал                           |               |
| Мелілья                                     | Мелілья                                     | Мелілья                                             | 0,01             | 0,09                 | 2001 | 5,5                          | —                                |               |
| Італія                                      | Італія                                      | Пелагські острови                                   | 0,03             | 0,006                | 2011 | 247                          | Лампедуза                        |               |
| Сеута                                       | Сеута                                       | Сеута                                               | 0,02             | 0,09                 | 2001 | 3,6                          | —                                |               |
| Східна Африка                               |                                             |                                                     |                  |                      |      |                              |                                  |               |
| Бурунді                                     | Бурунді                                     | Бурунді                                             | 27,83            | 8,99                 | 2009 | 323                          | Гітега                           |               |
| Джибуті                                     | Джибуті                                     | Джибуті                                             | 23,00            | 0,83                 | 2015 | 22                           | Джибуті                          |               |
| Еритрея                                     | Еритрея                                     | Еритрея                                             | 121,32           | 5,65                 | 2009 | 47                           | Асмера                           |               |
| Ефіопія                                     | Ефіопія                                     | Ефіопія                                             | 1127,13          | 84,32                | 2012 | 75                           | Аддис-Абеба                      |               |
| Замбія                                      | Замбія                                      | Замбія                                              | 752,61           | 11,86                | 2009 | 16                           | Лусака                           |               |
| Зімбабве                                    | Зімбабве                                    | Зімбабве                                            | 390,58           | 11,39                | 2009 | 29                           | Хараре                           |               |
| Кенія                                       | Кенія                                       | Кенія                                               | 582,65           | 39,00                | 2009 | 66                           | Найробі                          |               |
| Коморські Острови                           | Коморські Острови                           | Коморські Острови                                   | 2,17             | 0,75                 | 2009 | 347                          | Мороні                           |               |
| Маврикій                                    | , Британська Територія в Індійському Океані | Маврикій                                            | 2,04             | 1,28                 | 2009 | 630                          | Порт-Луї                         |               |
| Мадагаскар                                  | Мадагаскар                                  | Мадагаскар                                          | 587,04           | 20,65                | 2009 | 35                           | Антананаріву                     |               |
| Малаві                                      | Малаві                                      | Малаві                                              | 118,48           | 14,27                | 2009 | 120                          | Лілонгве                         |               |
| Мозамбік                                    | Мозамбік                                    | Мозамбік                                            | 801,59           | 21,67                | 2009 | 27                           | Мапуту                           |               |
| Руанда                                      | Руанда                                      | Руанда                                              | 26,34            | 10,47                | 2009 | 398                          | Кігалі                           |               |
| Сейшели                                     | Сейшельські Острови                         | Сейшельські Острови                                 | 0,46             | 0,09                 | 2009 | 192                          | Вікторія                         |               |
| Сомалі                                      | Сомалі                                      | Сомалі                                              | 813,78           | 13,34                | 2009 | 21                           | Могадішо                         |               |
| Південний Судан                             | Південний Судан                             | Південний Судан                                     | 619,75           | 8,26                 | 2008 | 13                           | Джуба                            |               |
| Танзанія                                    | Танзанія                                    | Танзанія                                            | 945,09           | 44,93                | 2009 | 43                           | Додома                           |               |
| Уганда                                      | Уганда                                      | Уганда                                              | 236,04           | 32,37                | 2009 | 137                          | Кампала                          |               |
| Майотта                                     | Майотта                                     | Майотта                                             | 0,37             | 0,22                 | 2009 | 490                          | Мамудзу                          |               |
| Реюньйон                                    | Франція                                     | Реюньйон                                            | 2,51             | 0,74                 | 2002 | 296                          | Сен-Дені                         |               |
| Ємен                                        | Ємен                                        | Сокотра                                             | 3,97             | 0,045                | 2005 | 11                           | Хадібо, Калансія                 |               |
| Французькі Південні і Антарктичні Території | Французькі Південні і Антарктичні території | Французькі Південні і Антарктичні Території         | 439,78           | 0,0001               | 2019 | —                            | Сен-П'єр                         |               |
| Центральна Африка                           |                                             |                                                     |                  |                      |      |                              |                                  |               |
| Ангола                                      | Ангола                                      | Ангола                                              | 1246,70          | 12,80                | 2009 | 10                           | Луанда                           |               |
| Габон                                       | Габон                                       | Габон                                               | 267,67           | 1,51                 | 2009 | 6                            | Лібревіль                        |               |
| Екваторіальна Гвінея                        | Екваторіальна Гвінея                        | Екваторіальна Гвінея                                | 28,05            | 0,63                 | 2009 | 23                           | Малабо                           |               |
| Камерун                                     | Камерун                                     | Камерун                                             | 475,44           | 18,88                | 2009 | 40                           | Яунде                            |               |
| Демократична Республіка Конго               | ДР Конго                                    | Демократична Республіка Конго                       | 2345,41          | 69,58                | 2012 | 30                           | Кіншаса                          |               |
| Республіка Конго                            | Республіка Конго                            | Республіка Конго                                    | 342,00           | 4,01                 | 2009 | 12                           | Браззавіль                       |               |
| Сан-Томе і Принсіпі                         | Сан-Томе і Принсіпі                         | Сан-Томе і Принсіпі                                 | 1,00             | 0,21                 | 2009 | 212                          | Сан-Томе                         |               |
| Центральноафриканська Республіка            | Центральноафриканська Республіка            | Центральноафриканська Республіка                    | 622,98           | 4,51                 | 2009 | 7                            | Бангі                            |               |
| Чад                                         | Чад                                         | Чад                                                 | 1284,00          | 10,33                | 2009 | 8                            | Нджамена                         |               |
| Південна Африка                             |                                             |                                                     |                  |                      |      |                              |                                  |               |
| Ботсвана                                    | Ботсвана                                    | Ботсвана                                            | 600,37           | 1,99                 | 2009 | 3                            | Габороне                         |               |
| Есватіні                                    | Есватіні                                    | Есватіні                                            | 17,36            | 1,12                 | 2009 | 65                           | Мбабане                          |               |
| Лесото                                      | Лесото                                      | Лесото                                              | 30,36            | 2,13                 | 2009 | 70                           | Масеру                           |               |
| Намібія                                     | Намібія                                     | Намібія                                             | 825,42           | 2,10                 | 2009 | 3                            | Віндгук                          |               |
| Південно-Африканська Республіка             | ПАР                                         | Південно-Африканська Республіка                     | 1219,91          | 51,77                | 2011 | 42                           | Преторія, Блумфонтейн, Кейптаун. |               |
| Західна Африка                              |                                             |                                                     |                  |                      |      |                              |                                  |               |
| Бенін                                       | Бенін                                       | Бенін                                               | 112,62           | 8,79                 | 2009 | 78                           | Порто-Ново                       |               |
| Буркіна-Фасо                                | Буркіна-Фасо                                | Буркіна-Фасо                                        | 274,20           | 15,75                | 2009 | 57                           | Уагадугу                         |               |
| Гамбія                                      | Гамбія                                      | Гамбія                                              | 11,30            | 1,78                 | 2009 | 158                          | Банжул                           |               |
| Гана                                        | Гана                                        | Гана                                                | 239,46           | 23,83                | 2009 | 100                          | Аккра                            |               |
| Гвінея                                      | Гвінея                                      | Гвінея                                              | 245,86           | 10,06                | 2009 | 41                           | Конакрі                          |               |
| Гвінея-Бісау                                | Гвінея-Бісау                                | Гвінея-Бісау                                        | 36,12            | 1,53                 | 2009 | 43                           | Бісау                            |               |
| Кабо-Верде                                  | Кабо-Верде                                  | Кабо-Верде                                          | 4,03             | 0,43                 | 2009 | 107                          | Прая                             |               |
| Кот-д'Івуар                                 | Кот-д'Івуар                                 | Кот-д'Івуар                                         | 322,46           | 20,62                | 2009 | 64                           | Ямусукро, Абіджан                |               |
| Ліберія                                     | Ліберія                                     | Ліберія                                             | 111,37           | 3,44                 | 2009 | 31                           | Монровія                         |               |
| Малі                                        | Малі                                        | Малі                                                | 1240,00          | 12,67                | 2009 | 10                           | Бамако                           |               |
| Мавританія                                  | Мавританія                                  | Мавританія                                          | 1030,70          | 3,13                 | 2009 | 3                            | Нуакшот                          |               |
| Нігер                                       | Нігер                                       | Нігер                                               | 1267,00          | 15,31                | 2009 | 12                           | Ніамей                           |               |
| Нігерія                                     | Нігерія                                     | Нігерія                                             | 923,77           | 166,63               | 2012 | 180                          | Абуджа                           |               |
| Сенегал                                     | Сенегал                                     | Сенегал                                             | 196,19           | 13,71                | 2009 | 70                           | Дакар                            |               |
| Сьєрра-Леоне                                | Сьєрра-Леоне                                | Сьєрра-Леоне                                        | 71,74            | 6,44                 | 2009 | 90                           | Фрітаун                          |               |
| Того                                        | Того                                        | Того                                                | 56,79            | 6,02                 | 2009 | 106                          | Ломе                             |               |
| Велика Британія                             | Велика Британія                             | Острови Святої Єлени, Вознесіння і Тристан-да-Кунья | 0,42             | 0,008                | 2012 | 13                           | Джеймстаун                       |               |
| Загалом:                                    | Загалом:                                    | Загалом:                                            | 30368,61         | 1 001,32             | 2009 | 33                           |                                  |               |

### Правова система
Кожна африканська країна характеризується притаманними лише їй рисами правового життя, але водночас усі вони мають багато спільних рис, зумовлених особливостями історичного та соціально-економічного розвитку. Правові системи африканських країн формувалися протягом багатьох століть через взаємний вплив місцевого звичаєвого і західного прав. Тисячоліттями життя африканців регулювалося звичаями різних традицій, монархічних і з демократичних, матріархальних і патріархальних. Великий вплив на розвиток права справили середньовічні ідеї ісламу, що сприяв рецепції мусульманського права (країнами Північної Африки), та християнства модерного часу, яке дозволило засвоїти західноєвропейські норми континентального і загального права. За доби колоніалізму поряд з традиційними судовими органами створювалися суди європейського типу, але формування нової правової системи було неможливим за існування віджилих форм управління суспільством. З 1946 року майже на всіх територіях французької Західної Африки почали застосовувати кримінальний кодекс метрополії; водночас в британських колоніях запроваджувалися кодекси Великої Британії, для східних колоній — право Британської Індії; південніше Замбезі діяло романо-голландське право. Застосування звичаєвого права в багатьох регіонах та місцевостях було звужене до приватного. Зі здобуттям незалежності у другій половині XX століття нові уряди підтвердили чинність усіх попередніх законів. У сфері приватного права спостерігаються процеси реабілітації цінностей звичаєвого права, з іншого — відмови від застарілих і примітивних норм. Популярними стали рухи, спрямовані на збереження та кодифікацію традиційних норм (Мадагаскар, Танзанія, Сенегалі, Нігерія). Велику роботу в цьому напрямку проведено науковцями Лондонської школи досліджень Сходу і Африки.

### Міжнародні відносини
Найбільшою регіональною економіко-політичною організацією виступає Африканський Союз із штаб-квартирою в Аддис-Абебі (Ефіопія), який об'єднує усі незалежні країни континенту, що є членами ООН.

Прапор Африканського Союзу
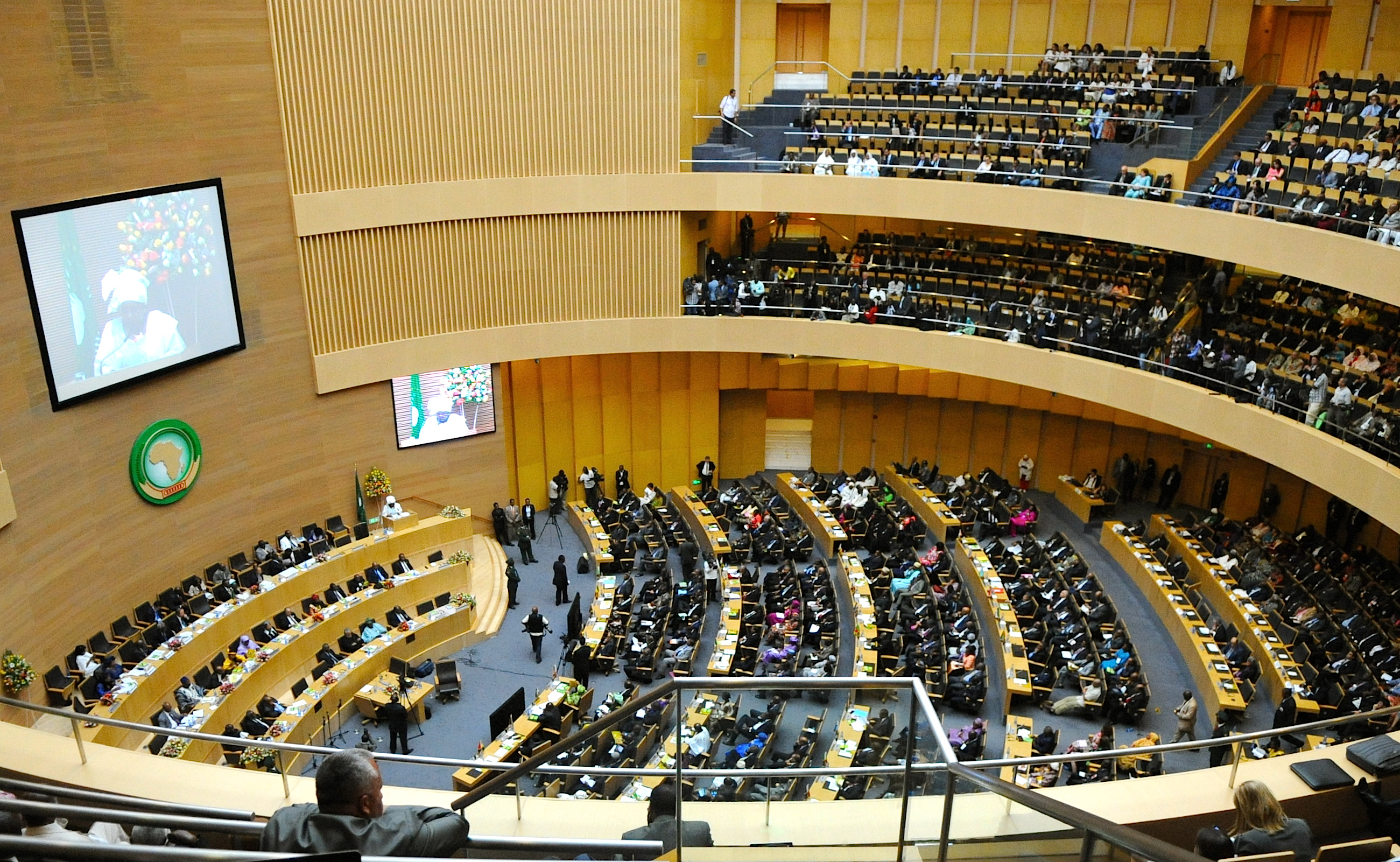
20-й саміт лідерів Африканського Союзу в Аддис-Абебі
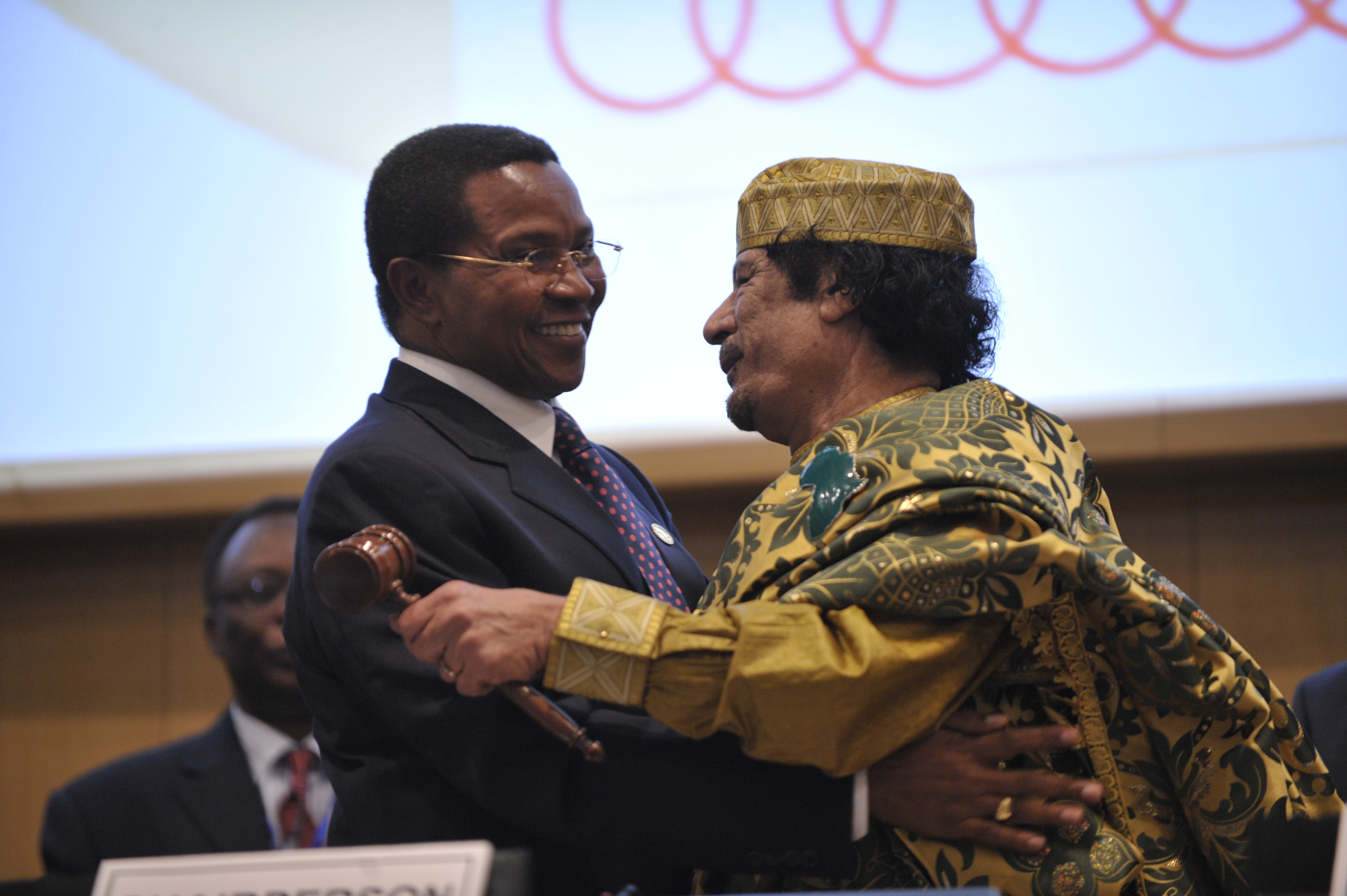
Лідери Танзанії та Лівії на 12-му саміті Союзу
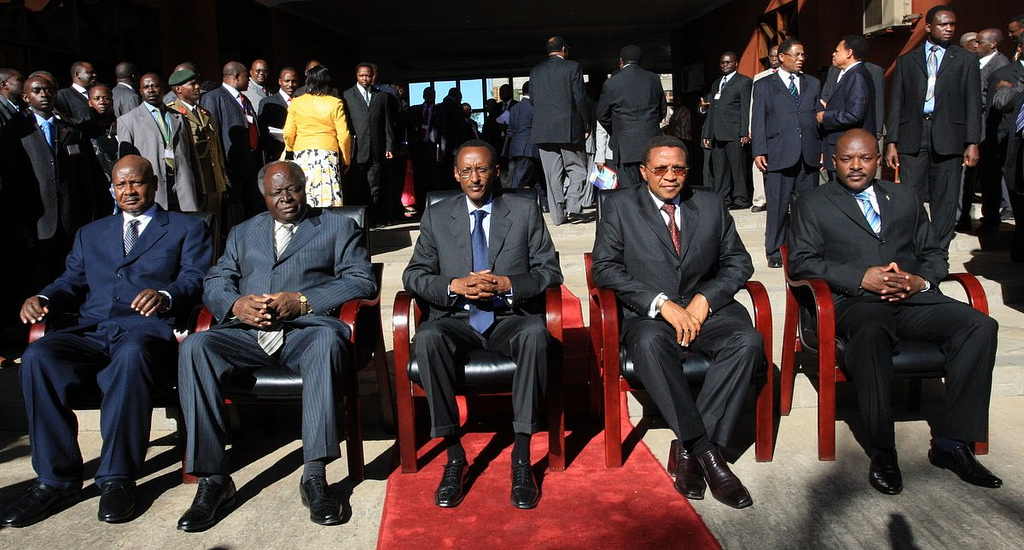
Глави держав-членів Східноафриканського співтовариства, 2009 рік

#### Україна
Українські відносини із африканськими країнами залишаються нерозвиненими. Найбільшої інтенсифікації вони зазнали в період 1998—2002 років. За роки незалежності українські дипломатичні місії були відкриті лише в Алжирі, Анголі, Габон, Гвінея, Ефіопія, Єгипет, Кенія, Лівія, Марокко, Нігерія, ПАР, Сенегал, Туніс. Багато посольств довгий час працюють без призначених послів. В Україні відкрили власні посольства лише Алжир, Єгипет, Лівія, Марокко і ПАР. Більшість африканських країн мають послів за сумісництвом з місцеперебуванням у Росії. 2016 року Україна набула статусу спостерігача в Африканському союзі.

## Населення
Африка другий після Євразії найбільш густонаселений континент. За приблизними оцінками 2020 року Африку населяло 1,3 млрд людей і це число через великий природний приріст невпинно зростає. Населення Африки є наймолодшим серед усіх континентів; середній вік 2012 року становив 19,7, проти середньосвітового — 30,4. Найбільша за населенням країна — Нігерія (167 млн осіб, станом на 2016 рік), найменша — Сейшельські Острови (~90 тис. осіб, станом на 2009 рік).

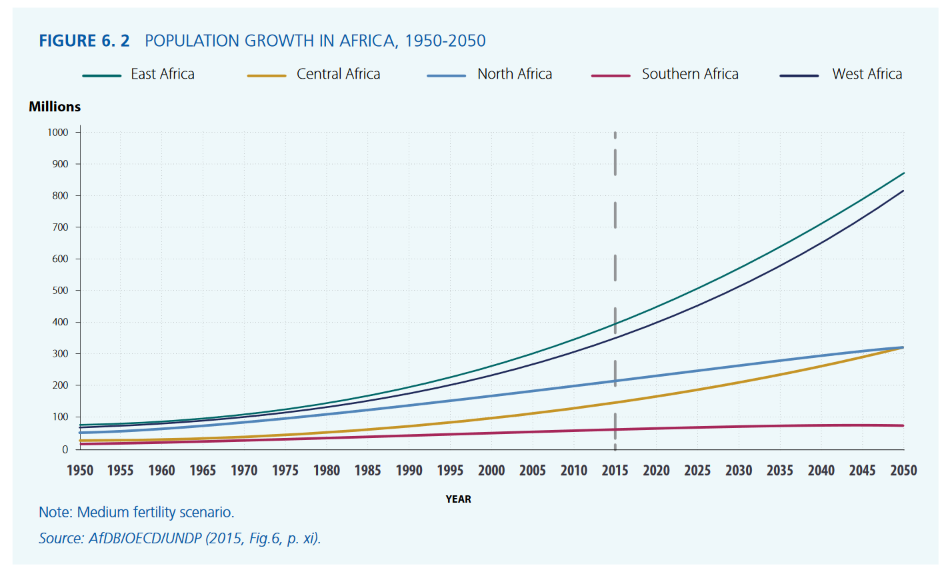
Ріст чисельності населення Африки за 1950-2050 роки (по регіонах)
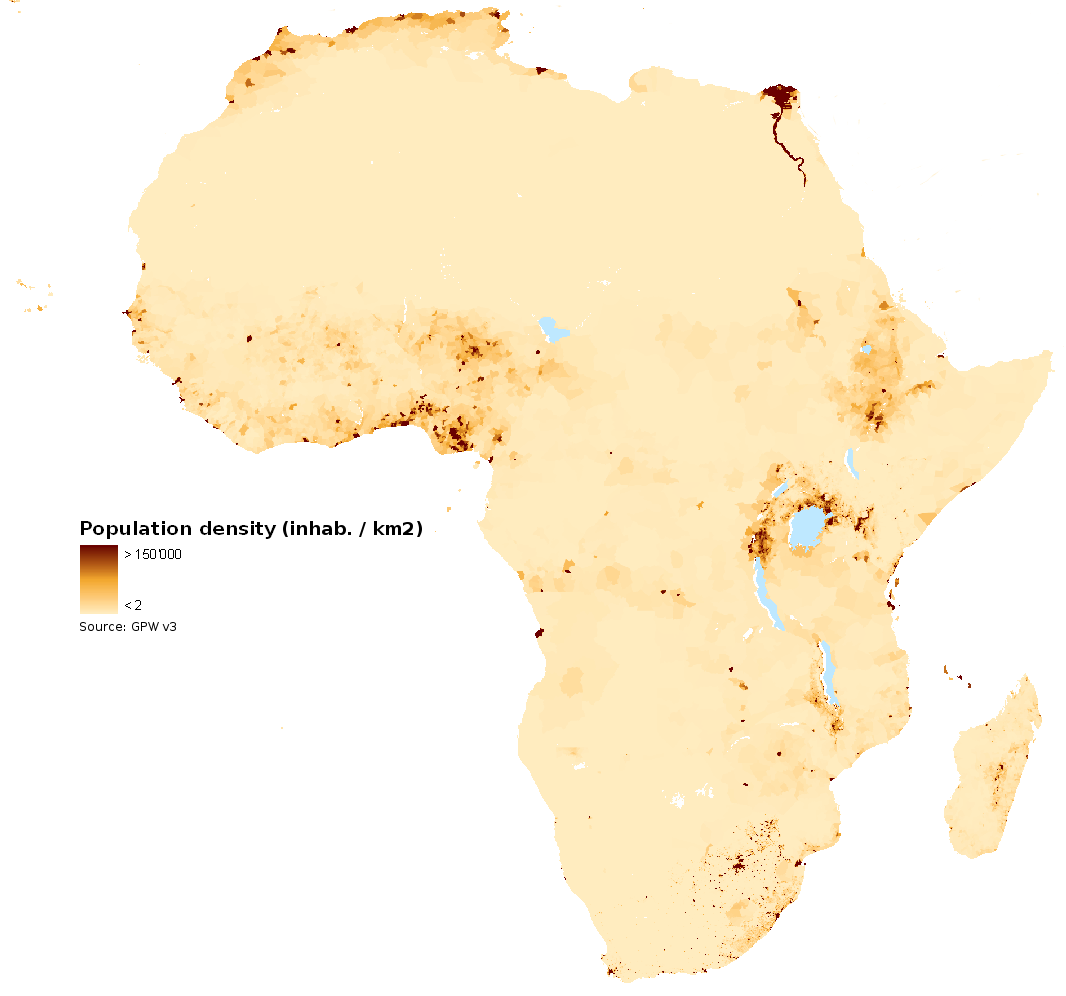
Густота населення Африки
Густота населення Африки за країною
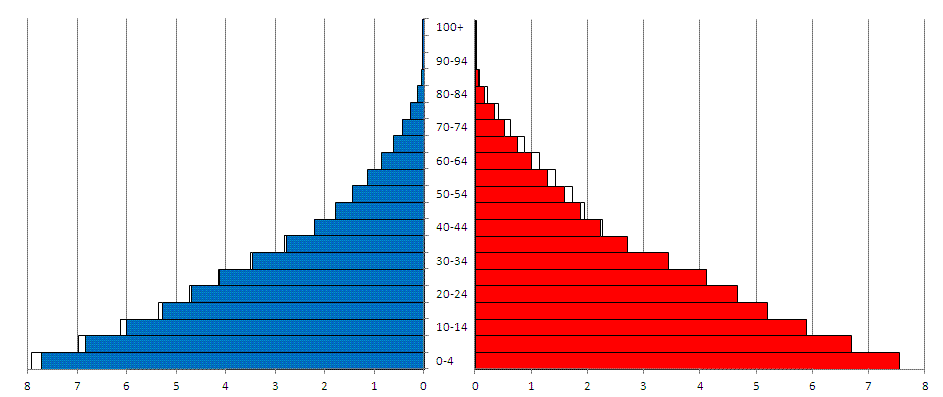
Статево-вікова піраміда населення Африки
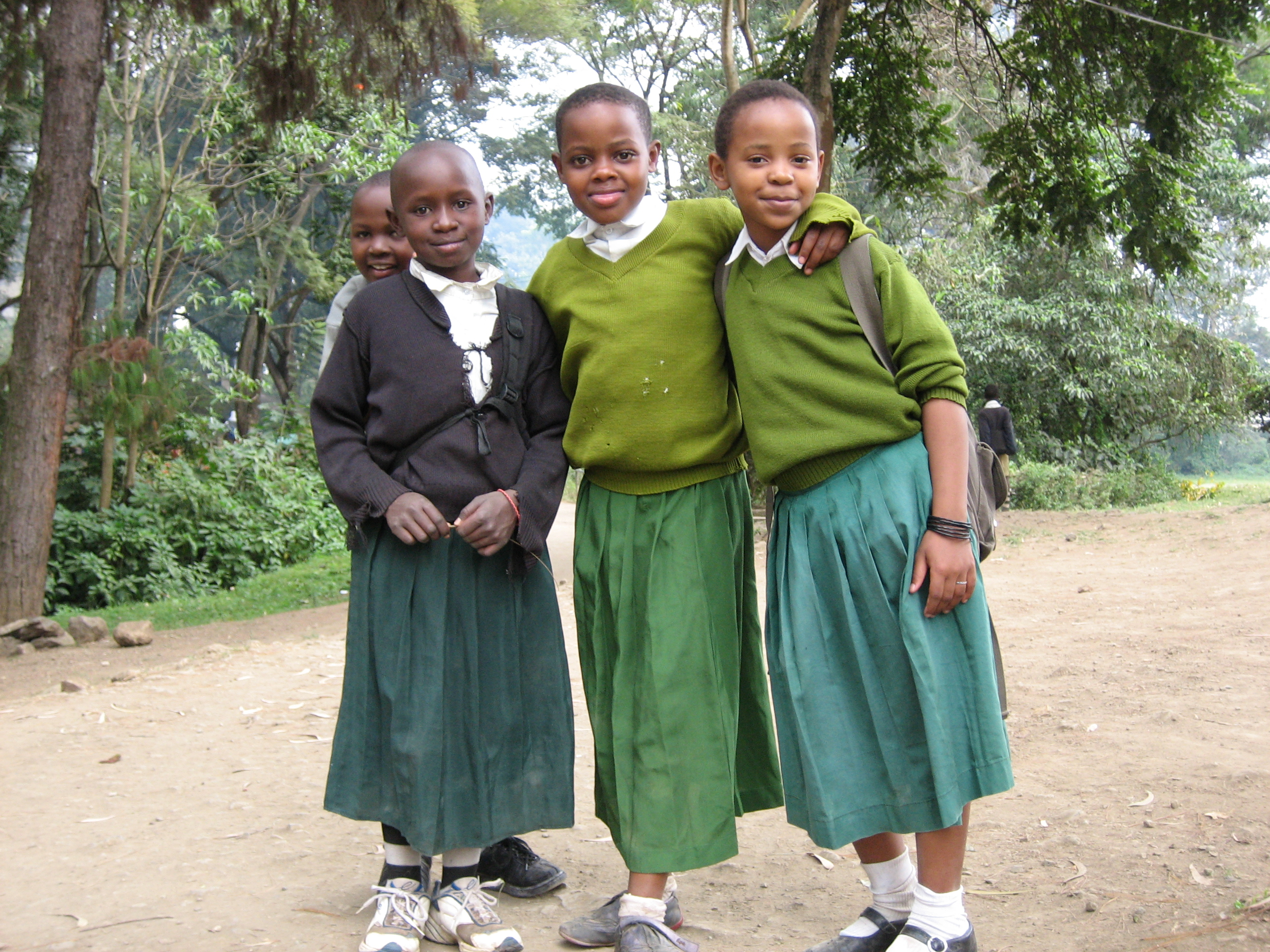
Молоде покоління африканців
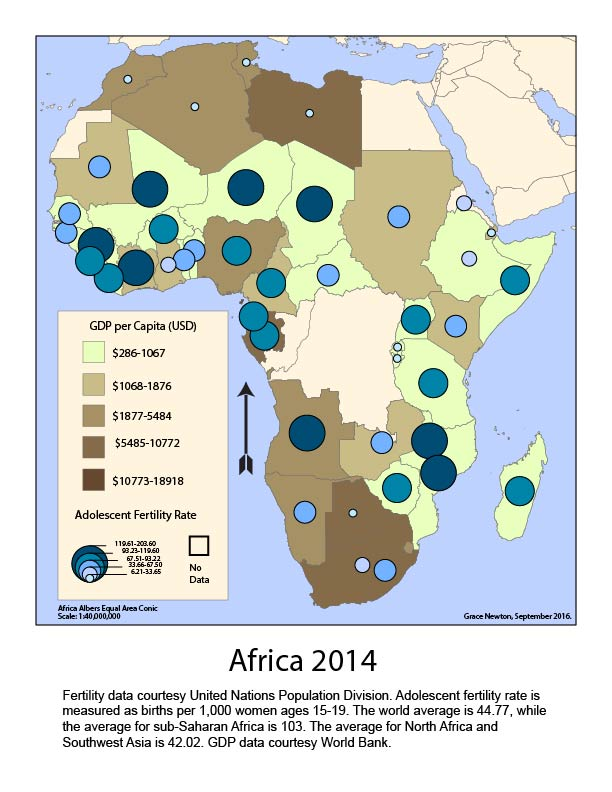
Карта поширення ранньої вагітності та бідності

### Розселення
Заселений континент досить нерівномірно, середня густота — 30 осіб/км². Особливо густо заселені дельта (понад 1000 осіб/км²) і долина Нілу, узбережжя Середземного моря і Гвінейської затоки, південно-східне узбережжя. Населення сконцентровано у прибережних районах, де зосереджені великі міста, морські порти вивозу продукції, сільськогосподарські плантації (середземноморські райони Магрибу, береги Гвінейської затоки, рівнини Нігерії). Найбільша густота спостерігається на острові Маврикій (627 осіб/км²). Низька густота населення у пустелях Сахара на півночі, Наміб і Калахарі на півдні та на півострові Сомалі, де є зовсім безлюдні території. Головними факторами слабкого заселення величезних площ континенту є природні умови (пустелі, вологі екваторіальні ліси, гірські території), історична спадщина європейської колонізації, наслідки системи работоргівлі.
Більша частина населення (70 %) живе в сільській місцевості, урбанізація на континенті ще не набрала таких темпів як в інших регіонах планети. Каїр — найбільше місто континенту (9,5 млн мешканців), столиця Єгипту, древнє місто на правому березі річки Ніл. Якщо рахувати разом із передмістями, то найбільшим містом континенту (13,4 млн мешканців, за оцінкою 2014 року) буде колишня столиця Нігерії, портове місто — Лагос.

### Расово-етнічний склад
Африка центр зародження людства та активної фази початку антропогенезу, що засвідчили численні антропологічні знахідки середини XX століття в різних місцях материка викопних решток архантропів разом з примітивними знаряддями праці. Протягом багатьох тисячоліть на континенті склалися різні етнічні групи населення. Сучасне населення Африки — конгломерат численних племен і народностей, який утворився в результаті автохтонного етногенезу, міграцій аборигенів континенту, переселення австронезійських народів (на Мадагаскарі), вторгнення арабів з Азії та європейської колонізації. В антропологічному, мовному, соціально-економічному і культурному відношенні населення континенту дуже різноманітне і належить до трьох великих, декількох малих і перехідних рас.
Різні типи негроїдної гілки великого тропічного стовбура населяють континент на південь від Сахари. Представники її характеризуються темним кольором шкіри, кучерявим волоссям, прогнатизмом, широким носом, але ці ознаки дуже мінливі. Нілотські племена Східного Судану вирізняє надзвичайно темний, майже чорний колір шкіри. Нілоти з народностей динка і барі здавна славились виплавкою заліза, шилуки зберегли первіснообщинні відносини і родовий лад. Населення Західного Судану (волоф, серер, мандинго та інші) вирощує рис і просо. У землеробських народів Східної Африки (ваньямвезі та інших) збереглася типова для тропічної Африки підсічно-вогнева система землеробства (сільськогосподарські культури — кукурудза, ячмінь, бобові, батат). У народностей баганда, базиба (в районі озера Вікторія) основна культура — банани. Племена масаї, вагого та інші відомі скотарі (розводять рогату худобу — зебу). Народам Східної Африки було відоме примітивне ткацтво — виготовлення мбугу — матерії з лубу. У господарстві народів Західної Тропічної Африки основне місце належить мотичному землеробству. Основні сільськогосподарські культури — ямс, маніок, просо, кукурудза, бавовник. Народи Західної Африки досягли високої майстерності в плетінні циновок, різьбленні по дереву. В умовах тропічного лісу населення займається мисливством і рибальством (племена бангала). Народи Гвінеї і Конго ще до приходу європейців знали обробку металів (племена нупе, йоруба). І досі в південних районах Конго збереглися давні способи плавки руди. Тепер частина населення працює в гірничій промисловості.
Мала негрільська раса населяє тропічні ліси в басейнах річок Конго, Огове. Пігмеї одні з найменш низькорослих племен планети. Вони мають порівняно світлу, як для негроїдів, шкіру, тонкі губи, широкий ніс, невеликий середній зріст — 141—142 см. Традиційно займаються мисливством, збирають коріння та плоди.
На крайньому півдні в окрему малу південноафриканську расу виділяють бушменів і готтентотів, що населяють переважно малопридатні для господарства території району Калахарі й займаються полюванням і збиральництвом. Для них характерний низький зріст, плоске вилицювате обличчя, жовтувато-бронзовувата зморшкувата шкіра. У Південній Африці залишки цих племен займаються мисливством (до недавнього часу основна зброя їх — лук і стріли). Готтентоти в минулому заселяли значну територію Східної Африки, степи південної Африки, займались скотарством, полюванням, виплавляли залізо. Цілі племена готтентотів (нама) були винищені німецькими колонізаторами. Залишки готтентотів (близько 50—60 тис. осіб) живуть в Намібії.
На північному сході континенту в давнину в зоні контактів між негроїдами і європеоїдами сформувався ефіопський расовий тип. Це народи з темною шкірою червонуватого відтінку, темними волоссям і очима, правильними рисами обличчя, потовщеними губами — амхара, гала, тигре та інші. Мішані форми характерні й для деяких народів Західної Африки (фульбе, тубу, канурі та інші). Численні народи Ефіопії культивують пшеницю, теф, розводять коней, мулів, кіз та овець. У господарстві народів півострова Сомалі значне місце належить ремеслам: ткацтву, обробці дерева і металу.
Північну частину Африки населяють народи великої європеоїдної раси (переважно середземноморські типи). Їм властива порівняно смуглява шкіра, темні очі, вузьке обличчя і тонкий ніс. Сучасне арабо-берберське населення — землероби. У великих містах розвивається промислове виробництво — формується робітничий прошарок. В Єгипті дуже поширені ремісничі промисли (ткацтво, гончарство). Основне заняття населення в долині Нілу — вирощування бавовнику, рису і пшениці; в південній частині Судану — скотарство, мотичне землеробство (сіють просо, бобові) та рибальство. Нащадки вихідців з Європи (англійці, африканери (бури), французи, іспанці, італійці, португальці) становлять незначну частину населення материка. Здебільшого вони населяють помірні регіони півдня та сходу (ПАР, Кенія, Танзанія).
У результаті змішання впродовж XVII—XIX століть прийшлого бурського населення з корінними народами та індійцями і китайцями, що їх завозили з Азії для роботи на плантаціях і копальнях, на півдні континенту виникли «кольорові».
Малагасійці Мадагаскару (сакалава, мерина, бецилео та інші) належать до мішаного монголоїдно-негроїдного типу. Вихідці з островів Південно-Східної Азії заселили Мадагаскар історично порівняно недавно (2-1,5 тис. років тому) і пізніше зазнали значної метисації з прибульцями з континентальної Африки. Основне заняття мальгашів — вирощування рису на зрошуваних землях та скотарство. В їхній матеріальній культурі багато спільних рис з матеріальною культурою народів їхніх предків з островів Індонезії (технології будівництва морських човнів і житла, обробки металу).

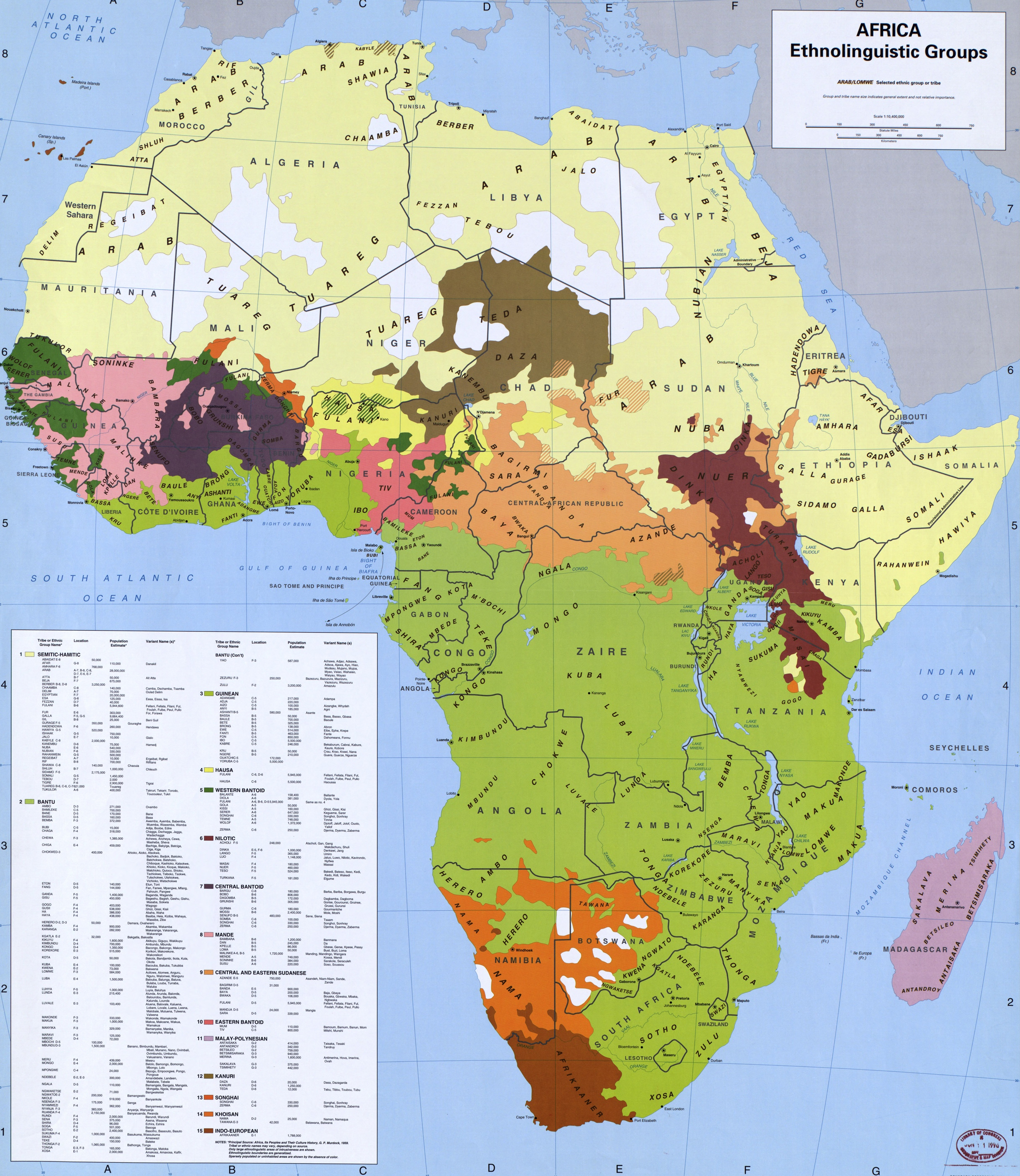
Етнолінгвістична карта Африки, 1996 рік (англ.)
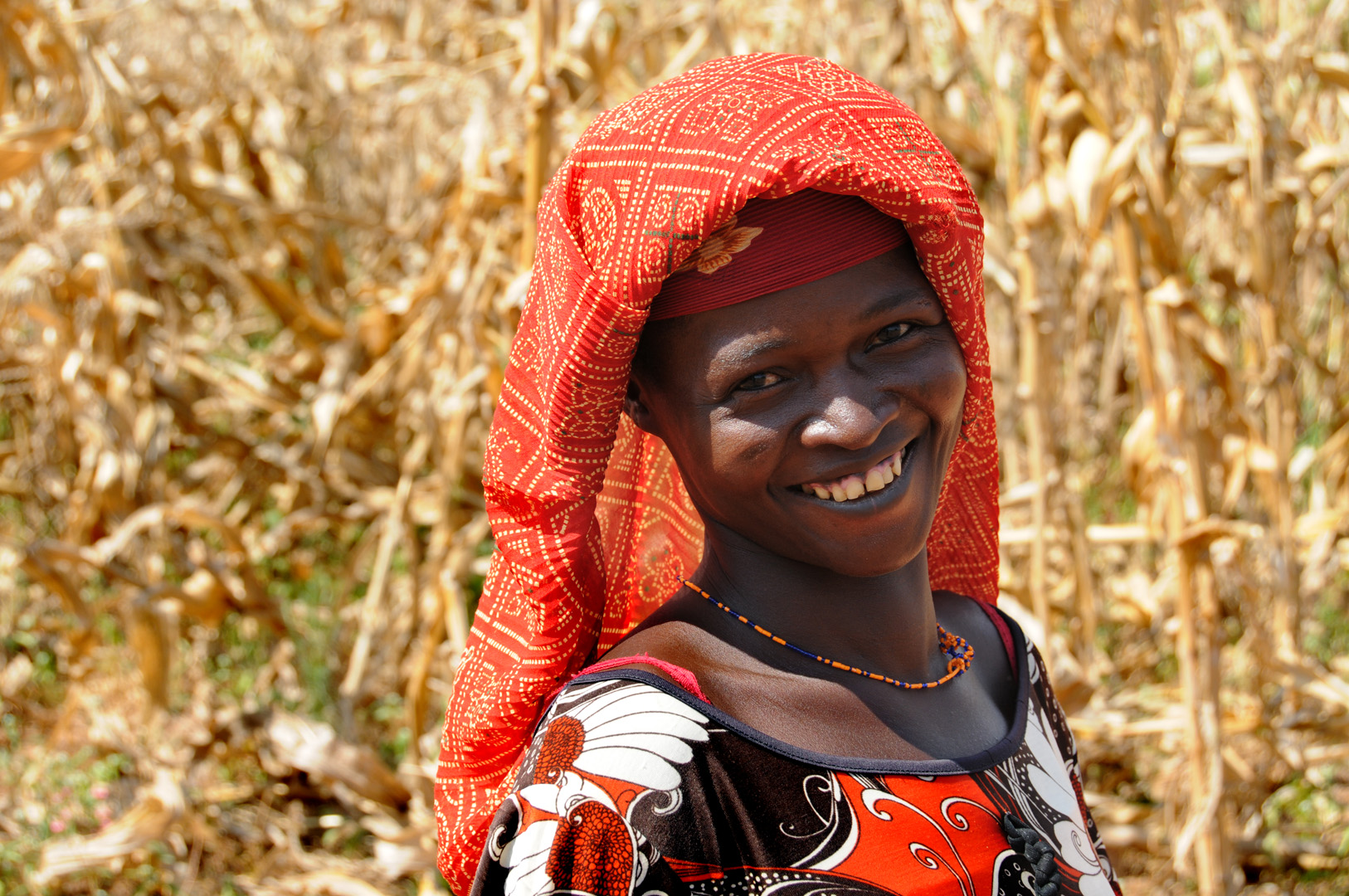
Жінка народу сомба, негроїдної раси
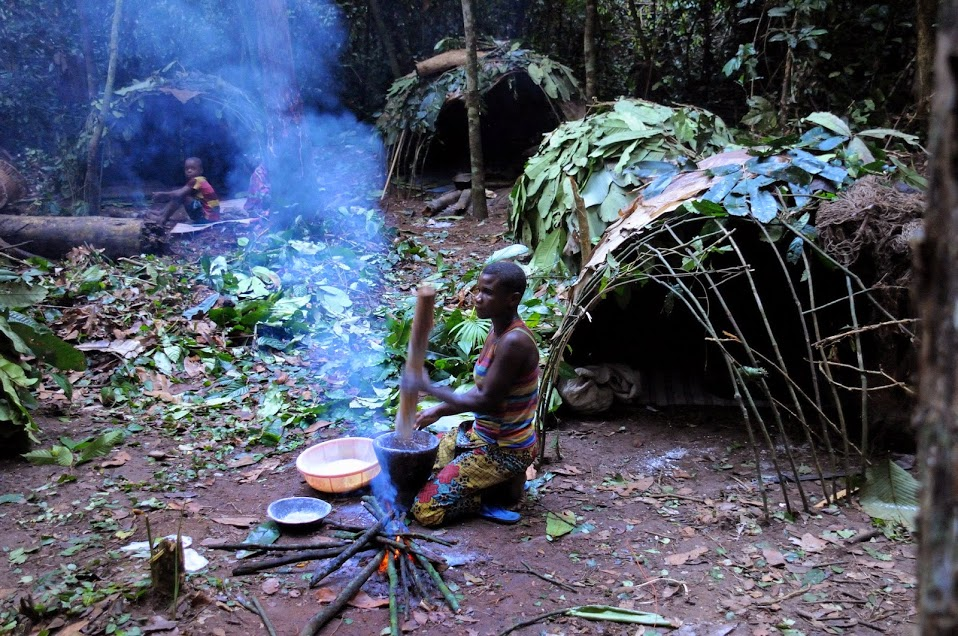
Пігмеї, представники центральноафриканської раси
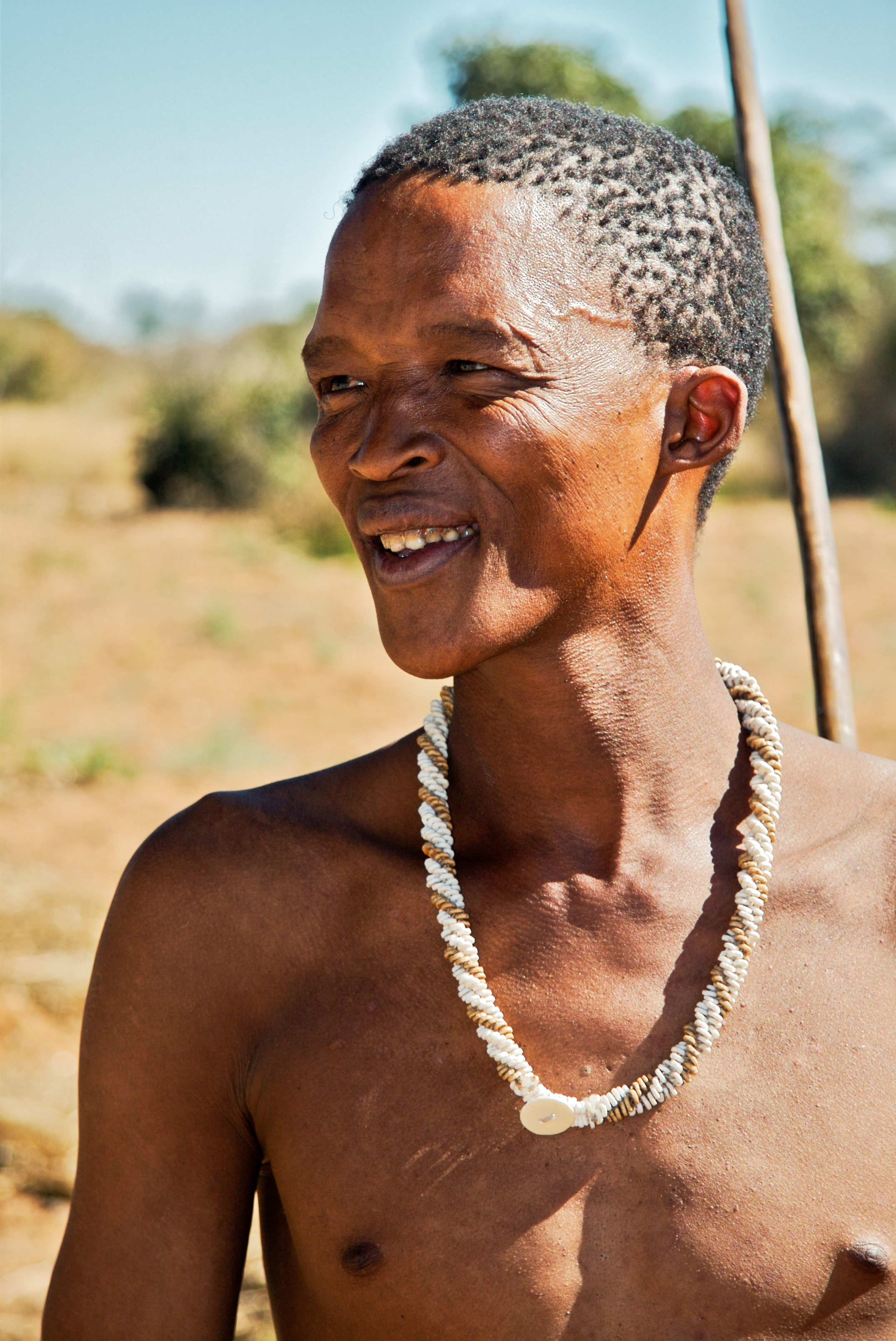
Бушмен, представник південноафриканської раси
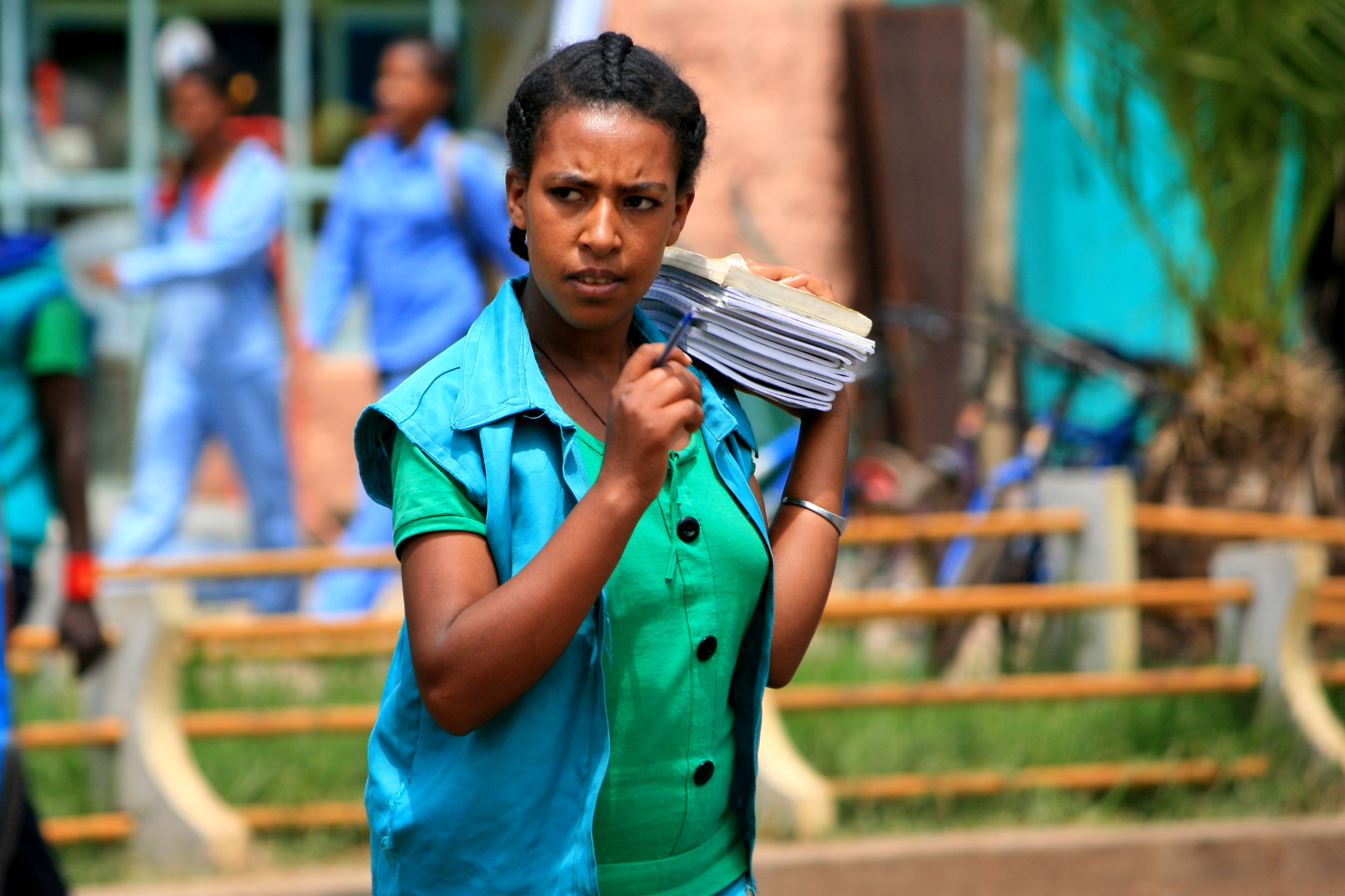
Амхарська дівчина, представниця ефіопської раси
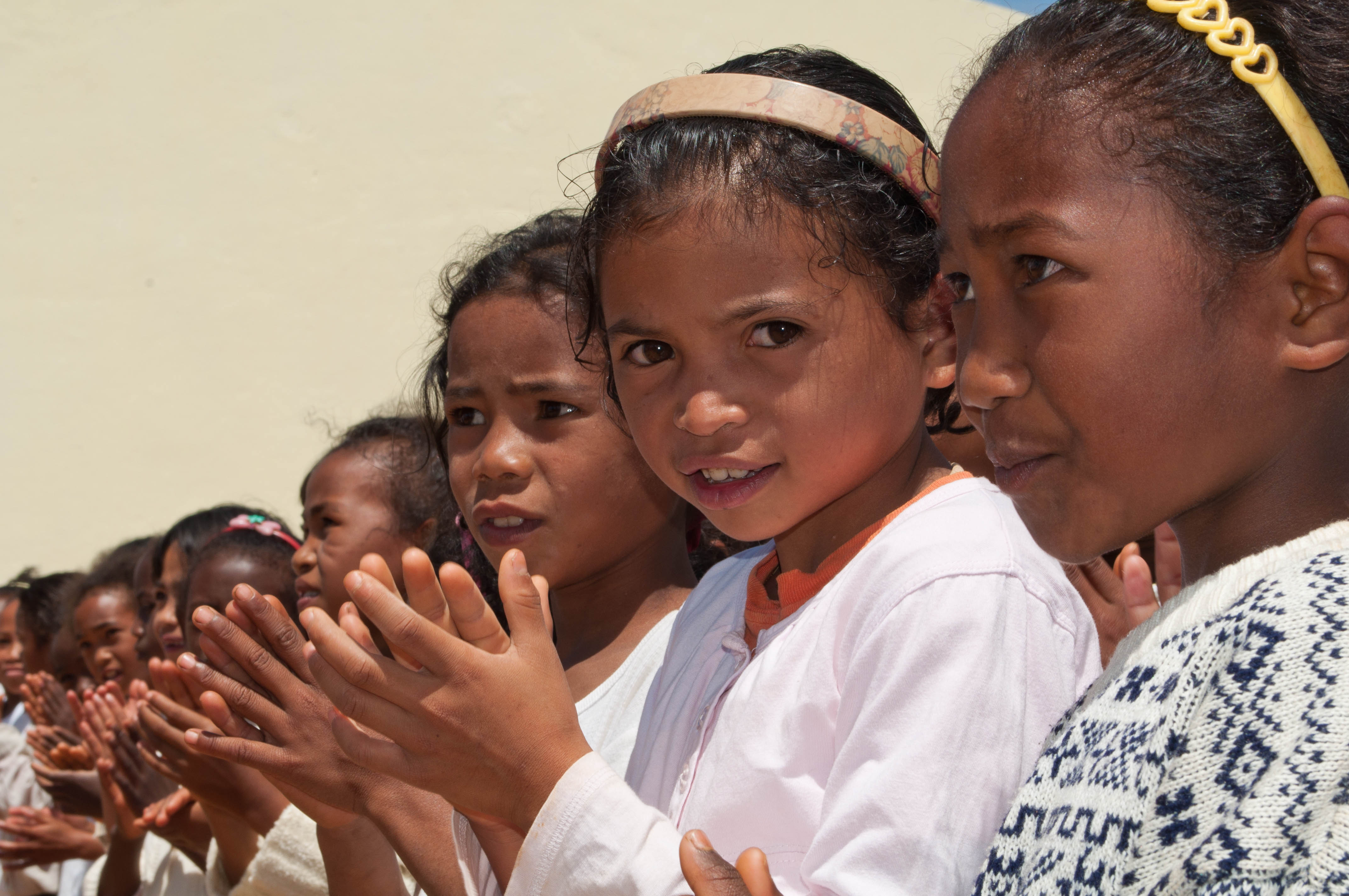
Діти мальгашів

Населення Африки складається з численних племен, народностей і націй. До європейської колонізації народи Африки стояли на різних ступенях суспільного розвитку. Поряд з народами давньої високої культури — Єгипту, північної Африки, Західного Судану, Єфіопії та іншими, — які в давні часи створили свої держави, в районах тропічних лісів та пустель жили племена, що зберегли багато рис первісного побуту. Європейська колонізація супроводилась жорстокою експлуатацією, руйнуванням культури, масовим винищенням корінного населення цілого ряду областей і затримала розвиток африканських народів. Мільйони африканців були поневолені і вивезені до країн Америки. У народів Африки внаслідок різних умов їхнього історичного розвитку виробилися характерні етнографічні риси. Багато народів і народностей внаслідок колоніалізму опинились розділеними між різними країнами (фульбе, малінке, бамбара та ін.). Національно-визвольна боротьба в колоніальних і залежних країнах, здобуття незалежності, створення спільної національної економіки, зростання промислових і культурних центрів так і не вирішило остаточно питання етнічної консолідації у рамах нових націй, розвою національної самосвідомості серед різноманітних родоплемінних і локальних етнічних груп.
Африканський континент, через непридатність до традиційного європейського землеробства, не став місцем постійного розселення українців. Політична еміграція також не виявляла до неї зацікавлення, помітна лише спорадична присутність українців, здебільшого інтелигенції.

### Мови
Мови населення Африки різноманітні і належать до багатьох окремих мовних сімей. Деякі з них поширені на великих територіях і споріднені з іншими мовами, інші є локальними, малопоширеними. Виділяють 6 лінгвістичних надсімей, 4 з яких відносяться до аборигенних, ареалом формування яких були терени континенту, а носіями двох інших є мігранти з Європи та Азії:
- Афроазійська сім'я (семіто-хамітська). Об'єднує 240 мов та 285 млн носіїв. Це народи північної та північно-східної частини континенту (Магриб, Лівія, Єгипет, Судан, Африканський Ріг). Ця мовна сім'я об'єднує чотири окремих мовні групи:
  - Семітська. Найчисленніший народ цієї групи — араби, населяють північ континенту. У ряді країн (Єгипет, Лівія, Туніс, Алжир, Марокко, Судан) сформувались самостійні арабські нації (єгиптяни, лівійці, тунісці, алжирці, марокканці). До складу семітської групи входить також численний народ амхара, разом із спорідненими тиграї і тигре. Мови цієї сім'ї флективні, мають граматичний рід, систему відмінкових показників. Мертва староєгипетська та коптська мови, що з неї розвинулась, витіснені арабською. Коптська мова зберігається лише у відправах християн Єгипту — коптів.
  - Кушитська. До кушитської групи належать гала, беджа, данакіль, народи сидамо (живуть на півдні Ефіопії), сомалійці.
  - Берберська. Бербери, тамазигти, рифи, шльох, кабіли та інші населяють гірські та пустельні регіони Магрибу.
  - Чадська. Включає народи на півночі Нігерії, Нігеру і сусідніх країн — хауса, котоко, близьких до них баде.
- Конго-кордофанська сім'я. Це найбільша мовна сім'я континенту і одна з найбільших у світі. Поширення народів охоплює велику частину території континенту на південь від Сахари.
  - Нігеро-конголезька. До групи належать народи бенуе-конго, банту, східнобантоїдні народи Нігеру та Камеруну, які населяють тропічну і південну Африку. В усіх країнах Східної Африки поширена одна з мов банту — суахілі.
    - Мови банту — група споріднених мов, що охоплює кілька дуже схожих між собою мовних підгруп. Представники різних племен як східного, так і західного узбережжя континенту вільно розуміють одне одного, що пояснюється однаковим словниковим складом, подібною граматичною (аглютинативною) будовою (тотожні афікси, частини мови, дієвідмінювання). Мовам банту властиві граматичні іменникові класи, тобто класи людей, тварин, рослин, речей тощо. Латинізованим письмом цих мов друкуються газети, книги. Мовами банту розмовляють також деякі групи пігмеїв (батуа, бабінга).
      - Східнобантоїдна підгрупа мов поширена серед населення східних районів Південної Нігерії (ібібіо-ефік, бамілеке та інші).
      - Центральнобантоїдна підгрупа мов поширена серед народів саван Західного Судану і у великому вигині Нігеру (мосі, грусі, гурма та інші).
      - Західнобантоїдна (атлантичною) підгрупа мов поширена серед численних народів Атлантичного узбережжя Західної Африки (фульбе, волоф, манде, гур, ква та інші).

    - Мовами манде говорять народи верхів'їв Нігеру і Сенегалу, гвінейського узбережжя (мандинго, сонінке, акан, еве, бакве, іджо та інші). Мови манде мають спільний основний словниковий фонд і подібну граматичну будову.

  - Кордофанська. Поширена серед народів Східного Судану на південь від Ель-Обейда.
- Ніло-сахарська мовна сім'я. Об'єднує більше 100 і 30 млн носіїв. Народи сім'ї заселяють басейни річок Нігер та Ніл, озера Чад (шилуки, нуери, динка, масаї та інші племена Східної Африки). Нілотська сім'я мов поділяється на південно-західну та південно-східну групи, які мають однакові основний словниковий фонд, форми дієслів та займенників.
- Койсанська сім'я. Об'єднує близько 50 мов і 400 тис. носіїв. До цієї сім'ї відносяться народи бушмени, готтентоти, що живуть на південному заході континенту, у пустелях Намібії та Ботсвани, серед народів групи бенуе-конго. У Танзанії мешкають гірські дамара і сандаве, що також розмовляють мовами цієї сім'ї. Для койсанських мов характерні так звані цмокаючі значимо роздільні звуки — клікси. У цих мовах, як і в мовах інших народів Африки, велику роль відіграють музичні тони.

Ареали мовних сімей в Африці
Офіційні мови країн Африки
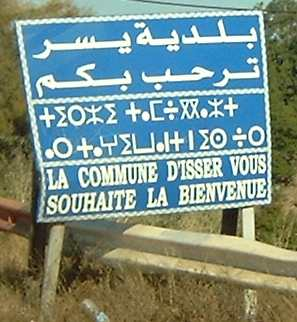
Дорожній знак в Алжирі з написами арабською, берберською та французькою мовами
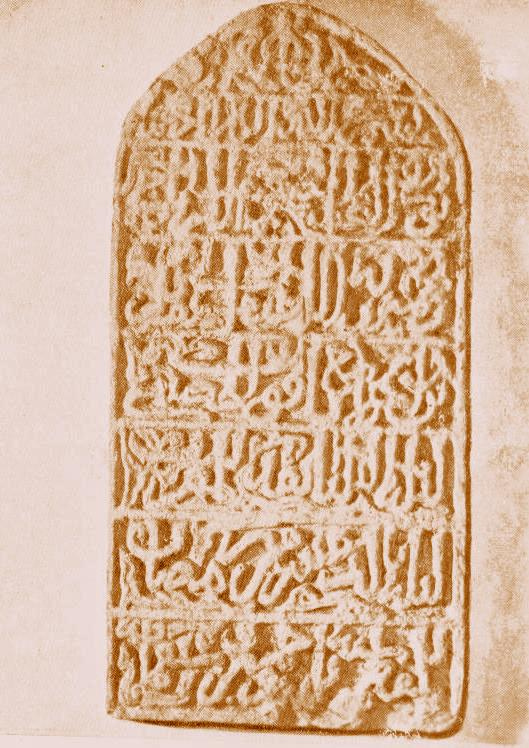
Ваададське письмо сомалійською арабською
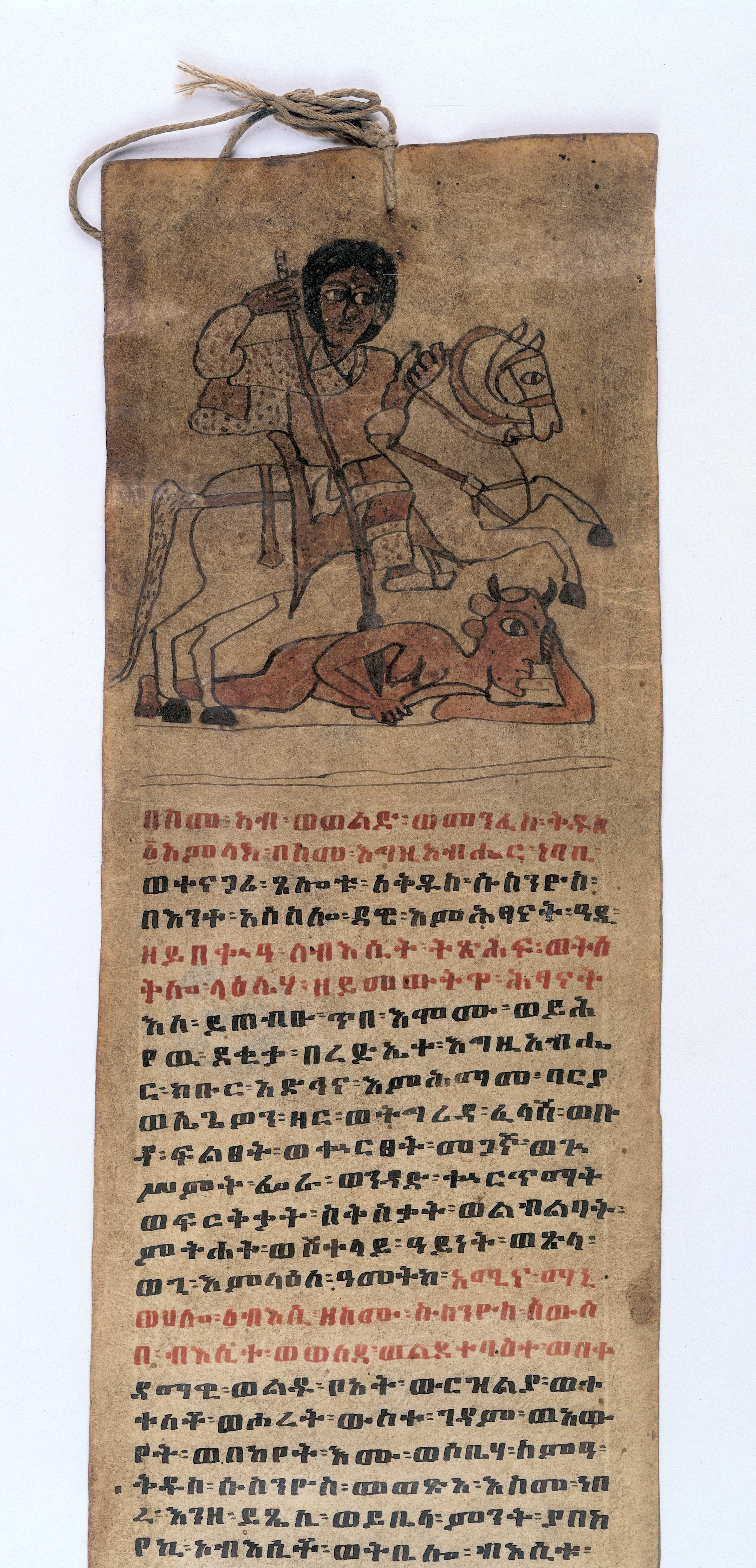
Ефіопське письмо
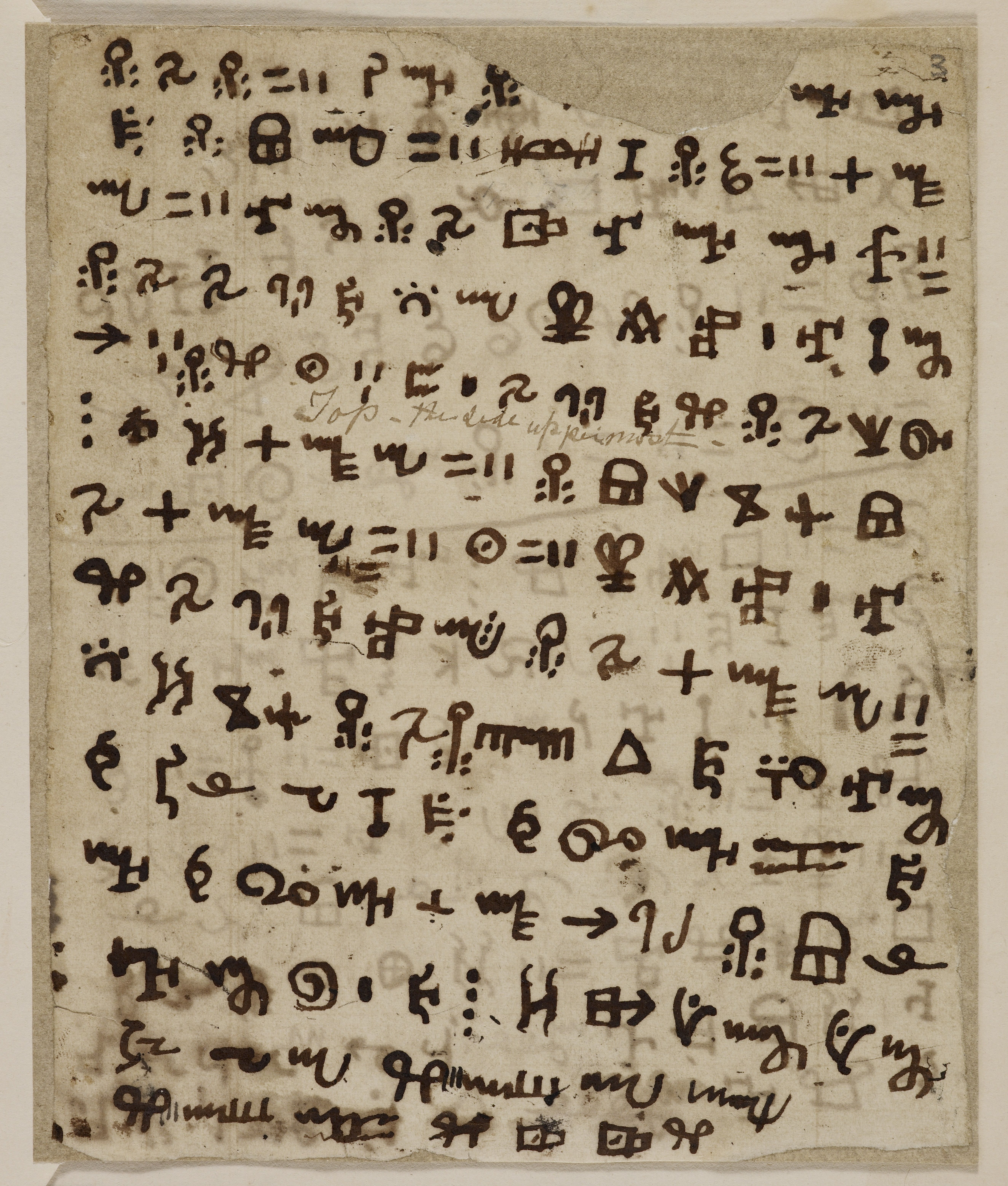
Складове письмо ваї з Ліберії

- Австронезійська сім'я. Мовами цієї сім'ї розмовляють малагасійці на острові Мадагаскар. Від інших народів Африки вони дуже відрізняються і своєю культурою[84]. Мова мальгашів аглютинативна, частини мови в ній мало диференційовані, відсутні відмінки, дієвідміни, категорії роду і числа; більшість слів двоскладові. На сусідньому острові Маврикій також живе багато вихідців з Азії, але сучасних міграцій, переважно XX століття, що розмовляють дравідійськими (таміли) та індоіранськими мовами (гіндустанці, раджастханці)[84].
- Індоєвропейська сім'я. Нащадки білих європейців продовжують користуватись власними мовами. Найбільшим ареалом компактного поширення індоєвропейських мов є крайній південний захід континенту. Ці мови стали офіційними в більшості держав континенту, на них ведеться державне діловодство, здійснюється вища освіта. Поділяється на 3 групи:
  - Германська — англійська (Східна, Західна та Південна Африка), африкаанс (ПАР, Лесото) та німецька мови (незначні громади в Намібії та Танзанії).
  - Романська — французька (Західна та Центральна Африка, Мадагаскар та інші острови Індійського океану), іспанська (Канарські Острови, Екваторіальна Гвінея) та португальська мови (Кабо-Верде, Сан-Томе і Принсіпі, Гвінея-Бісау, Ангола, Мозамбік).
  - Індоіранська. Мовами цієї сім'ї розмовляють гіндустані, раджастханці та інші вихідці з Індійського субконтиненту, що переселилися на острови Індійського океану на до Південної Африки.

### Релігії
Більше третини віруючого населення континенту сповідає іслам, близько половини — християнство (католики, протестанти, монофізити та ін.), третина додержується також місцевих традиційних релігій. Християнство на континенті поширювалося двома хвилями. Перша датується IV століттям, коли Ефіопія засвоїла її від єгипетських коптів і зробила офіційною, як у Східній Римській імперії. Друга хвиля християнізації припадає на XIX століття і діяльність західноєвропейських місіонерів. Ідеї ісламу на північ континенту принесли араби разом із своїм завоюванням у VII столітті. На південь від Сахари, передусім до Західної Африки, ідеї ісламу почали проникати у XI столітті. Східним узбережжям континенту мусульмани просунулись у XIV-XV століттях. Після здобуття незалежності країнами Африки проникнення ідей ісламу на південь посилилось. Одночасно на півдні здобувають великої популярності різні апостольські церкви харизматів.

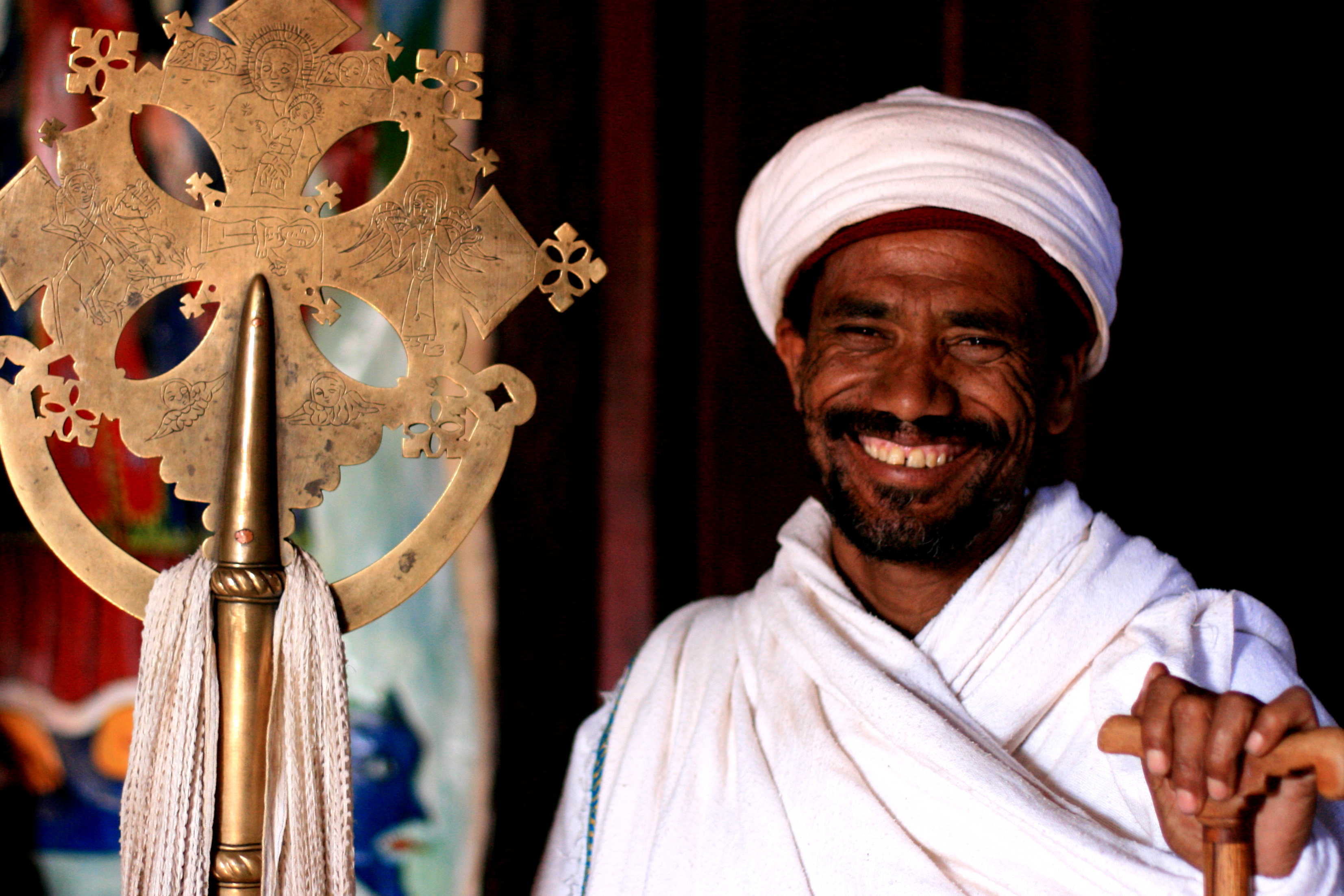
Ефіопський православний священник
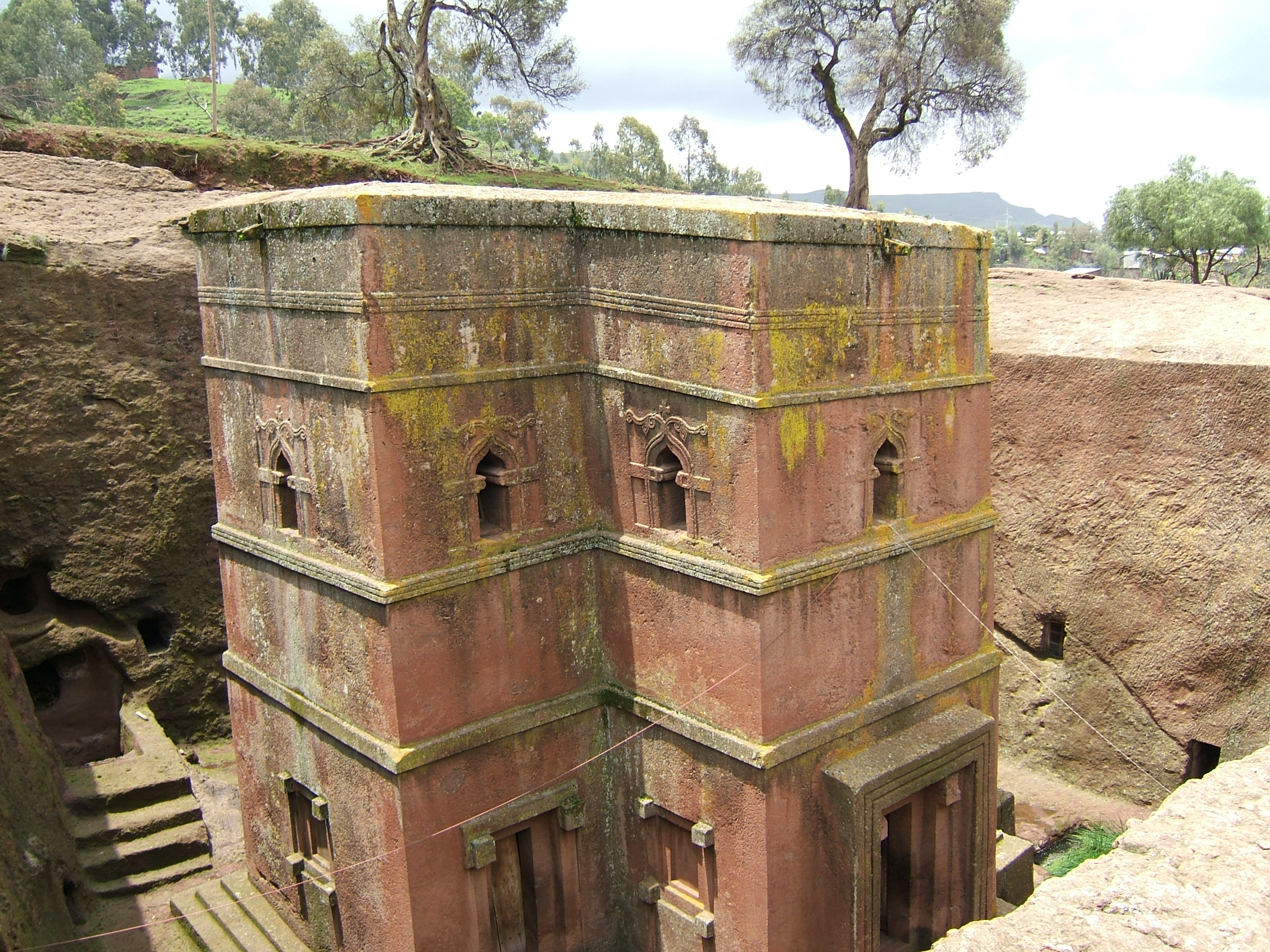
Скельні православні церкви Лалібели, Ефіопія
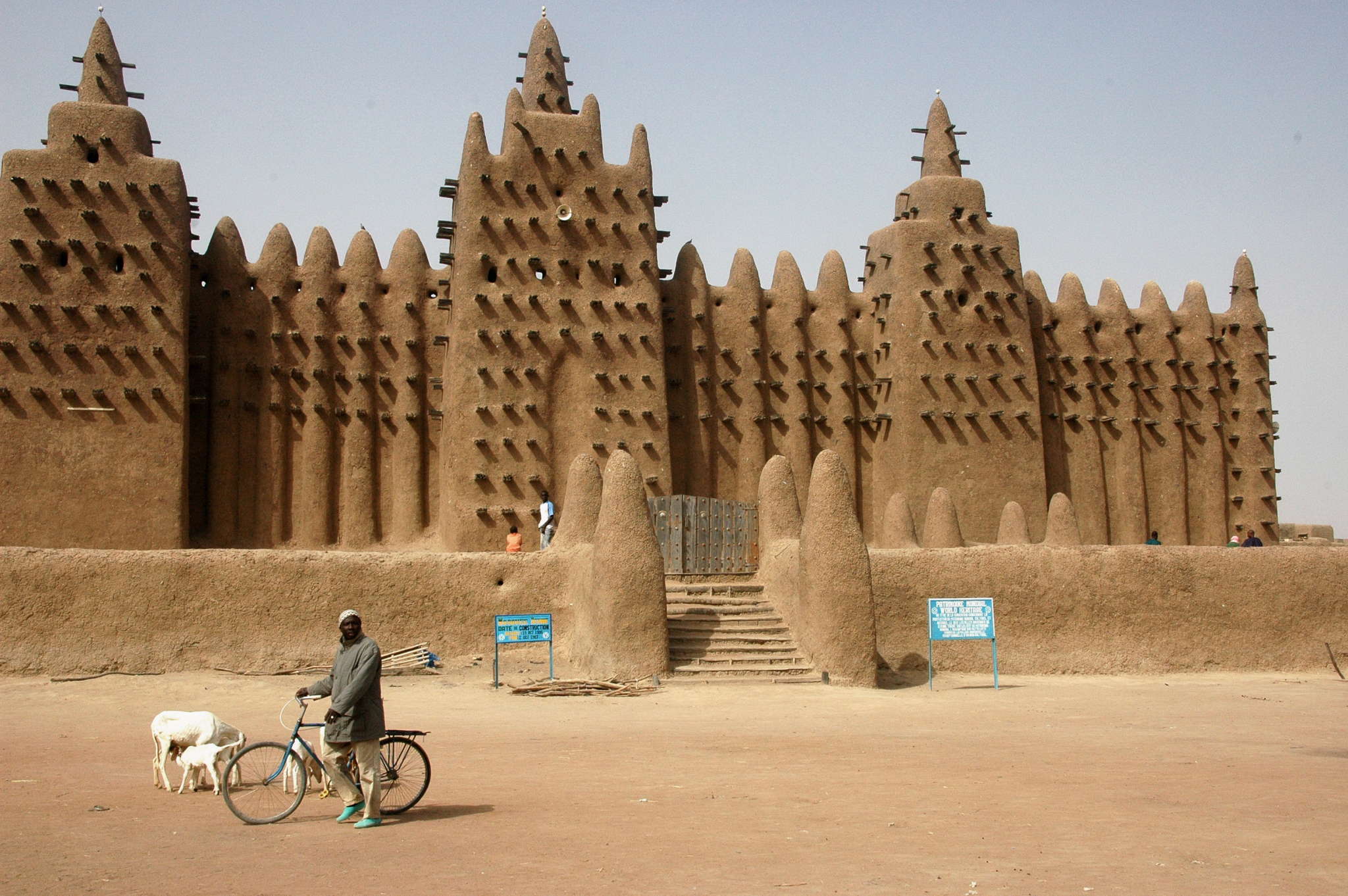
Велика мечеть Дженне, Малі
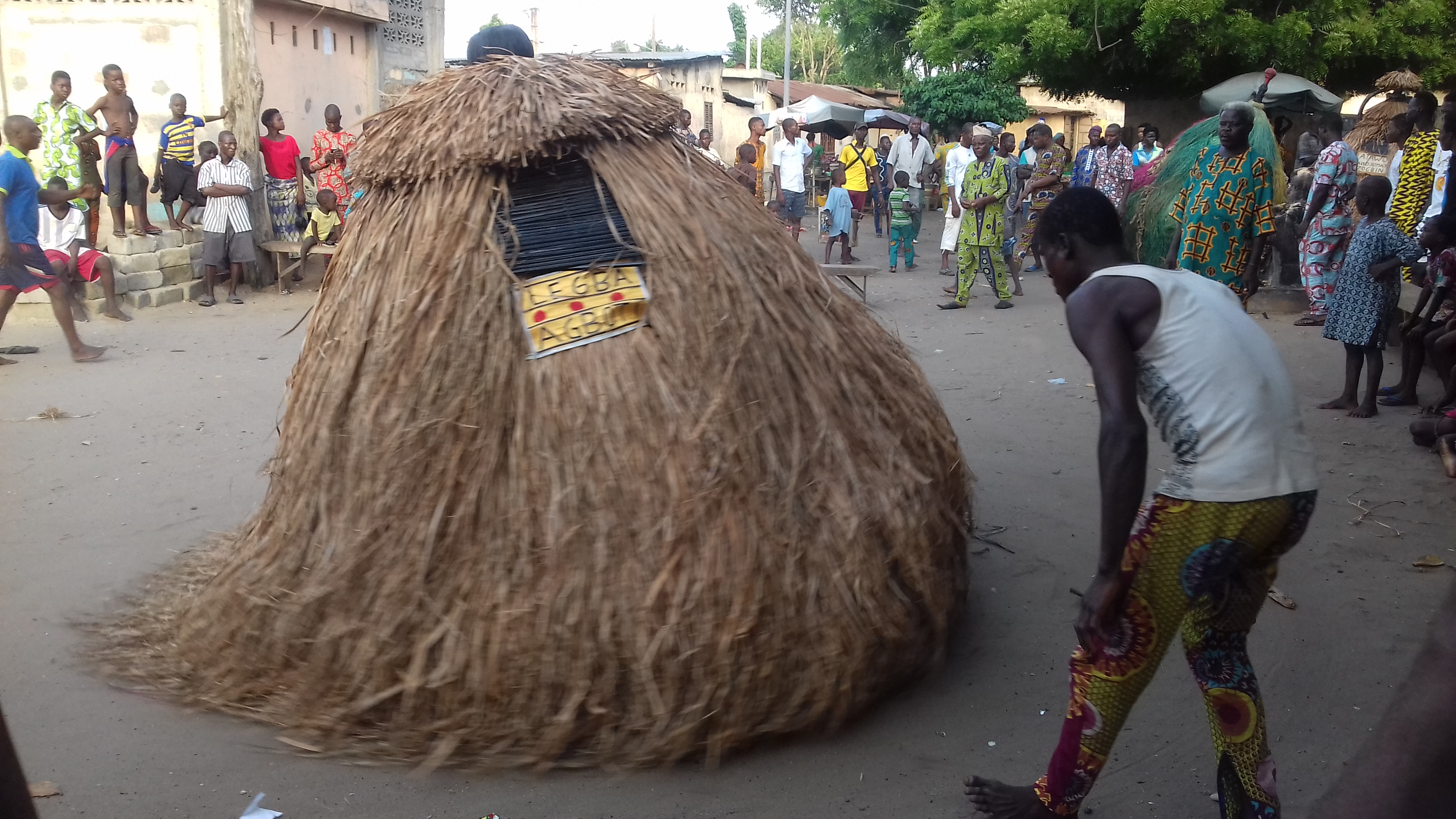
Шаманський танок, Бенін
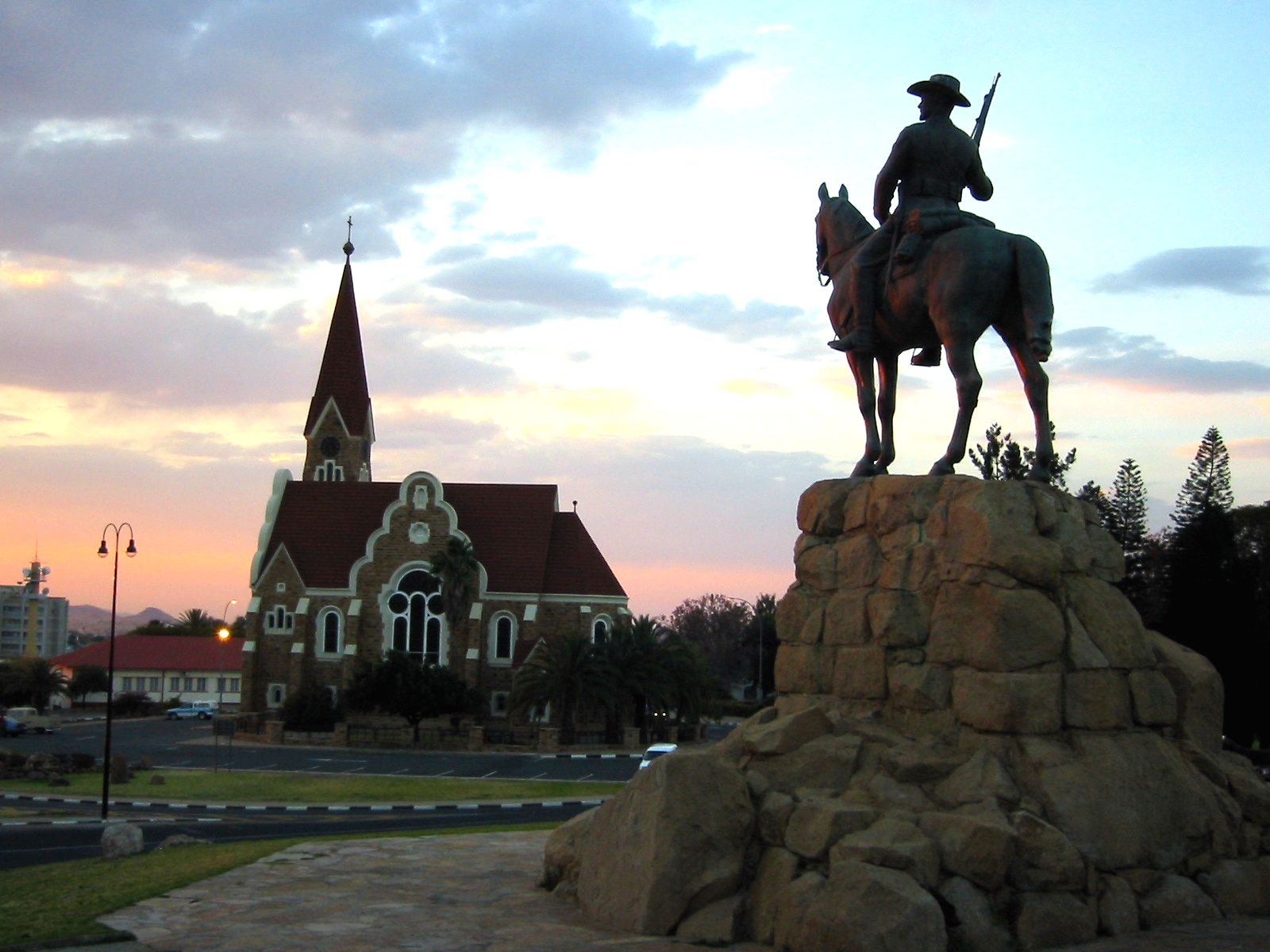
Німецька кірха у Віндхуці, Намібія
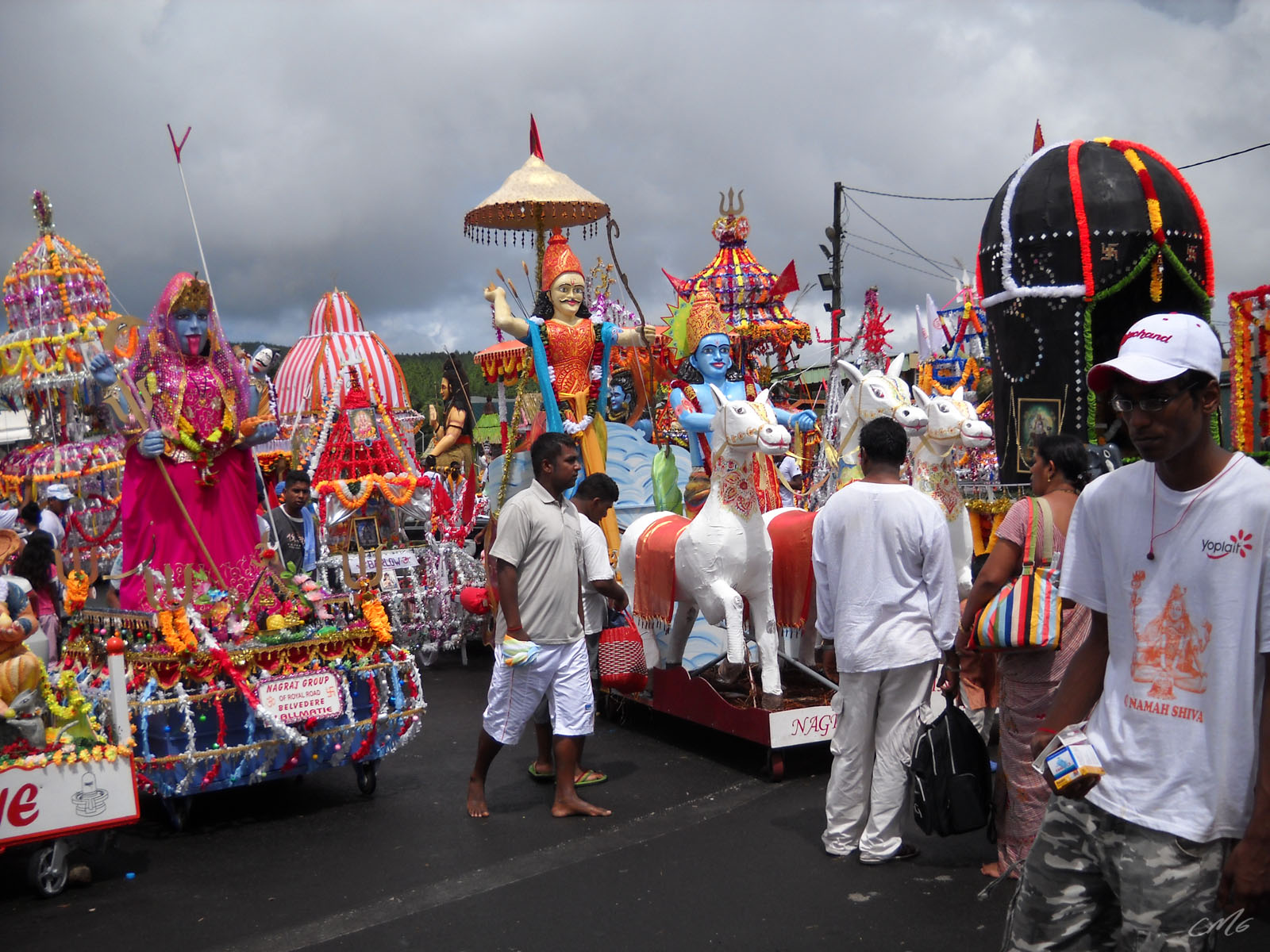
Індуїстське свято на Маврикії

## Економіка
Африка — найменш економічно розвинений регіон світу, за рівнем розвитку майже всі її держави належать до країн, що розвиваються (виняток становить високорозвинена ресурсна економіка Південно-Африканської Республіки). Сумарний вклад до світової економіки лише кілька %. Для африканських країн характерною є нерівномірність темпів економічного росту. Лідером за показниками зростання ВВП у XX столітті, завдяки розвитку алмазовидобувної та інших гірничих галузей, була Ботсвана. Для більшості країн високі темпи росту 1960-х років (5 % і вище) сповільнились (1,8 %) або змінились спадом виробництва під час кризи 1990-х. Криза змінилась економічним бумом 2000-х років, особливо для нафтовидобувних країн на тлі значного подорожчання енергоресурсів. 16 африканських країн 2019 року потрапили до тридцятки швидкозростаючих економік світу; два десятки африканських країн мали показник росту ВВП вище за 5 % на рік. Нерівномірним є розподіл економічного потенціалу і всередині регіону. Так левова частка африканського ВВП припадає на ПАР, Алжир і Єгипет, тоді як сукупний ВВП східноафриканських країн — 8 % від загальноафриканського. У багатьох африканських країнах відбувається формування прошарку з середнім достатком. Руанда через впровадження нових технологій та розвиток інфраструктури стала совєрідним «африканським Сінгапуром». Разом з тим 30 з 54 африканських країн входять до 50 найменш розвинених країн світу, а Бурунді, Еритрея, Південний Судан і Сомалі очолюють рейтинг найбідніших країн світу. Бідні африканські країни можуть відігравати важливу економічну і геополітичну роль на континенті, так Джибуті через однойменний морський порт концентрує торгові потоки Східної Африки, одночасно є місцем розташування військових баз США, Франції, Китаю та Італії, що контролюють безпеку торгових шляхів між Європою, Африкою та Азією через Баб-ель-Мандебську протоку і на Близькому Сході загалом. У перерахунку на душу населення ВВП африканських країн у 5 разів нижче за середньосвітовий і у 30 за показник високорозвинених економік світу. Найвищі показники у ПАР і Алжиру. Причини такого стану — замкнене причинно-наслідкове коло із взаємозумовлюючих та взаємопідсилюючих чинників історичного спадку, корумпованості політичних еліт, браку помітного високоосвіченого прошарку серед населення, недостатності капіталовкладень для реконструкції та розвитку економік, більшість з яких використовуються неефективно і безконтрольно.

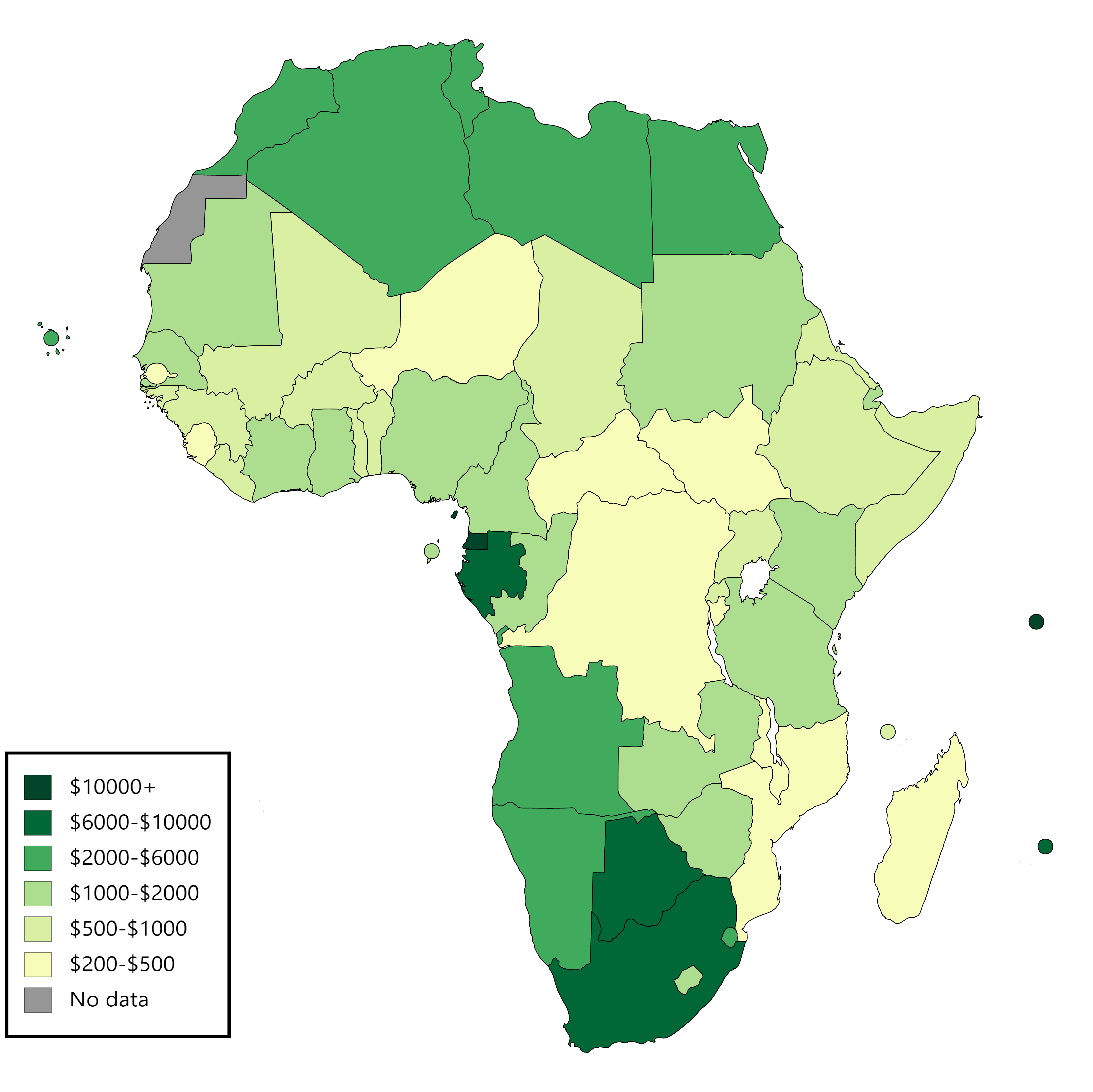
ВВП (номінальний) африканських країн на душу населення
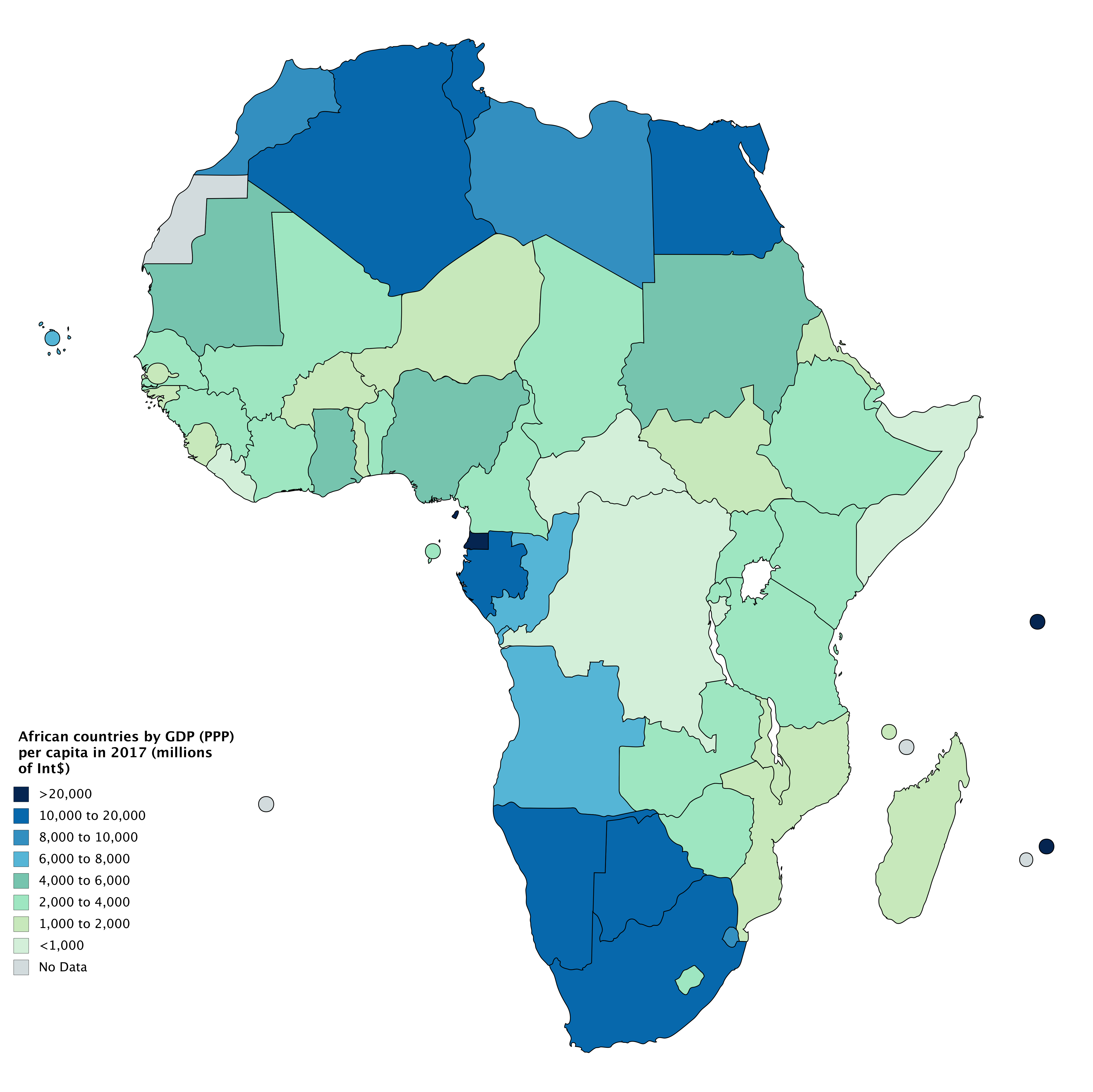
ВВП (ПКС) африканських країн на душу населення
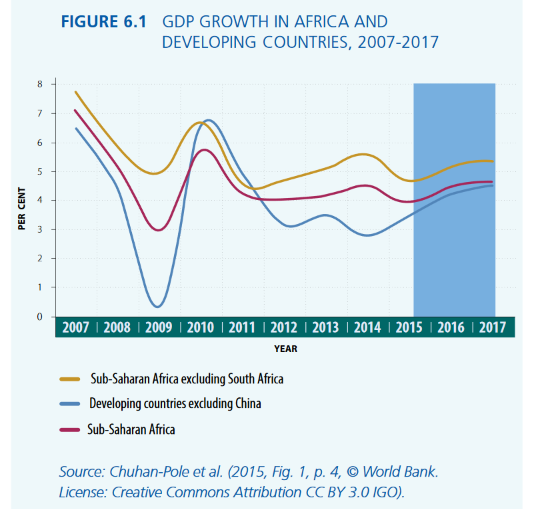
Ріст ВВП країн Африки за період 2007-2017 років

Економіка більшості африканських держав, за винятком північних та ПАР, має яскраво виражений аграрно-сировинний характер. Основою господарства майже всіх країн є відстале сільське господарство, що використовує здебільшого ручну працю. Тваринництво менш розвинене, ніж рослинництво, традиційно важливим залишається рибальство у прибережних водах і на внутрішніх водоймах. Основа індустріального сектору більшості країн — гірнича промисловість, видобуток і збагачення корисних копалин. Для бюджетних надходжень і народного господарства деяких країн туризм є важливішою галуззю, ніж промисловість (острівні країни та країни південного сходу). У колоніальний період сформувався монотоварний тип господарювання, підпорядкований потребам зовнішнього ринку, виникла й розвинулась гірнича промисловість.

### Енергетика
У другій половині XX століття активно освоювались гідроенергетичні ресурси континенту, гігантські греблі загатили Ніл (Асуанські), Вольту (Акосомбо), Конго і Замбезі (Кариба). На початку XXI століття на річці Голубий Ніл в Ефіопії споруджується найпотужніша ГЕС континенту (6 ГВт) — Гребля Великого Ефіопського Ренесансу.

### Промисловість
Провідна галузь промисловості, що забезпечує потреби внутрішнього ринку — харчова, текстильна, трикотажна, взуттєва. Швидкими темпами розвивається видобувна галузь, особливо нафтогазова (Алжир, Лівія, Нігерія, Ангола, Габон, Екваторіальна Гвінея). Машинобудування і хімічна промисловість майже не розвинені, за винятком країн півночі та ПАР.
Серед галузей обробної промисловості за колоніальних часів розвивалися лише експортоорієнтовані. Із здобуттям незалежності розпочався період інтенсивної імпортостримуючої індустріалізації за сприяння Економічної комісії ООН для Африки, найбільших успіхів у якій досягли середземноморські країни. Але для більшості країн колоніальна залежність замінилась на неоколоніальну — залежність від капіталу, напівфабрикатів, технологічного забезпечення нових галузей старими метрополіями. Нафтовидобувні країни зосередились на розвитку паливної промисловості, інші — легкої та харчової. Лише Єгипту, за початкової допомоги СРСР, вдалося розбудувати стійку багатогалузеву промисловість. Із здобуттям незалежності відбулася значна трансформація галузевої структури ВВП: 1960-ті — промисловість — 20 %, сільське господарство — 41,3 %; 1980-ті — 37 % і 22,7 %, відповідно.

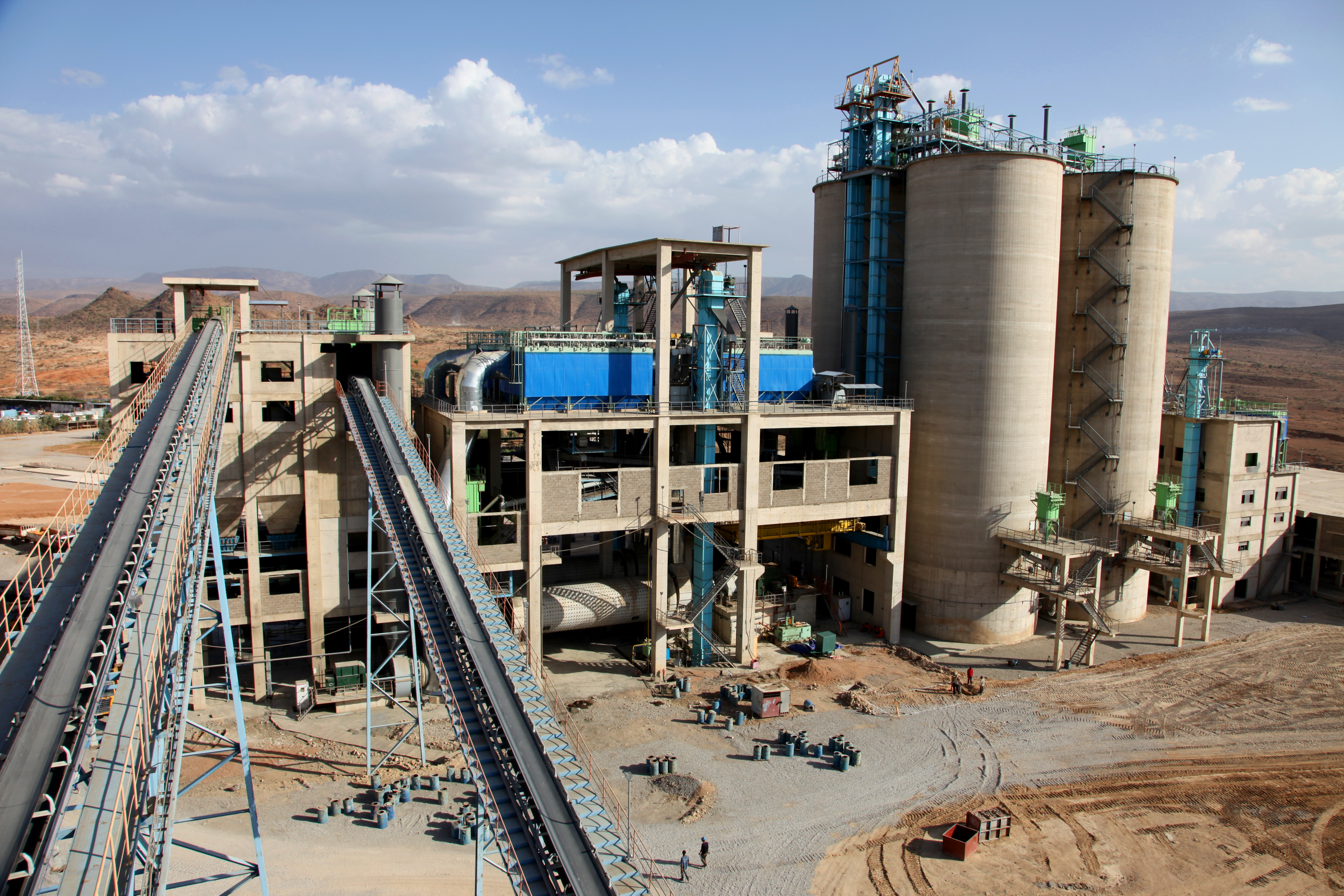
Цементний завод у Дире-Дауа, Ефіопія
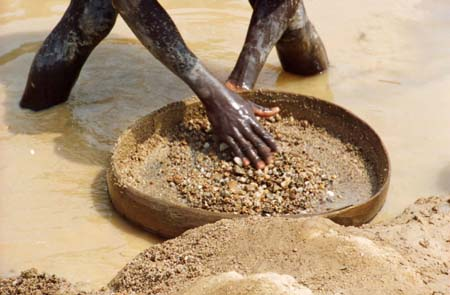
Копачі діамантів у Сьєрра-Леоне

### Аграрний сектор
Вся територія Африки добре забезпечена тепловими ресурсами. Обмежуючим фактором слугують атмосферні опади, на більшій частині материка вони нерівномірні за сезоном. У смузі Сахелю, на сході та півдні бувають періодичні (інколи багаторічні) посухи, що супроводжуються масовим голодом. Вони охоплюють більше 80 % площ незрошуваних орних земель регіону. Латеритні ґрунти швидко виснажуються за традиційного для західного світу обробітку, підтримка родючості вимагає спеціальних агротехнічних заходів, крапельного зрошення. В екваторіальній частині — надлишкове зволоження призводить до перезволоження ґрунтів і швидкій ерозії відкритих від лісової рослинності ділянок. Використання іригації недостатнє — 7 % від загальної площі сільськогосподарських земель. В останні роки інтенсифікується використання підземних вод для розширення посівних площ в пустельних регіонах країн півночі (Єгипет). Пустельні регіони з бідними кам'янистими і піщанистими ґрунтами використовуються в якості пасовищ.
Розвиток агровиробництва характеризується низькими і нестійкими темпами росту, просторовою нерівномірністю, екстенсивним характером, тобто за рахунок розширення посівних площ. Темпи приросту в 1970-х роках становили 2,8 % (32 % ВВП), у 1980-х роках вони знизилися до 1,7 % (22 % ВВП). На початку XXI століття із розгортанням світової продовольчої кризи частка продукції агровиробництва у ВВП африканських країн почала зростати (до 60 % у Сомалі, Уганді). Більша частина земель обробляється без використання техніки, за допомоги тяглової худоби і ручної праці. У сільському господарстві зайнято 65-90 % працездатного населення. Для багатьох країн експорт плантаційної продукції — основне джерело валютних надходжень.
Станом на 2000 рік, земельний фонд континенту становить 2,96 млрд га (¼ світових), з якого в обробіток залучено лише 208 млн (6,5 %). Але у перерахунку на одного жителя забезпеченість не така висока — 2,3 і 0,16 га, відповідно. Найбільші площі орних земель в країнах Західної та Східної Африки; в Центральній і Південній Африці їхня частка — 10 % загального фонду; у країнах Північної Африки не перевищує 2-3 %. На плантації експортних культур припадає 7,2 % земель. На кінець 1980-х років на континенті ще залишалось 30 % цілинних земель, придатних для обробітку, проте в районах з високою густотою населення (узбережжя Гвінейської затоки, Великі Африканські озера) вже на початку XIX століття всі земельні ресурси були освоєні. Пасовища і луки займають 790 млн га (27 % загального фонду). Вони швидко деградують через надмірне випасання у райноах вразливих екосистем і спустелювання в зоні Сахелю.

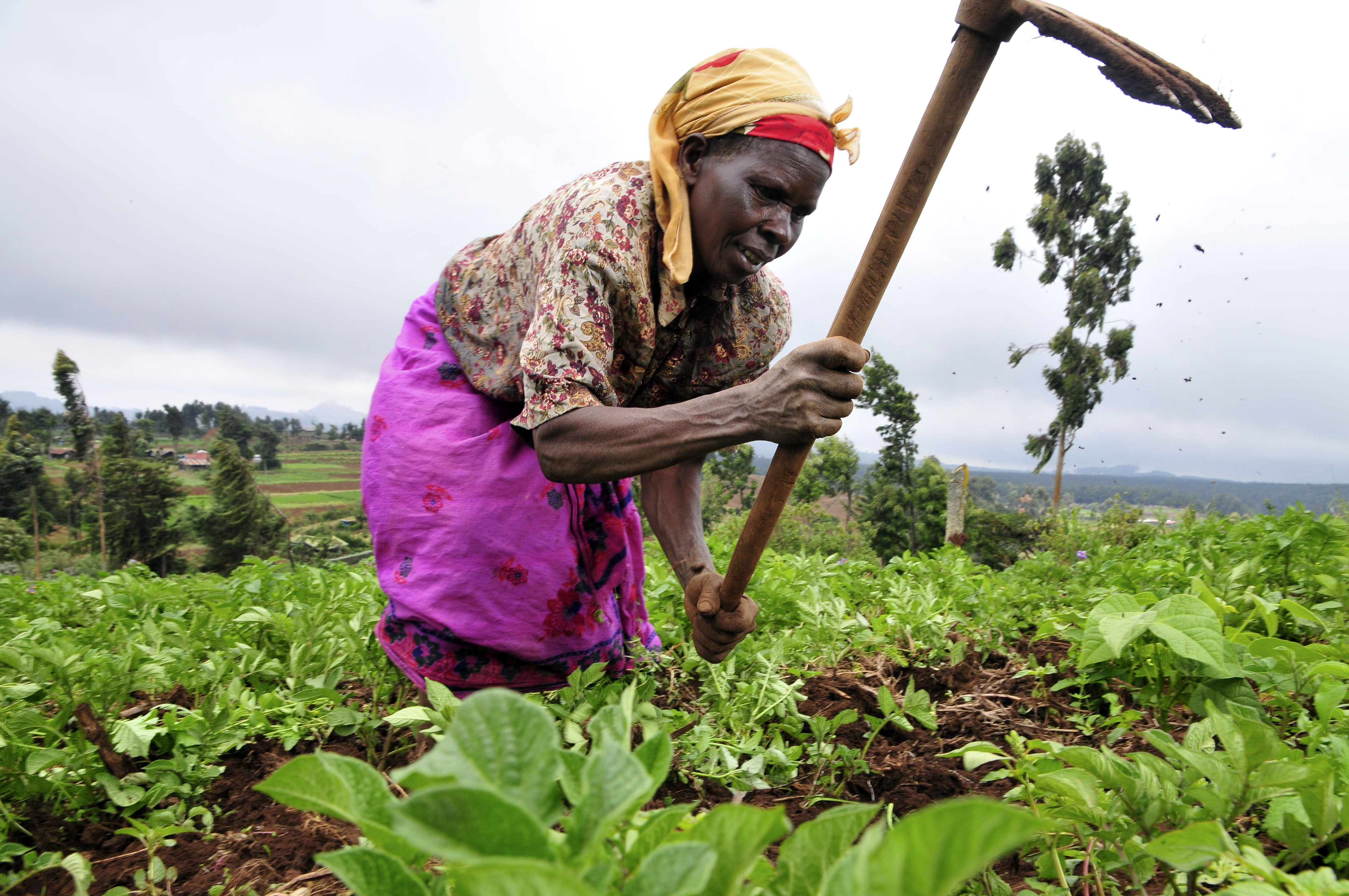
Традиційна мотична обробка землі в Кенії
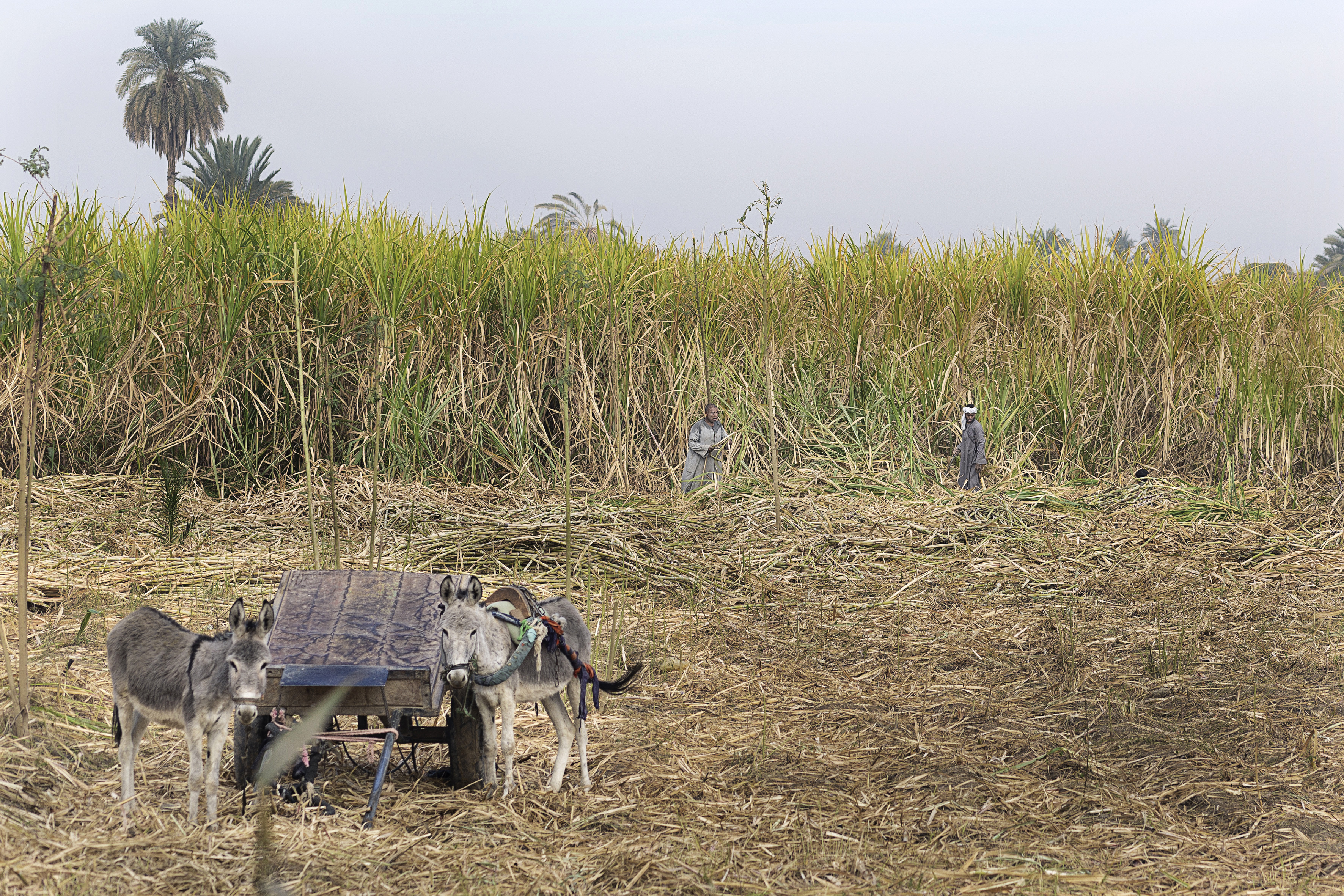
Плантація цукрової тростини в Єгипті
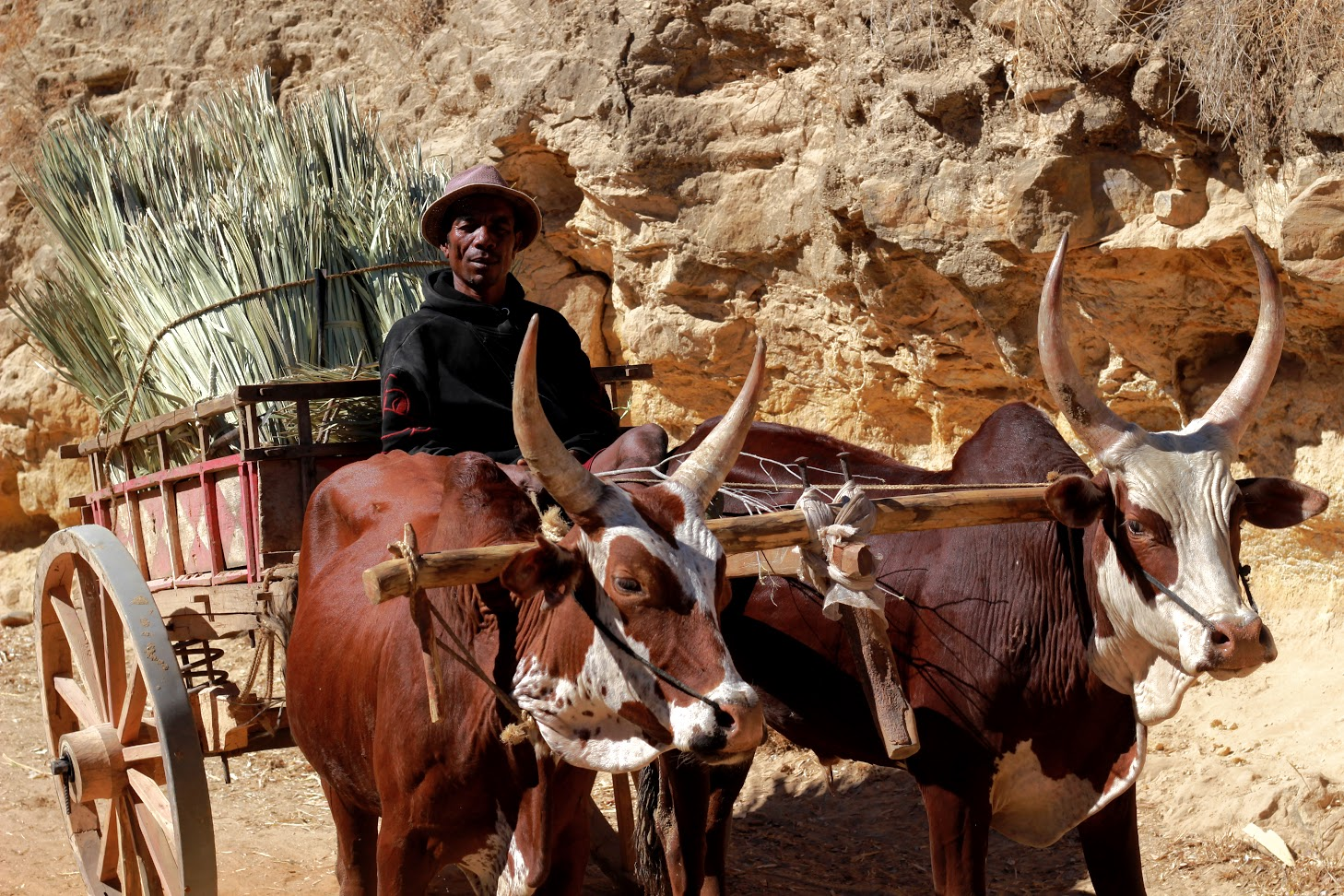
Запряжені зебу, Ефіопія
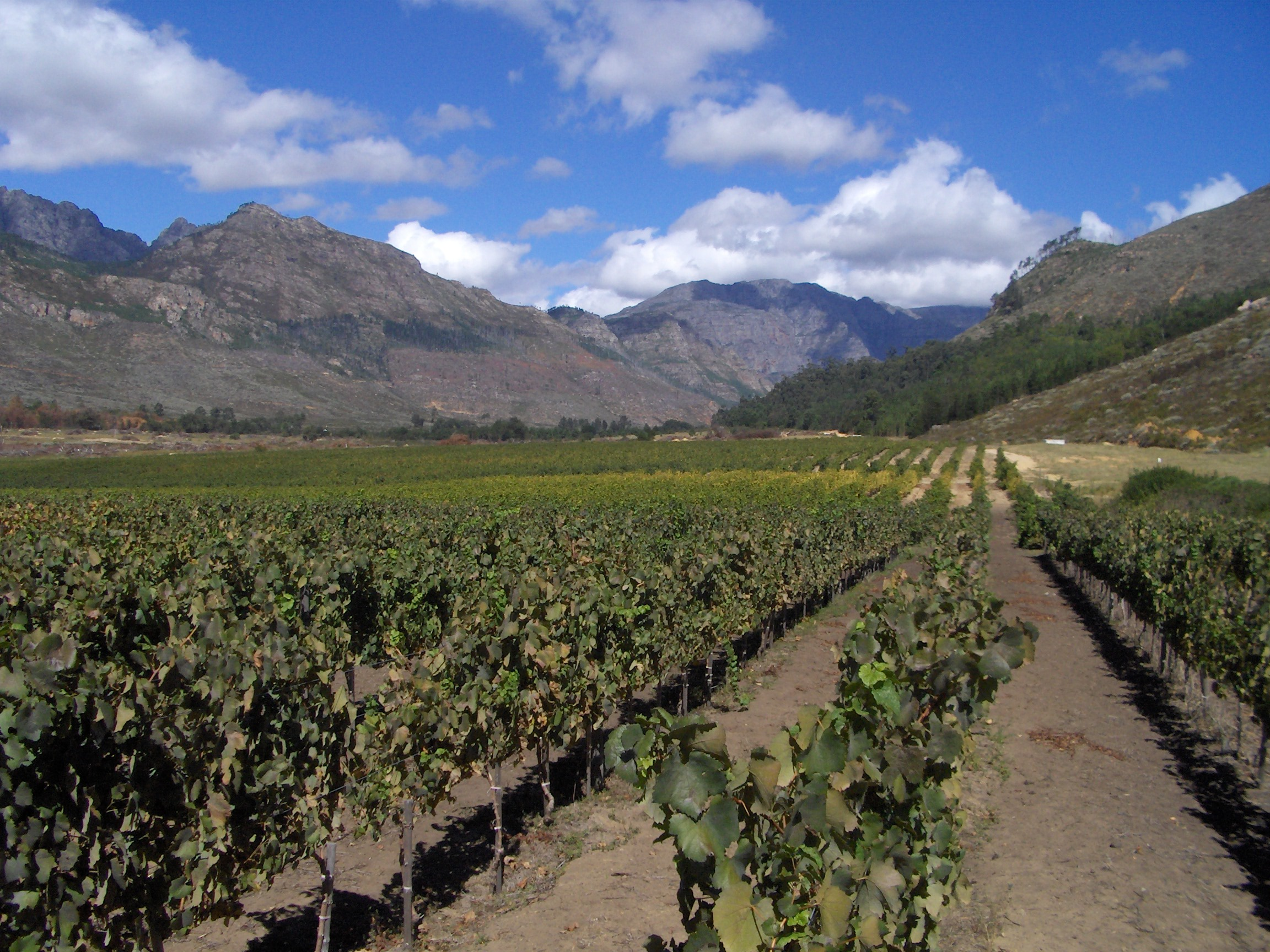
Виноградники Південної Африки
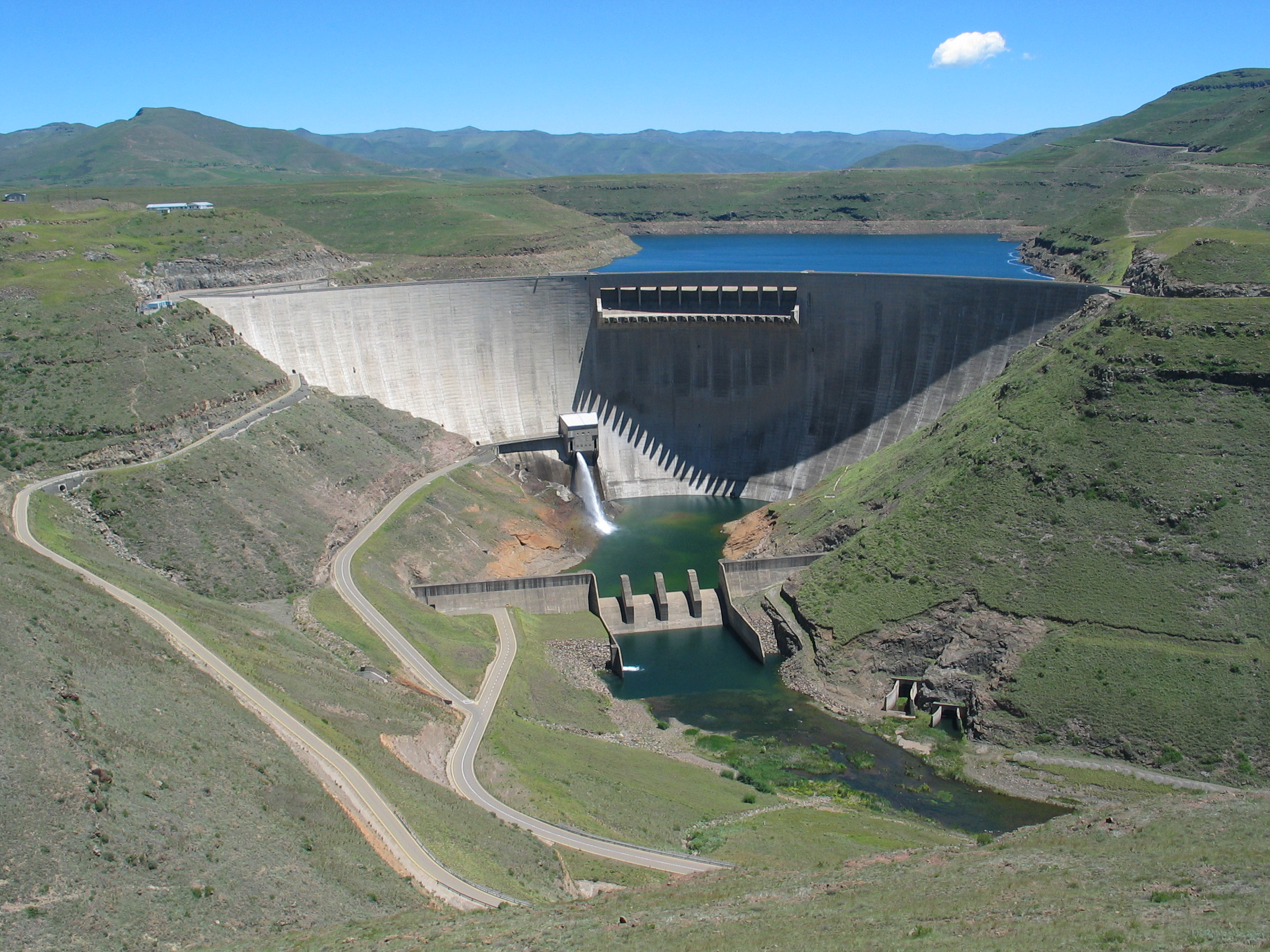
Іригаційна гребля Катсе в Лесото
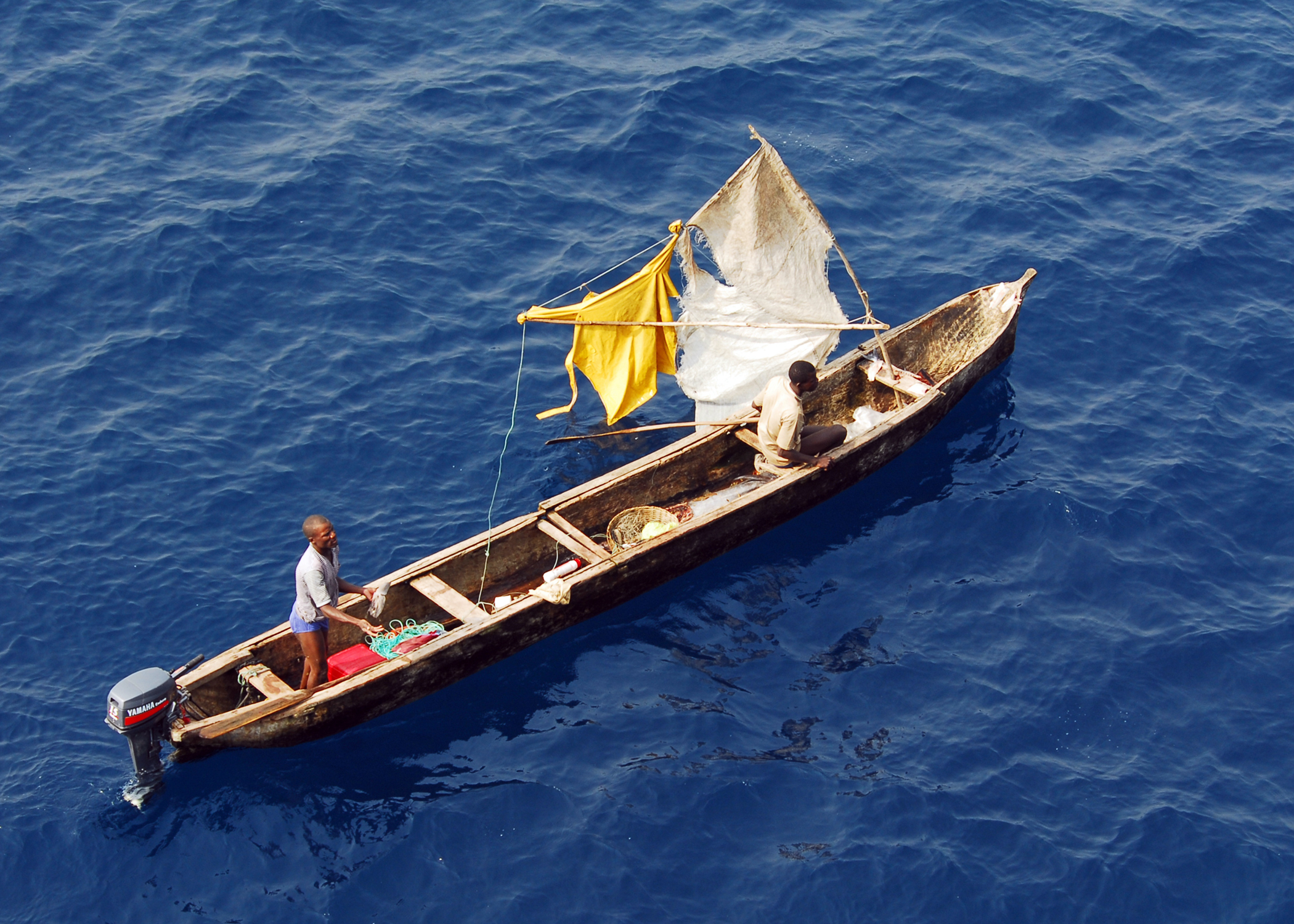
Традиційна риболовля на Сан-Томе

Рослинництво у структурі агровиробництва посідає провідне місце (у деяких країнах до 90 %). Для внутрішнього ринку вирощують зернові (просо і сорго у посушливих районах напівпустель, саван та країнах заходу; кукурудза — тропічні країни; пшениця — на крайній півночі і півдні; рис — долина Нілу і Мадагаскар), коренеплоди (маніок — Нігерія, Конго; ямс — тропічні країни; батат), бобові культури. З овочевих культур в Африці вирощують загалом такі самі, як і в інших регіонах. У країнах Північної Африки вирощують ранні овочі, які вивозять до Європи взимку або ранньою весною.
Як для внутрішнього споживання, так і на експорт вирощують олійні (найбільший виробник у світі) та технічні культури, плоди тропічних дерев. Арахіс масово вирощують західноафриканські країни (Сенегал, Гамбія, Нігер, Нігерія) і Судан. Для Сенегамбії арахіс залишається монокультурою. Олійна пальма — країни Гвінейського регіону (Бенін — 2/3 структури рослинництва, Нігерія, Конго). Кокосова пальма — узбережжя Гвінейської затоки (Гана, Нігерія) і Мозамбіцької протоки (Мозамбік, Танзанія). Оливкове дерево — країни півночі (Туніс, Марокко). Кунжут — головна олійна культура посушливих районів Східної Африки. Бавовник — зрошувані землі долини Нілу (Єгипет, Судан — монокультура). Сизаль — східноафриканські країни (Танзанія, Кенія, Мозамбік). Цукрова тростина — повсюдно (ПАР — 1/3 загальноафриканського виробництва, Єгипет, Нігерія, Малі, Гана, Того, Танзанія, Маврикій — 90 % оброблюваних земель). Фінікова пальма — основна культура в оазах пустель і напівпустель (Алжир, Лівія, Єгипет, Марокко, Туніс, Чад, Нігер, Мавританія). На континенті сприятливі умови для субтропічного і тропічного садівництва. Цитрусові (апельсини, мандарини, грейпфрути, лимони) вирощують країни Середземноморського басейну, Гвінея, Гана, Мадагаскар (на експорт) і ПАР (переважно для внутрішнього споживання). Плоди розових (яблука, груші, сливи, персики, абрикоси) і виноград вирощують у субтропіках Північної і Південної Африки. Ананаси, банани, манго вирощують на плантаціях країн Тропічної Африки. Банани овочевих сортів споживають в селянських господарствах, а стійкі до транспортування десертні експортують.
Головними експортними культурами виступають плантаційні культури. Кава (25 % світового виробництва) — у східноафриканських гористих регіонах вирощують арабіку (Ефіопія, Уганда, Кенія), для західного регіону характерним є висока частка площ під менш вимогливою ліберикою (Кот-д'Івуар, Камерун, Ангола). Какао — країни Гвінейської затоки (Кот-д'Івуар, Гана, Нігерія, Камерун). Тютюн — повсюдно (ПАР, Малаві, Нігерія, Танзанія). Каучук збирають у тропічних країнах. Спеції — ваніль (Мадагаскар, Коморські Острови); гвоздика (острів Занзибар, Коморські Острови) та інші.
Тваринництво — друга за значенням на континенті й найбільш відстала галузь агровиробництва, у світовому ранжирі продуктивності вона займає останнє місце, хоча у перерахунку поголів'я на душу населення — одне з перших. Важливу роль тваринництво відіграє в Малі, Нігері, Мавританії, Сомалі, Марокко, Ефіопії і ПАР, де воно отримало найбільший розвиток і вивело країну в лідери регіону за виробництвом багатьох видів продукції. Переважає кочове і напівкочове скотарство дуже низької продуктивності у напівпустельних регіонах, через велику залежність від погодних умов.
Найбільше поголів'я великої рогатої худоби (ВРХ) сконцентровано в Ефіопії, ПАР, Нігерії і Судані. Це переважно місцеві малопродуктивні породи, що дають до 3 л молока на добу, наприклад, зебу. Головні експортери м'яса: ПАР, Мадагаскар, Кенія, Судан, Ефіопія, Танзанія і Сомалі. Головні експортери живого поголів'я: Чад, Малі, Ніґер, Ефіопія і Мавританія. У Тропічній Африці масово розводять кіз на м'ясо і заради шкір, у Західній Африці поширені м'ясомолочні породи, на півночі — молочні. У ПАР розводять ангорських кіз заради цінної вовни. Вівчарством заради вовни займаються в країнах Магрибу і Південної Африки (ПАР — найбільший виробник на континенті, Намібія — каракуля), м'ясо — Тропічної Африки. Свинарство, через релігійні забобони, розвинене лише в ПАР, Нігерії, на Мадагаскарі, Сенегалі. Конярство в Африці розвинене в північній і південній частинах, Ефіопії. У якості в'ючних і верхових тварин на півночі розводять також віслюків, мулів, верблюдів-дромедарів (Ефіопія, Марокко, Єгипет, Алжир). Останніх також використовують для отримання м'яса, шкір, шерсті, молока, для обробітку ґрунту.
Для місцевого населення велике значення має птахівництво, як головне джерело тваринних білків у повсякденному харчуванні. Великі товарні птахівничі господарства створено в ПАР, Нігерії, Марокко, Кенії і Танзанії. Тропічна Африка — батьківщина одомашнених цесарок.
Лісівництво. На початку XXI століття лісові ресурси континенту становили більше 650 млн га (23 % загальної території континенту, 17 % загальносвітової площі лісів, 10 % світових запасів деревини). Переважають листяні дерева вологих тропічних лісів (95 %), у Атлаських горах — цінні твердолисті та хвойні породи, масово закладаються плантації швидкозростаючих евкаліптів. Для географії лісових ресурсів характерна велика нерівномірність — деякі країни посушливих тропічних смуг повністю позбавлені, переважна частина запасів припадає на центральноафриканські країни (Камерун, Габон, Екваторіальна Гвінея, Конго, ДР Конго) — лісистість становить 30 %. Найбільша лісовкритість у Ліберії, Гані та Габоні — 90 %. Значні лісові масиви присутні також в Анголі, Південному Судані, Замбії, Танзанії й Нігерії. Цінні породи дерев йдуть на експорт (ебенове, червоне, жовте). Велика частка лісозаготівлі забезпечує місцеве населення дровами заради приготування їжі. Значні площі лісів щорічно випалюються заради розчищення території для потреб низькопродуктивного землеробства. Швидкі темпи обезліснення (впродовж 1960—1990 років континент втратив 30 млн га лісів) призводять до негативних екологічних наслідків — розвитку ерозії на латеритних ґрунтах, обміління річок, прискорення опустелювання в зоні Сахелю, збіднінню біорізноманіття.

### Транспорт
Транспортна система більшості країн Африки не відповідає вимогам їхнього економічного розвитку, не забезпечує належним чином внутрішньодержавний, міжрайонний і міждержавний регіональний зв'язок. Це звужує національні можливості з освоєння нових районів, вимагає розвивати національні економіки, базуючись на застарілій колоніальній схемі інфраструктури, що прямолінійно поєднує райони видобутку і плантаційних господарств з морськими портами вивозу сировини. Через це десяток країн, що не мають виходу до моря, відносяться до найменш розвинених країн не тільки континенту, але й світу. У багатьох районах Африки зберігається в'ючне транспортування й використання людської сили. Деякі зрушення в покращення цієї ситуації відбувались впродовж 1970-1980-х років, за часів змагання комуністичного і капіталістичного таборів. На початку XX століття заради підтримки власної будівельної індустрії Китай робить величезні капіталовкладення в інфраструктуру більшості африканських країн. Власні інвестиції можуть собі дозволити лише країни-нафтовиробники. На континенті відсутнє транспортне машинобудування як галузь (за винятком ПАР, суднобудівних та автоскладальних підприємств ряду країн).
Залізничний. За колоніальних часів залізниці були збудовані в усіх регіонах материка, здебільшого вони не становлять єдиної мережі, а поєднують одноколійними гілками різної ширини колії райони видобутку корисних копалин і морські порти. На кінець 1980-х років загальна протяжність залізниць континенту становила 82,4 тис. км (~7 % світової). Більшість мережі сконцентрована на півночі й півдні.
Автомобільний. Після здобуття незалежності молоді держави головну увагу приділяли розбудові автомобільної інфраструктури, як найменш капіталовитратної (початкові капітоловкладення, витрати на підтримку мережі в робочому стані, оновлення і ремонт транспортних засобів). Шляхи переважають ґрунтові, велика кількість сезонних, що в дощовий сезон стають непроїжджими. На кінець 1980-х років загальна протяжність автомобільних шляхів континенту становила 1,6 млн км (~7 % світової). ¼ автошляхів припадає на ПАР (густота — 270 км на 1000 км²), найменше їх в Сахарі (43 км на 1000 км²). Автотранспортом перевозиться левова частка пасажирів і вантажів як всередині країн, так і між країнами континенту. Набільше автомобілів на душу населення припадає у ПАР (118 на 1 тис. осіб), у решті країн — від 40 до 3. Уведено в дію, будується та запроєктовано міждержавні транспортні коридори і магістралі: Каїр—Дакар, Транссахарська (Алжир—Лагос), Трансафриканська (Каїр—Габороне—Кейптаун), Триполі—Віндгук, Транссахельська (Дакар—Нджамена—Джибуті), Трансгвінейська (Дакар—Лагос), Лагос—Момбаса, Лобіту—Бейра.
Внутрішній водний. Внутрішні водні шляхи мають обмежене внутрішньорайонне значення, бо головними водними магістралями виступають або система Великих африканських озер (кожне озеро окремо), або ділянки великих річок між порогами і водоспадами (Конго, Нігер, Ніл, Сенегал, Замбезі). Використовується 20 тис. км (приблизно ½ загальної протяжності придатних для судноплавства маршрутів). Найбільша мережа судноплавних водних артерій сконцентрована в екваторіальній частині (ДР Конго, Нігерія), а також Ніл, його дельта й канали на північному сході (Єгипет і Судан). У країнах Магрибу і в ПАР цей вид транспорту відсутній.
Морський. Морські перевезення виконують провідну роль у міжнародній торгівлі африканських країн, морські порти залишаються головними воротами для всіх країн, що мають вихід до моря. Через морські порти експортують корисні копалини, сільськогосподарську сировину, деревину; імпортують — промислові вироби й обладнання, товари повсякденного вжитку, продукти харчування. Найбільші морські порти: Лагос, Дурбан, Абіджан, Монровія, Триполі. Через низькі тарифи використання свого морського прапора Ліберія є світовим лідером за тоннажем морського торговельного флоту (майже всі судна належать іноземним компаніям). Великим власним флотом володіють Єгипет і ПАР. У середині XIX століття через Суецький перешийок проклали канал, який значно скоротив морський шлях з Європи до Південної та Східної Азії, ним також проходить левова частка потоку енергоносіїв (нафти й скрапленого газу) з країн Близького Сходу до Європи.

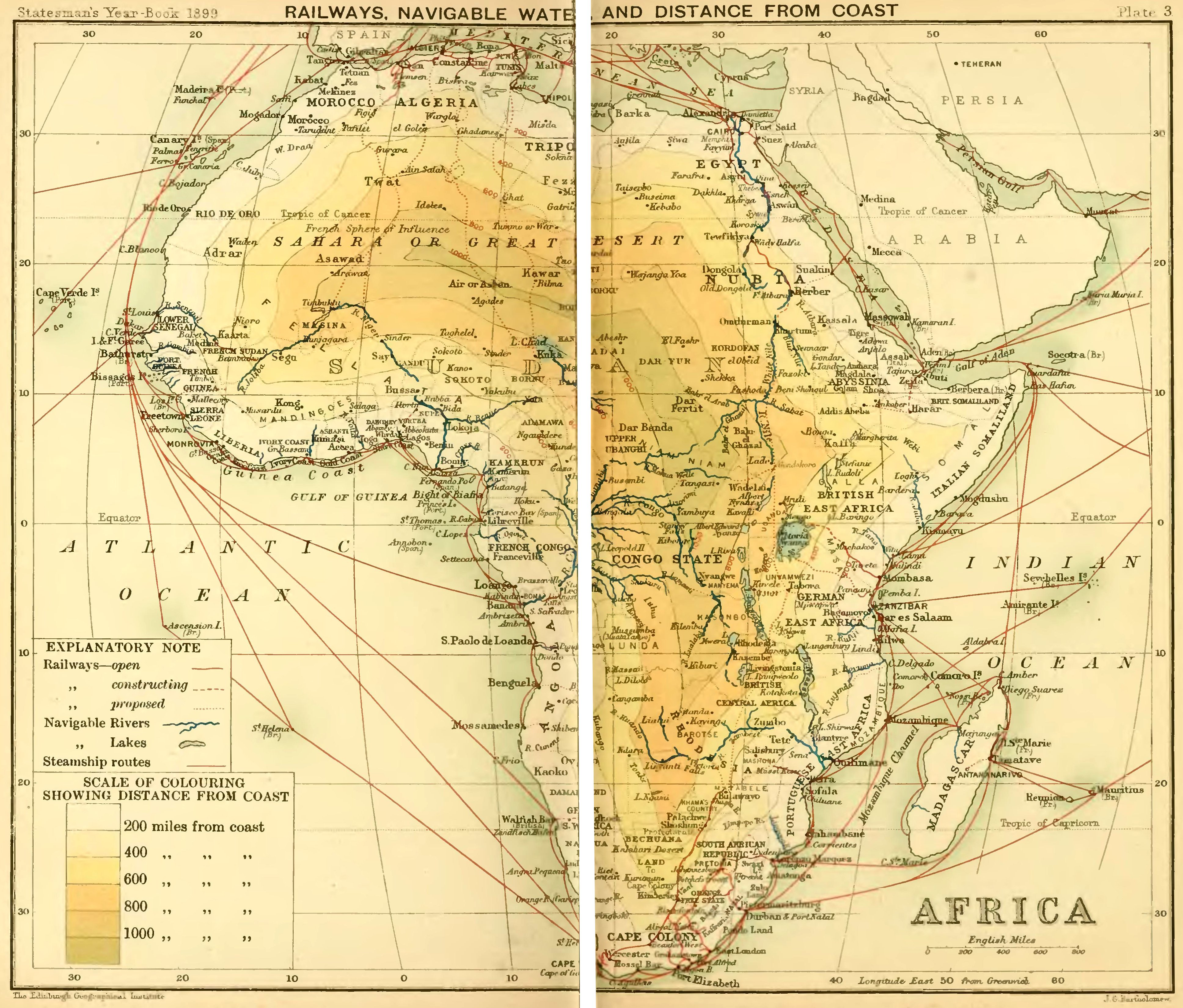
Транспортна мережа континенту, 1899 рік
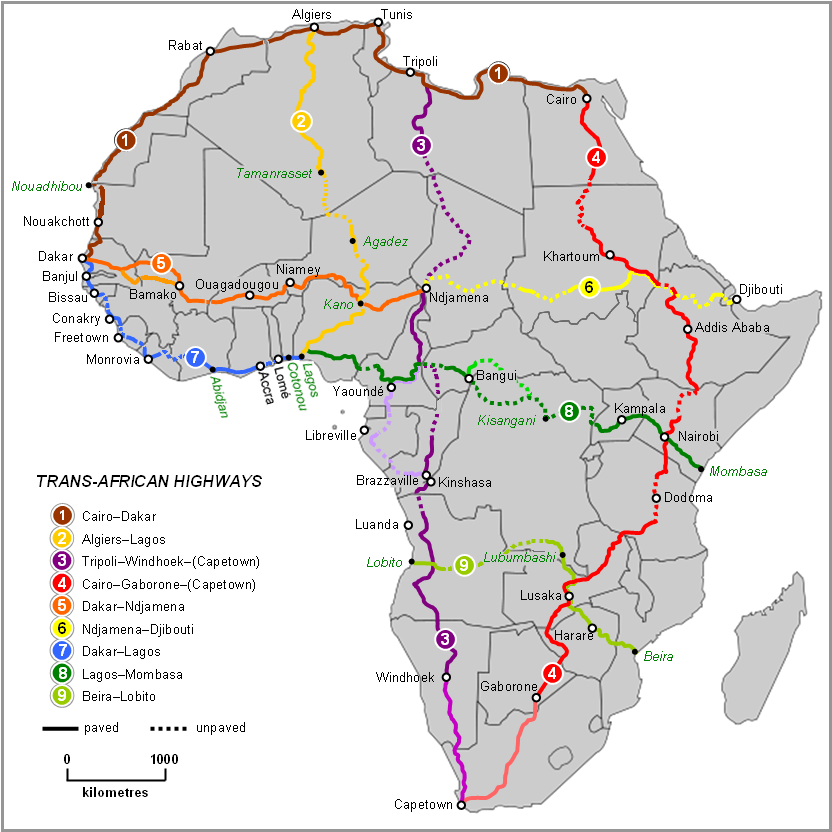
Мережа трансафриканських автошляхів
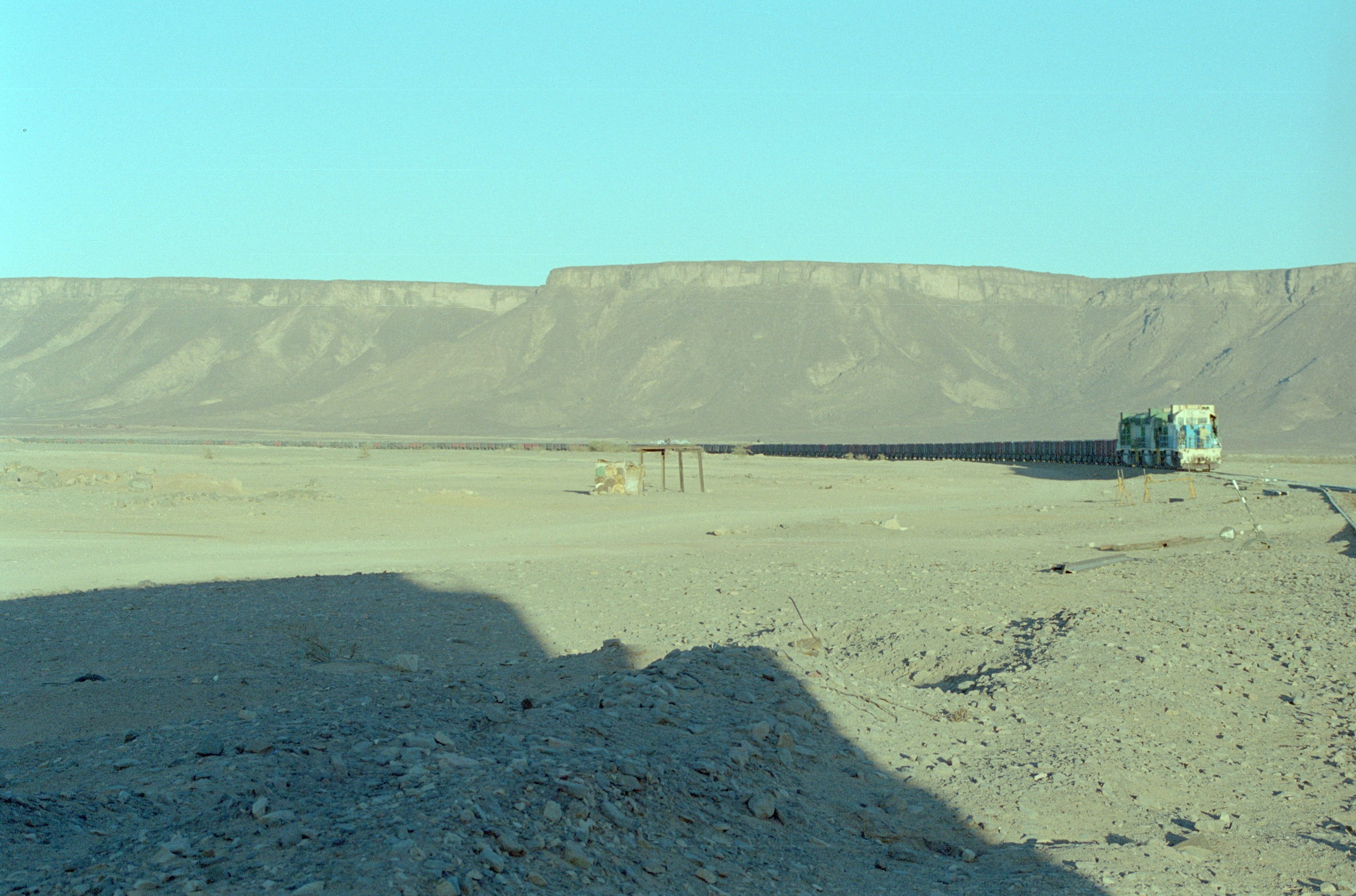
Мавританський поїзд із залізною рудою
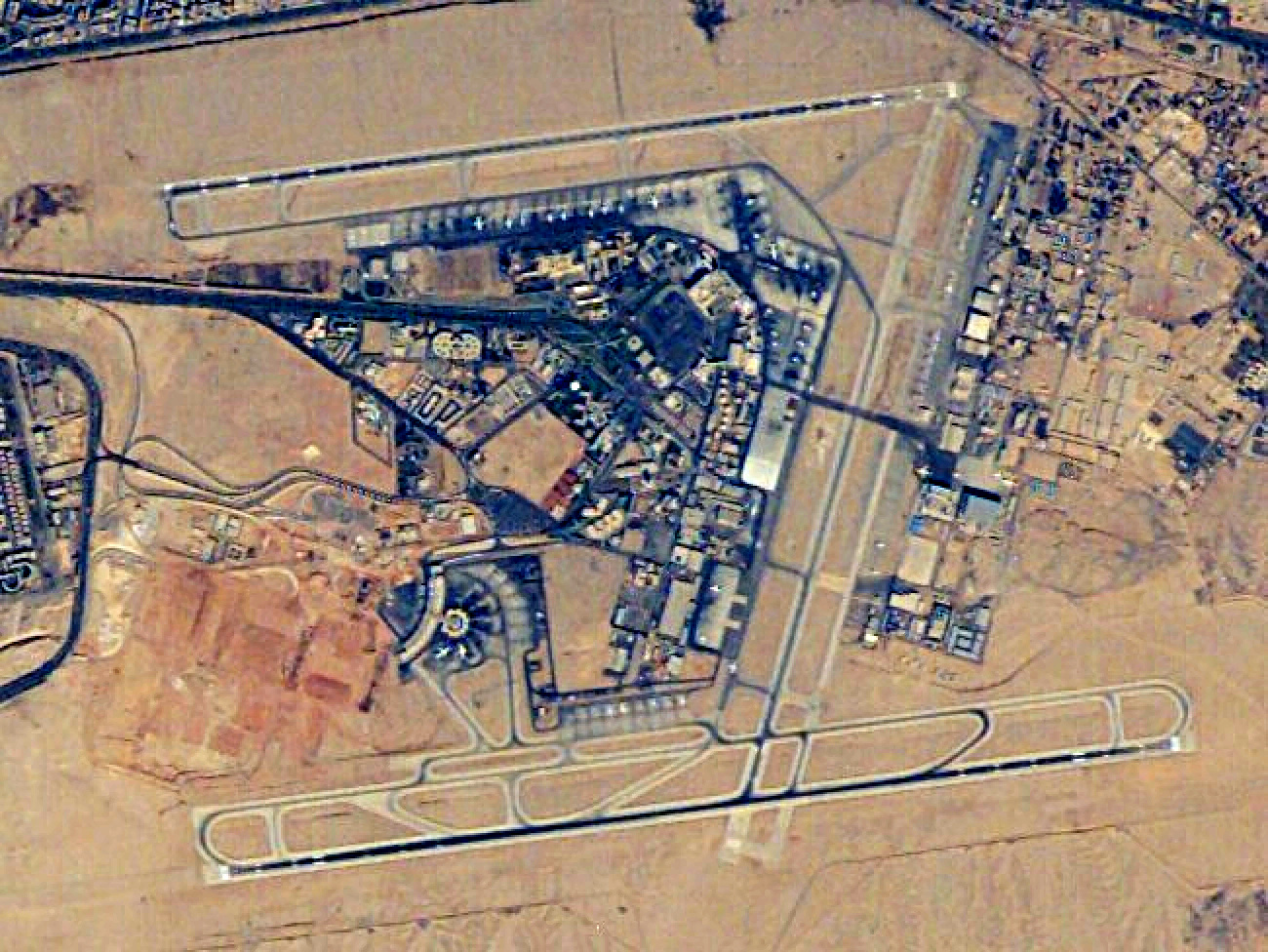
Каїрський аеропорт з неба
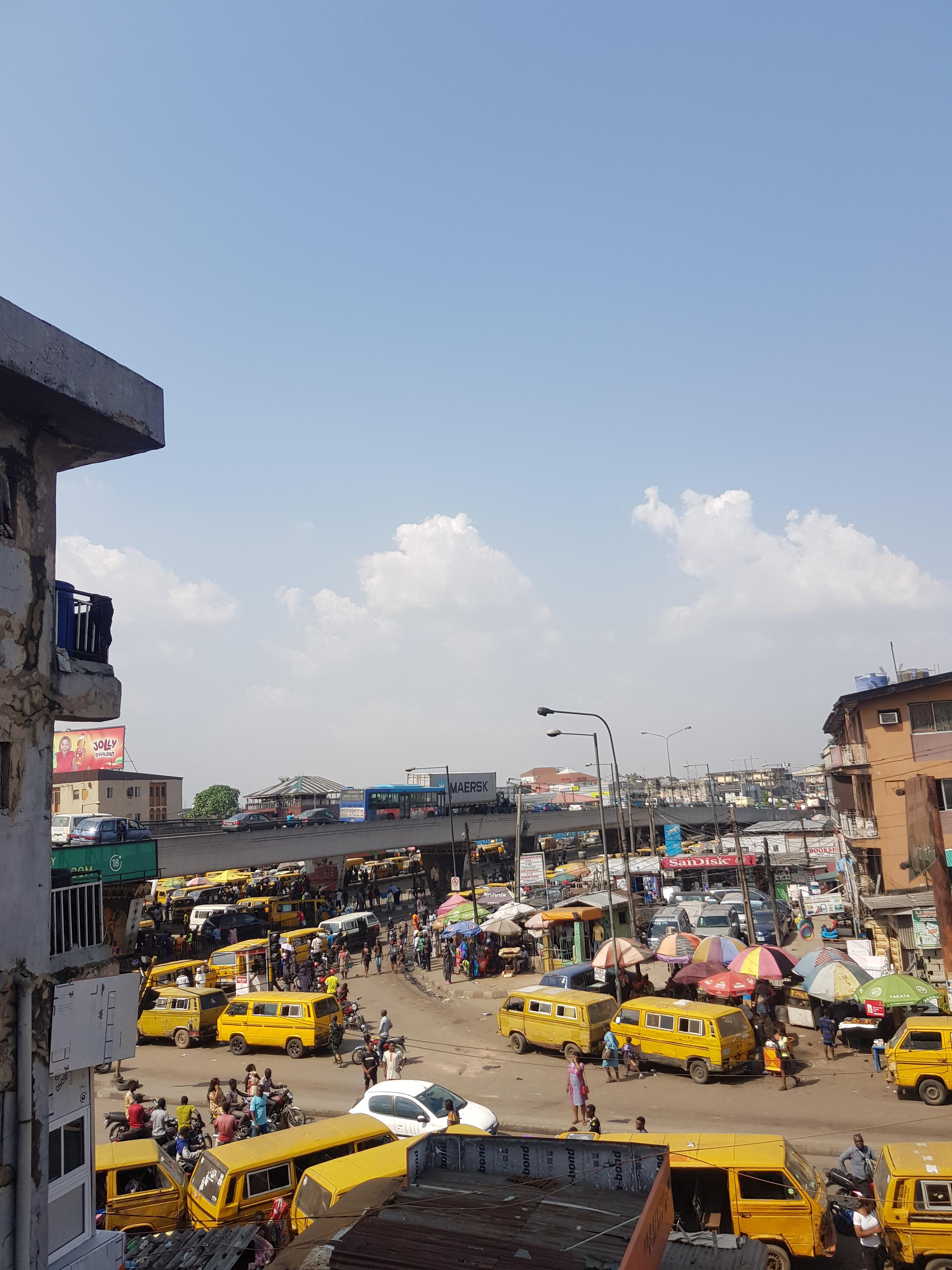
Маршрутні таксі в Нігерії

Повітряний. Через своє положення континент виступає важливим вузлом міжнародного авіатранспорту. Загальна протяжність повітряних шляхів становить 450 тис. км. Повітряне сполучення — головний шлях міжнародних пасажиропотоків для африканських країн. Особливо важливе значення повітряне сполучення має для країн, що не мають виходу до моря. Внутрішні повітряні перевозки забезпечують сполучення віддалених слаборозвинених районів; критичні в часи посух, повіней, епідемій, громадянських конфліктів. На континенті розміщується до 140 міжнародних аеропортів (кожна країна володіє принаймні одним). Найбільші аеропорти континенту, що входять до 100 найбільших у світі: Каїр (CAI), Йоганнесбург (JNB), Дурбан (DUR), Алжир (ALG), Оран (TAF), Туніс (TUN), Триполі (TIP), Касабланка (CMN), Найробі (NBO). У більшості країн створено власні національні авіакомпанії, що працюють на внутрішніх ринках авіаперевезень.
Трубопровідний. Наймолодший вид транспорту, що з'явився на континенті у 1950-х роках з початком видобування нафти і газу. ¾ трубопроводів припадає на країни-експортери нафтогазової сировини (Алжир, Лівія, Нігерія). Вони поєднують внутрішньоконтинентальні райони видобутку з морськими портами вивозу. Дном Середземного моря прокладено газопровід з Алжиру до Італії.

### Зовнішня торгівля
Головні торгові партнери Африки: Євросоюз (Франція та Німеччина), Китай і США. Африка важливий постачальник корисних копалин на світові ринки й швидко зростаючий ринок збуту для промислових і товарів побутового вжитку.
Активна китайська зовнішньоекономічна політика (економічні форуми раз на 3 роки, навчання для 60 тис. африканських абітурієнтів щорічно) допомогла збільшити торгівлю з африканськими країнами за 20 років XXI століття у 20 разів — загальний обсяг до 204 млрд, китайський експорт до 104 млрд доларів США. КНР інвестує в будівництво африканської інфраструктури, видаючи державні кредити для національних компаній, що працюють на континенті. Індія та Індонезія намагаються наздогнати Китай, обсяг африкансько-індійської торгівлі 2018 року склав 62 млрд доларів США.
Туреччина зробила Африку пріоритетним напрямком своєї зовнішньоекономічної політики 2005 року. За 15 років обсяг африкансько-турецької торгівлі зріс у 4 рази, до 23,8 млрд, а турецький експорт до 14,4 млрд доларів США. З Єгиптом, Марокко, Тунісом, Маврикієм створено зону вільної торгівлі. Пільгові африканські рейси турецьких авіакомпаній зі Стамбулу перенаправили міжнародні маршрути; проводяться економічні форуми; турецькі посольства відкрито в 42 африканських країнах, урядовці Туреччини активно відвідують континент (лише президент Реджеп Ердоган за 16 років здійснив 51 візит до 27 африканських країн). Туреччина будує школи, лікарні й мечеті, щорічно надає 5 тис. місць для африканських абітурієнтів у своїх вишах, турецькі війська активно залучаються до військових конфліктів на півночі (Лівія) та сході, надсилає власних лікарів і технічних спеціалістів.
Обсяг африкансько-російської торгівлі 2018 року склав 20 млрд доларів США (40 % якого припадає на Єгипет). Росія довгий час використовувала Африку в якості регіону залучення технологій власних гірничих підприємств і ринку збуту зброї та продовольства, проте в кризовій зовнішньополітичній ситуації після 2014 року посилила власну політику на континенті. Веде боротьбу із джихадизмом та «кольоровим революціям» за допомогою військових радників і приватних військових компаній (Судан, ЦАР). 2019 року Росія провела перший панафриканський саміт у Сочі, витрати на який склали 67 млн доларів і який приніс підписаних угод на 14 млрд доларів США.
Вишеградська четвірка (Польща, Чехія, Словаччина та Угорщина) 2013 року поновили свою африканську політику. польський уряд запустив програму «Вперед, Африка», а Дональд Туск здійснив турне континентом. За 5 років африкансько-польська торгівля зросла майже в 2 рази до 5,3 млрд доларів США. На африканський ринок вийшли польські тракторобудівники (Ursus SA) та айтішники (Asseco). Угорщина провела ряд африканських форумів, відкрила нові посольства, надає Stipendium Hungaricum 920 африканським студентам.

#### Україна
2019 року 77 % обсягу українсько-африканської торгівлі припадало на північні середземноморські країни (Єгипет — 45 %, Алжир, Марокко), на Тропічну Африку лише 23 % (Ефіопія, Нігерія, Сенегал). Торгівля з африканськими країнами для України має значне додатне сальдо (лише з Гани, Кот-д'Івуару і ПАР Україна імпортує більше ніж продає), а обсяги ринку і структура потреб африканських економік може легко замінити всі пострадянські ринки, що їх Україна втратила з 2014 року.
Український експорт до Африки 2019 року склав 4,97 млрд доларів США (10 % від загального) і перевищив експорт до Росії. До Африки вивозиться переважно металургійна сировина (чорні метали, руди, шлаки, зола) та аграрна продукція (зерно, олія, насіння). Україна свого часу була одним з провідних постачальників радянської військової техніки для африканських країн.
Імпорт товарів з Африки 2019 року склав 0,91 млрд доларів США. З Африки везуть боксити (Гвінея) для Миколаївського глиноземного заводу, марганцеві (Гана) та інші руди, какао-боби (Кот-д'Івуар), добрива, тютюн, горіхи та тропічні фрукти.

### Економічна інтеграція
У Африці відбуваються помітні інтеграційні процеси як на регіональному, так і на континентальному рівні, які торкаються не лише вузькоспеціалізованих аспектів міжнародних відносин (культурних, торговельних), але розвивають політичну кооперацію за зразком європейської. Характерною рисою є висока ступінь їх інституалізації. Провідна організація в цих процесах — Африканський Союз (утворений 1963 року як Організація Африканської Єдності, штаб-квартира в Аддис-Абебі). Для північних арабських країн важливою є Ліга арабських держав. Створено близько 200 економічних об'єднань різного рівня, масштабу і спрямованості, найбільші з яких: західно- (ECOWAS), південно- (SADC) і центральноафриканське (ECCAS), Спільний ринок Східної та Південної Африки (COMESA). Економічна кооперація, у порівнянні з 1970-1980-ми роками, розвивається в нових умовах взаємо- та протидії глобалізації світової економіки, посилюється маргіналізація позицій африканських держав. Інтеграція вже не тільки інструмент формування самодостатніх економік на противагу спільним ринкам високорозвинених країн (ЄС, НАФТА), але й безальтернативний спосіб включення африканських країн до глобального світового господарства, показник економічного зростання і розвитку в цілому. 2020 року за європейським зразком було запроваджено безмитну Африканську континентальну зону вільної торгівлі.

## Культура

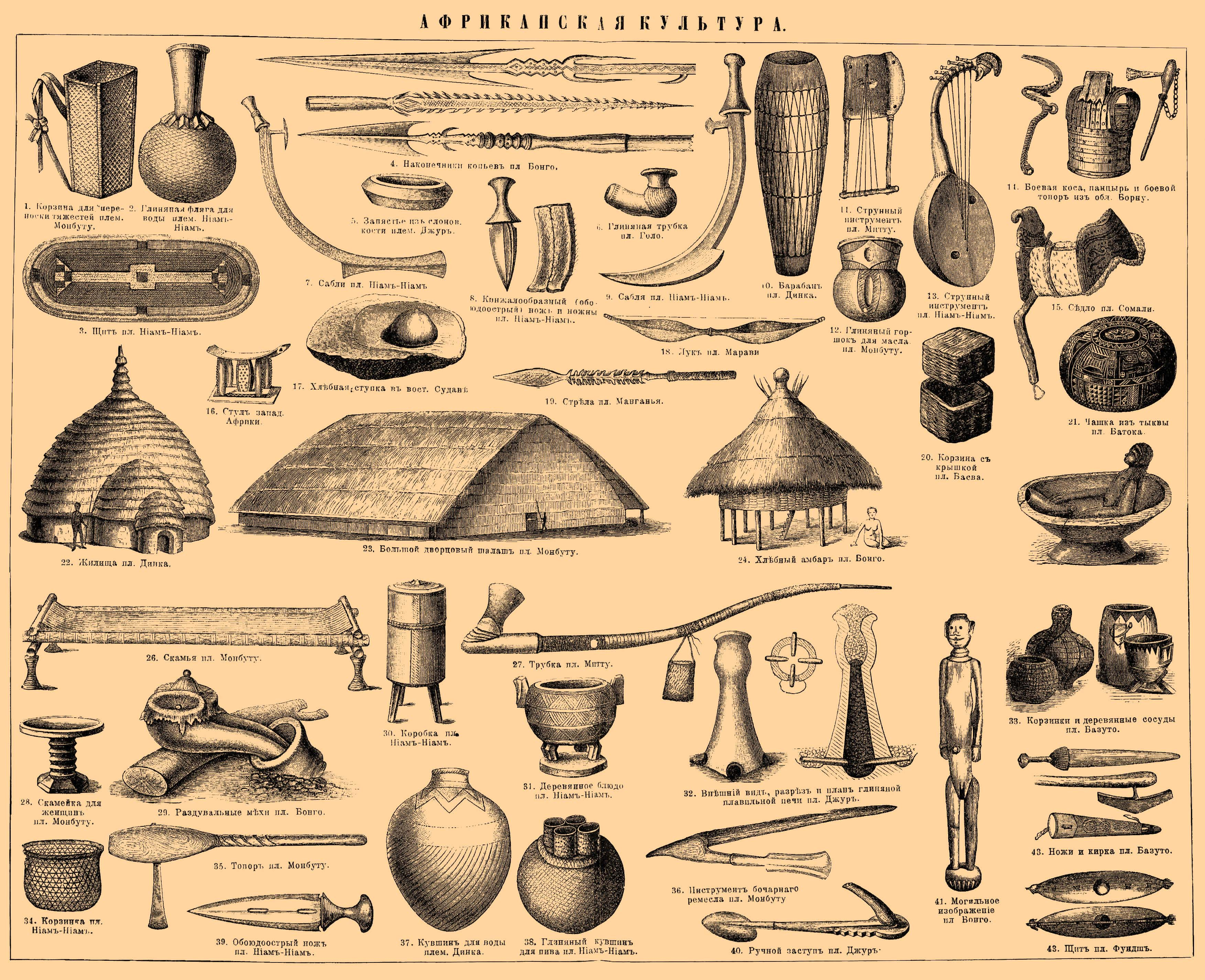
Предмети матеріальної культури африканських народів, XIX століття
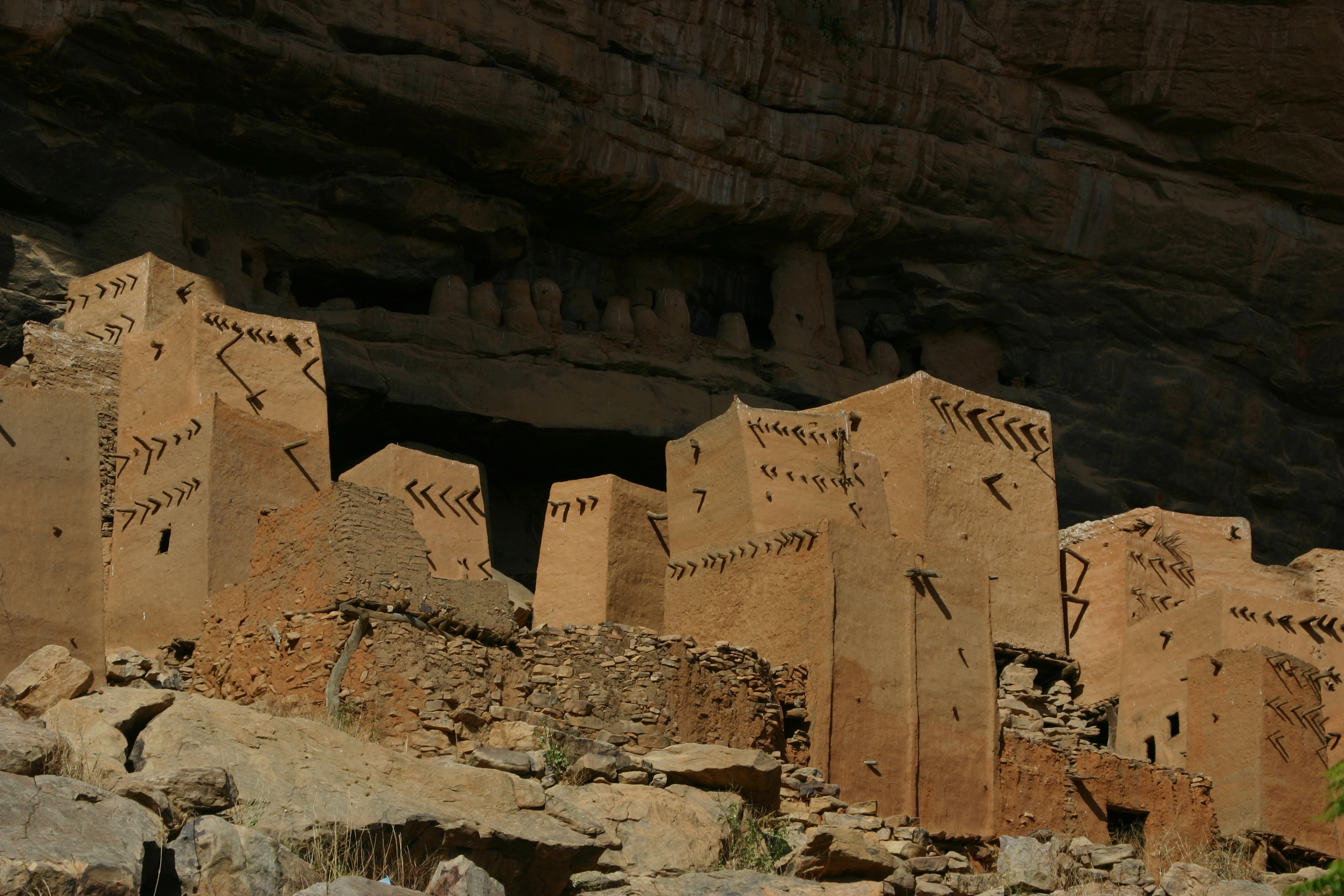
Поселення догонів, Бандіагара, Малі
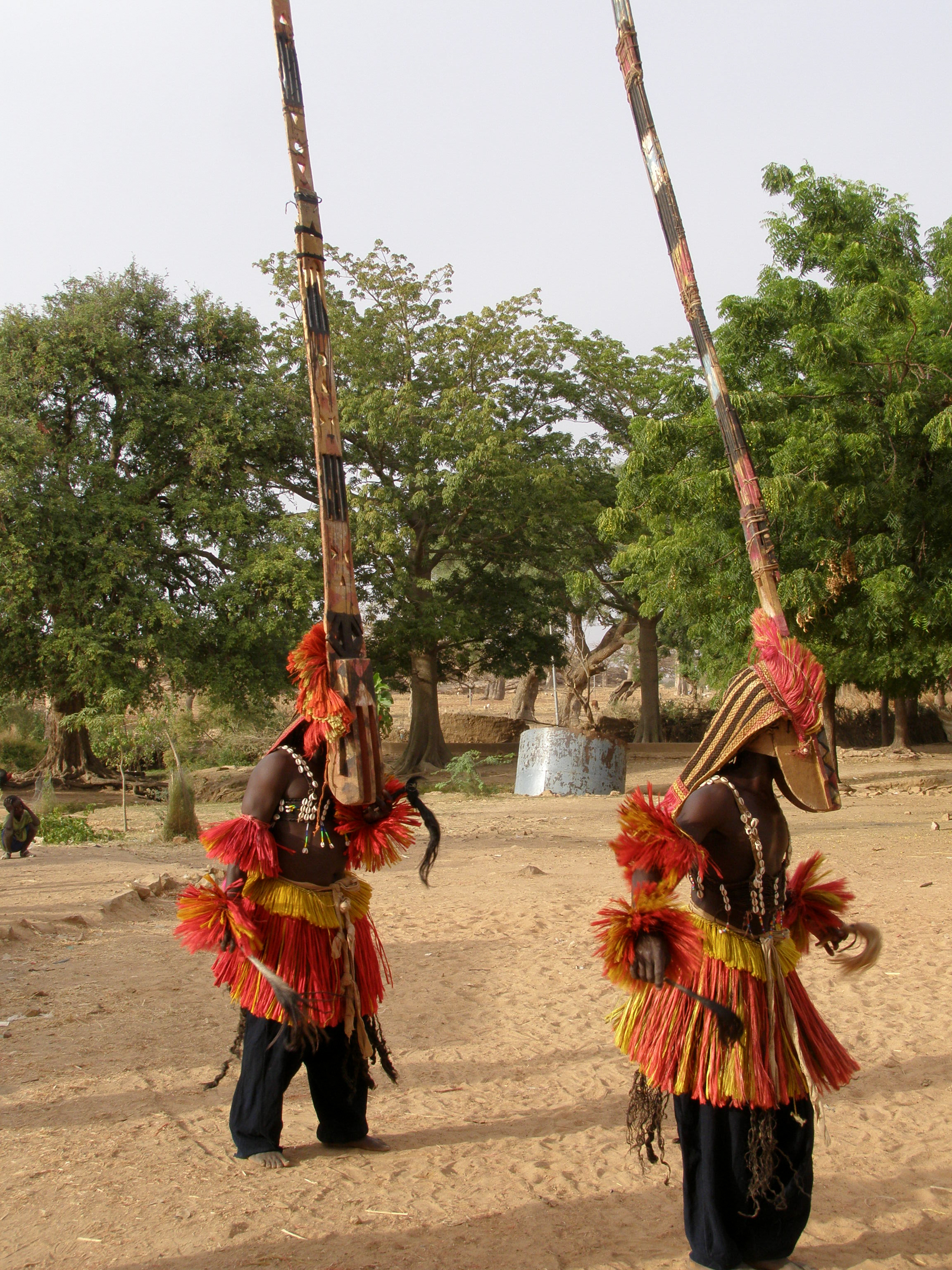
Догонські маски, Малі
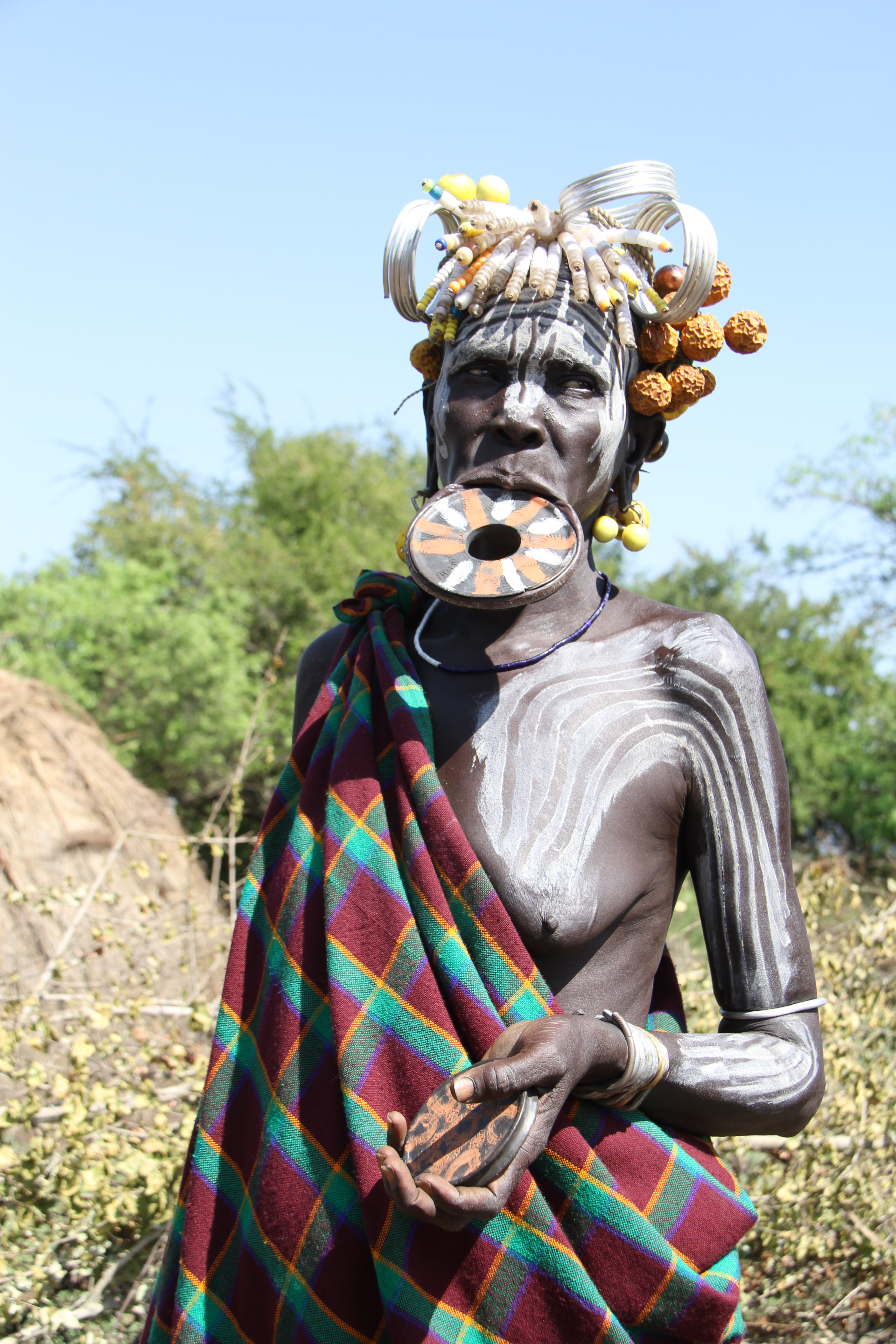
Жінка з племені мурсі, Ефіопія
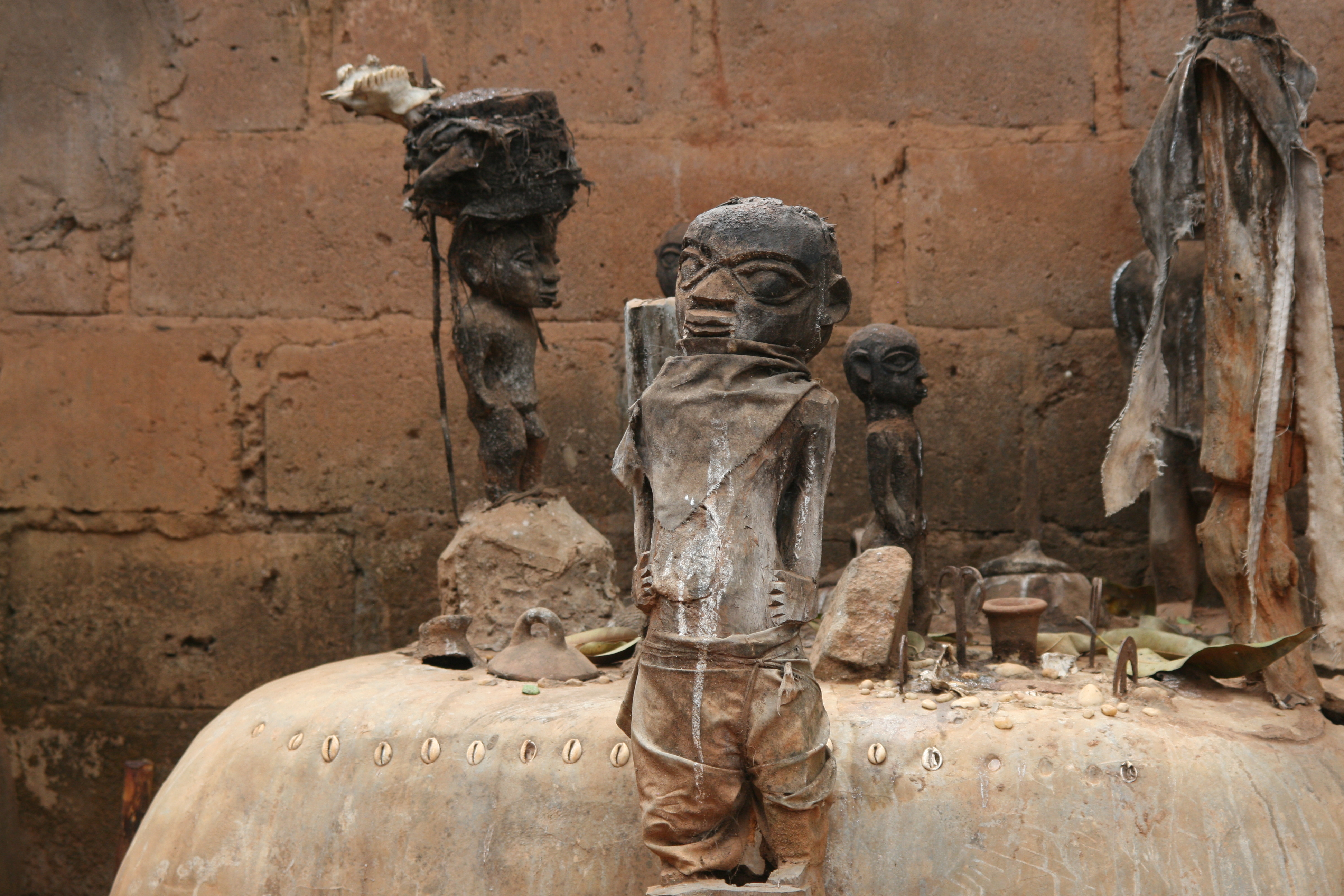
Вівтар вуду

### Архітектура
Архітектура Африки, подібно до інших елементів культури континенту, надзвичайно різноманітна. Протягом довгих століть африканці розвивали власні місцеві архітектурні традиції. Інколи можна прослідити на великих відстанях характерні риси єдиної традиції, наприклад судано-сахельська архітектура у Західній Африці, часом будівлі сусідніх народностей і племен складають мозаїчну картину на відносно невеликій території. Типова тема традиційної африканської архітектури — використання фрактального масштабування, коли оформлення невеличких частин споруди повторюються у більших масштабах всієї будівлі, або плануванні й розстановці таких будівель. Так концентричне поселення може складатись із круглих будівель. На окремі традиції в окремих регіонах мав значний вплив сусідніх культур. Так північ і північний схід зберіг арабський середньовічний канон. Західноєвропейська архітектура впливала на будівельні прийоми прибережних регіонів з кінця XV століття і зараз є важливим джерелом натхнення для багатьох архітекторів, особливо у великих містах.
Місцеві будівельники історично використовували широкий спектр підручних матеріалів, що варіюються в залежності від регіону та цілей будівництва. На півночі широко застосовували каміння та трамбовану землю; в Абессомалії — каміння та вапновий розчин; у Гвінейському регіоні — саман, глину, трамбовану землю; у Центральній Африці — дерево, солома та інші швидкопсувні матеріали; на півдні — каміння, дерево, солому.

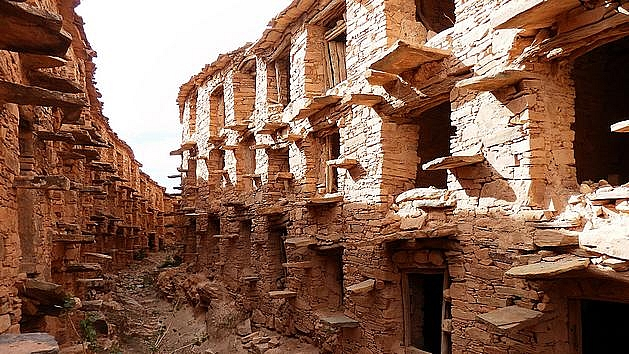
Міська забудова Агадиру, Марокко
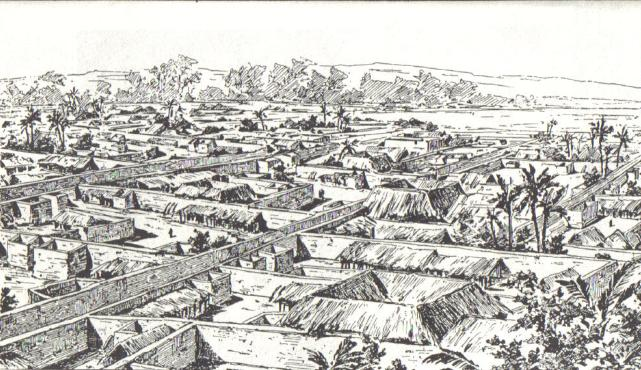
Міська забудова у Беніні, 1897 рік
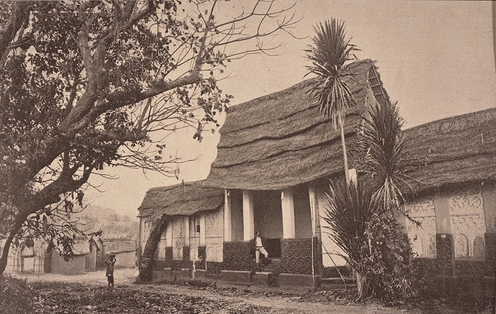
Традиційна будівля народу ашанті, Гана
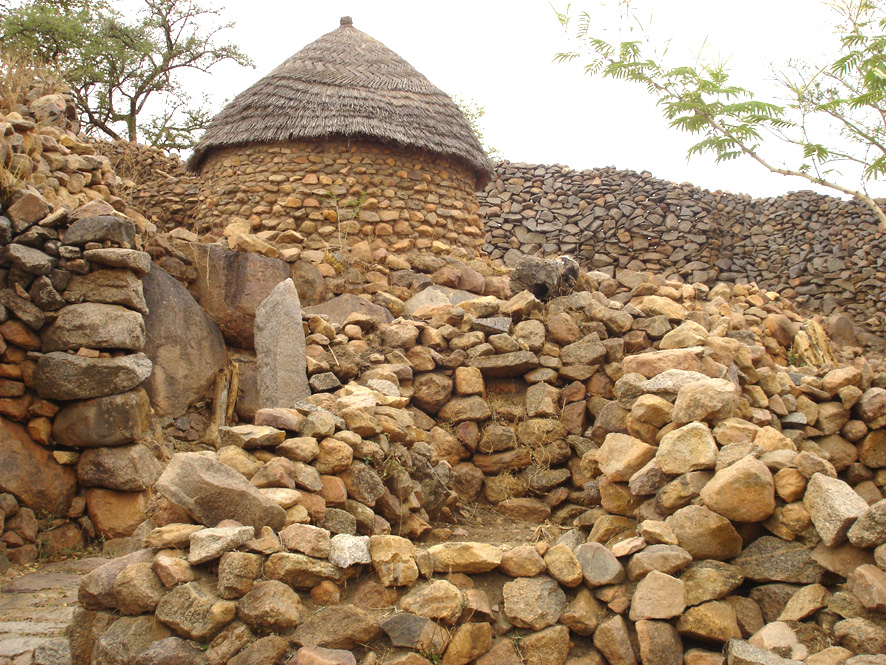
Суха кам'яна кладка в горах Адамава, Камерун
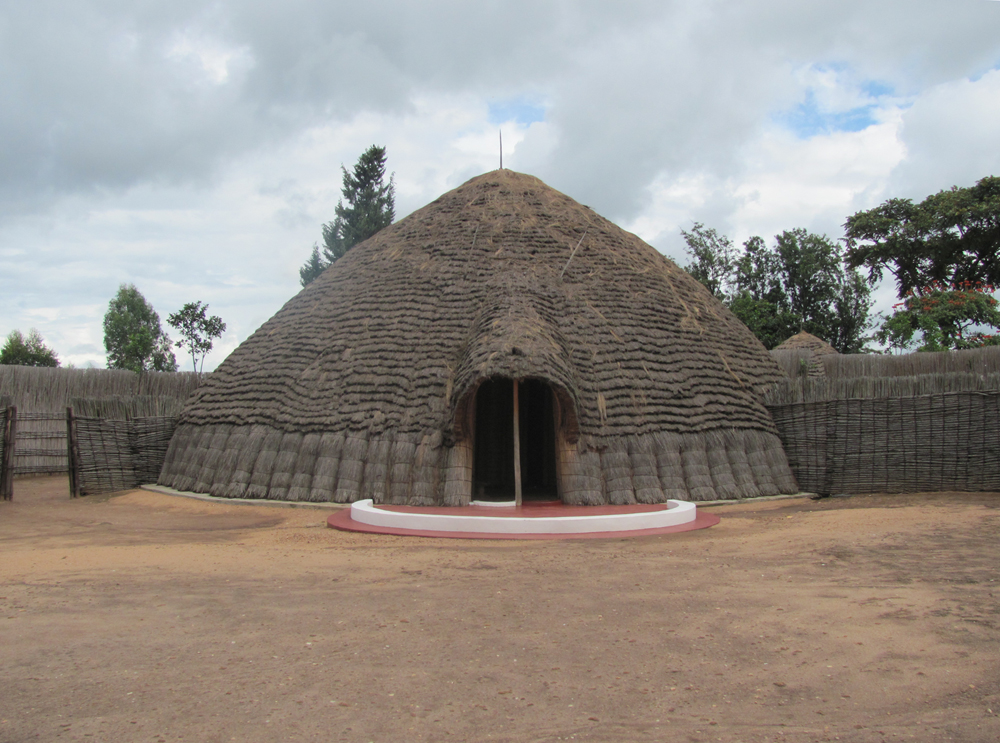
Королівський палац у Ньянзі, Руанда

У Східній Африці поширені два типи будівель: циліндрична хата з конусоподібним дахом і прямокутні хати (тембе) з плоским дахом. Високе розмаїття типів поселень і будівель (з тростини, трави, каменю, шкіряні намети в скотарів-кочовиків) спостерігається в окремих областях гірської Ефіопії.

### Музика і танці
Традиційна музична культура континенту досить оригінальна, вона має багатотисячолітню історію, її різноманітні прояви та особливості, в залежності від регіону становлення та розвитку, утворюють неповторну строкату ковдру культурного ландшафту цього куточку світу. Пісні та музика африканськими народами використовуються в ритуалах та релігійних церемоніях, щоб передавати оповідання та легенди з покоління в покоління, а також заради виразу та передачі емоцій. Музичні традиції передаються усно, а перші спроби записати їх нотами припадають на кінець XIX століття. Починаючи з XX століття відбувається накопичення аудіо-візуального масиву зразків такого виду творчості.
Для субсахарської Африки традиційним є використання ударних інструментів — барабани, (дунумба, сангбан, кенкен, джембе) ксилофони, мбіра або «фортепіано з великим пальцем». Музична традиція африканської діаспори на американському континенті є своєрідною сумішшю окремих місцевих традицій з різних куточків Африки, що зростала під впливом модерної європейської музичної традиції й стала невідємною складовою американської, латиноамериканської загалом і окремо карибської та бразильської музичних культур. Вихідці з Африки вплинули на популярну музику, створивши або розвинувши такі музичні жанри: сока, каліпсо (кайсо), зук, бомба, конга, син, румба, сальса, кумбія, самба, тверкінг.

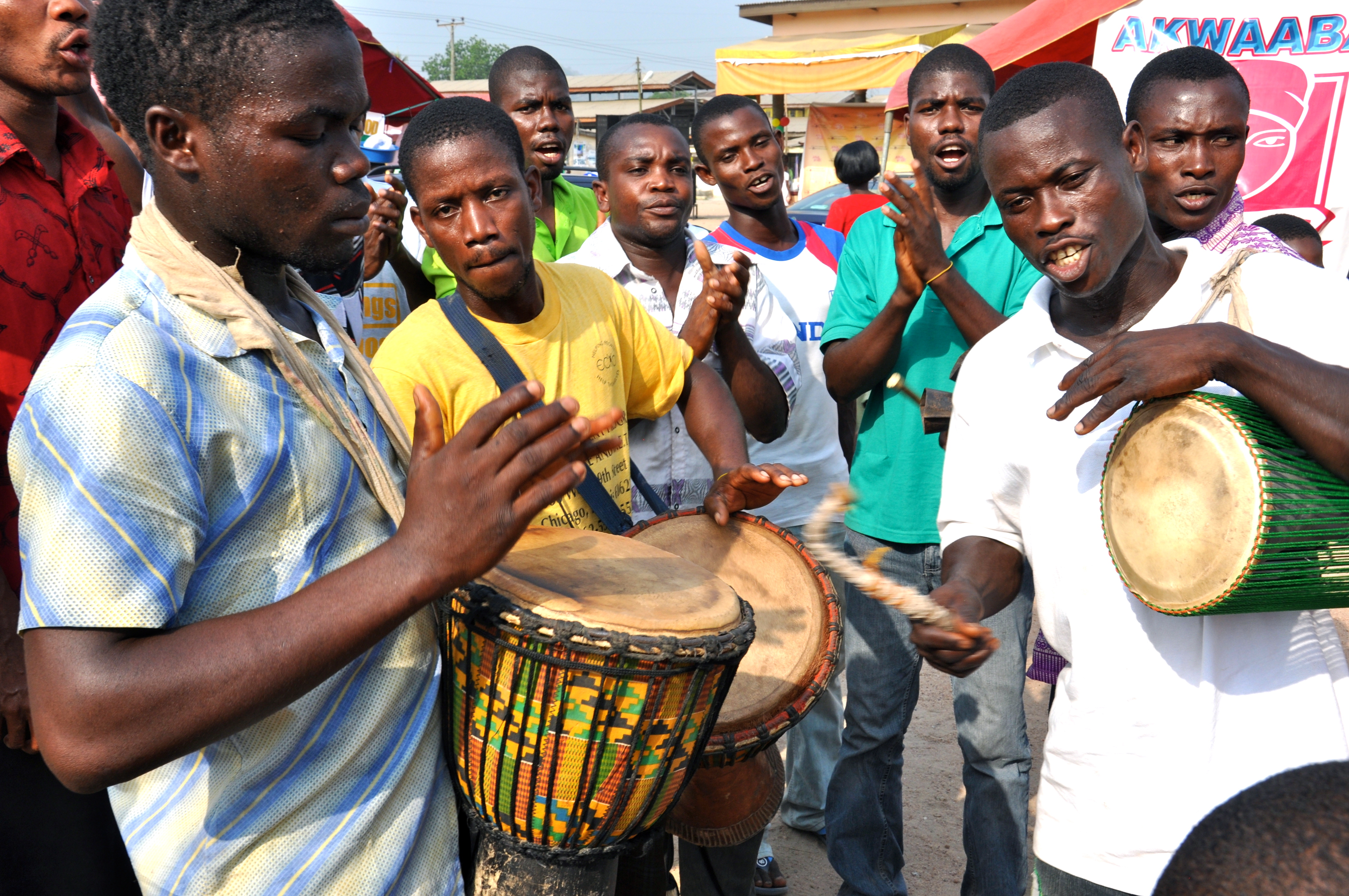
Ритм і барабани — основні елементи африканської музичної культури
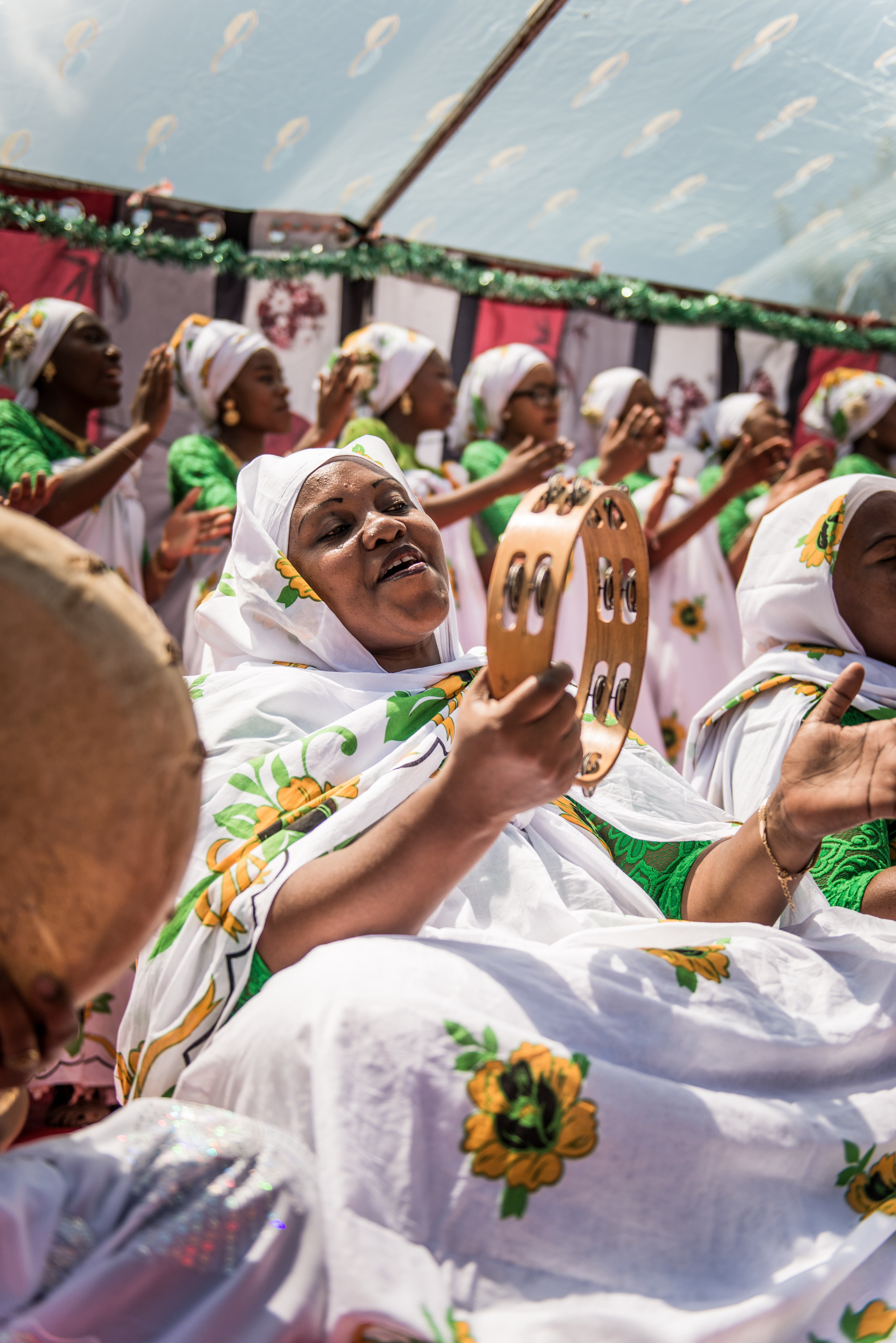
Церемонія дебаа на Коморах
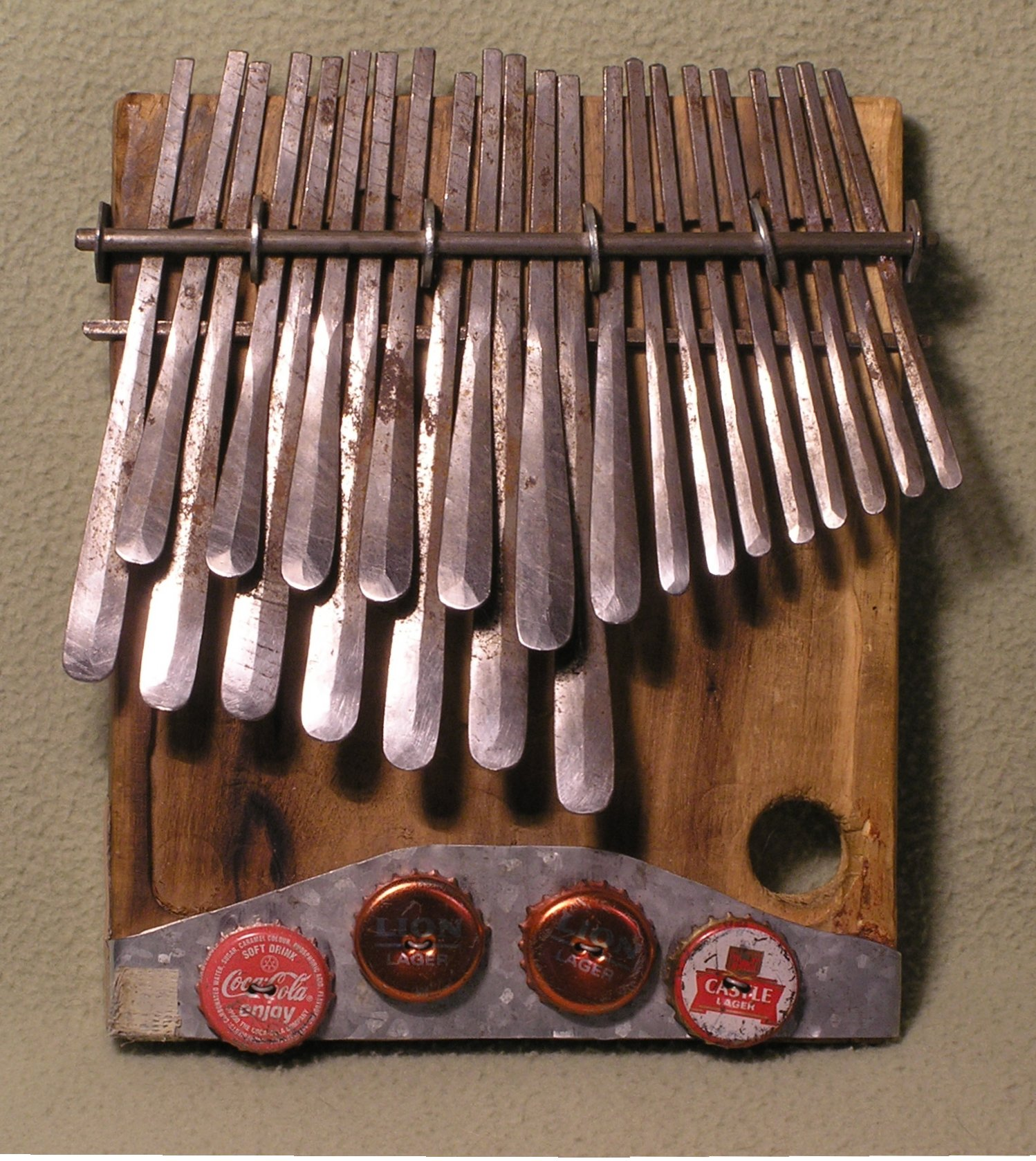
Мбіра, або калімба
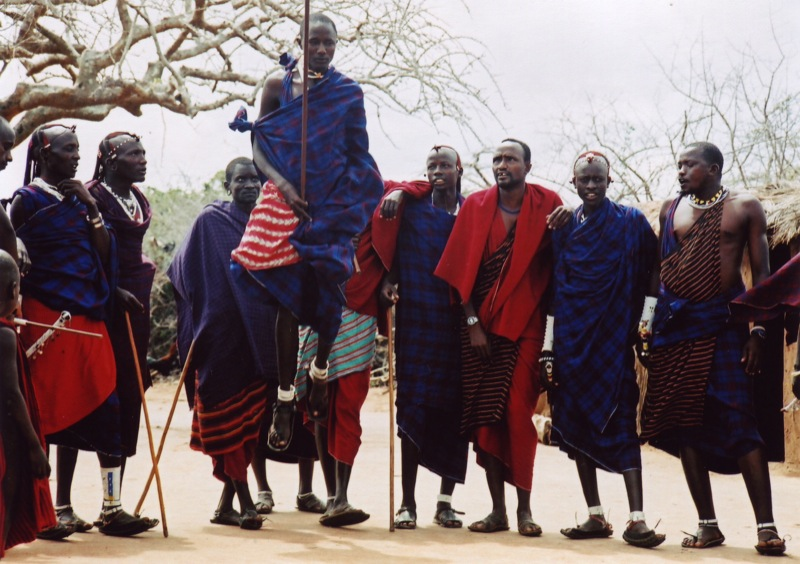
Адуму — традиційний танок масаїв
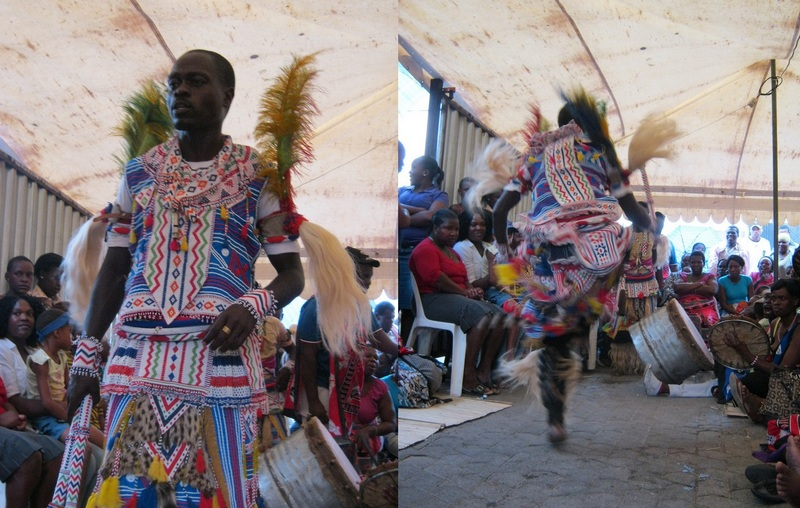
Ритуальний танок південноафриканського цилітеля (сангома)
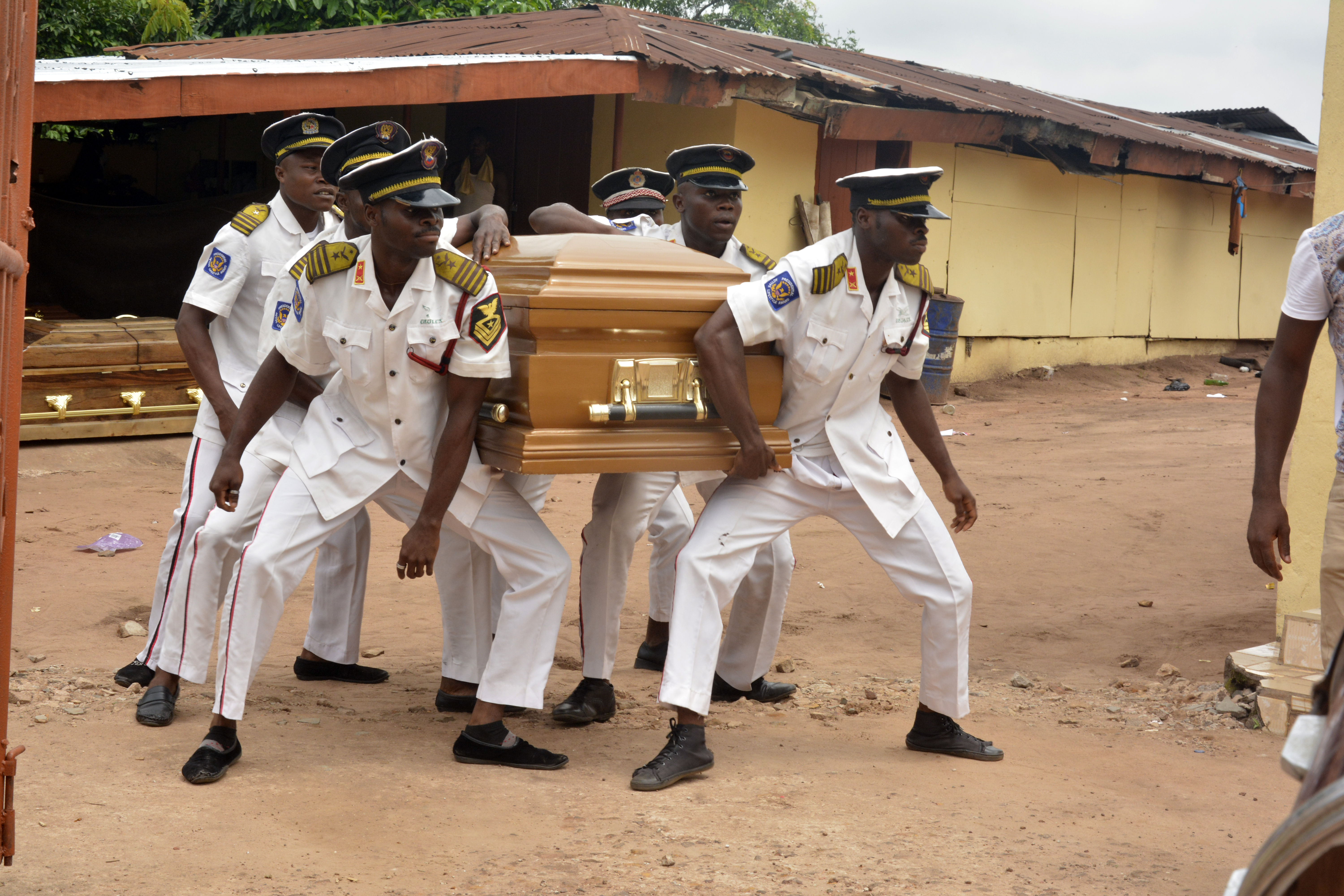
Танцюючі носії труни, Нігерія

Традиції танців на континенті мають численні культурні відмінності у стилях рухів та музичного супроводу. Найбільше відрізняються мусульманська північ материка та субсахарська Африка. Для традиції останньої особливо характерна артикуляція кінцівок тіла, повноцінні рухи всім тілом та підвищена амплітуда та швидкість таких рухів. У танках населення вивчає патерни соціальної поведінки та цінностей. Вони допомагають людям працювати, зростати, звеличувати або критикувати окремих членів громади. Танок використовують на святах і похоронах, під час змагань, для ілюстрації оповідань, прислів'їв та поезії, різноманітних релігійних ритуалів. Африканський танок переважно інклюзивний, глядачі виступають активними учасниками вистави. За винятком деяких релігійних або ініціаційних танців, бар'єр між танцюристами та глядачами відсутній як поняття.

### Образотворче мистецтво

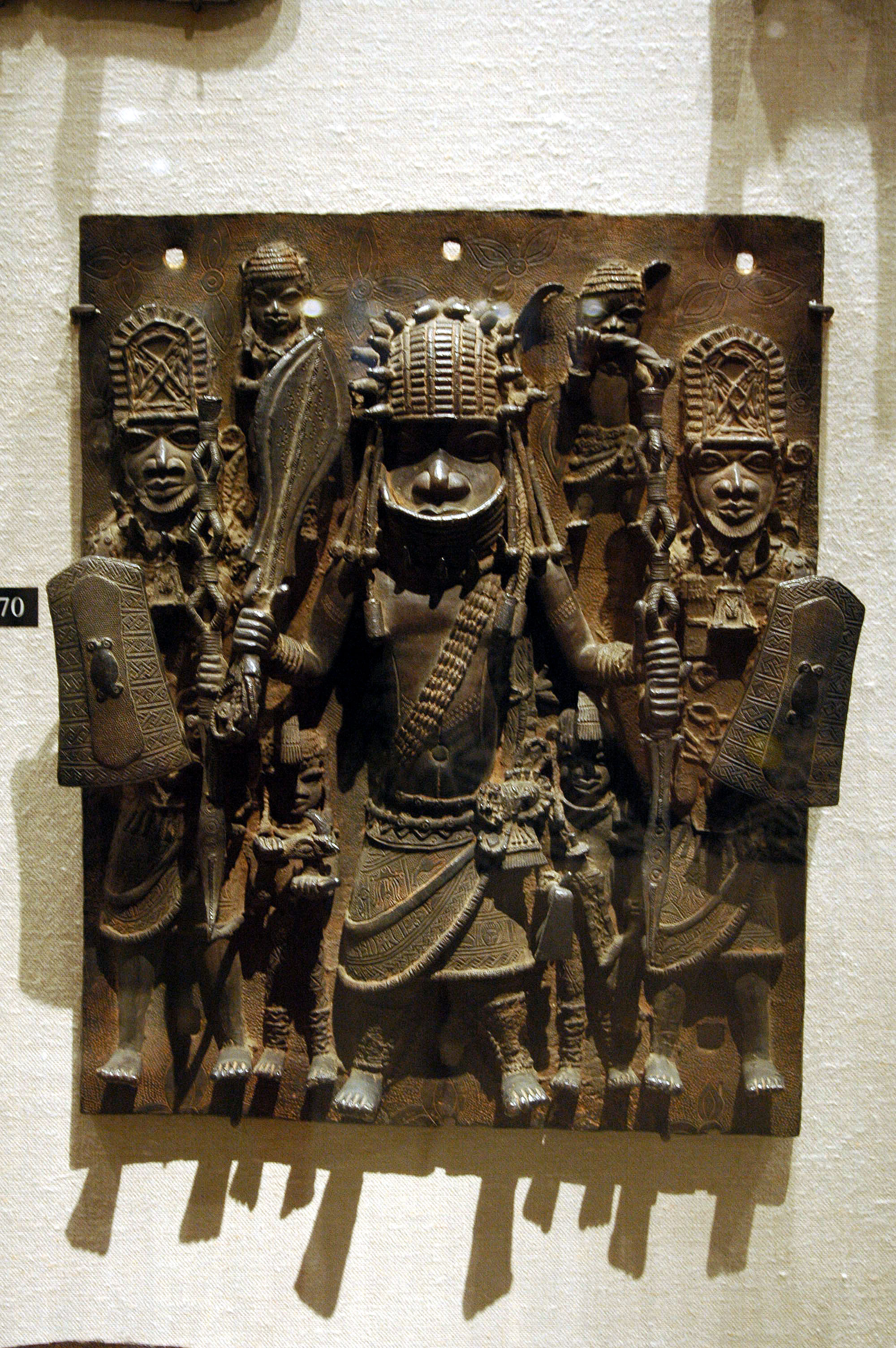
Латунний барельєф, королівство Бенін, XVII століття
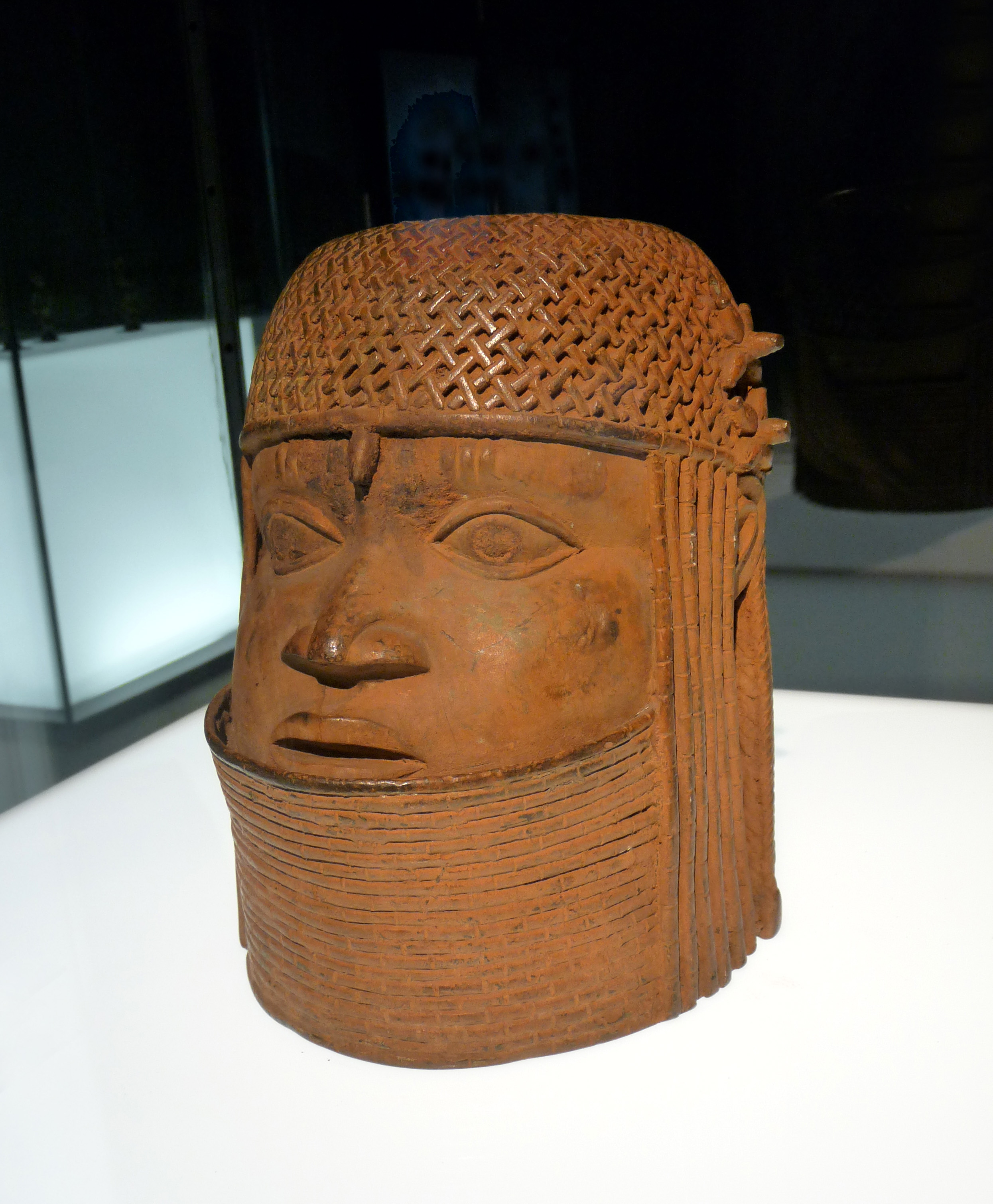
Бронзова голова, королівство Бенін, XVIII століття
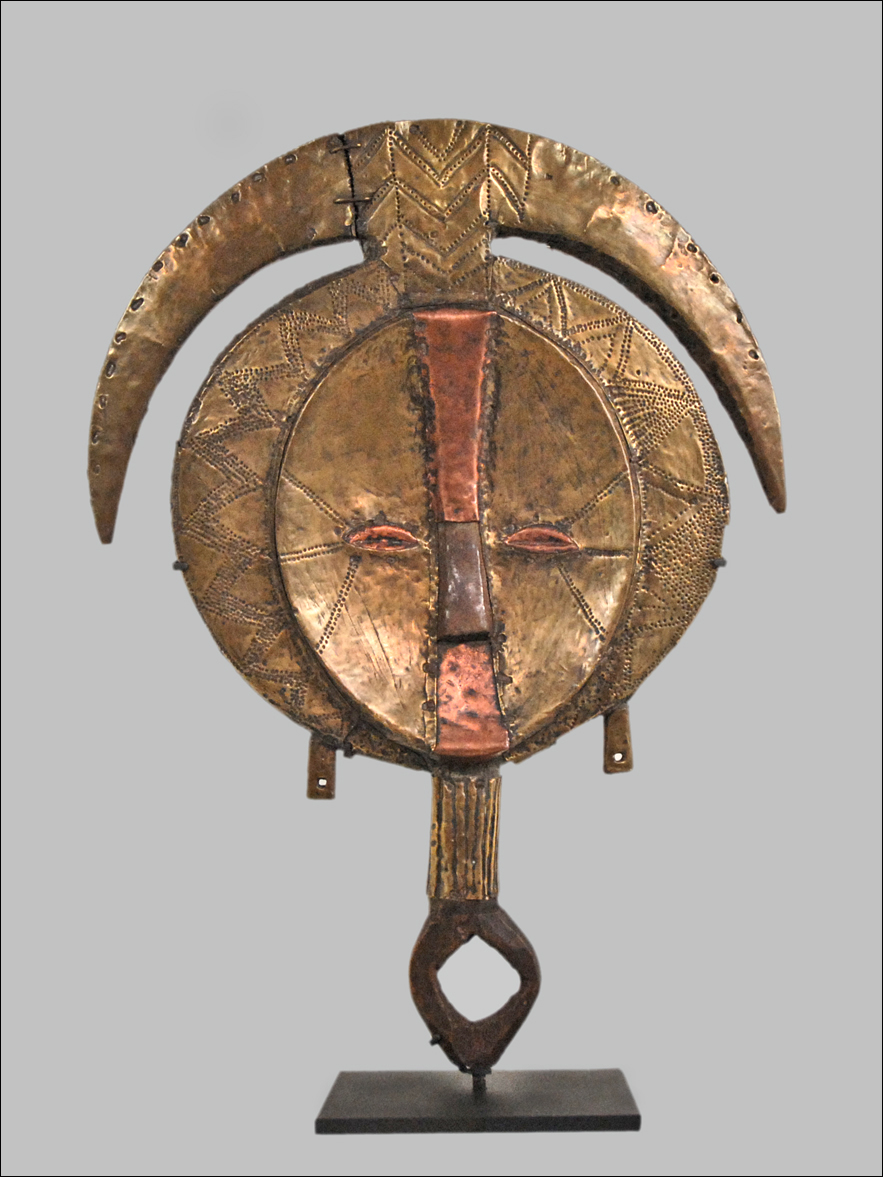
Релікварій народу кота, Габон, кінець XIX століття
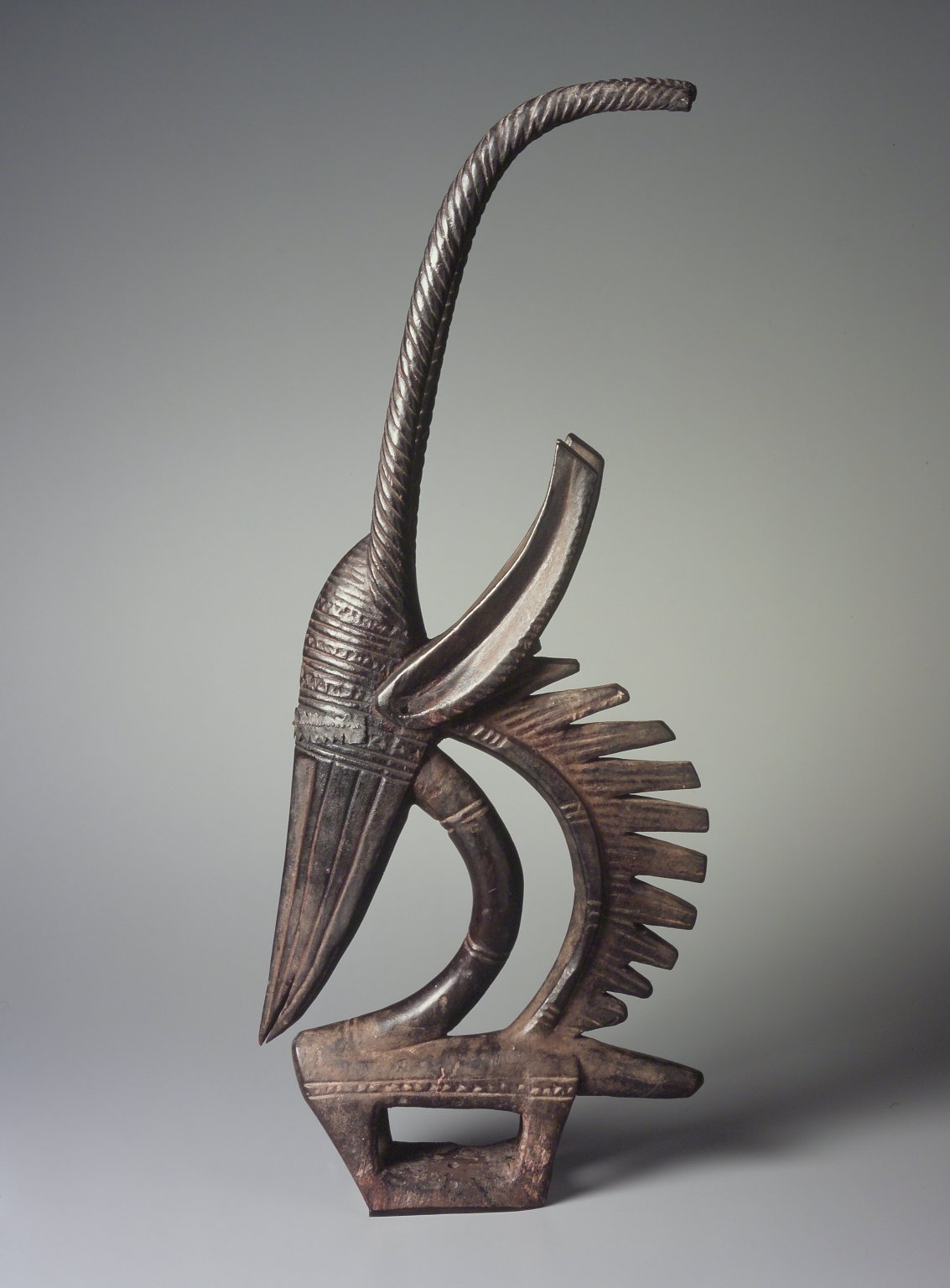
Елемент головного убору народу бамбара, кінець XIX століття
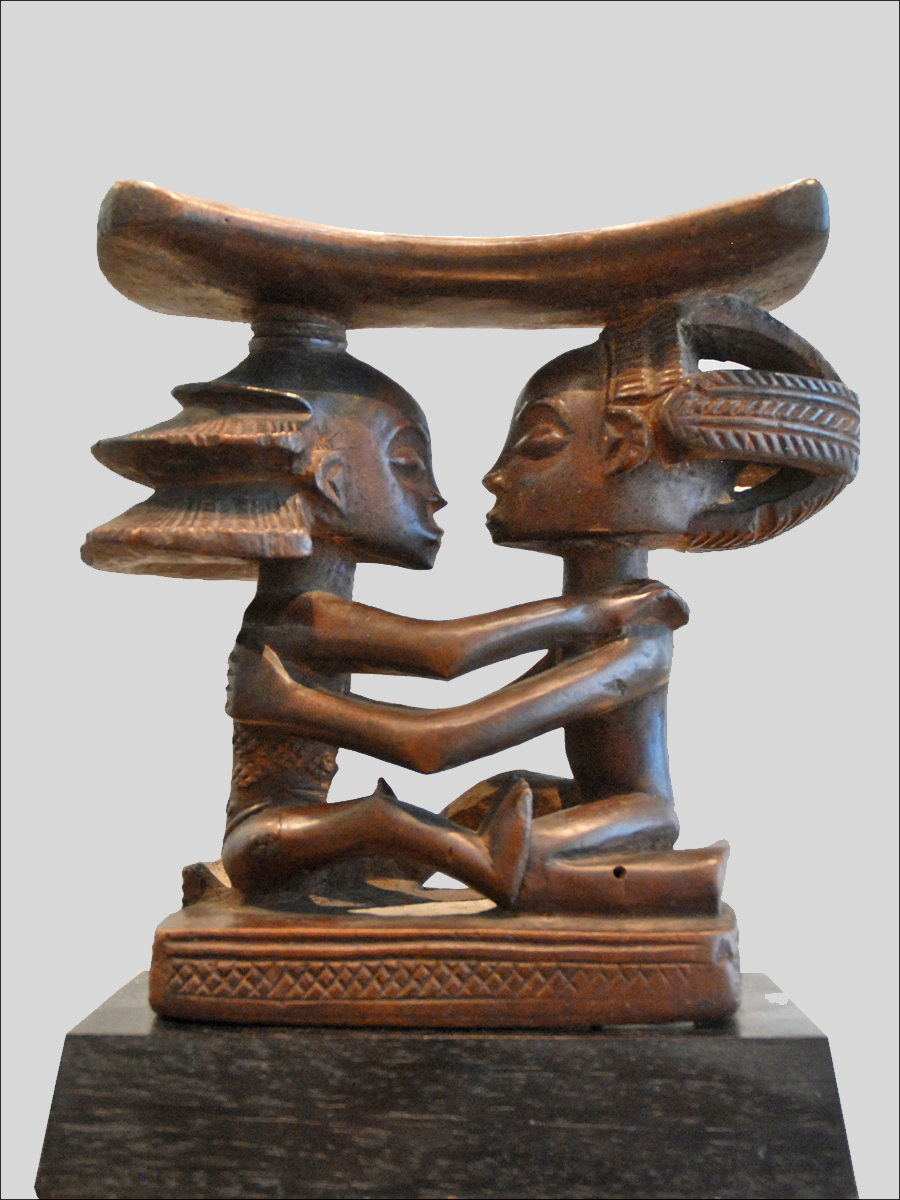
Дерев'яна підставка під голову народу луба, кінець XIX століття
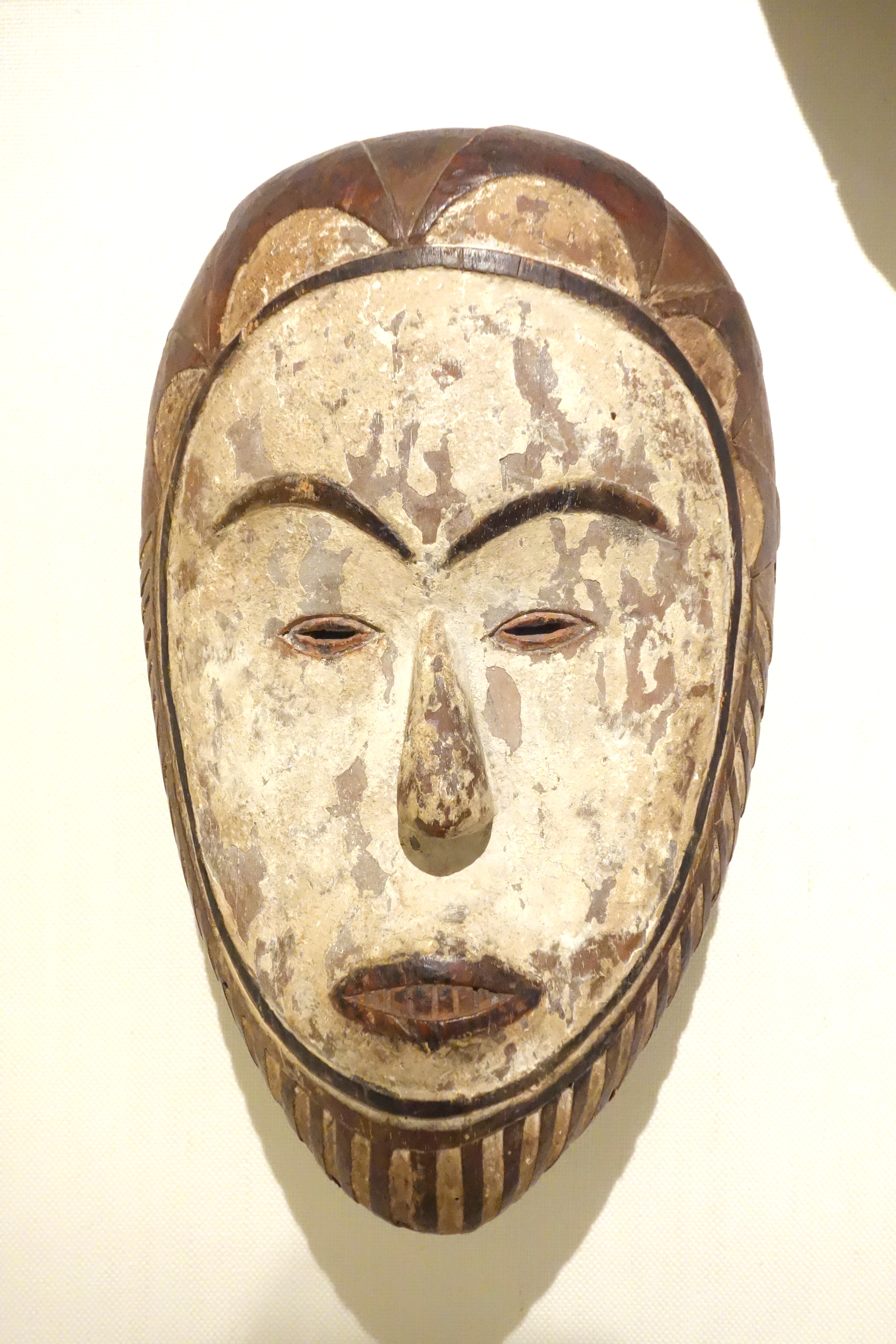
Габонська чоловіча маска, кінець XIX століття

### Спорт
Найбільш популярним командним видом спорту на континенті є футбол. В усіх незалежних країнах континенту створено власні національні футбольні асоціації, команди з яких представлені в Конфедерації африканського футболу (CAF) і змагаються на регіональному рівні за Кубок африканських націй. Єгипет 7 разів вигравав цей Кубок та тричі робив це поспіль. Національні збірні команди з футболу Єгипту, Марокко, Тунісу, Камеруну, Нігерії, Сенегалу, Гани та Алжиру і Кот-д'Івуару змагались на останніх чемпіонатах світу з футболу. Південно-Африканська Республіка першою з африканських країн провела на свої території чемпіонат світу з футболу 2010 року.
Баскетбол є другою за популярністю спортивною грою на континенті, особливо в Нігерії, Тунісі, Єгипті, Сенегалі, Кот-д'Івуарі, Анголі й Камеруні. За останні роки на континенті відбувся значний прогрес в області спорудження сучасних баскетбольних залів — Каїр, Дакар, Йоганнесбург, Кігалі, Луанда та Радес. Цьому значною мірою сприяло включення ряду баскетболістів з Африки до національної баскетбольної асоціації США, а нігерієць Хакім Оладжувон № 34 з Х'юстон Рокетс потрапив до Зали слави.

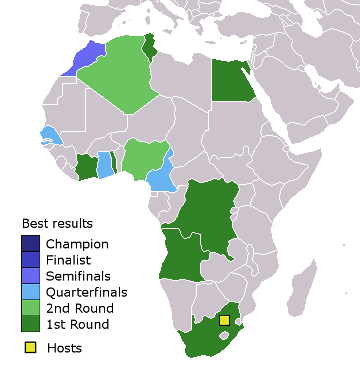
Найкращі результати африканських збірних на мундіалях (англ.)
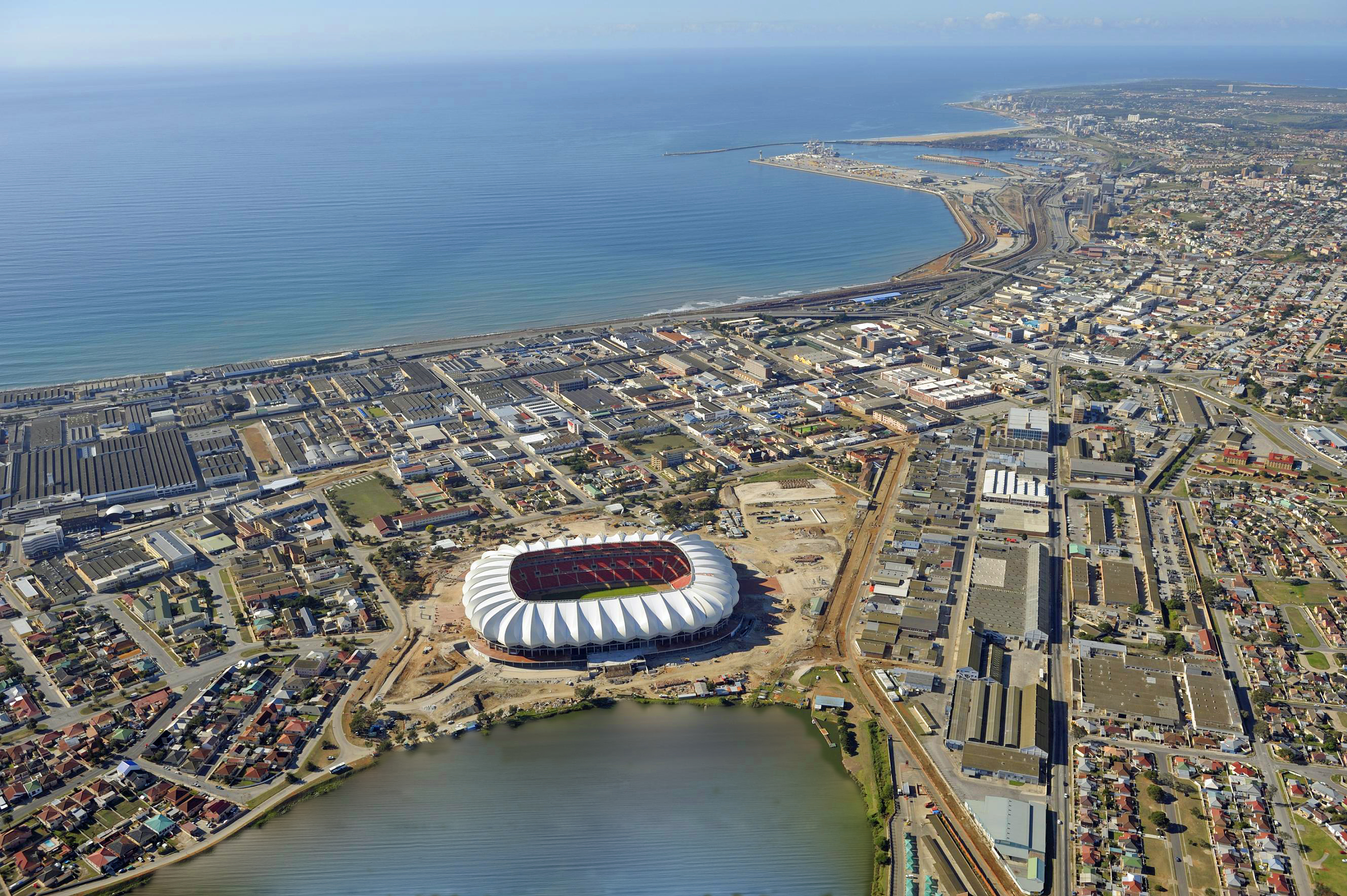
Стадіон Нельсона Мандели у Порт-Елізабеті, ПАР
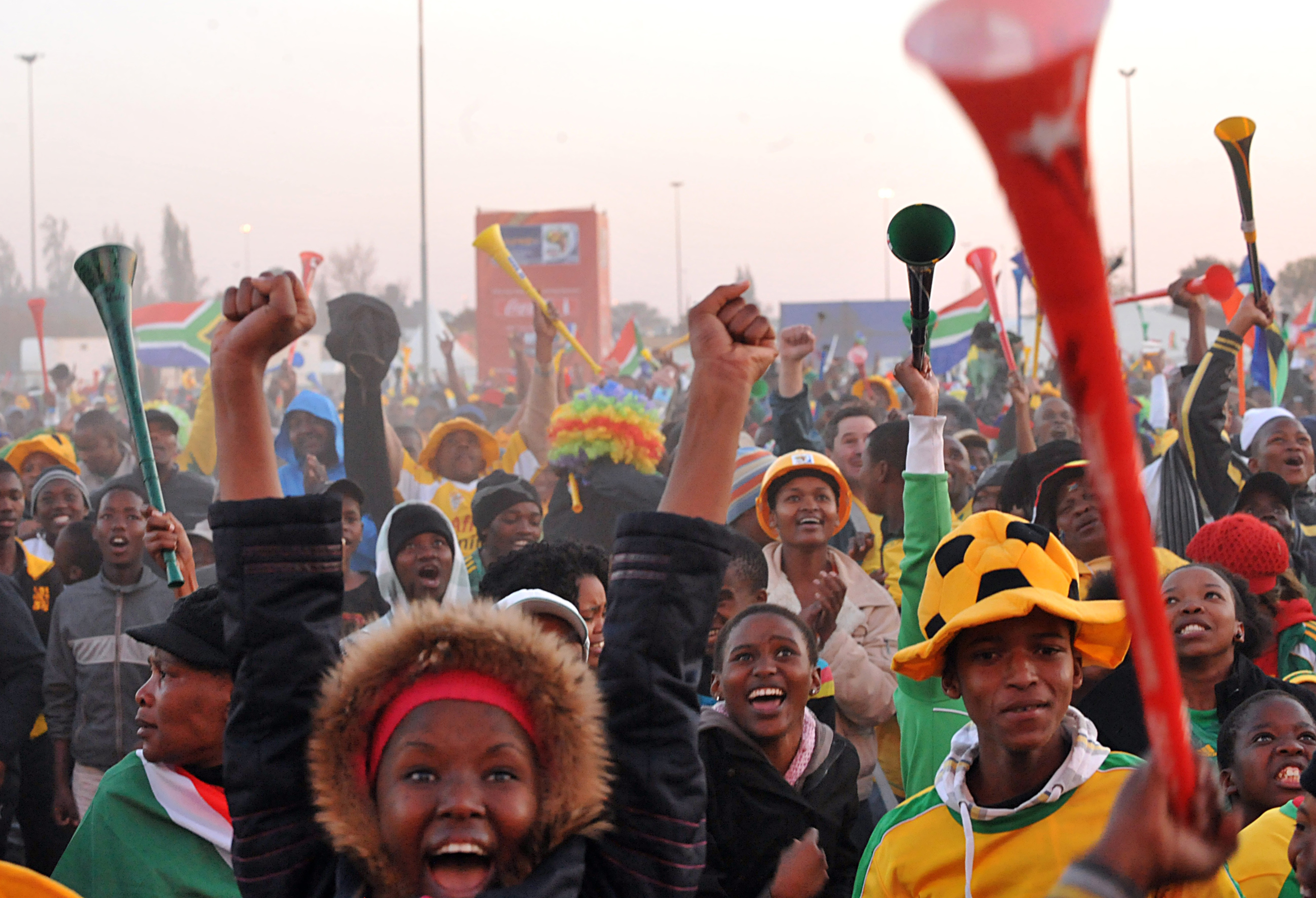
Південноафриканські футбольні вболівальники з вувузелами
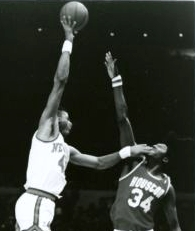
Хакім Оладжувон
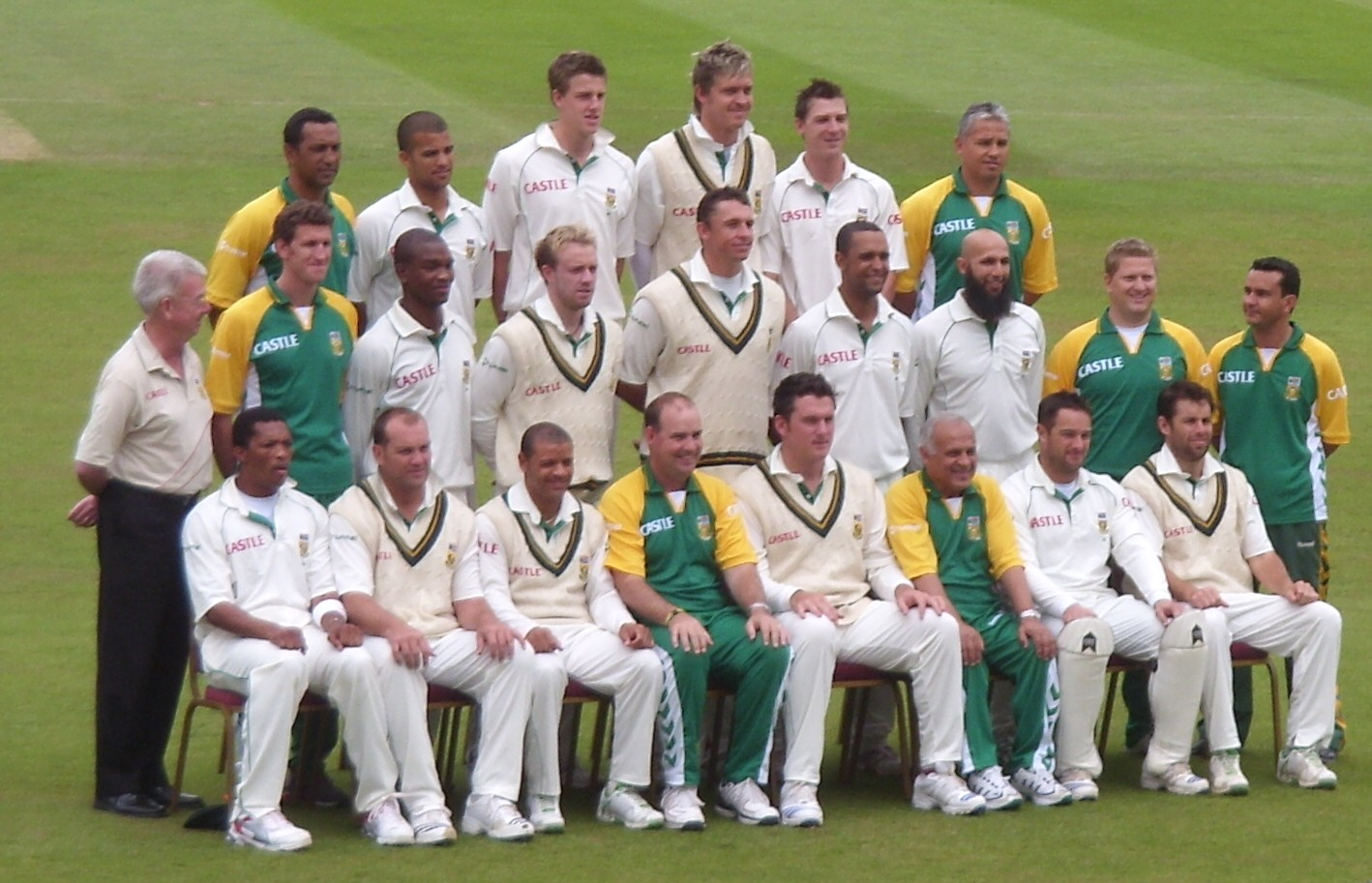
Південноафриканська збірна з крикету, 2008 рік

На півдні та сході континенту (ПАР, Зімбабве, Намібія, Кенія, Танзанія), як і в інших колишніх британських колоніях популярними видами командних змагань залишаються регбі та крикет. Три африканські країни (ПАР, Зімбабве та Кенія) спільно приймали Кубок світу з крикету 2003 року.